# Arquitectura románica en Francia

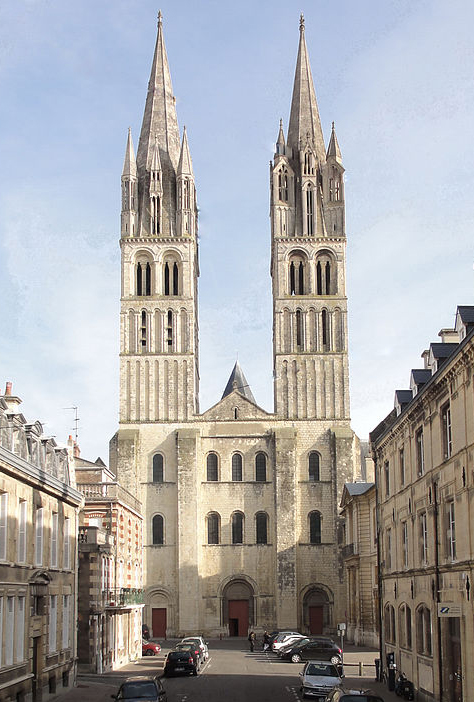
La iglesia de Saint-Étienne de la abadía de los Hombres de Caen, construida entre 1065 y 1077, con sus altas torres, tres portales y la cuidada definición de formas arquitectónicas se convirtió en un modelo para las fachadas de muchas catedrales posteriores en toda Europa (las agujas góticas son del).

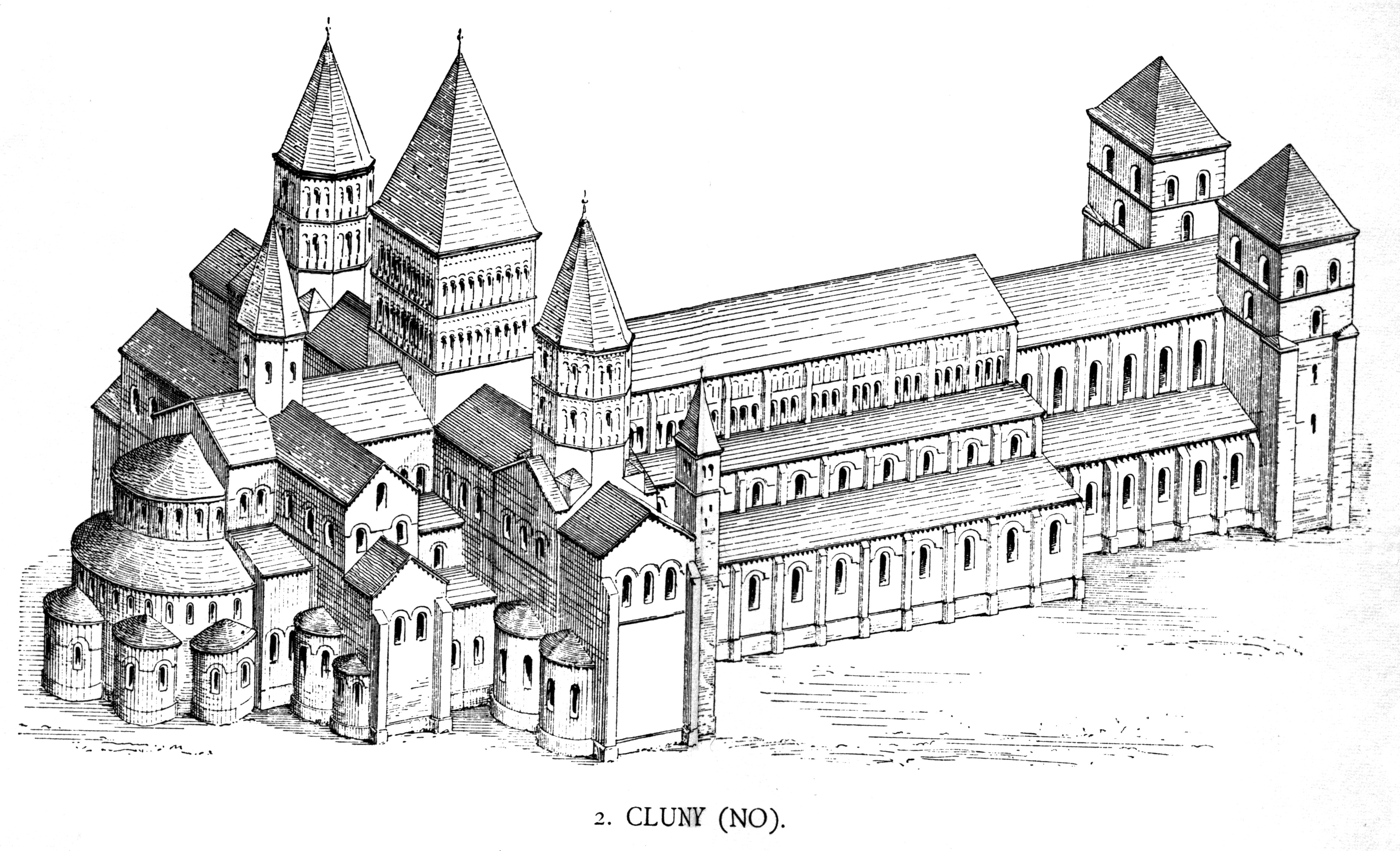
Reconstrucción de la iglesia abacial de la abadía de Cluny que, durante tres siglos, fue el edificio religioso más grande en Occidente (con 187 m de longitud) hasta la reconstrucción en 1506 de la basílica de San Pedro en Roma.

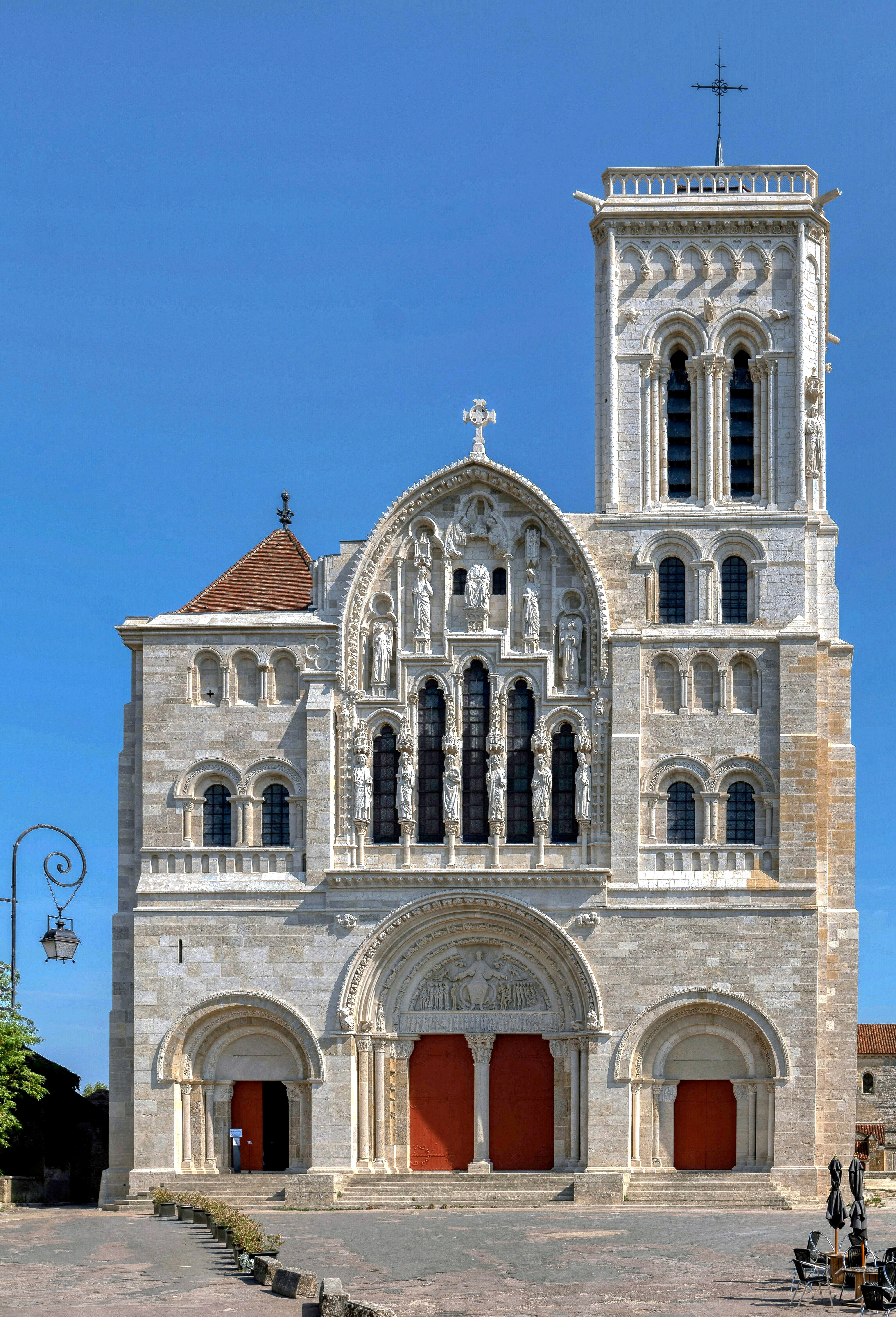
La basílica de Vézelay tiene un programa iconográfico esculpido en capiteles y pórticos que es una obra maestra de la escultura y arquitectura románica borgoñonas

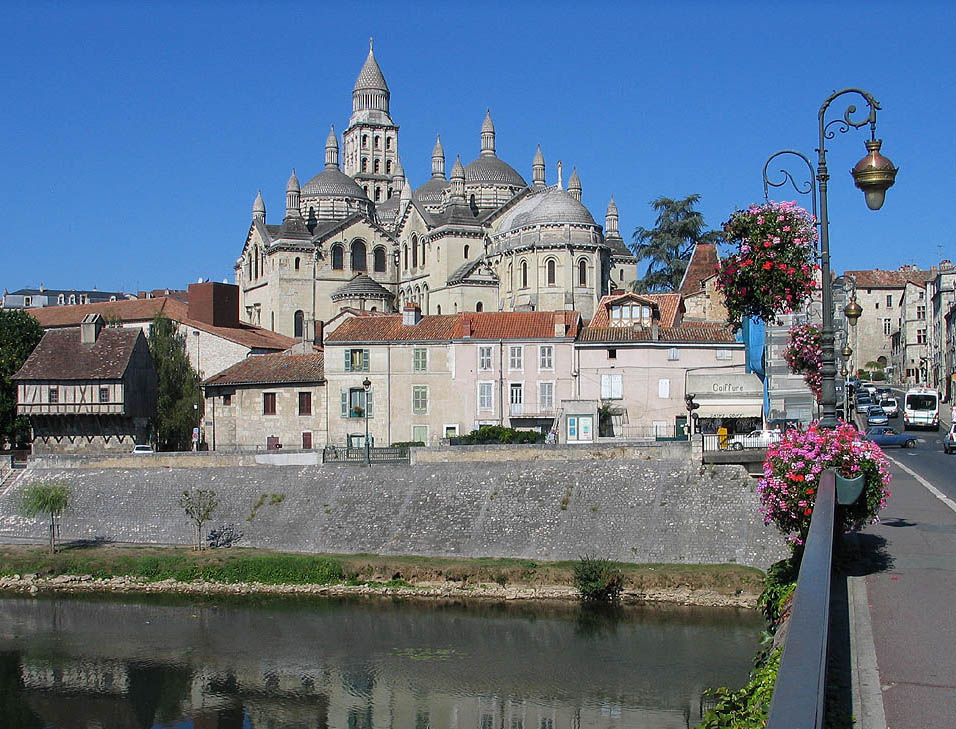
Catedral de Périgueux, con su cinco cúpulas con torretas que muestran una relación directa con los arquitectura bizantina

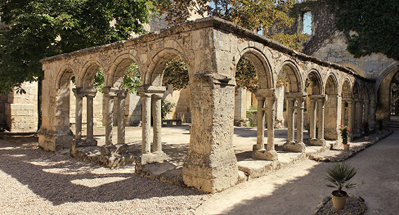
El claustro de los Cordeleros (Saint-Émilion) está clasificado como patrimonio de la Humanidad por la UNESCO

La arquitectura románica en Francia es una denominación historiográfica  con la que se designa un estilo arquitectónico de la Edad Media que surgió en lo que hoy es Francia a partir de una gran variedad de construcciones erigidas tras la muerte de Carlos el Calvo cuando se disgregaba el imperio carolingio y daba inicio la época feudal. Fue un momento en el que se produjeron grandes cambios en Europa y en el que los nacientes estados de lo que entonces se conoció como Cristiandad comienzan a estructurarse de una manera más estable. Cronológicamente, en esos territorios que llegaran a ser Francia, la arquitectura románica sucedió a la arquitectura carolingia y se desarrolló en paralelo a la arquitectura otoniana, siendo un estilo de amplia difusión en toda la Europa medieval que vivió su esplendor entre los siglos XI y XII. No hay consenso sobre la fecha de inicio del estilo románico, con propuestas que van desde el siglo VI hasta finales del siglo X, siendo esta última fecha la más común. Evolucionó y derivó en el siglo XII en la arquitectura gótica, marcada por los arcos apuntados. Ejemplos de arquitectura románica se pueden encontrar en todo el continente, siendo de hecho el primer estilo arquitectónico paneuropeo desde la arquitectura imperial romana. El estilo románico en Inglaterra, llevado por los normandos ya afincados en Francia, se conoce tradicionalmente como arquitectura normanda.
En una Europa rural con escasos recursos materiales y técnicos, se construyeron muchos castillos y fortalezas durante ese período, pero fueron muchas más las nuevas iglesias levantadas en ciudades y aldeas. Los monasterios y abadías contribuiran siendo verdaderas factorías de desarrollo económico. Las más significativas son las grandes iglesias abaciales, muchas de ellas todavía en pie, más o menos completas y con frecuencia en uso, destacando el empuje de una innovadora y ambiciosa abadía borgoñona, Cluny, que desde allí irradiara a todo el continente. La enorme cantidad de iglesias construidas en el período románico fue sucedida por el período todavía más ocupado de la arquitectura gótica, que reconstruyó, parcial o totalmente, la mayoría de las iglesias románicas en áreas prósperas como Inglaterra y Portugal. Los grupos más grandes de edificios románicos supervivientes están en las áreas que fueron menos prósperas en periodos subsecuentes, incluyendo partes de la Francia meridional, de la España norteña y de la Italia rural. La supervivencia de casas y palacios románicos no fortificados seculares, y de los cuartos domésticos de los monasterios es mucho más rara, pero éstos utilizaron y adaptaron las mismas características encontradas en los edificios religiosos, a una escala doméstica.
La arquitectura románica combinó varias características de los edificios antiguos romanos y bizantinos con otras tradiciones locales, siendo reconocible por su cualidad masiva, sus gruesos muros, la falta de la escultura, los arcos de medio punto y los pilares robustos, las bóvedas de arista, las grandes torres y las arcadas decorativas, a veces con banda lombarda. Básicamente de esa época se conserva una arquitectura religiosa en piedra, que estílisticamente es posible caracterizar por el uso del arco de medio punto como la reinterpretación del antiguo arco romano. Las columnas que soportan los arcos son generalmente cilíndricas y están rematadas con capiteles a menudo talladas con representaciones de animales, plantas y símbolos o más o menos geométricos. Cada edificio tiene formas claramente definidas, con frecuencia de una planta muy regular y simétrica; el aspecto general es de simplicidad en comparación con los edificios góticos que les van a seguir. El estilo se puede identificar a través de Europa, a pesar de las características nacionales y regionales y de los diferentes materiales empleados. Tendrá varias etapas, fundamentalmente dos, conocidas como primer rómánico (o rómánico temprano o lombardo) y segundo románico (o alto románico o románico maduro).
Regionalmente, el románico francés tiene variedades reconocibles en el Languedoc, la Provenza, Borgoña y Auvernia, con elementos tipológicos distintivos, como la pirámide auvernesa de las cabeceras de las iglesias o la torre octogonal lemosina de los campanarios. Las fachadas de la escuela de Provenza son las más antiguas, construidas en piedra y con las naves laterales haciendo las veces de contrafuertes de la nave central. En el crucero se levantan torres o cimborrios de dos niveles. Su aspecto exterior es austero. Las iglesias más destacadas son las de San Trófimo de Arlés, San Víctor de Marsella y la catedral de Aviñón. En la escuela del Languedoc aparecen las primeras iglesias de peregrinación, con cinco naves y girola. Templos importantes son: San Sernin de Toulouse y Santa Fe de Conques. El tipo clásico románico se encuentra en la región central, en Auvernia. Las iglesias tienen ábside y girola, con naves laterales de dos pisos con triforio. La nave central tiene bóveda de cañón. Los arcos son de grandes dimensiones. Y la  piedra utilizada tiene policromía. Destaca la catedral de Puy y la iglesia de Notre-Dame la Grande en Poitiers. La fachada de Le Puy-en-Velay, en Haute-Loire tiene una compleja disposición de aberturas y arquerías ciegas que luego se convertirá en una característica de las fachadas góticas francesas. Se hace aún más rica por el ladrillo policromado utilizado en diversos patrones, incluyendo en tablero de ajedrez, también una característica de la decoración con cerámica de las iglesias cristianas en la península ibérica de ese período. El perfil de las naves laterales se tamiza con arcos abiertos, tal vez por las campanas.
En la escuela de Aquitania y el Perigord aparecen las cúpulas, como en la catedral de Angulema y San Front de Périgueux. La  catedral de Angulema  es uno de los varios casos en que las iglesias bizantinas de Constantinopla parecen haber influido en el diseño, ya que los espacios principales están cubiertos con cúpulas. Esta edificación habría requerido el uso de muros muy gruesos y de enormes pilares desde los que arrancasen las cúpulas. Hay capillas radiales en todo el ábside, que es una característica típicamente francesa y que luego fue evolucionando hacia la cabecera. La catedral de Angulema es otra fachada ricamente decorada, pero aquí es de piedra labrada jugando ya la escultura el papel de adorno principal. La manera de disponer los distintos arcos no es diferente a Le Puy-en-Velay, pero la formación de cinco claras divisiones verticales sugiere que la nave central interior estará enmarcada por dos naves laterales a cada lado; sin embargo, la iglesia no tiene naves y está cubierta, como se ha mencionado ya, por cúpulas. La escultura figurativa, en común con mucha de la escultura románica, no está estrechamente integrada en los espacios en forma de arco en los que se ha dispuesto.
La escuela de Borgoña desarrolló el modelo típico románico, el que más se difundió, como la abadía de Cluny, la catedral de Autun y la iglesia de Vezelay.  En la catedral de Autun el patrón de los huecos de la nave central y las laterales se extiende más allá del crucero y en el presbiterio, cada nave lateral termina en un ábside. Cada tramo de la nave se separa en la bóveda por un nervio transversal. Cada transepto se proyecta hasta la anchura de los dos tramos de la nave. La entrada tiene un nártex que apantalla la portada principal. Este tipo de entrada va a ser reelaborada en la época gótica en los transeptos en Chartres. La abadía de Fongombault ya muestra la influencia de la abadía de Cluny, con una planta cruciforme claramente reconocible. Hay una cabecera de capillas que rodean la suerte de ábside; el crucero está coronado por una torre y los transeptos terminan con gabletes.
Y la escuela de Normandía, que influiría mucho en la arquitectura normanda de Inglaterra. Sus iglesias son más altas, armoniosas y, por lo tanto, con más luz. En el exterior destacan las tres portadas, que corresponden a sendas naves. Destacan en Caen las iglesias de Sant-Etienne de la abadía de los Hombres y la Trinidad. Saint-Étienne presenta una de las fachadas románicas más conocidas del norte de Francia, con tres portales que conducen a las naves, y una disposición sencilla de ventanas idénticas entre los contrafuertes de las altas torres. Iniciada en la década de los 1060, fue un prototipo para las fachadas góticas. Las espiras y los pináculos, que parecen elevarse inevitablemente de las torres, son de principios del siglo XIII. La Trinidad puso un mayor énfasis en el portal central y en la disposición de las ventanas sobre él. La decoración de las torres comienza en un nivel inferior al de Saint-Étienne, dándoles peso y distinción. Las balaustradas superiores fueron adiciones en estilo clásico. Notre-Dame en Domfront es una iglesia cruciforme con un breve ábside en el extremo oriental. La nave ha perdido sus naves laterales, y tiene probablemente solo parte de su longitud. El crucero tiene una torre que se eleva en dos plantas diferenciadas y está coronada por una aguja piramidal de un tipo visto ampliamente difundido en Francia y Alemania, y también, en las torres normandas de Inglaterra.
Casi todos los edificios románicos franceses que se conservan han sido clasificados como monumentos históricos, apareciendo los más destacados ya en las listas de 1840 y 1875. Varias iglesias han sido individualmente declaradas patrimonio de la Humanidad, como la basílica de Vézelay (1979), la abadía cisterciense de Fontenay (1981), la iglesia abacial de Saint-Savin-sur-Gartempe (1983) calificada de «capilla Sixtina del arte románico», y la basílica de Saint-Remi de Reims (1991), además de algunos más recogidos en conjuntos, como un buen número de catedrales, iglesias y abadías en los Caminos de Santiago en Francia (1998).

Arquitectura románica
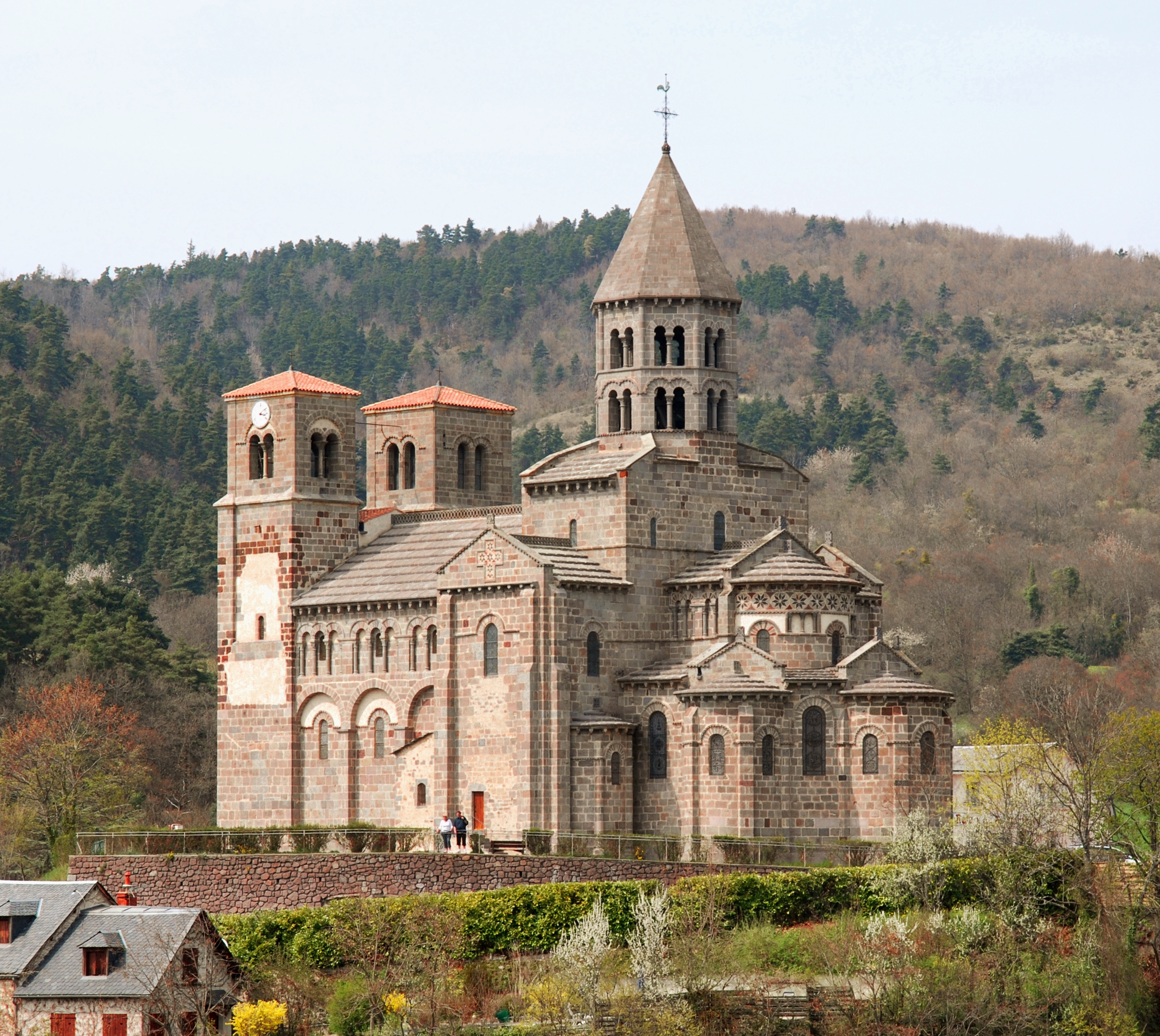
Saint-Nectaire, en Puy-de-Dôme con una torre de crucero poligonal como Cluny, contrafuertes planos y un alto ábside oriental con bajos absidiolos radiantes que forman una cabecera.
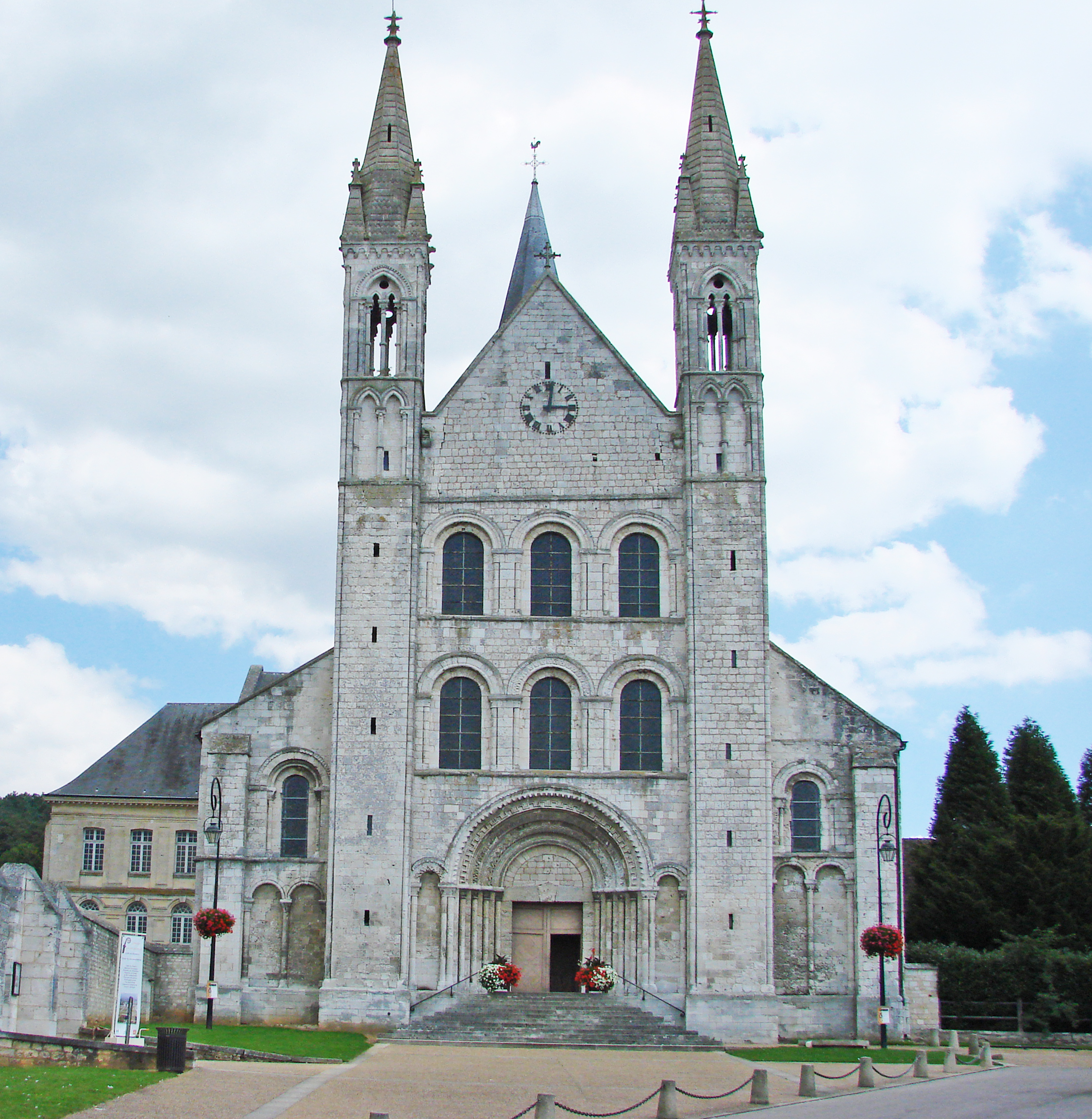
La abadía de Saint-Georges, Boscherville, es muy típica de la arquitectura normanda de principios del siglo XII con pisos de ventanas idénticas, arcadas ciegas y torreones pareados. La fachada revela la forma de la nave y los pasillos.
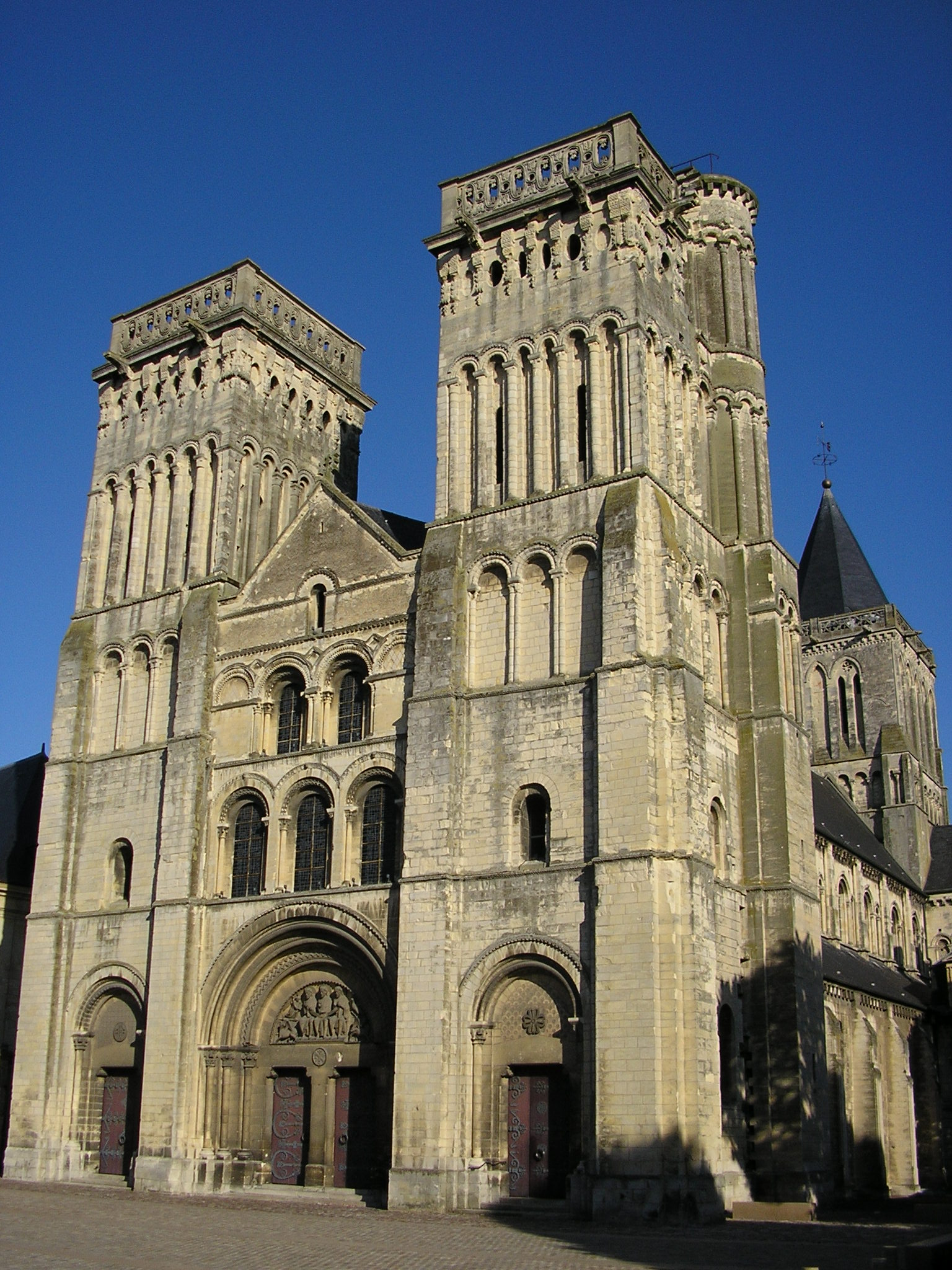
La iglesia de la abadía de la Trinité de Caen muestra el desarrollo de las torres gemelas y la fachada de triple portal
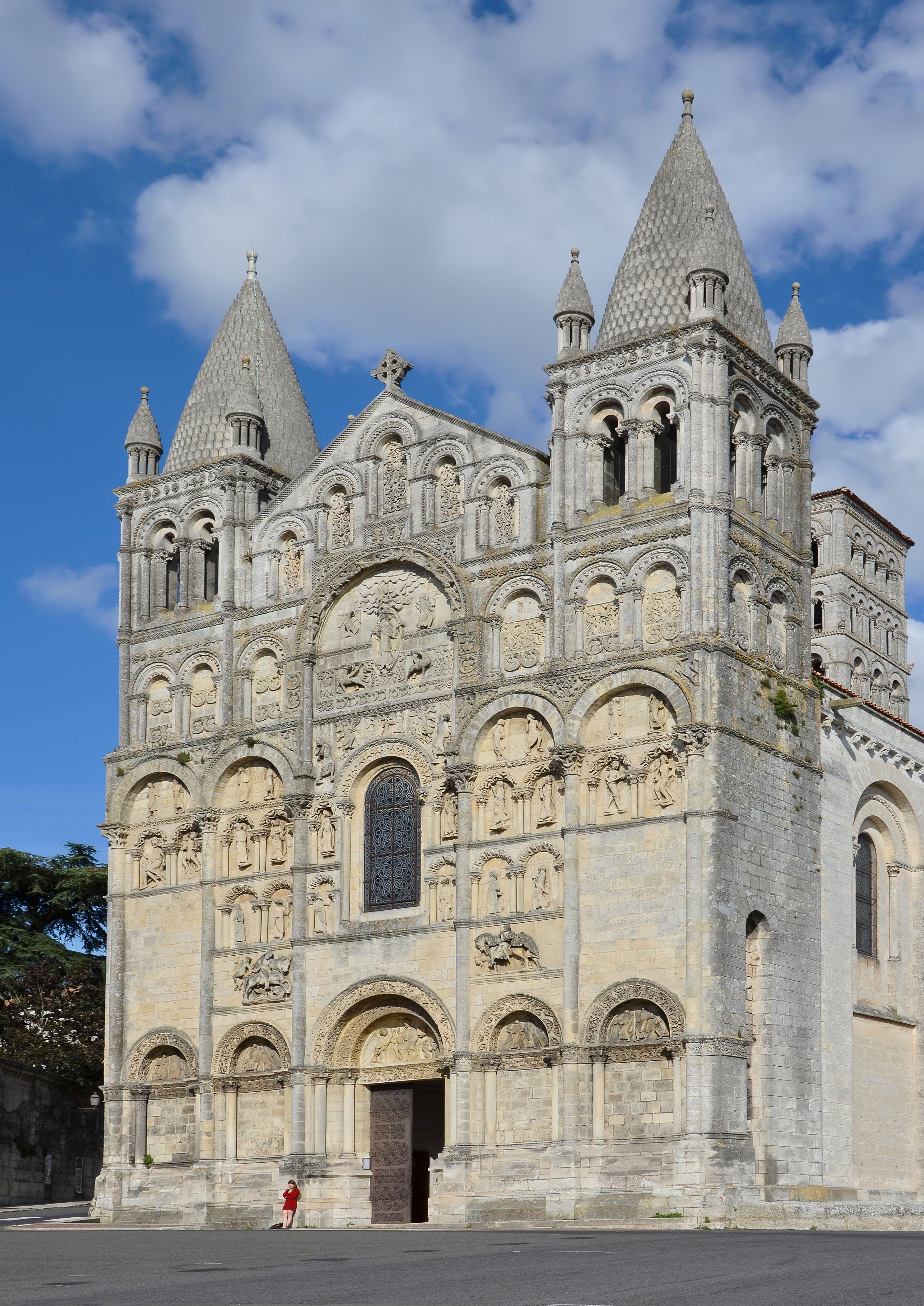
La catedral de Angulema muestra una fachada torreada que da poca indicación de la forma del edificio y es típica del sur de Francia.

## Contexto histórico

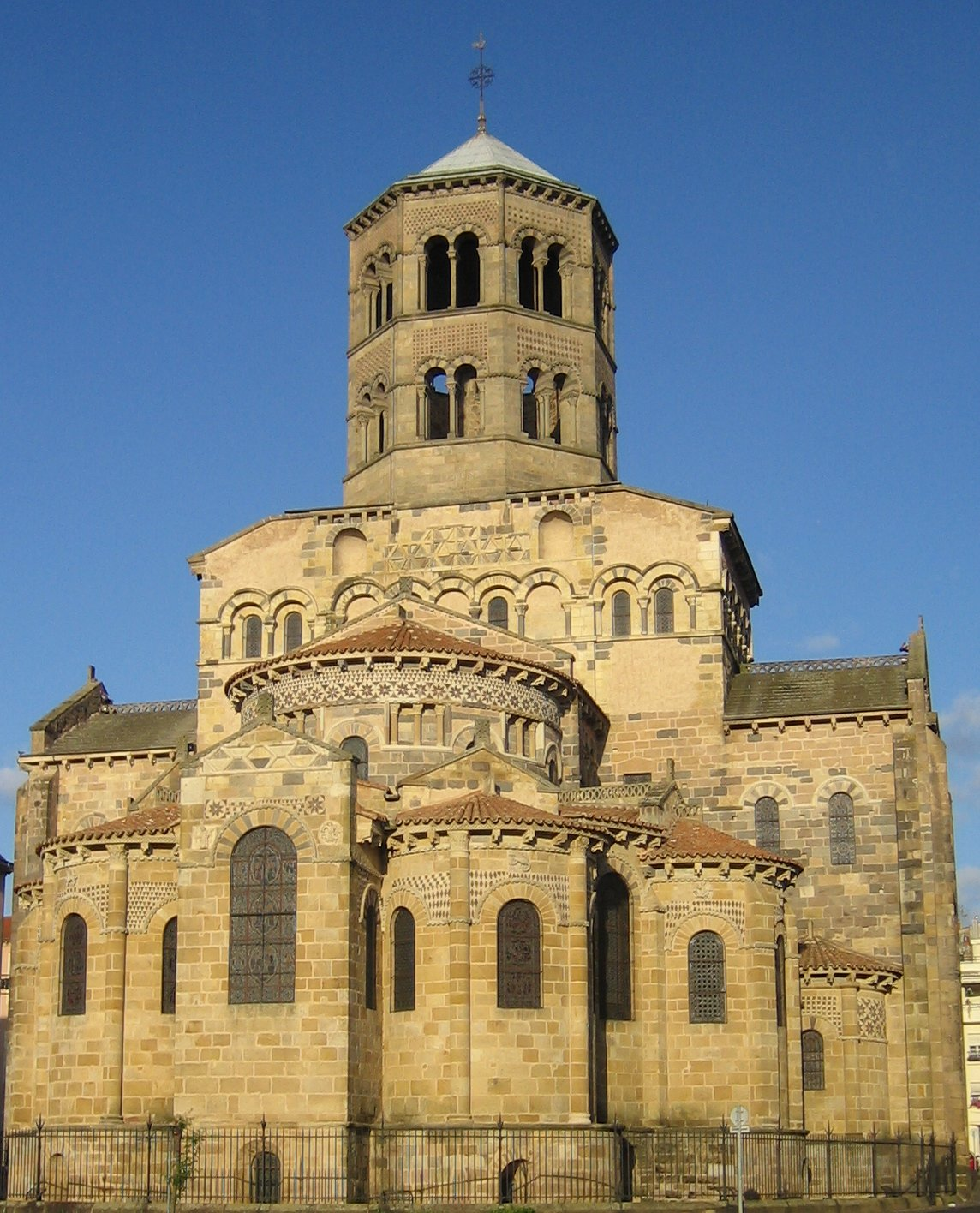
Iglesia abacial de Saint-Austremoine, en Issoire (Auvernia)

La arquitectura románica sucede a la arquitectura carolingia y se desarrolló en paralelo a la arquitectura otoniana. La arquitectura carolingia proviene de una renovación intelectual ligada a Carlomagno y a su coronación por el papa en Roma. Carlomagno se convirtió así en el heredero del imperio romano y fue atrayendo a su corte a grandes eruditos de todo el imperio, creando una renovación intelectual en los campos del arte, la escritura y la vida espiritual, que se caracteriza por un retorno a los modelos antiguos: el renacimiento carolingio. Con la muerte de Carlos el Calvo en el año 877, el Imperio y con el arte carolingio desaparecieron. Los bárbaros invadieron el antiguo solar imperial favoreciendo la feudalidad y la construcción de las primeras edificaciones románicas conocidas, las fortalezas. La victoria en la batalla de Hastings (1066) permitió a los normandos ocupar Inglaterra, creando un arte románico específico a partir del siglo XI. Oton I, por su parte, controlaba el sistema feudal germánico. y promovió la creación de un arte otoniano al servicio de la magnificencia de su propia imagen imperial.
Los centros intelectuales del feudalismo serán principalmente las abadías y monasterios donde se desarrollará el arte arquitectónico románico. El primer arte románico nace en ese momento, reagrupando el conjunto de experiencias y creaciones nuevas en el resto del viejo imperio carolingio (es decir, sin la Normandía, ni Sajonia). Las fuentes de inspiración provienen del manuscrito de St. Gallen —un famoso dibujo medieval que data del siglo IX y que muestra un detallado plano de un complejo monástico con todas sus dependencias y funciones rotuladas— o el Physiologue cuyos orígenes se remontan a Egipto en el siglo II d. C.
En un momento en que las edificaciones que se conservaban del Imperio romano estaban decayendo y gran parte de su saber y su tecnología se había perdido, en el perdurable imperio bizantino ontinuó sin cesar la construcción de cúpulas de mampostería y la talla de detalles arquitectónicos decorativos, aunque muy evolucionada en estilo desde la caída de Roma. Las iglesias cupuladas de Constantinopla y de Europa del Este influirían mucho en la arquitectura de ciertas ciudades, particularmente a través del comercio y de las cruzadas. El edificio más notable que muestra esto es la basílica de San Marcos de Venecia, pero hay muchos ejemplos menos conocidos, particularmente en Francia, como la iglesia de Saint-Front de Périgueux y la catedral de Angulema.
Gran parte de Europa se vio afectada por el feudalismo en el que los campesinos mantenían la tenencia de los gobernantes locales sobre la tierra que cultivaban a cambio del servicio militar. El resultado de esto era que podían ser requeridos, no sólo para las disputas locales y regionales, sino para seguir a su señor para viajar a través de Europa a las Cruzadas. Las Cruzadas (1095-1270) causaron un gran movimiento de personas y, con ellas, de ideas y destrezas comerciales, en particular las de quienes participaban en la construcción de fortificaciones y en el trabajo del metal necesario para el suministro de armas, que también pudieron ser aplicadas a la construcción y decoración de edificios. El continuo movimiento de personas, gobernantes, nobles, obispos, abades, artesanos y campesinos fue un factor importante para crear una homogeneidad en los métodos constructivos y un estilo románico reconocible, a pesar de las diferencias regionales.
La vida se volvió generalmente menos segura después del período carolingio. Esto causó la construcción de castillos en puntos estratégicos, muchos de ellos construidos como bastiones de los normandos, descendientes de los vikingos que invadieron el norte de Francia bajo Rollón en 911. Las luchas políticas también resultaron en la fortificación de muchas ciudades, o en la reconstrucción y fortalecimiento de murallas que quedaban del período romano. Una de las fortificaciones supervivientes más notables es la de la ciudad de Carcasona. El recinto limitado de las ciudades causó una falta de espacio vital dentro de los muros, y dio lugar a un estilo de casa ciudadana que era alto y estrecho, rodeando a menudo por patios comunales, como en San Gimignano en Toscana.

### Religión y monacato
A lo largo de Europa, a finales de los siglos XI y XII se observó un crecimiento sin precedentes en el número de iglesias. Un gran número de estos edificios permanecen, grandes y pequeños, algunos casi intactos y otros alterados en siglos posteriores hasta no ser reconocibles. En Francia, las famosas abadías de los Hombres (1065-1077) y de las Damas (1062-1130), en Caen, y la del Monte Saint-Michel (1115-1125) datan del siglo XI-XII, así como son de ese periodo y hasta el XIII las muchas abadías levantadas en alguna de las rutas de peregrinación a Santiago de Compostela. Muchas catedrales deben su fundación a esa época, como también algunas grandes iglesias abaciales que más adelante serán sedes epicopales.
El sistema de vida por el que los religiosos se convierten en miembros de una orden, con lazos y una regla común que regula la convivencia, en una comunidad mutuamente dependiente, más que como un grupo de ermitaños que vivían en la proximidad pero esencialmente separados, fue establecido por el monje Benedicto de Nursia en el siglo VI. Los monasterios benedictinos se extendieron desde Italia por toda Europa. Les siguieron la orden de Cluny (Cluny, 910), la del Císter (Molesme, Borgoña, 1098), la de los Cartujos (Prebayon, Provenza, 1147) y los canónigos regulares. Durante la época de las Cruzadas, se fundaron las órdenes militares de los Caballeros Hospitalarios (Amalfi, 1084) y de los Caballeros Templarios (fundada por nueve caballeros franceses liderados por Hugo de Payns tras la Primera Cruzada, en 1118 o 1119 ).
Los monasterios, que a veces también desempeñaban las funciones de catedrales, y las catedrales que tenían cuerpos de clero secular que a menudo vivían en comunidad, fueron una fuente importante de poder en Europa. Los obispos y abades de importantes monasterios vivían y obraban como verdaderos príncipes. Los monasterios fueron el lugar principal de aprendizaje de todo tipo, ya que el mismo Benedicto había prescrito que en ellos se enseñaran y practicasen todas las artes; en ellos se transcribían los libros a mano que pocas personas fuera de ellos podían leer o escribir.
En Francia, Borgoña fue el centro del monaquismo. El enorme y poderoso monasterio de Cluny tendría efectos duraderos sobre la disposición de otros monasterios y en el diseño de sus iglesias. Desafortunadamente, nada de la primera iglesia abacial de Cluny se conserva; también "Cluny II", la reconstrucción abordada desde 963 en adelante, ha desaparecido por completo, pero se tiene una buena idea del diseño de "Cluny III", de 1088 a 1130, que hasta el Renacimiento siguió siendo el edificio más grande de Europa. Sin embargo, la iglesia de San Sernin en Toulouse (1080-1120) ha permanecido intacta y muestra la regularidad del diseño románico con su forma modular, su aspecto masivo y la repetición del simple motivo de la ventana arqueada.

Tipos de iglesias
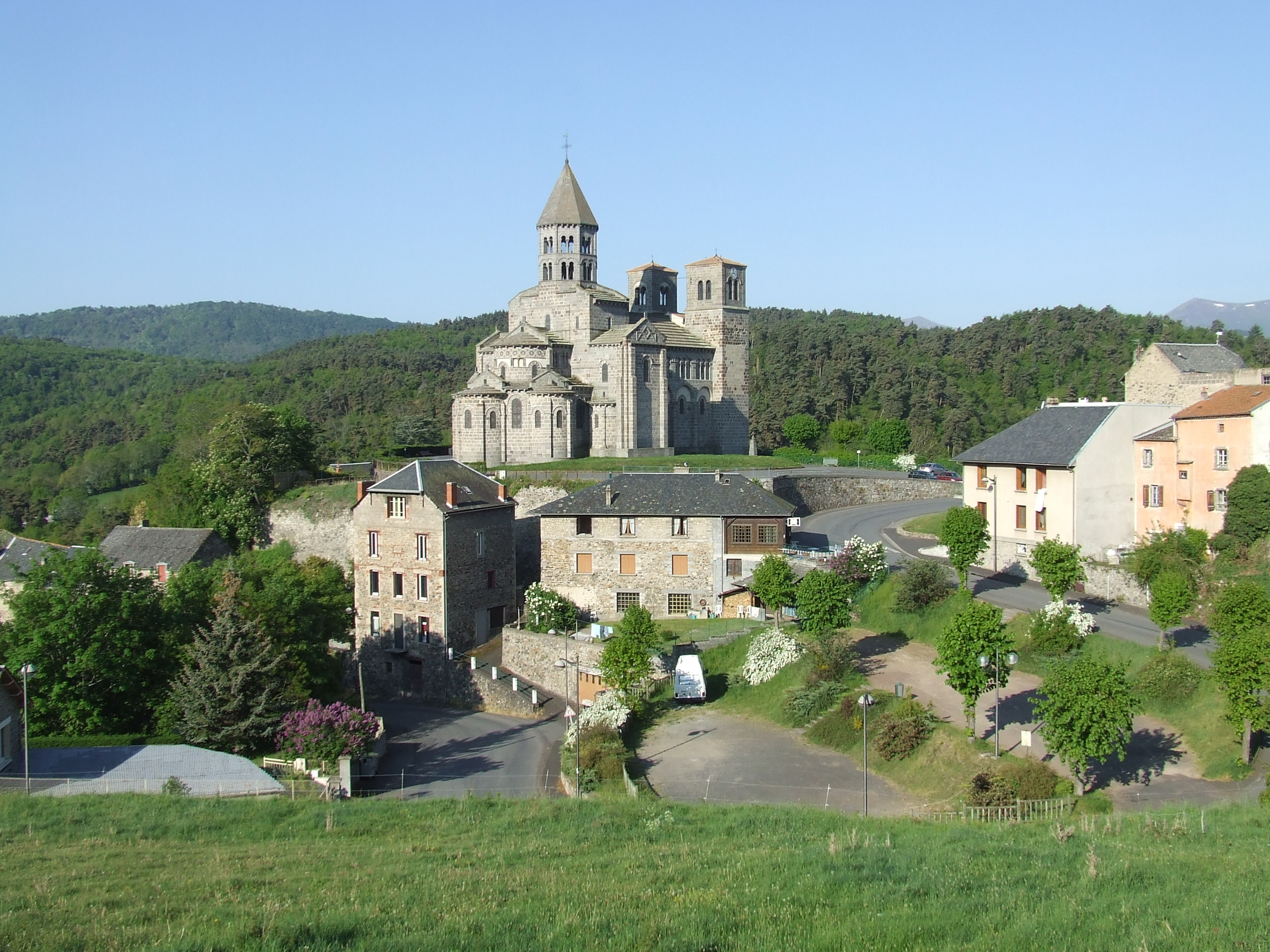
Muchas iglesias paroquiales francesas, como esta iglesia de Saint-Nectaire, son de fundación románica
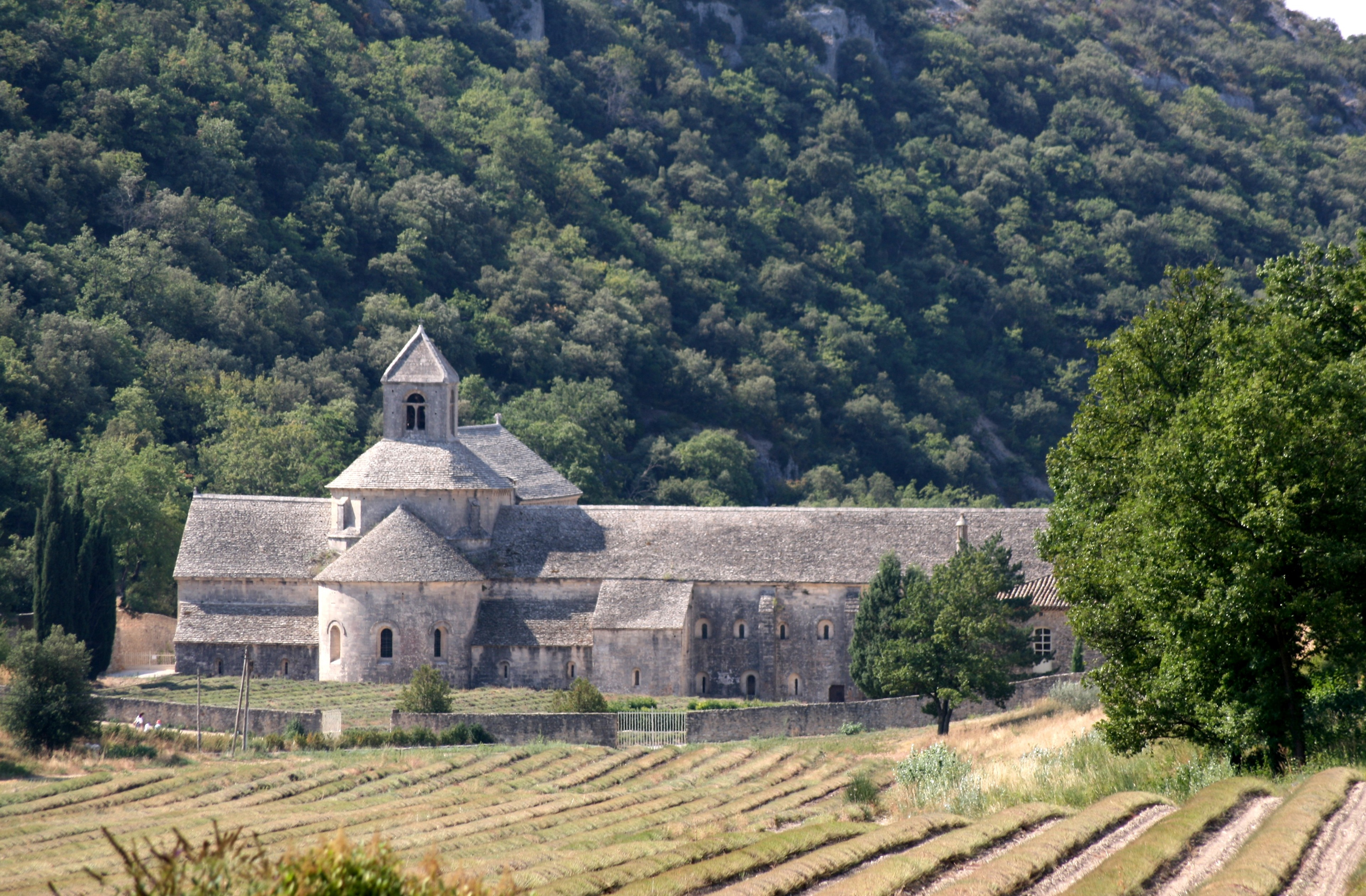
La iglesia de la abadía de Sénanque y otros edificios monásticos en Gordes, Provenza
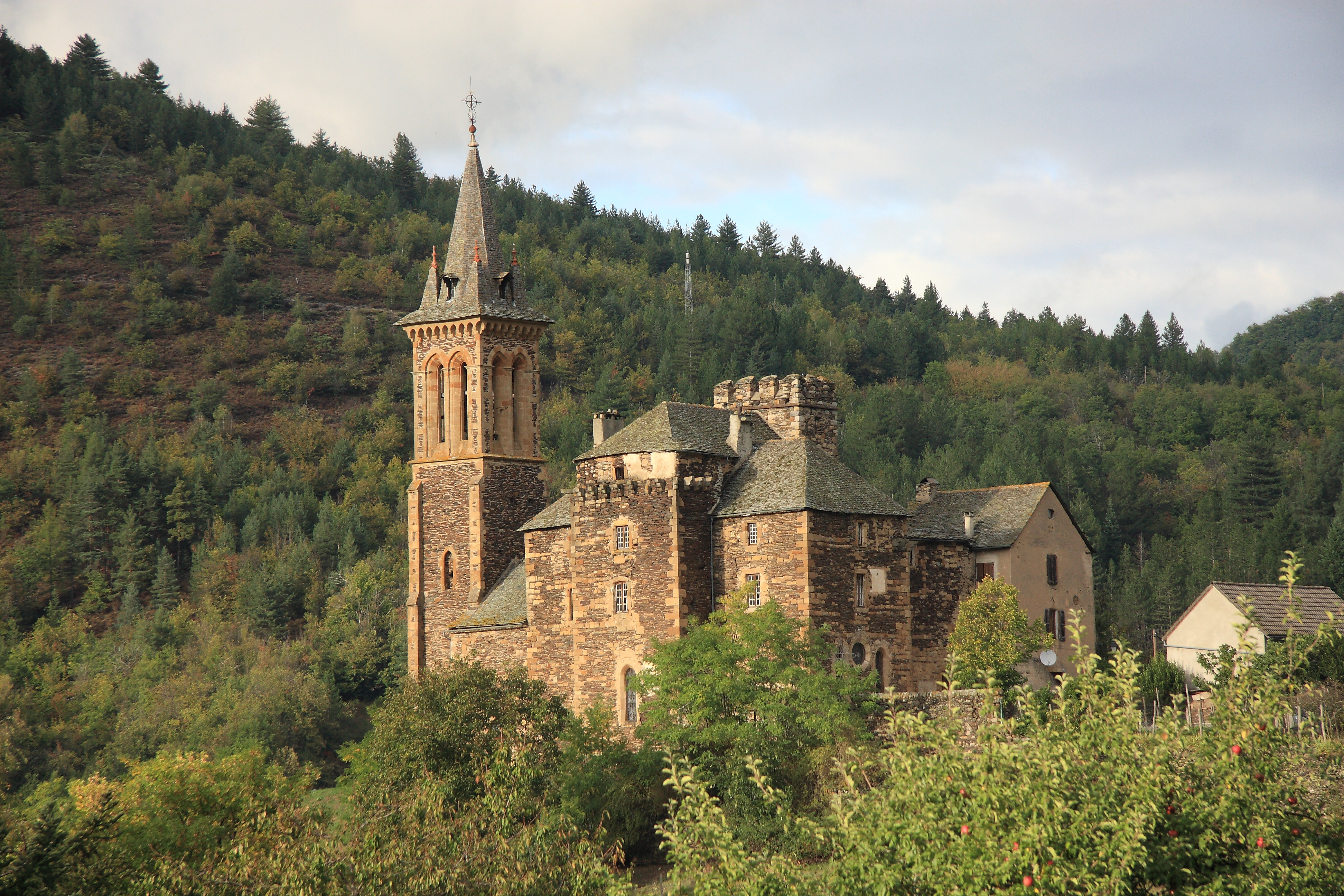
Las iglesia de las colegiatas, como la de Bédouès, eran administradas por canónigos seglares.
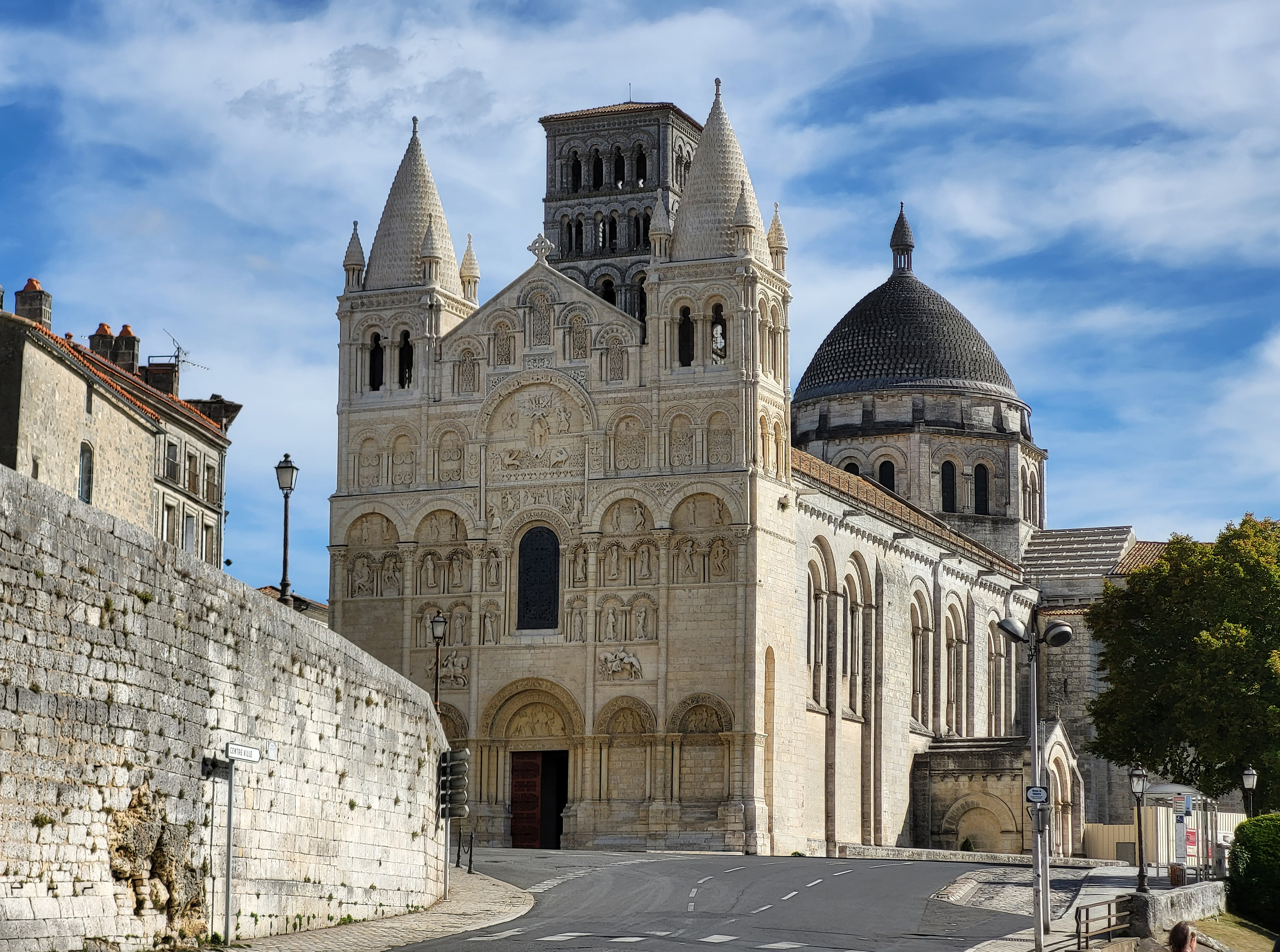
Muchas catedrales, como la catedral de Angulema, datan de este periodo, con muchas adicciones posteriores.

#### Peregrinaciones y Cruzadas
Uno de los efectos de las Cruzadas, que tuvieron por objeto arrancar los Santos Lugares de Palestina del control islámico, fue excitar mucho fervor religioso, lo que a su vez inspiró grandes programas de construcción. La nobleza de Europa que regresaba a salvo de la empresa daba gracias a Dios construyendo nuevas iglesias o mejorando la antiguas; y los que no regresaron, pudieron ser convenientemente conmemorados por sus familias en perdurables obras en piedra y mortero.
Las Cruzadas permitieron la transferencia de, entre otras cosas, un gran número de reliquias sagradas de santos y apóstoles. Muchas iglesias, como la de Saint-Front en Périgueux, tuvieron su propio santo, mientras que otras, especialmente Santiago de Compostela, reclamaron los restos y el patrocinio de un santo poderoso, en este caso uno de los Doce Apóstoles. La ciudad gallega se convirtió en uno de los destinos de peregrinación más importantes de Europa. La mayoría de los peregrinos recorrían a pie, muchos de ellos descalzos como signo de penitencia, alguna de las rutas de lo más adelante será conocido con el nombre de Camino de Santiago. En Francia seguían alguna de las cuatro rutas principales que atravesaban el país, congregándose para el viaje en Jumièges, París, Vézelay, Cluny y Arlés. Cruzaban los Pirineos por dos pasos de montaña y convergian en una única ruta que atravesaba el noroeste de España. A lo largo de la ruta los peregrinos recibían el apoyo y ánimo de aquellos peregrinos que regresaban del viaje. En cada una de las rutas se erigieron nuevas abadías como las de Moissac, Toulouse, Roncesvalles, Conques o Limoges, que abastecían y daban refugio al flujo de fieles, lo que les permitió enriquecerse con ese comercio pasajero. Saint-Benoît-du-Sault, en la provincia de Berry, es una iglesia típica de las iglesias que se fundaron en esa época en la ruta de los peregrinos.

Peregrinaciones y Cruzadas
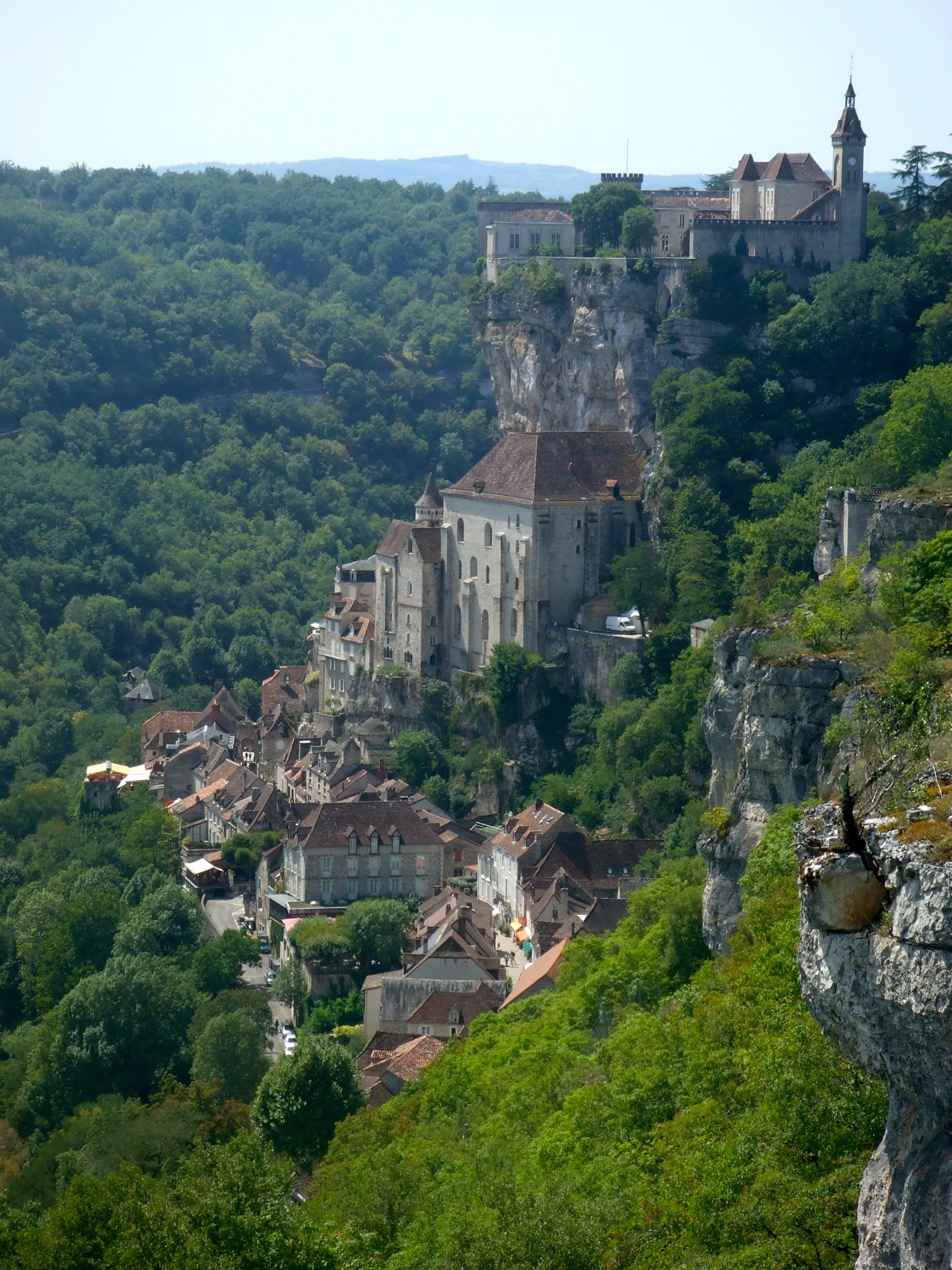
Santuario de Rocamadour, uno de los lugares de peregrinación medieval mariano en Francia
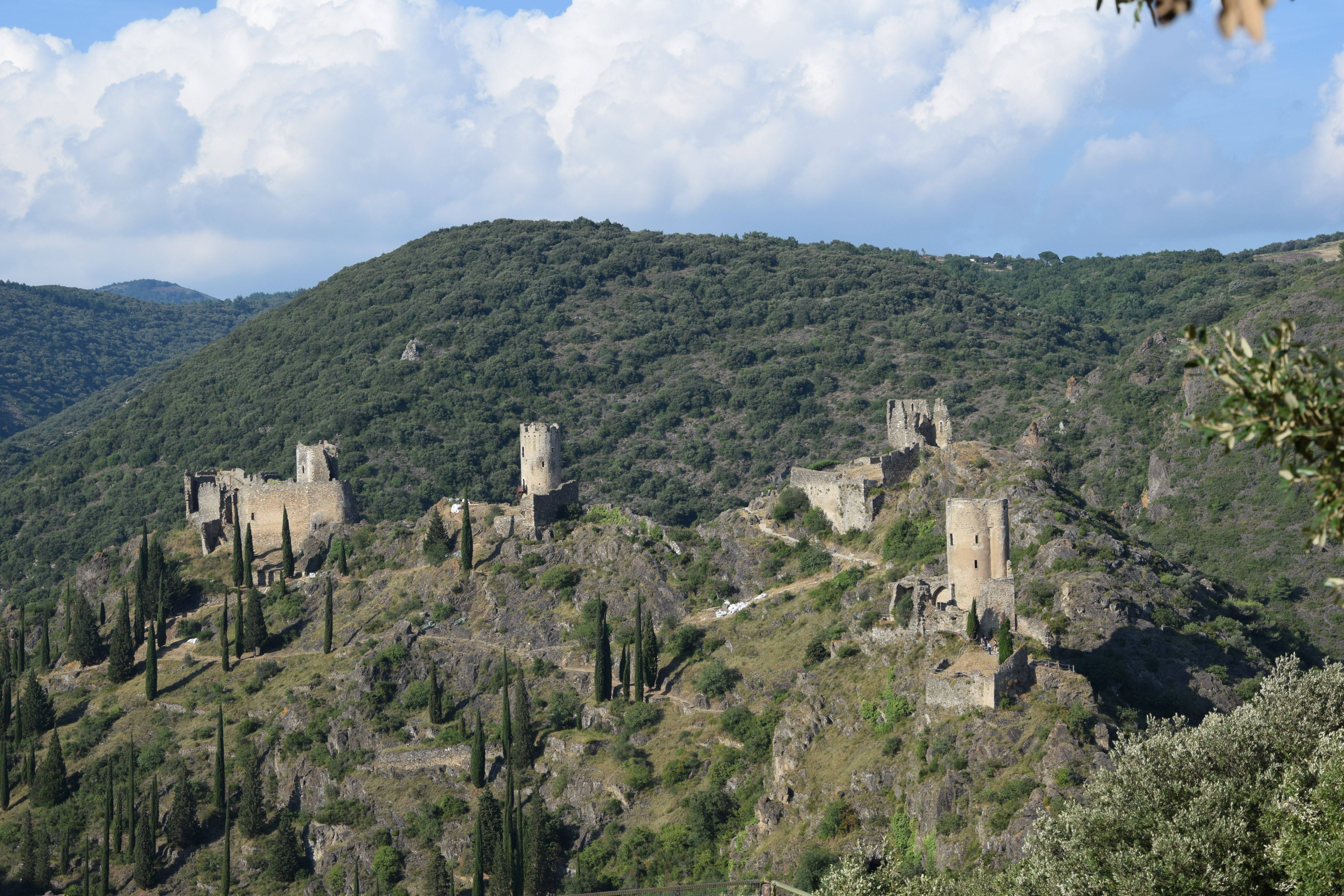
Los castillos de Lastours, como muchos castillos construidos por los cruzados en Tierra Santa, sufrieron la cruzada albigense
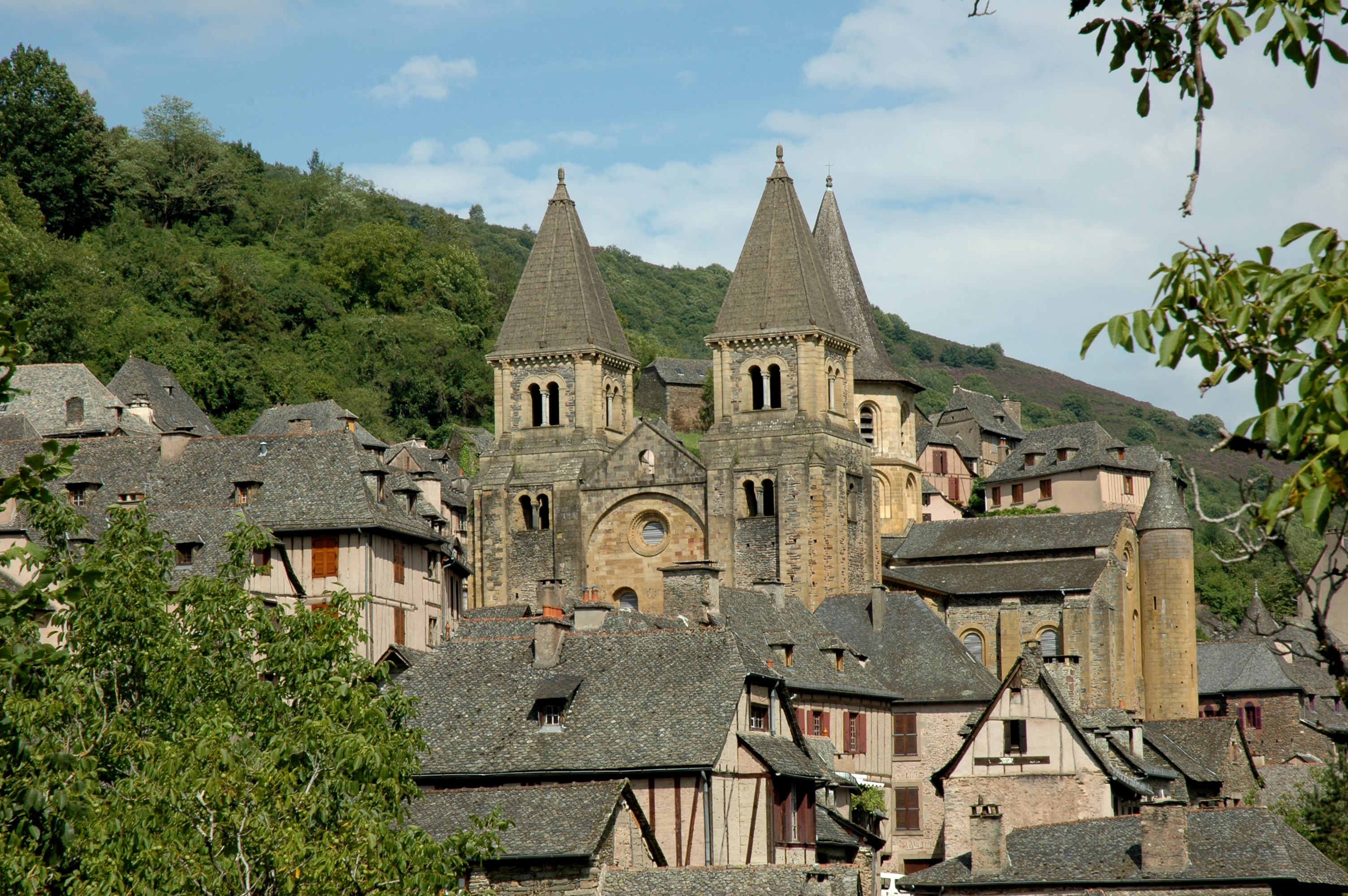
La abadía de Saint Foy, en Conques, fue una de las muchas abadías a lo largo de los Caminos de Santiago en Francia
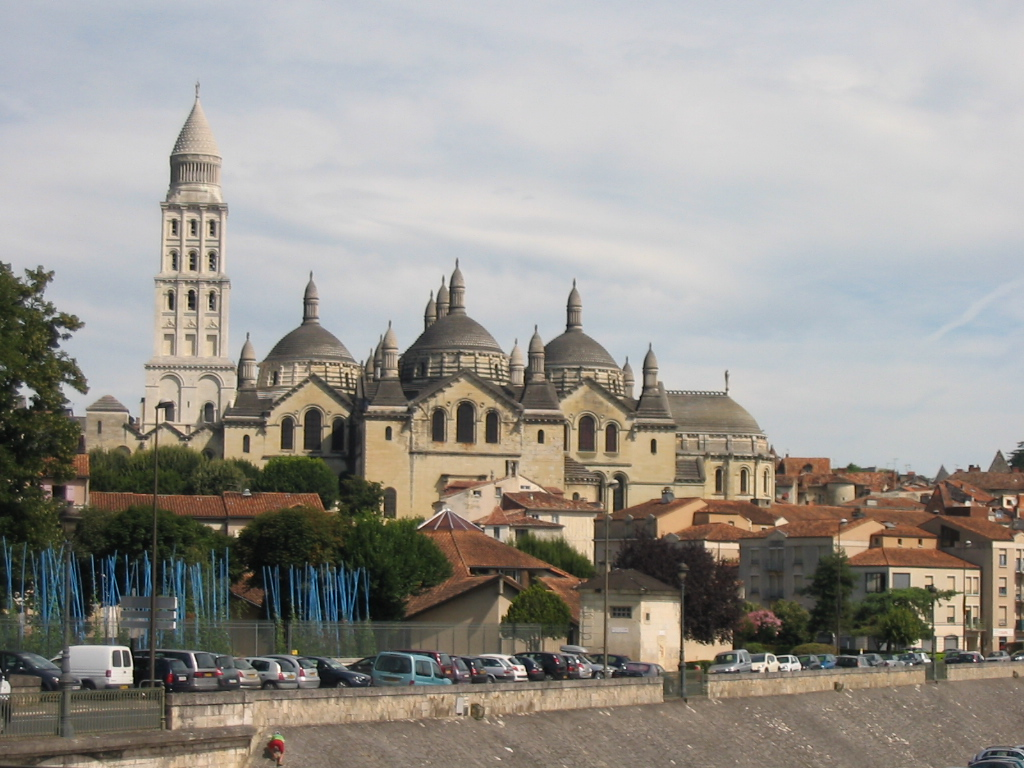
La planta de la iglesia de Saint Front, en Périgueux, estuvo influida por la arquitectura bizantina vista por los cruzados. La apariencia actual debe mucho a Paul Abadie, su restarurador en mitad del siglo XIX.

## Características principales de los edificios religiosos románicos

### Planta
La disposición de las plantas de las iglesias respondió a la necesidad de organizar el espacio necesario para las distintas funciones y para los diferentes grupos de personas que las ocuparían. Los arquitectos y constructores ensayaron y pusieron a punto soluciones para responder, en las iglesias más grandes, a dos restricciones: de un lado, disponer varios altares secundarios en capillas particulares dedicadas y, de otro, favorecer la circulación de fieles y oficiantes en torno a esos altares y a las reliquias. Las principales disposiciones retenidos fueron la planta basílical sin transepto, de una o tres naves (primera época románica); la planta en cruz latina, con la nave seguida de un transepto saliente, un coro con capillas alineadas o capillas orientadas y escalonadas (típico de la planta benedictina; y la planta en cruz latina, con coro con deambulatorio y capillas radiantes. Esta última disposición, especialmente adecuada para las iglesias de peregrinaciones y la promoción de la superposición armónica de volúmenes desde los ábsides al coro, será la que tendrá mayor uso. Esta planta cruciforme con transepto saliente derivaría de distantes prototipos basilicales de Roma (basílica de San Pablo Extramuros y basílica de San Pedro) o Tesalónica (Hagios Demetrios) que disponían ya de un transepto desde el siglo IV.

Tipos de plantas de iglesia románica
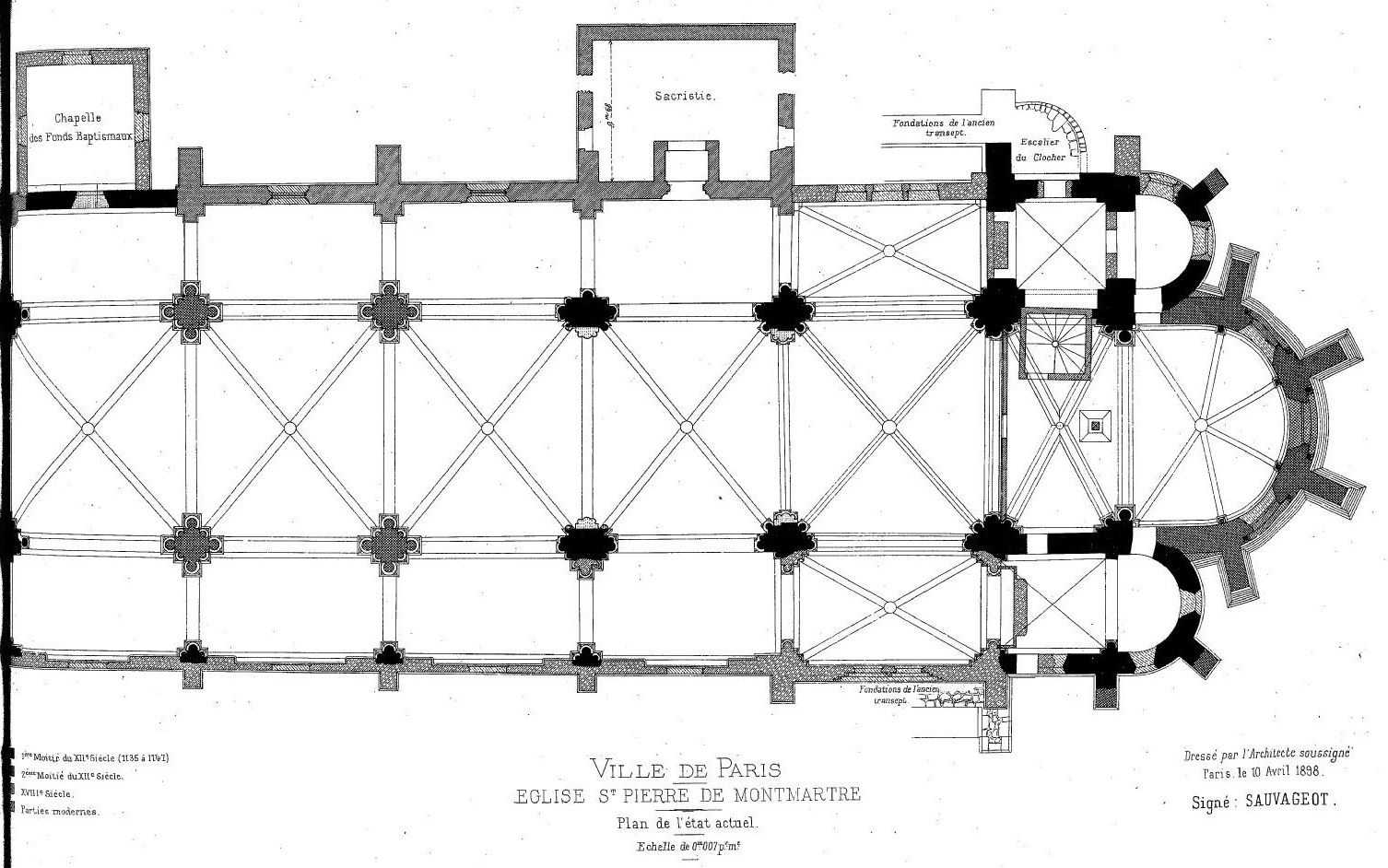
Planta basilical sin transepto, de tres naves y tres ábsides orientados (iglesia Saint-Pierre de Montmartre)
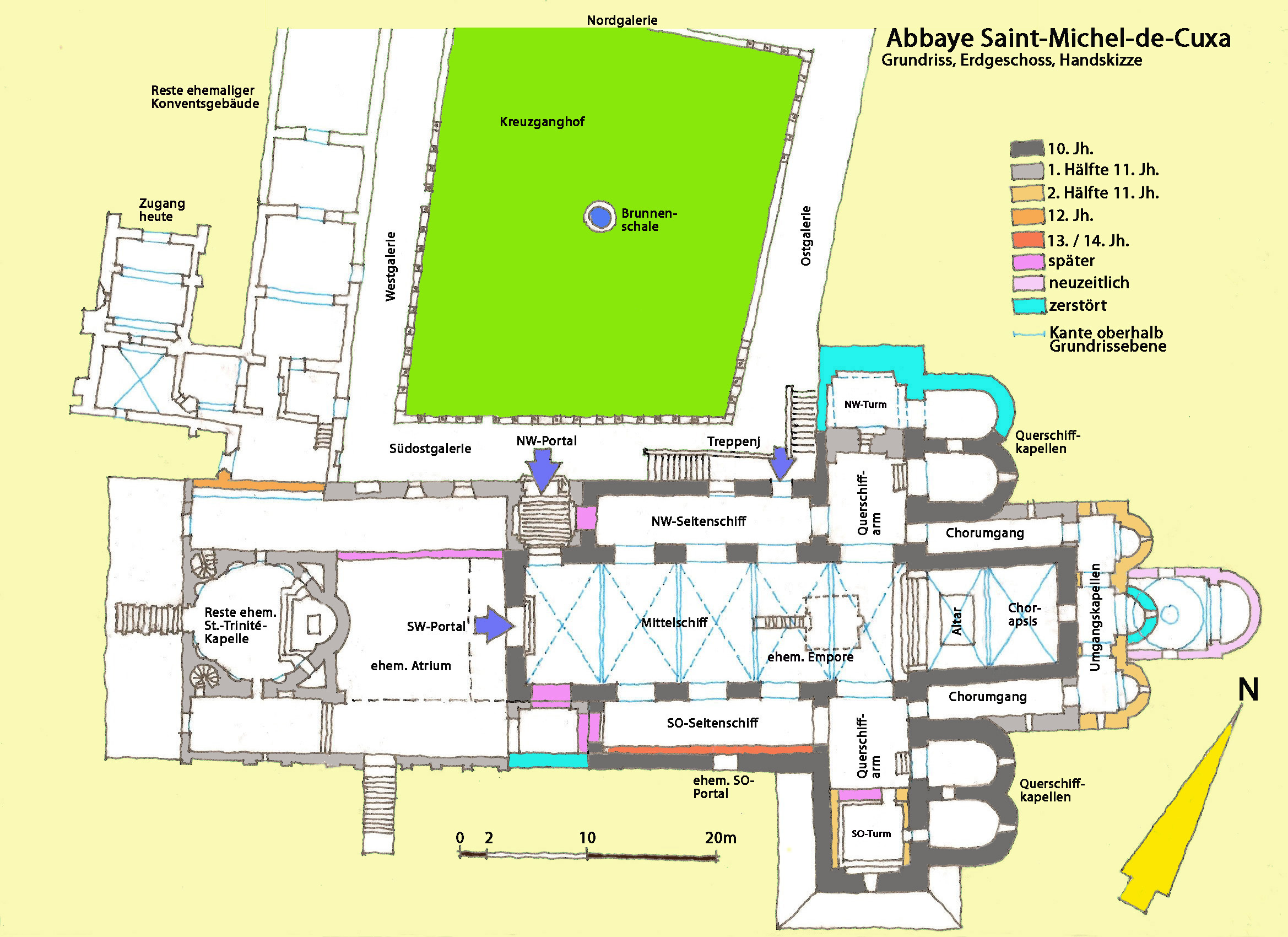
Coro de capillas alineadas (abadía de San Miguel de Cuixá)
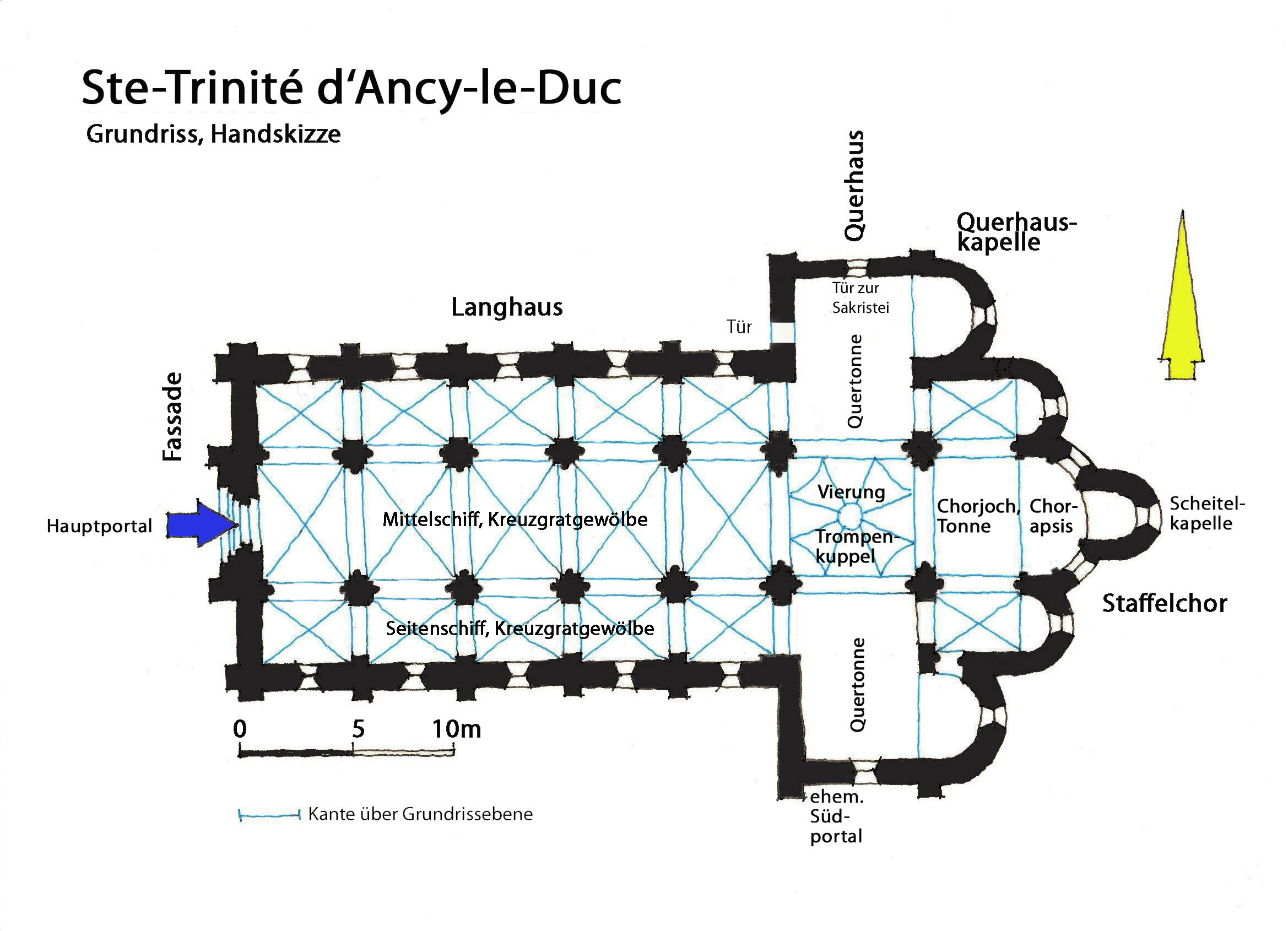
Coro de capillas escalonadas (iglesia de Anzy-le-Duc)
Coro con deambulatorio y capillas radiantes (basílica de San Sernín de Toulouse)

### Alzado interior
Los edificios que disponían de estructuras de elementos exentos sustentantes, además de muros, fueron elevados con uno o dos niveles: el primer nivel correspondía a los grandes arcos de la nave central que permitían comunicar con las naves laterales y que estaban coronados por un segundo nivel, donde se disponían, o bien las tribunas, lo que permitía aportar a la nave central iluminación indirecta, o bien disponer ventanas altas que proporcionaban iluminación directa. En las iglesias abovedadas en piedra, los constructores románicos se enfrentaron con el gran peso de tales coberturas que empujaban oblicuamente sobre los muros, que tendían a separarse comprometiendo seriamente la estabilidad del edificio. Se adoptó por primera vez una planta compacta y sencilla, con edificios bajos en los que solamente se abrían pequeñas aberturas para evitar el debilitamiento de los muros, de paredes gruesas y reforzadas con contrafuertes. Los maestros de obra se resignaron inicialmente a adoptar soluciones empíricas ya tabuladas, que favorecían la línea horizontal con el desarrollo en anchura, pero algunos tomaron audazmente partido por la verticalidad y la luminosidad sin disponer aún de los medios técnicos que pondrán a punto los arquitectos góticos. En la segunda mitad del siglo XI, el uso de las bóvedas de piedra ya se había generalizado en todos los edificios, y esos problemas de equilibrio ya estaban generalmente controlados. Los constructores románicos pudieron entonces poner a punto diferentes partes permitiendo mantener la estabilidad conjunta de la edificación mientras disponían de una iluminación periférica o superior, lo que aseguraba, mediante el uso de juegos de luces y sombras, animar el interior o crear un equilibrio visual: alzados de dos, o de tres (arcadas, tribunas o falso triforio y ventanas altas) o de cuatro niveles (arcadas, tribunas, triforium y ventanas altas). Un caso particular concierne a las naves cubiertas con una serie de cúpulas que presentaban al máximo la compartimentación del volumen interior. Los maestros de obra también pudieron concentrarse en ese momento en la ornamentación de sus edificios embelleciendo tímpanos, arquivoltas y capiteles.
Estos diferentes tipos de alzado permiten matizar la visión típica que quiere que las iglesias románicas eran oscuras debido al grosor de sus muros perforados con estrechas saeteras y de la parsimonia de sus aberturas (el historiador Eugène Lefèvre-Pontalis ha utilizado los términos de «naves sin ventanas» o «naves oscuras»), frente a las iglesias góticas bañadas en luz.

Alzados interiores con cubiertas de carpintería
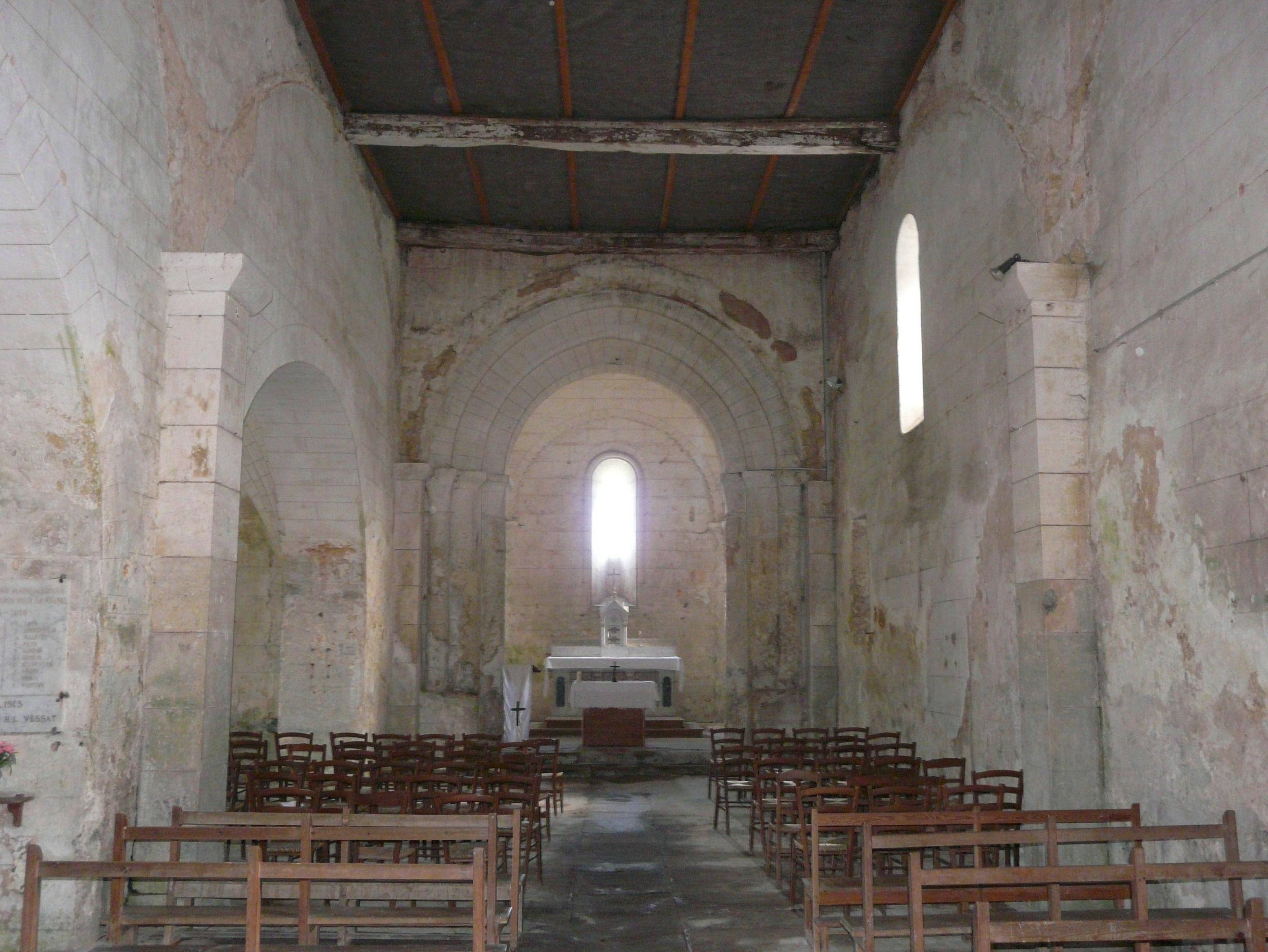
Notre-Dame de l'Assomption, Sainte-Marie-de-Chignac
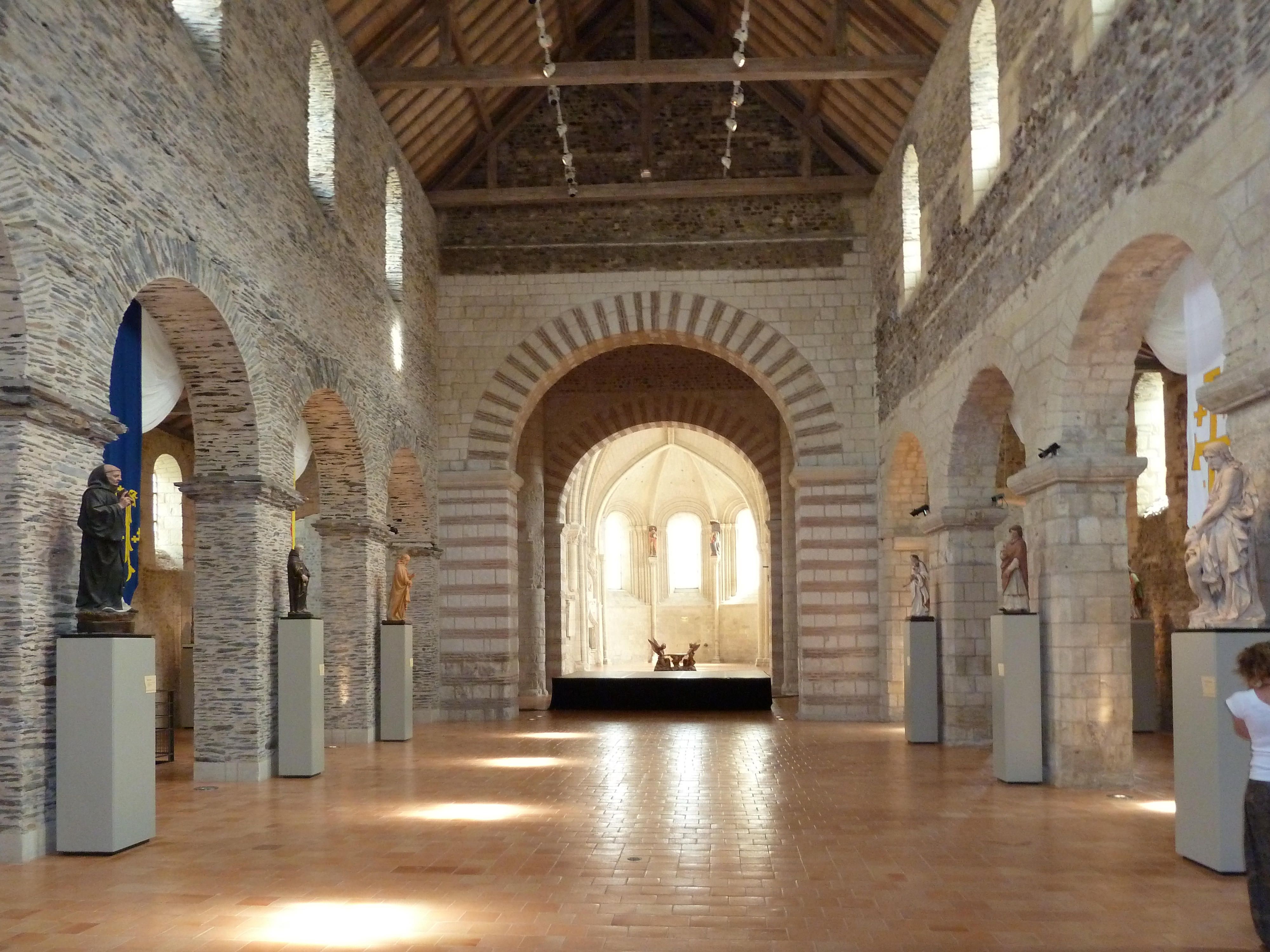
Colegiata de Angers
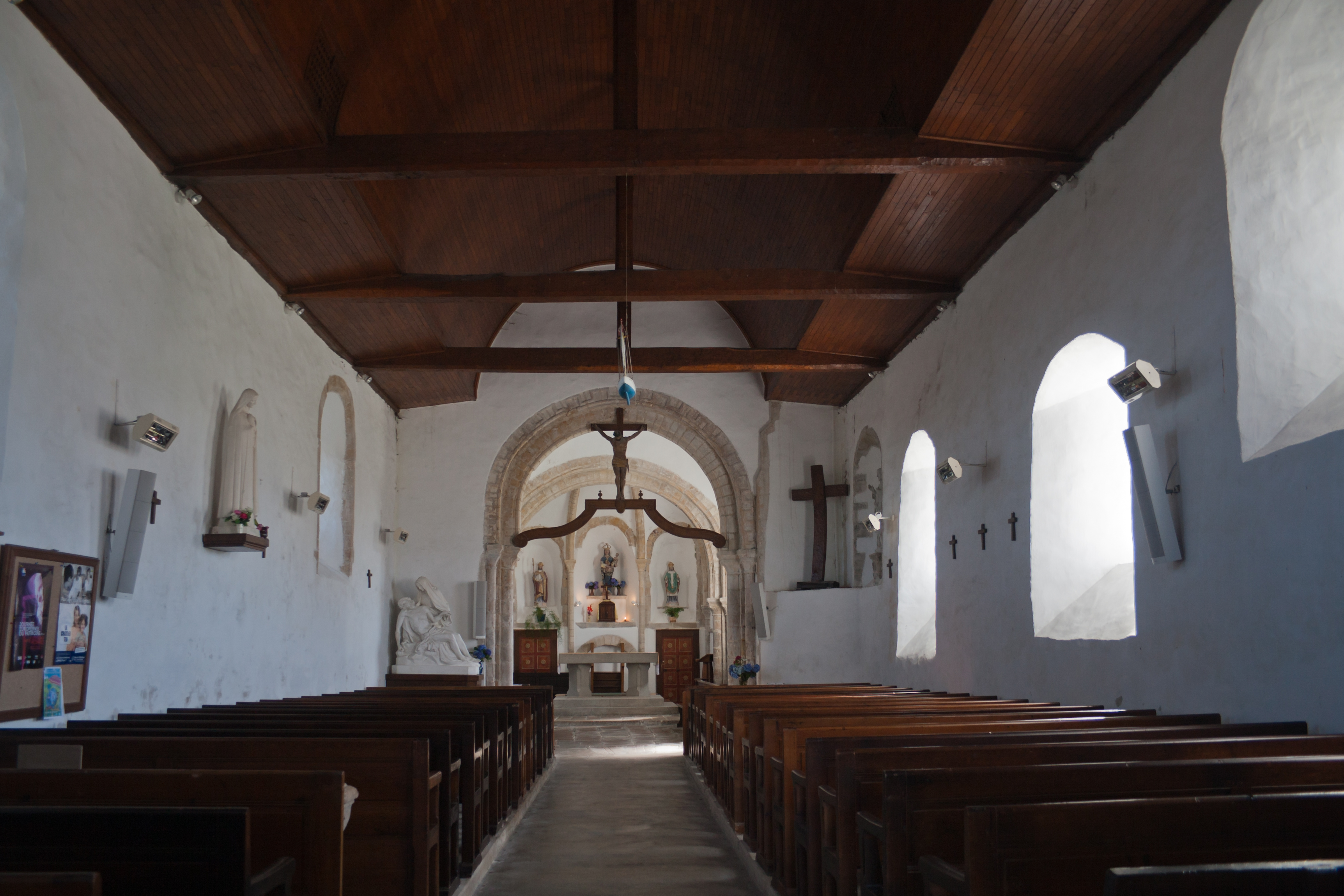
Notre Dame de Jobourg
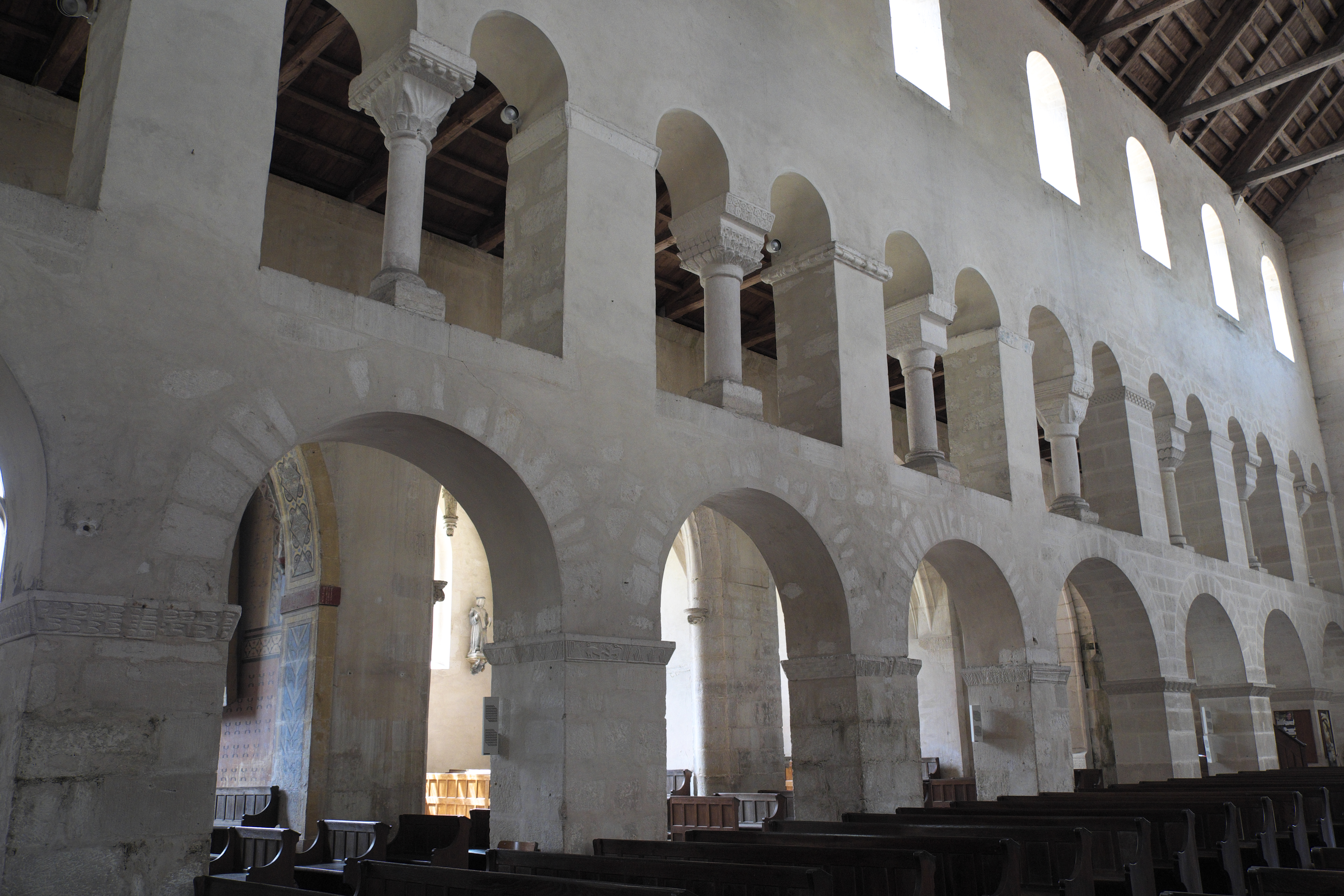
Alzado de tres niveles en Vignory

Alzados interiores con naves abovedadas
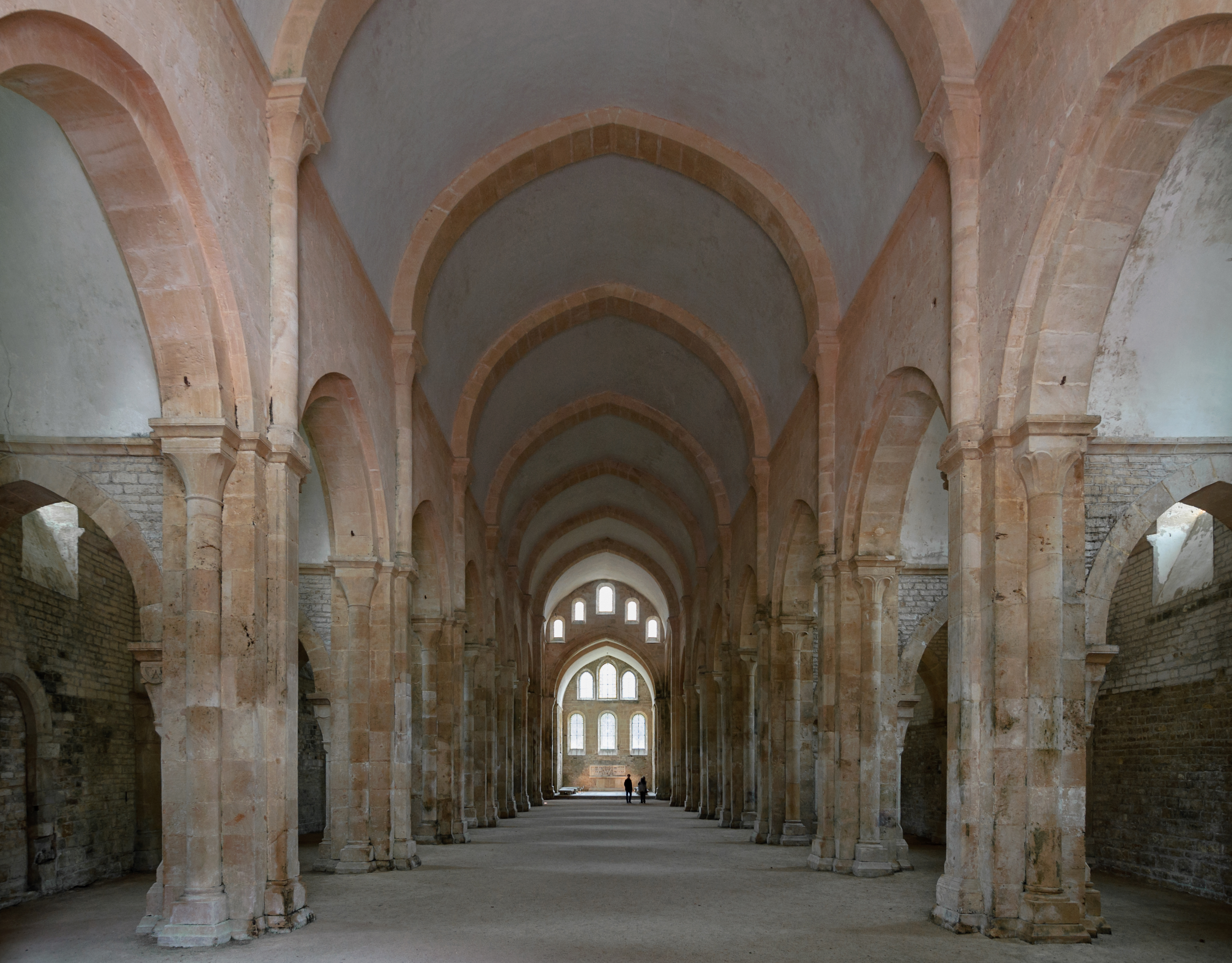
Abadía de Fontenay
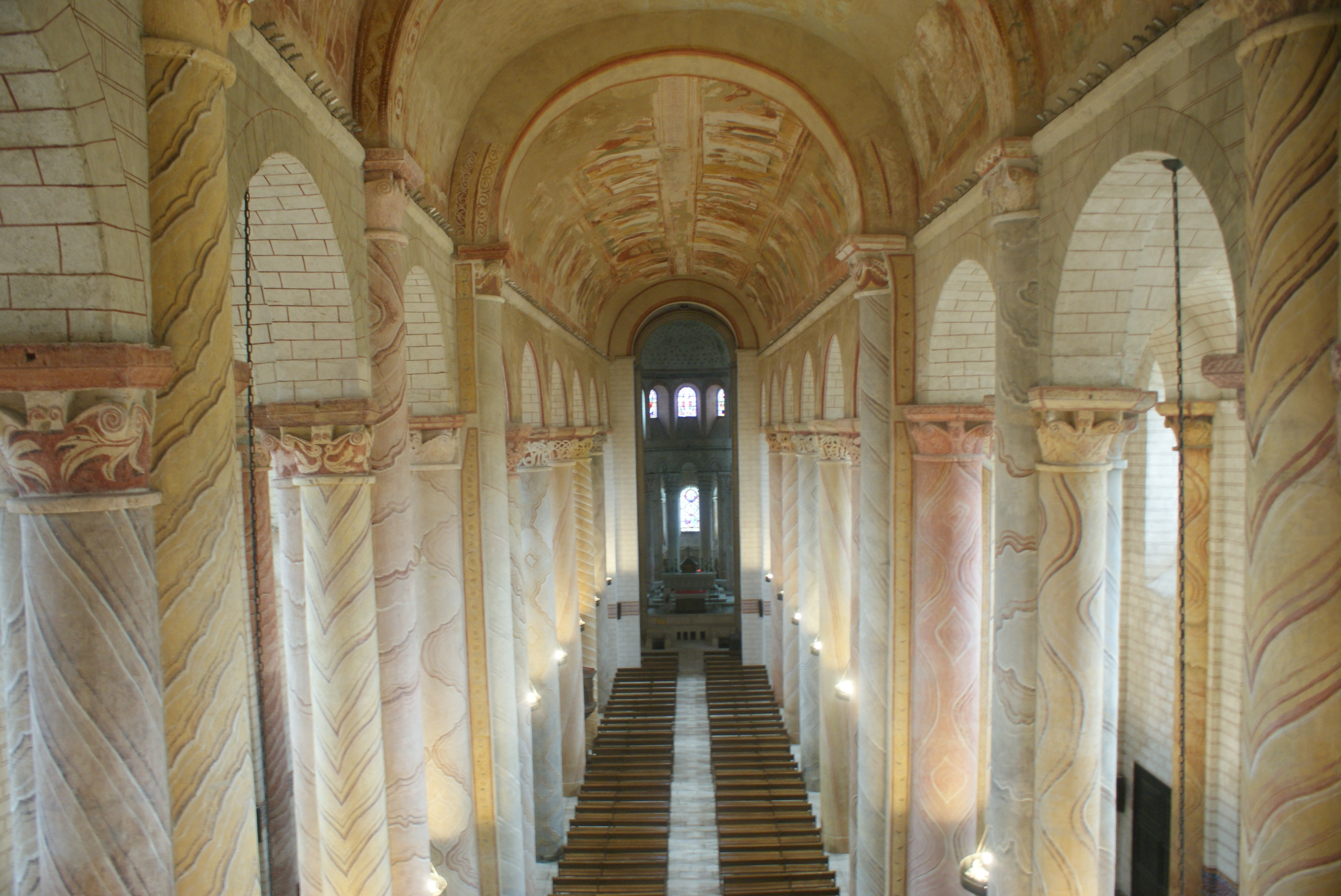
Alzado de un nivel, Iglesia abacial de Saint-Savin-sur-Gartempe
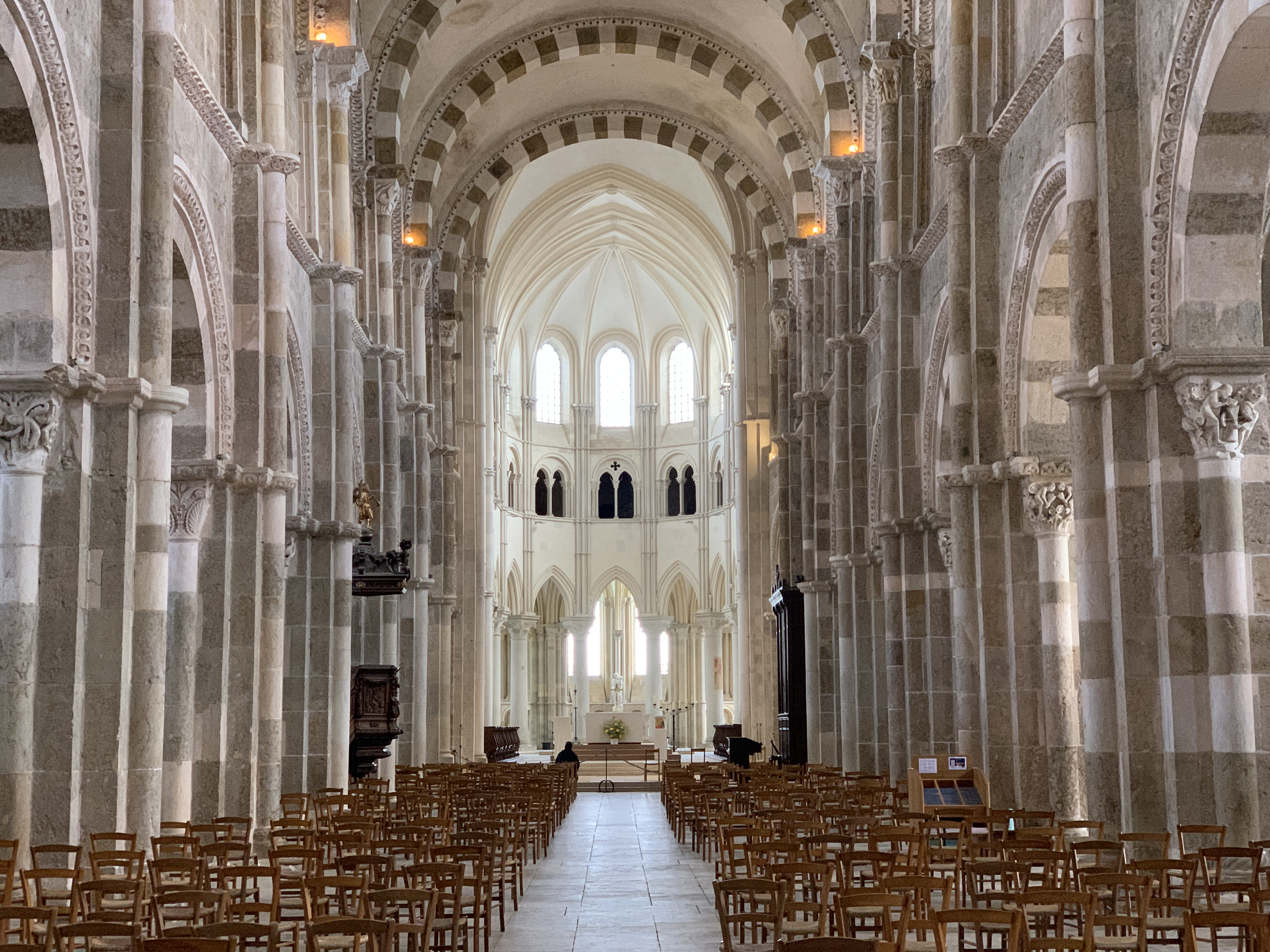
Abadía de Vezelay
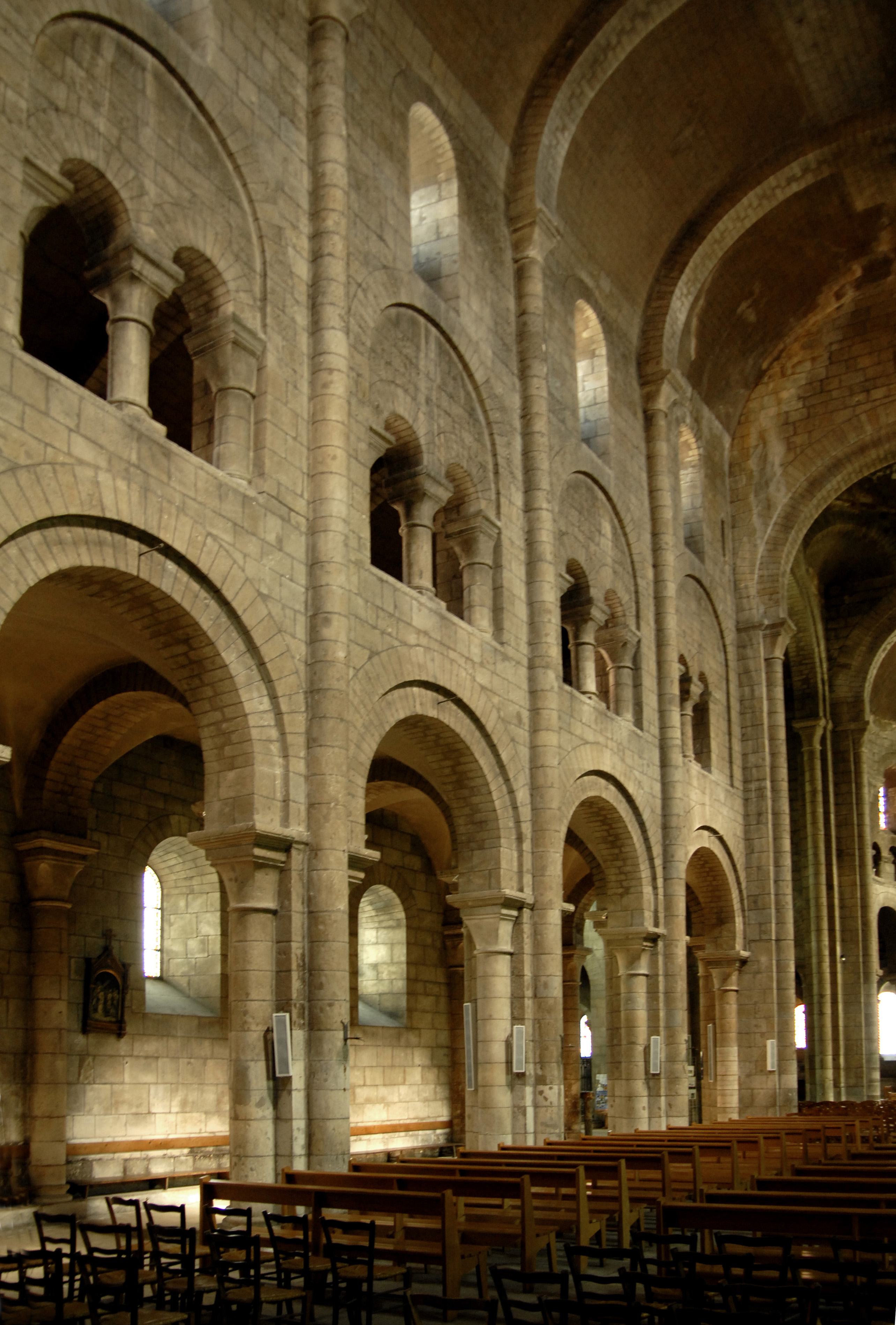
Alzado de tres niveles en la Iglesia de Saint-Étienne (Nevers)

### Fachada principal

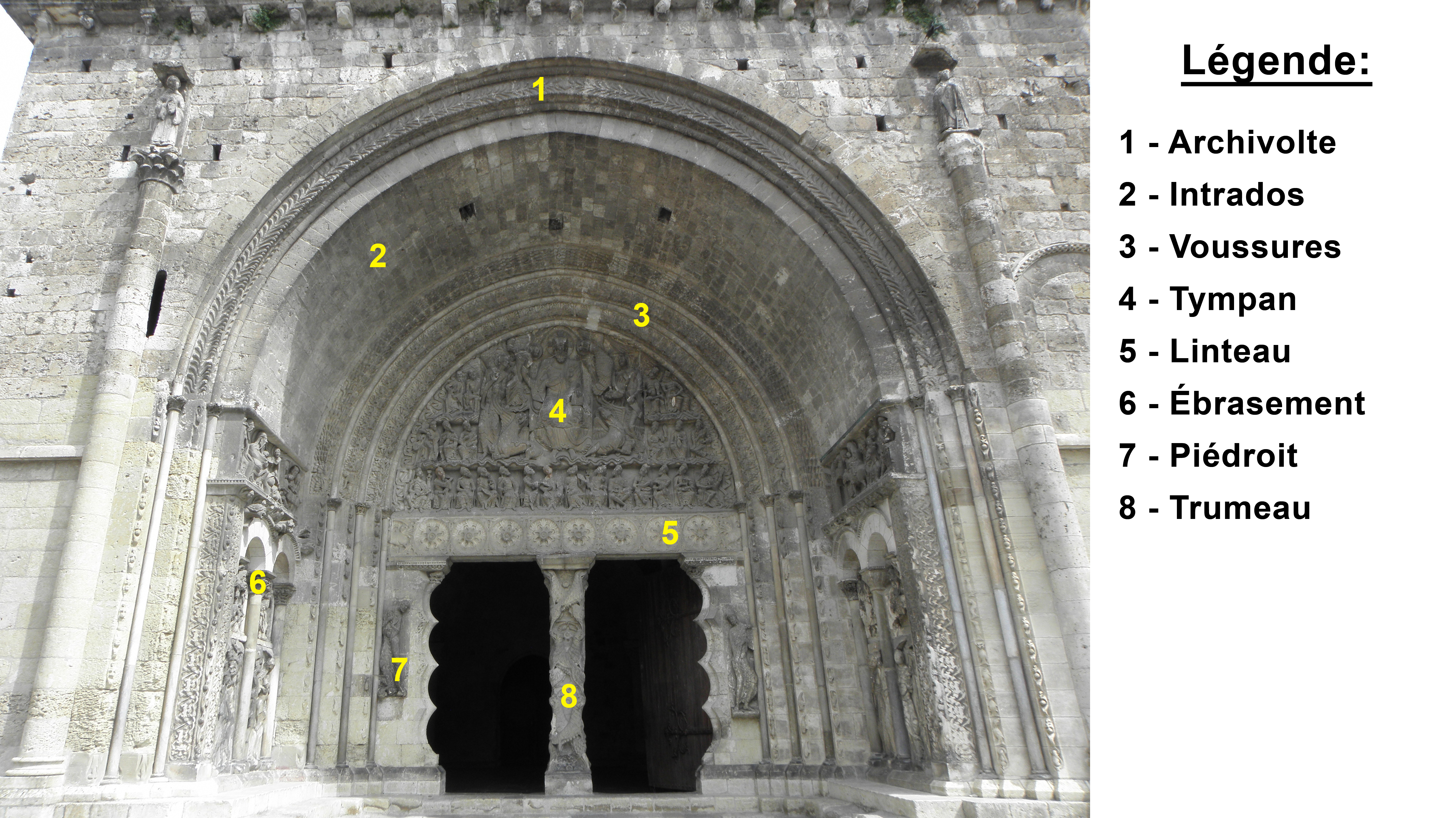
Portal románico

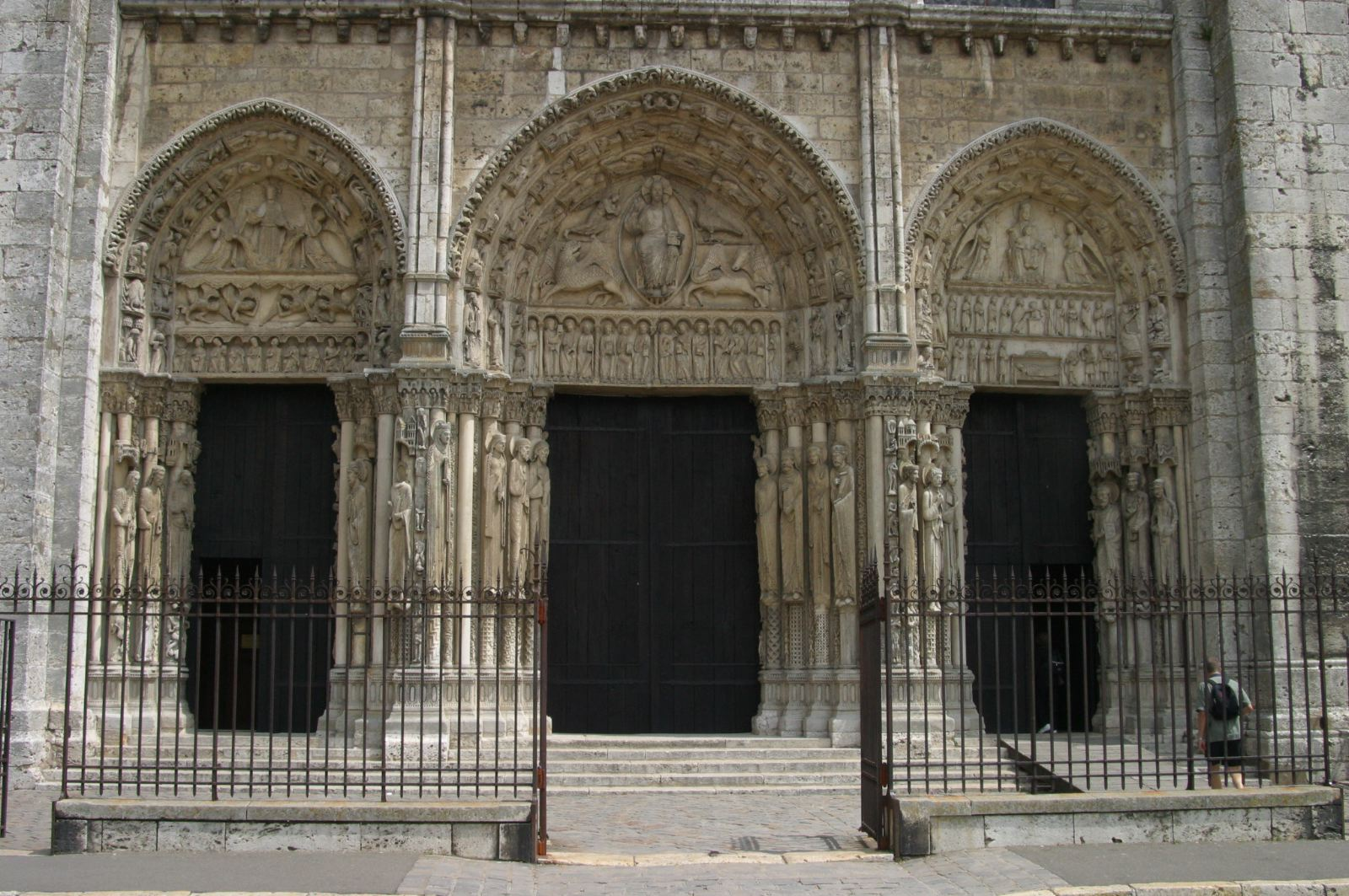
El portal real, con estatuas laterales, en el tímpano, dintel y volutas esculpidas de la catedral de Chartres será, como el de la basílica de Saint-Denis, un modelo para las catedrales góticas.

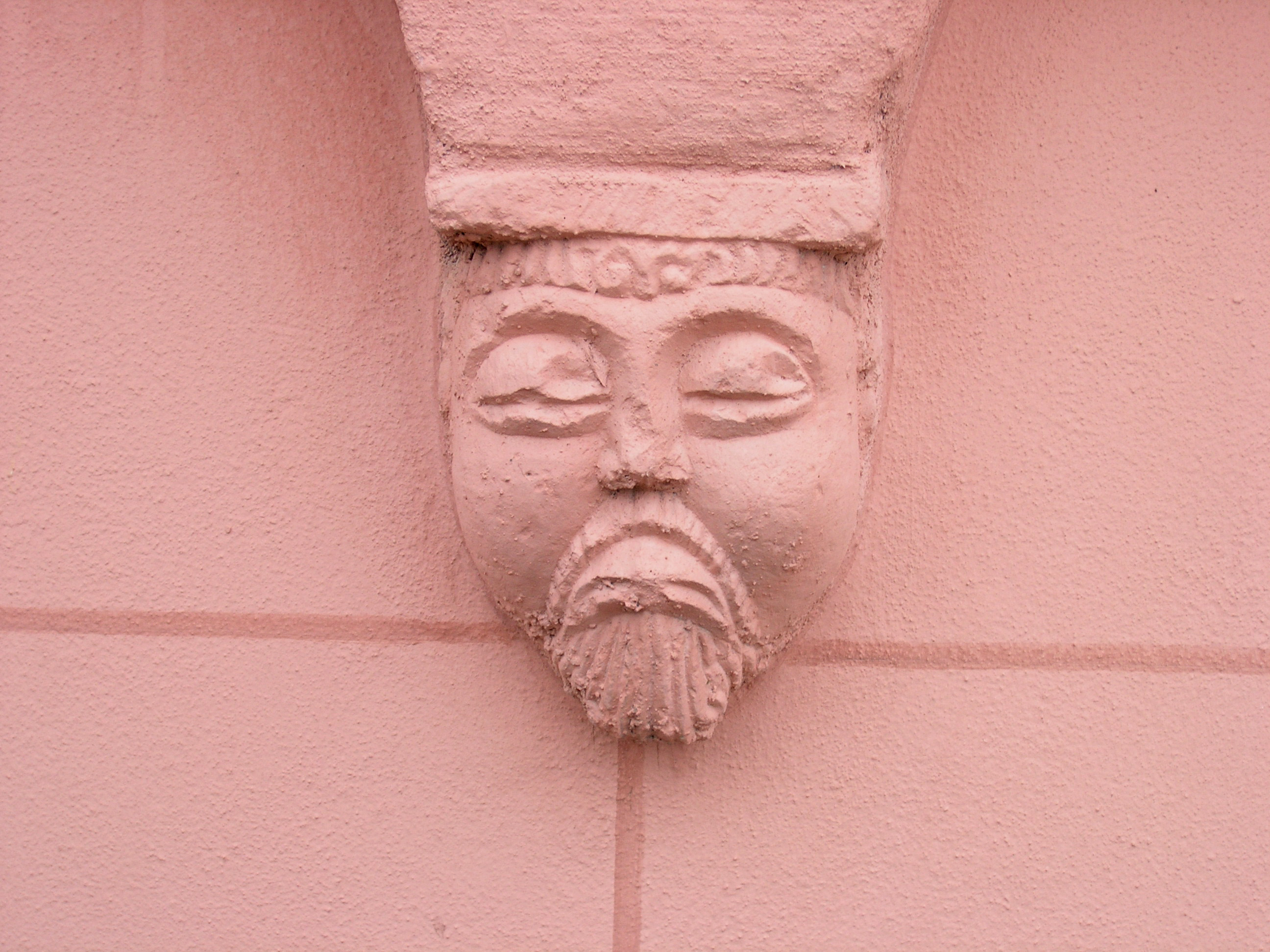
Una ménsula románica (iglesia del palacio imperial de Ingelheim)

La fachada principal de las iglesias, casi siempre la occidental, generalmente es del tipo de fachada en piñón con una composición en cuadrícula dividida en tres niveles o registros ritmados por las líneas horizontales (bandas, cornisas, aleros). Su registro inferior se abre con un solo portal en arco de medio punto y arquivoltas. El segundo registro es una pared perforada con aberturas (óculo, ventana o roseta polilobulada o de tracería radiante, abierto en el eje de la nave principal) o arcadas y rematado por un piñón que forma el registro superior. La gran invención de la arquitectura románica fue animar el basamento y el portal con una decoración escultórica importante, a menudo historiada, en dinteles, parteluces que daban más amplitud al acceso o tímpanos. Las jambas están particularmente esculpidas y pueden constituir ellas mismas la articulación de una entrada solemne. Las iglesias modestas tenían un único portal, las más importantes lo enmarcaban con dos portales laterales. Los arquitectos románicos jugaron con el espesor del muro de la fachada, para retrasar la puerta al fondo y crear planos sucesivos para obtener abocinamientos. En el segundo cuarto del siglo XII, los artistas románicos comenzaron a sustituir las columnas de las jambas por estatuas. El arco de descarga, cuya función es la de aliviar el dintel, se transformó poco a poco en varios arcos, las arquivoltas se ensancharon hacia el exterior e invadieron las jambas. La multiplicación de esas volutas salientes hizo que los portales también sobresaliesen por delante de las fachadas, lo que condujo a la solución del porche saliente. La escultura, inicialmente limitada a los capiteles de las columnas de las jambas, al final del siglo XI ya invadía toda la puerta.
En la composición de esta rejilla participan los contrafuertes como elementos verticales. En general masivos, pueden ser planos, salientes o en forma columnas adosadas simples o emparejadas.
Los maestros de obra románicos a veces optaron por otras soluciones de fachadas: el macizo occidental, la iglesia-porche o la fachada armónica (fachada simétrica con tres portales, el central más amplio, los dos laterales coronados por las torres que alojan las campanas) inventada por los arquitectos normandos y que serán retomadas en todas las principales catedrales góticas. Algunos eligieron una fachada pantalla o campanario-porche y al final del siglo XII comenzaron a aparecer fachadas de dos torres, anteludio de la solución más querida del gótico.
Las ventanas no tenían, en general, ni tímpano ni tracería. Los arquitectos utilizaron el abocinamiento simple o doble para que la luz penetrase más en el interior del edificio. Se cerraban con marcos de madera o con ventanas acristaladas, y a veces fueron cerradas con simples losas de piedra perforadas llamadas transenas.

Fachadas románicas
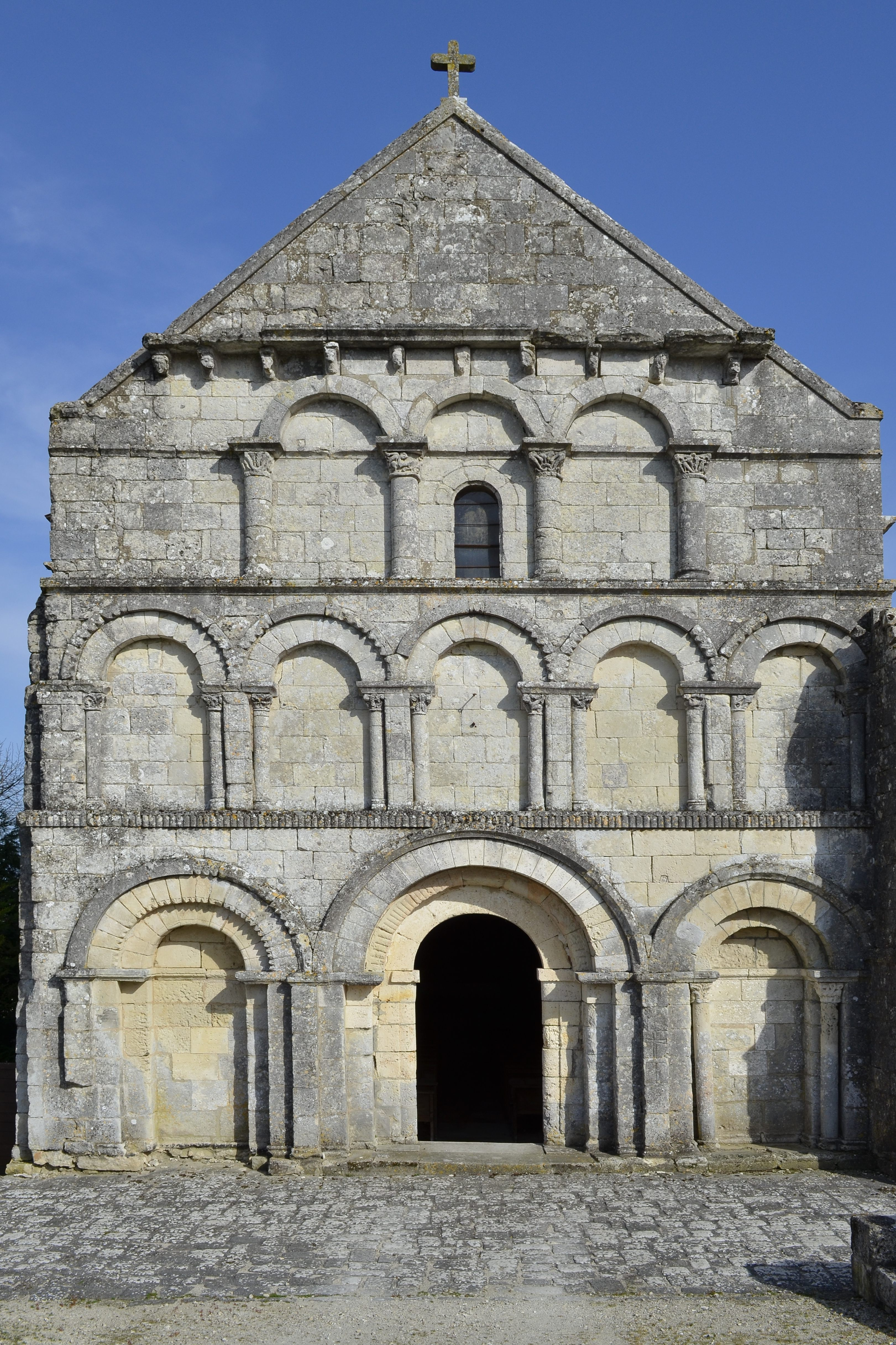
Fachada con piñón en la iglesia Saint-Cybard de Plassac
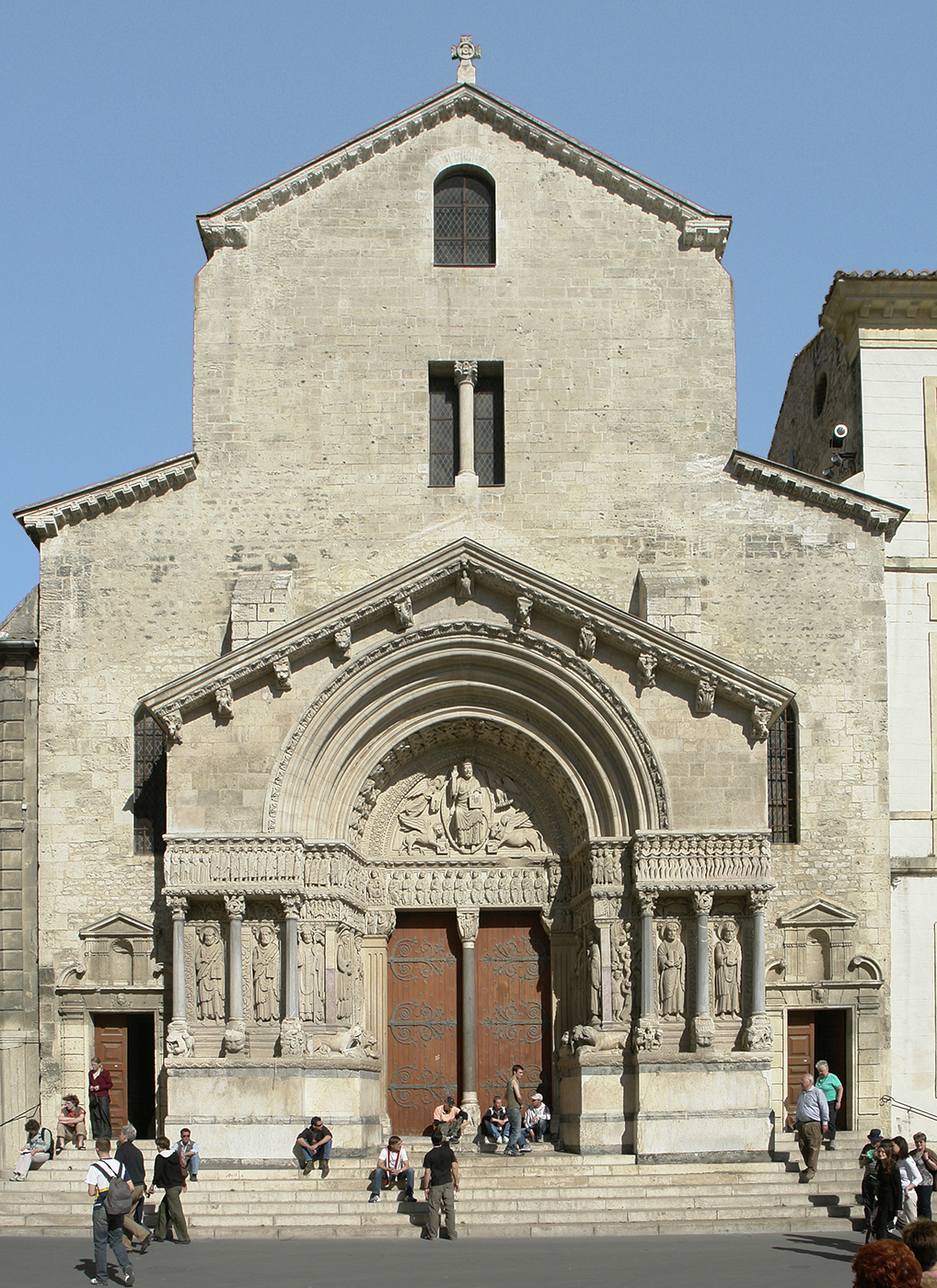
Fachada con piñón de la iglesia de San Trófimo (Arlés) que revela la arquitectura interna
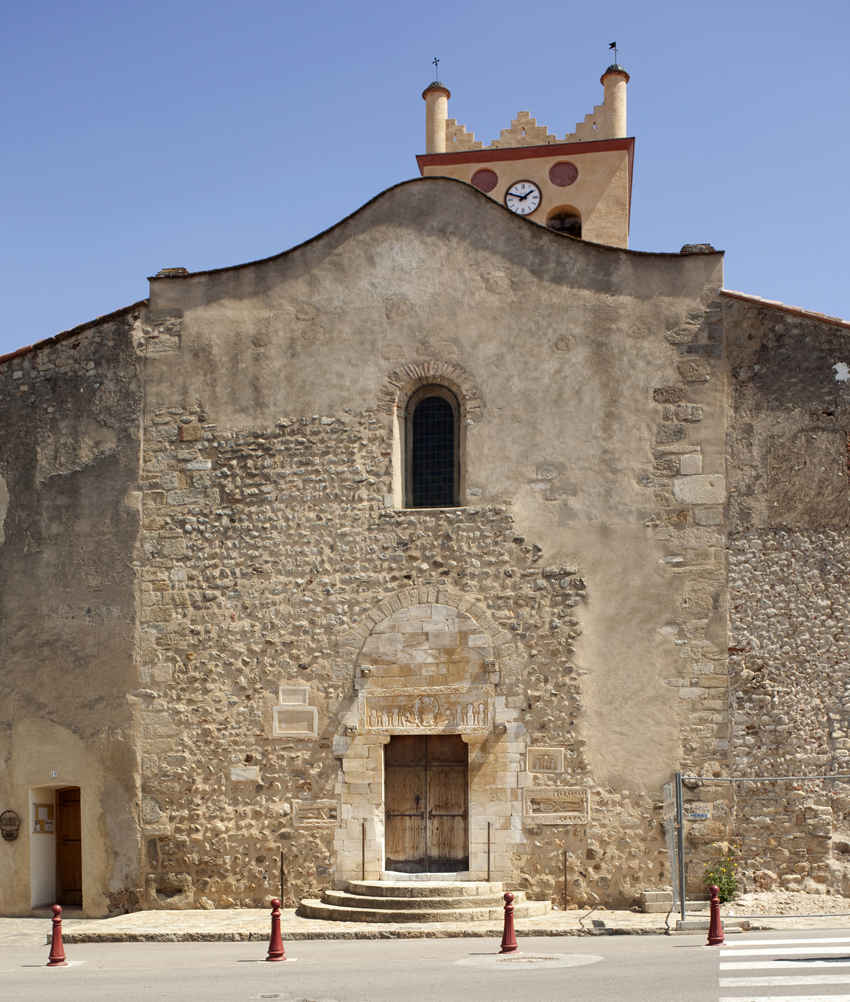
Fachada de portal único y dintel en mármol esculpido, abadía de Saint-Génis-des-Fontaines
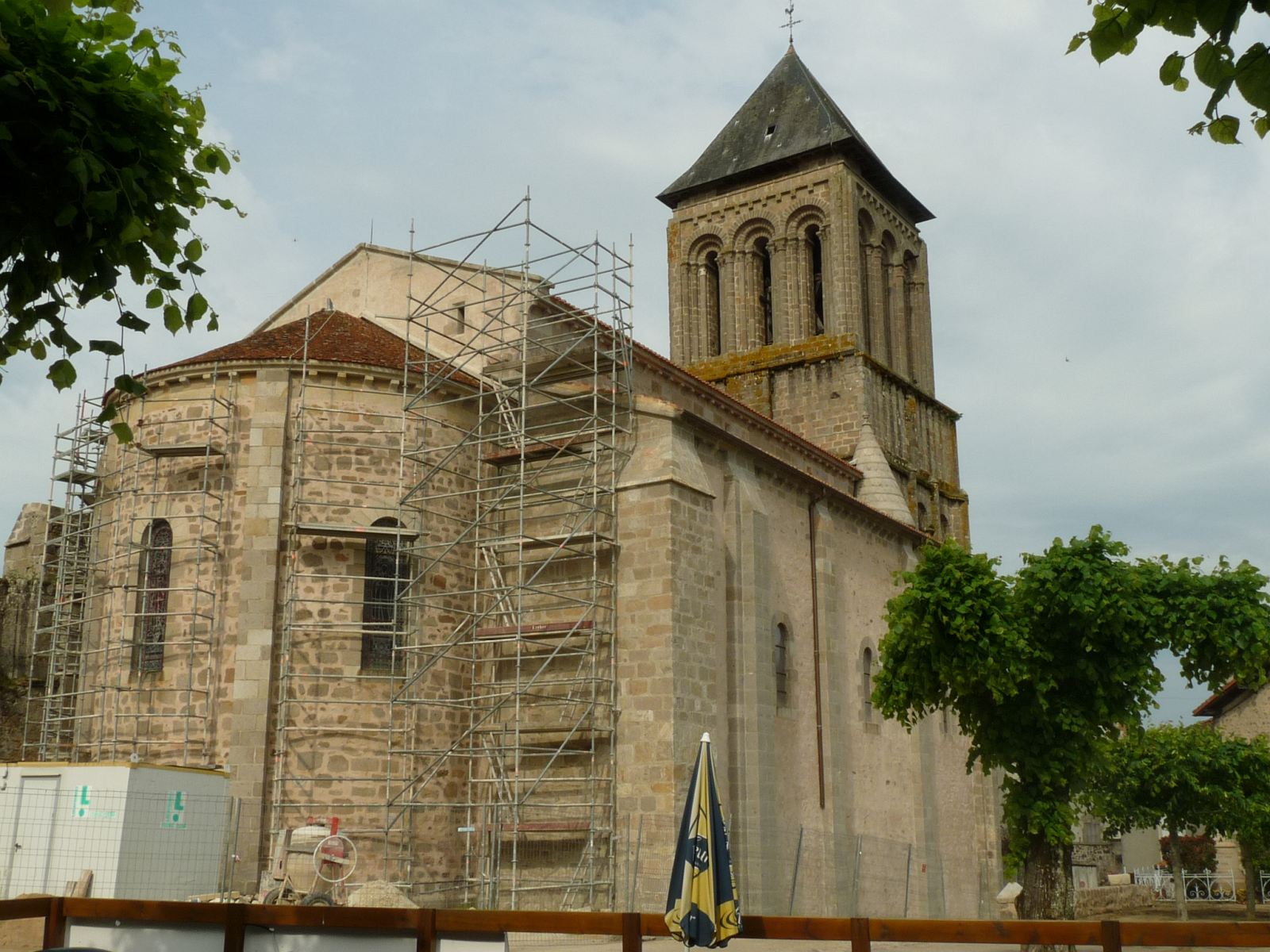
Campanario-porche de la abacial de Lesterps
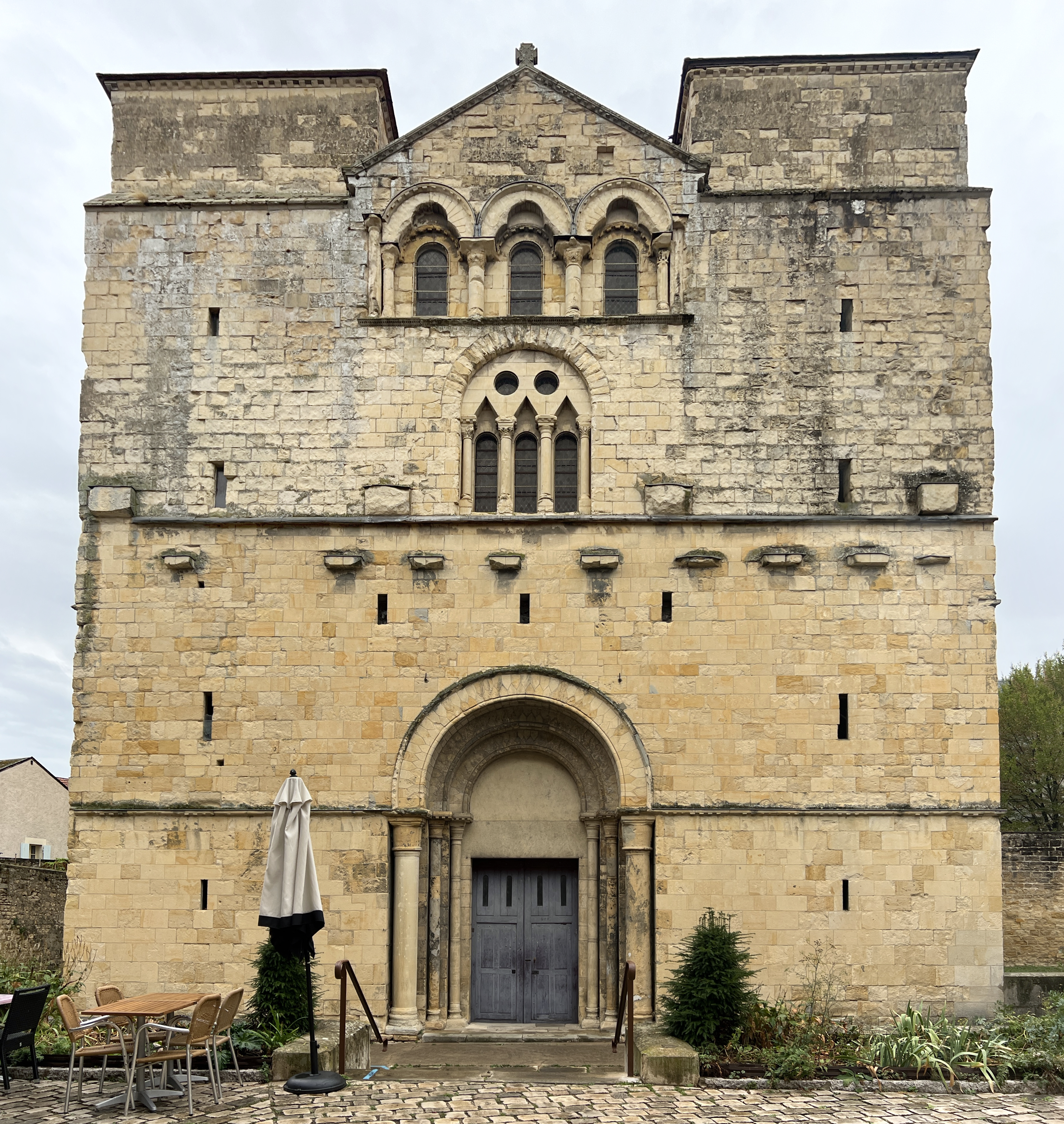
Fachada de la Iglesia de Saint-Étienne (Nevers) (las torres fueron demolidas)

## Variantes regionales
La arquitectura románica no se fue desarrollando ni al mismo tiempo ni del mismo modo en las diferentes regiones francesas. El punto culminante se alcanzó en 1130 en el Languedoc (abadía de Moissac), en el Poitou o en Borgoña (Vézelay, catedral de Autun); Auvernia desarrolló un estilo específico a mitad del siglo XII; y el sureste del país experimentó notables avances en el cambio del siglo XIII, en el mismo momento en que ya el norte de Francia conocía el desarrollo de las grandes catedrales góticas.
Las especificidades regionales no deben, sin embargo, ser exageradas, y la movilidad de los técnicos que participaban en edificaciones por todo el país hizo que se pueda encontrar un sustrato común en edificios geográficamente remotos. Además, la misma elección de los elementos estilísticos podía depender de los gustos de los patrocinadores o derivar de la propia experiencia de los arquitectos.

### Poitou-Charente
El Poitou, el Angoumois y la Saintonge desarrollaron aspectos específicos ya desde principios del siglo XII. Se puede encontrar torres-campanarios rematadas con agujas de piedra o también naves centrales cubiertas con filas de cúpulas.
Los portales, en su mayoría, carece de tímpano; sin embargo, están embellecidos con una rica arquivolta esculpida donde cada piedra representa un personaje.

#### Charente

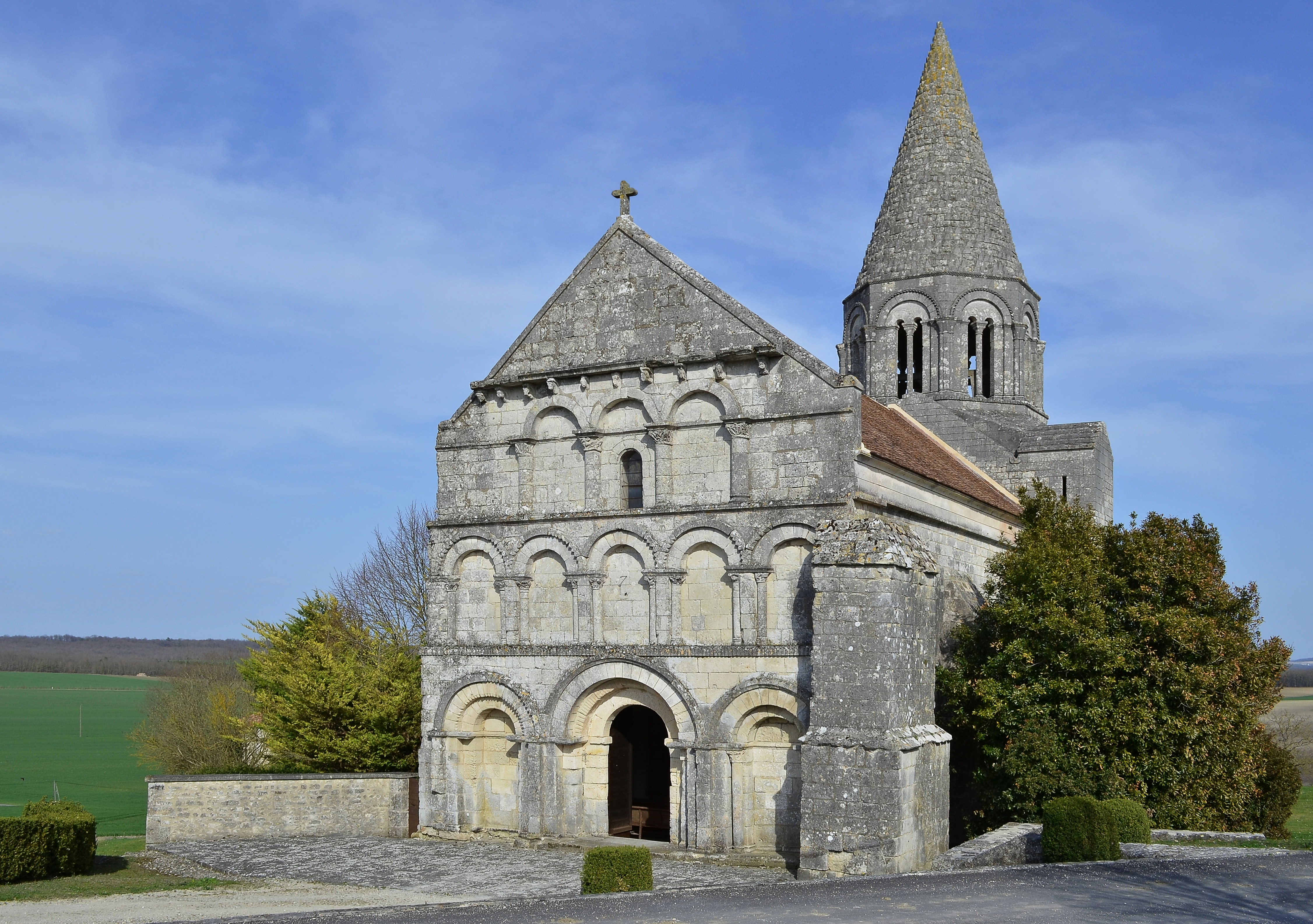
Iglesia de Saint-Cybard de Plassac-Rouffiac

- Catedral de Saint-Pierre de Angulema
- Abadía de Saint-Amant-de-Boixe
- Abadía de Saint-Pierre de Cellefrouin
- Iglesia de Plassac-Rouffiac
- Abadía de Châtre
- Aubeterre-sur-Dronne
- Iglesia de Saint-Arthémy (Blanzac)
- Iglesia de Saint-Pierre (Châteauneuf-sur-Charente)

#### Charente Marítimo
- Abadía de las Damas de Saintes

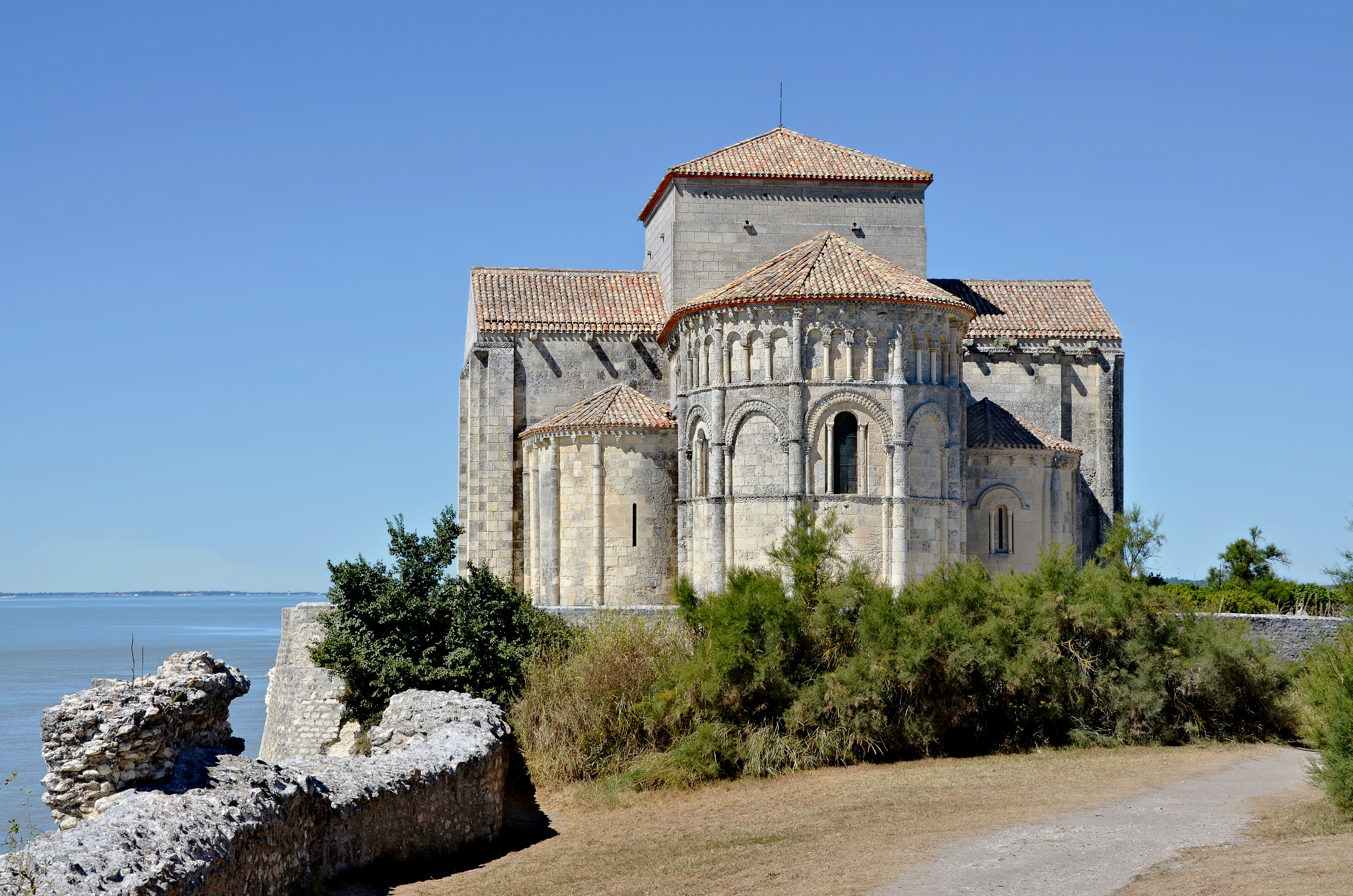
Iglesia de Sainte-Radegonde de Talmont-sur-Gironde

- Basílica de Saint-Eutrope de Saintes
- El donjon de la Iglesia de Saint-Vivien y el 'hôpital des pèlerins de Pons
- Iglesia de Sainte-Radegonde de Talmont
- Iglesia de Notre-Dame de Rioux
- Échebrune
- Iglesia de Saint-Sylvain de Saint-Sauvant
- Iglesia de Saint-Pierre d'Aulnay

Arquitectura románica en Charente-Marítimo
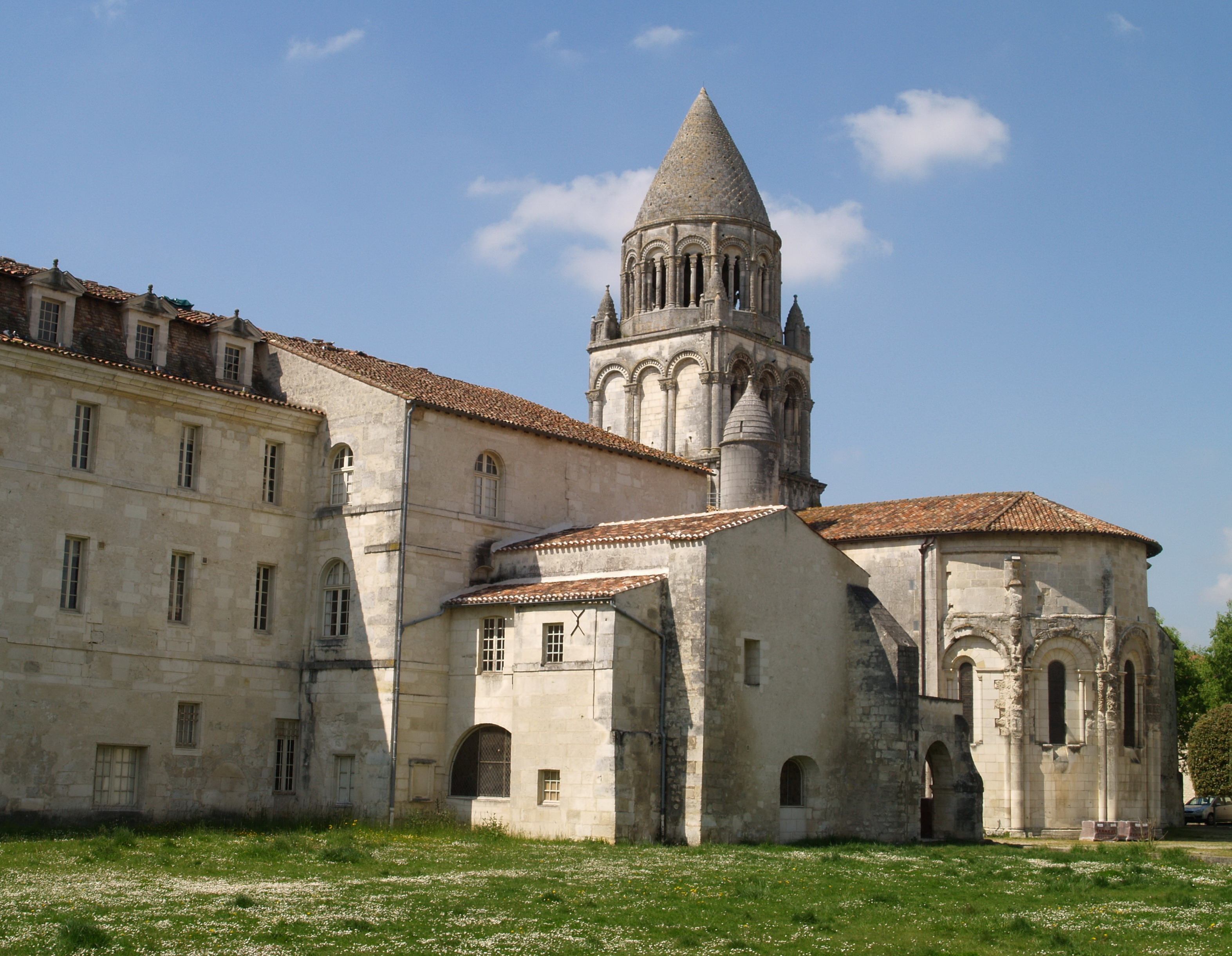
Abadía de las Damas de Saintes
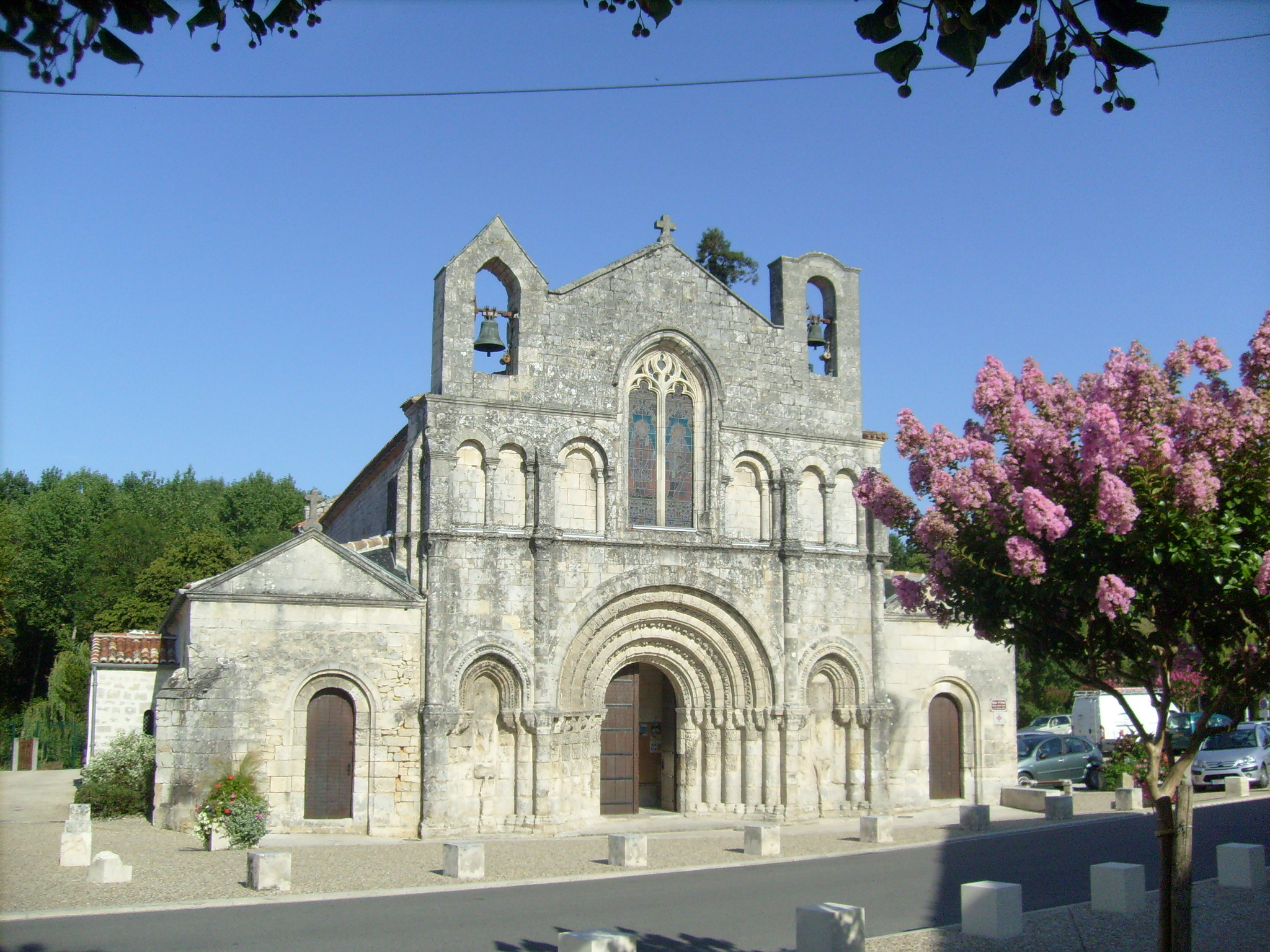
Iglesia de Saint-Vivien de Pons
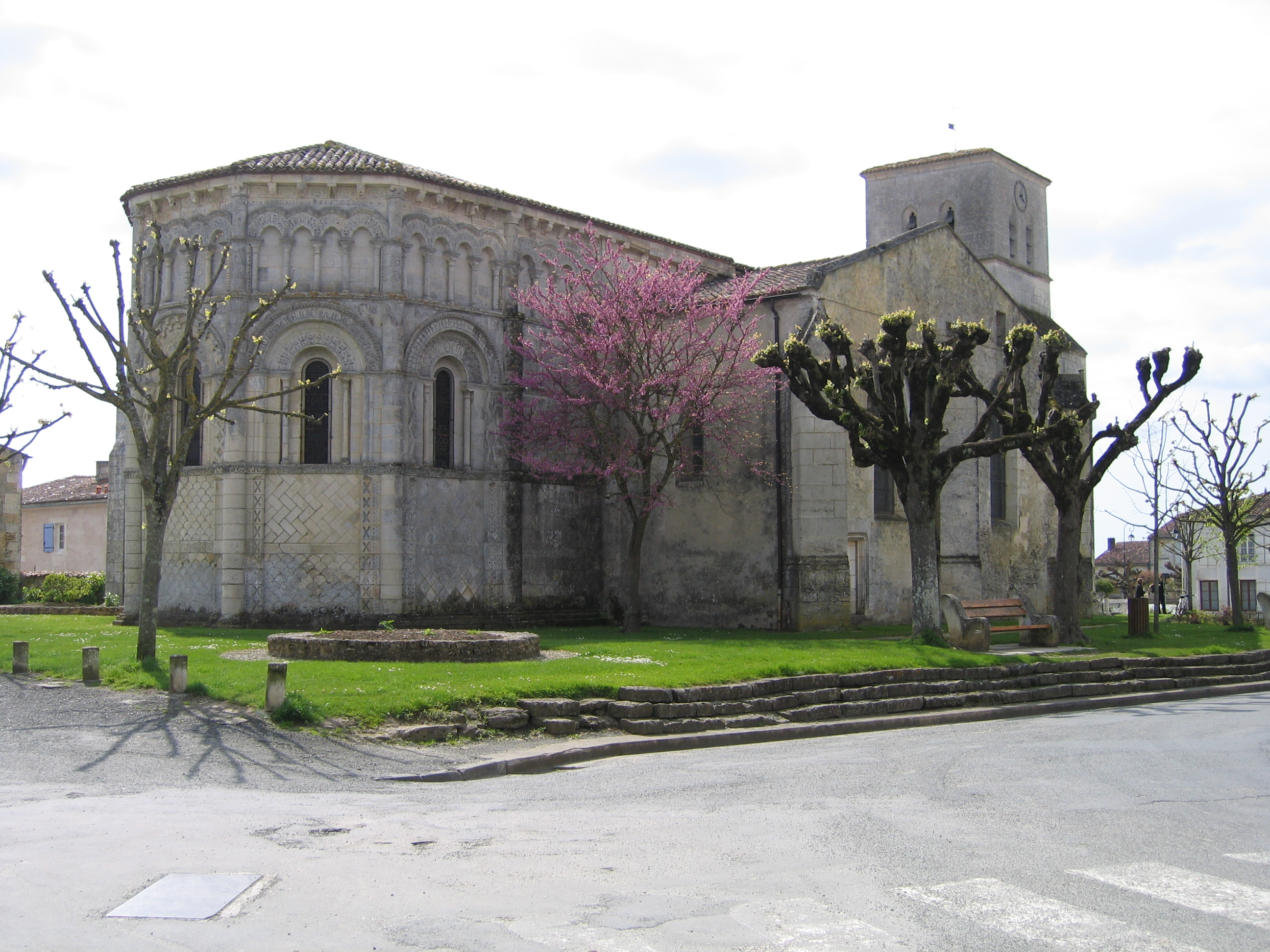
Iglesia de Notre-Dame de Rioux
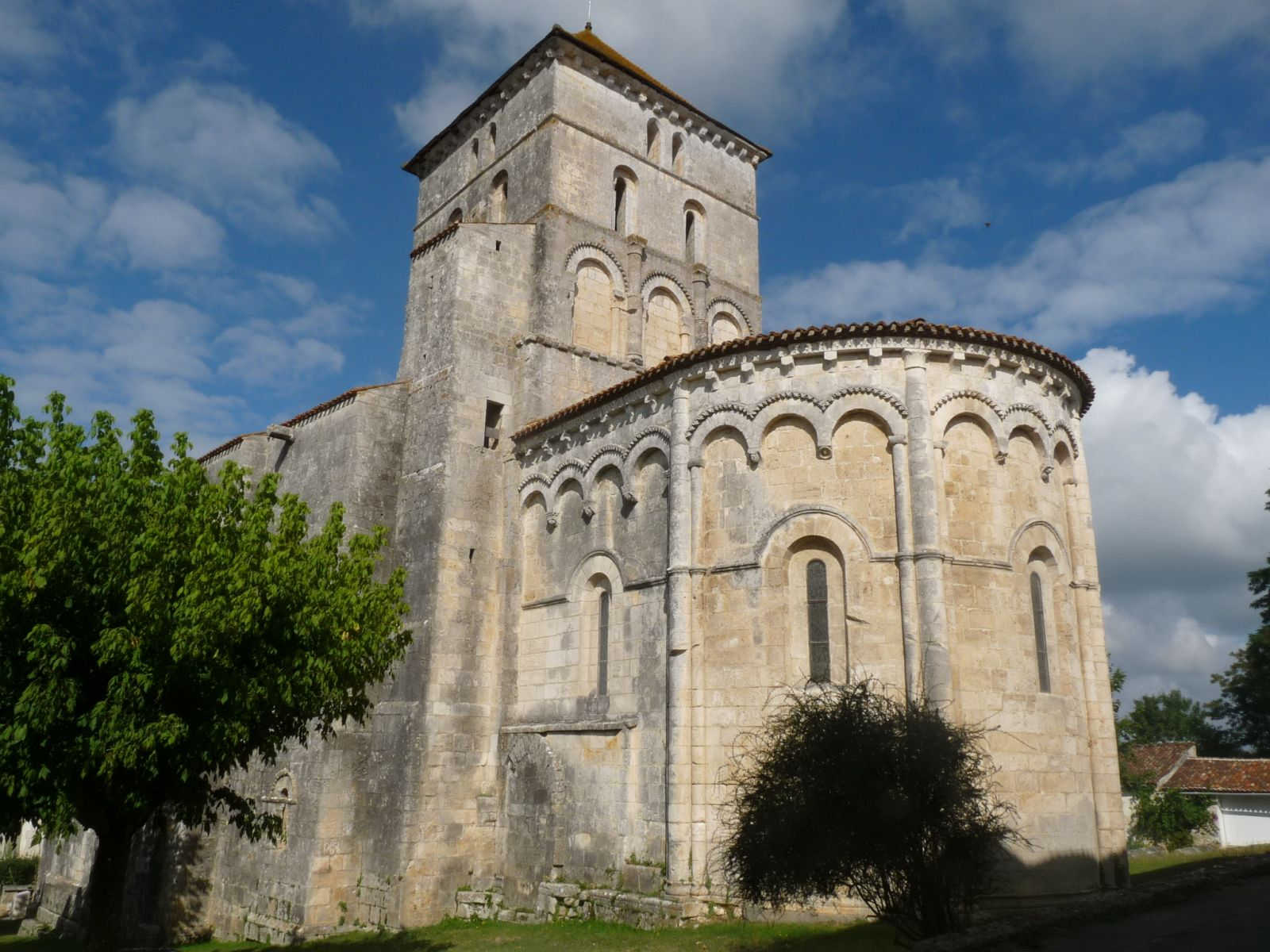
Iglesia de Saint-Sylvain de Saint-Sauvant

#### Vienne

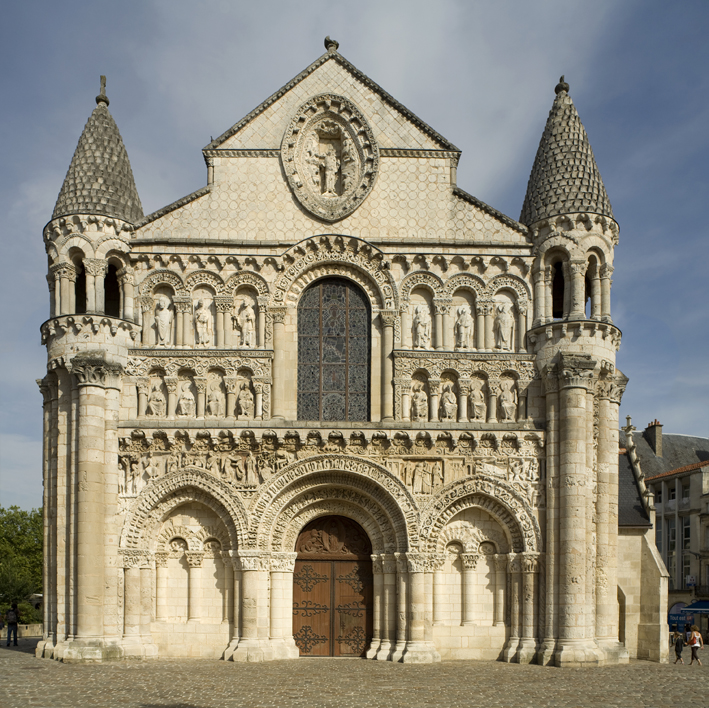
Iglesia de Saint-Hilaire-le-Grand de Poitiers

- Iglesia de Saint-Nicolas de Civray
- Iglesia de Notre-Dame la Grande de Poitiers
- Iglesia abacial de Saint-Savin-sur-Gartempe
- Iglesia de Saint-Gervais y Saint-Protais de Civaux
- Iglesia de Saint-Hilaire-le-Grand de Poitiers
- Iglesia de Saint-Porchaire de Poitiers
- Iglesia Saint-Jean-de-Montierneuf de Poitiers
- Iglesia de Sainte-Radegonde de Poitiers
- Iglesia abacial de Saint-Benoît
- Priorato  de Villesalem
- Iglesia abacial de Sainte-Croix de Loudun
- Conjunto abacial de Nouaillé-Maupertuis
- Iglesia de Notre-Dame de Montmorillon
- Iglesia de Saint-Pierre de Chauvigny
- Iglesia de Saint-Pierre-les-Églises de Chauvigny
- Iglesia de Notre-Dame de Antigny
- Iglesia  abacial de Fontaine-le-comte
- Iglesia de Saint-Jean-Baptiste de Jazeneuil

Arquitectura románica en Vienne
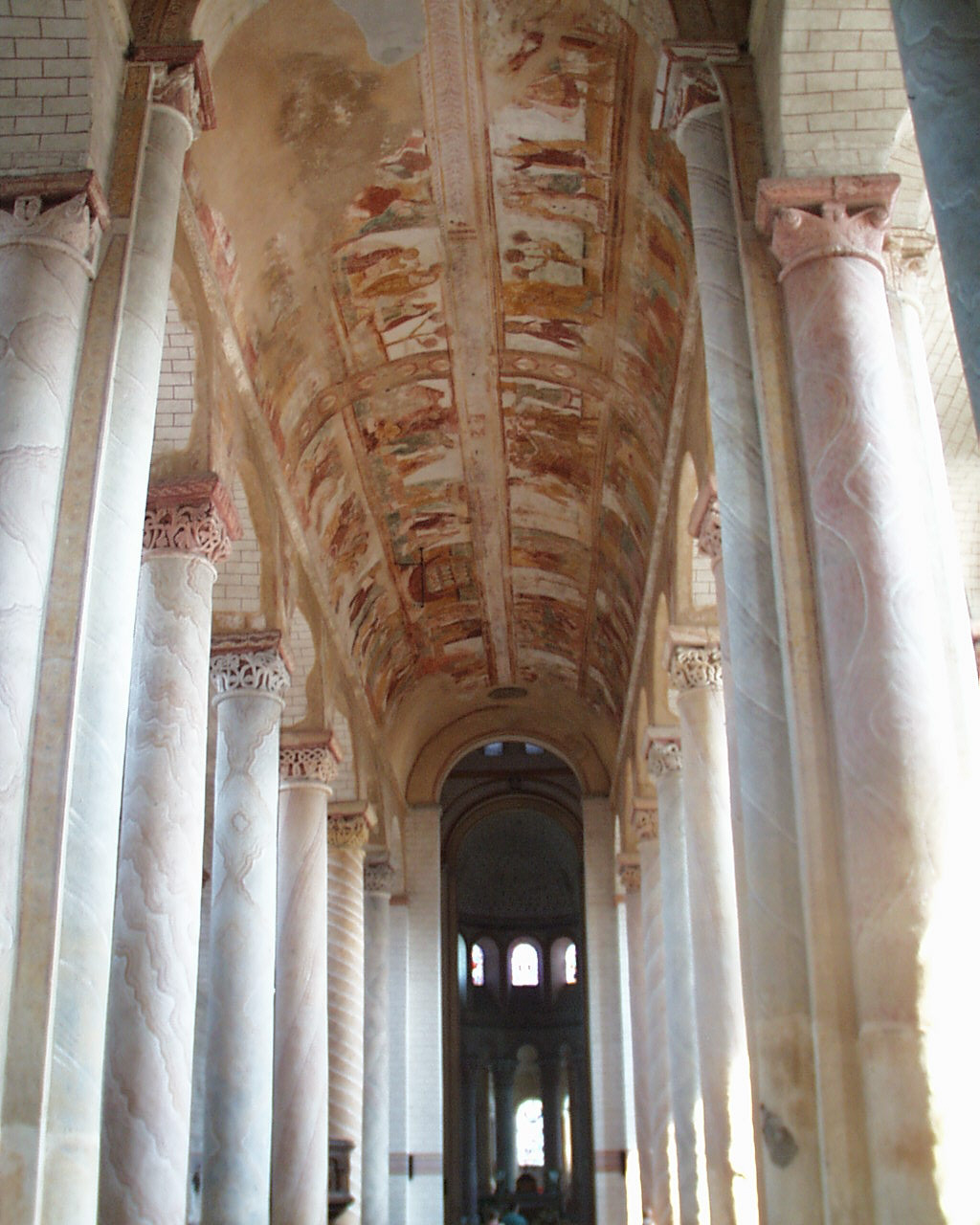
Iglesia abacial de Saint-Savin-sur-Gartempe
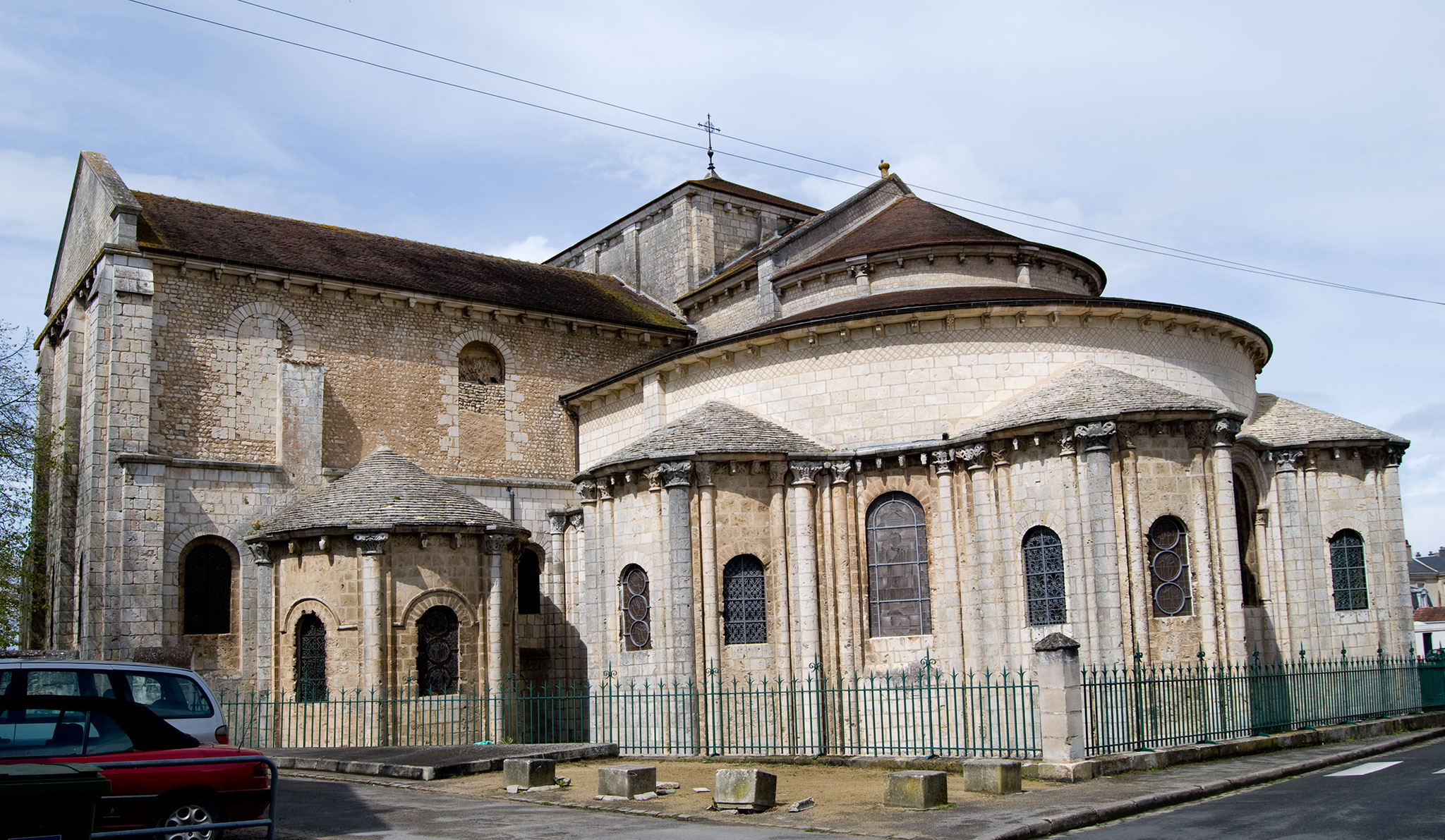
Iglesia de Saint-Hilaire-le-Grand de Poitiers
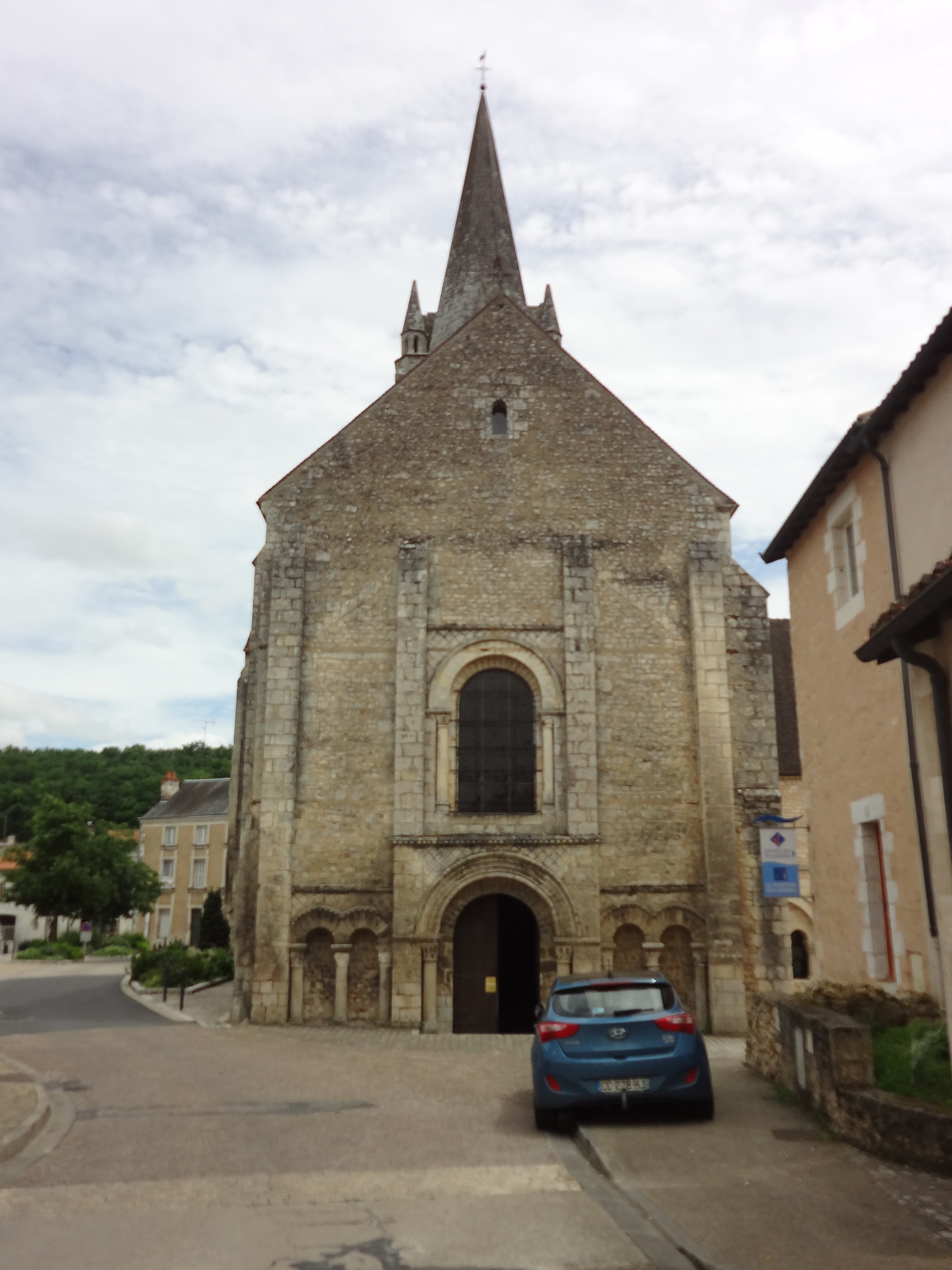
Iglesia abacial de Saint-Benoît
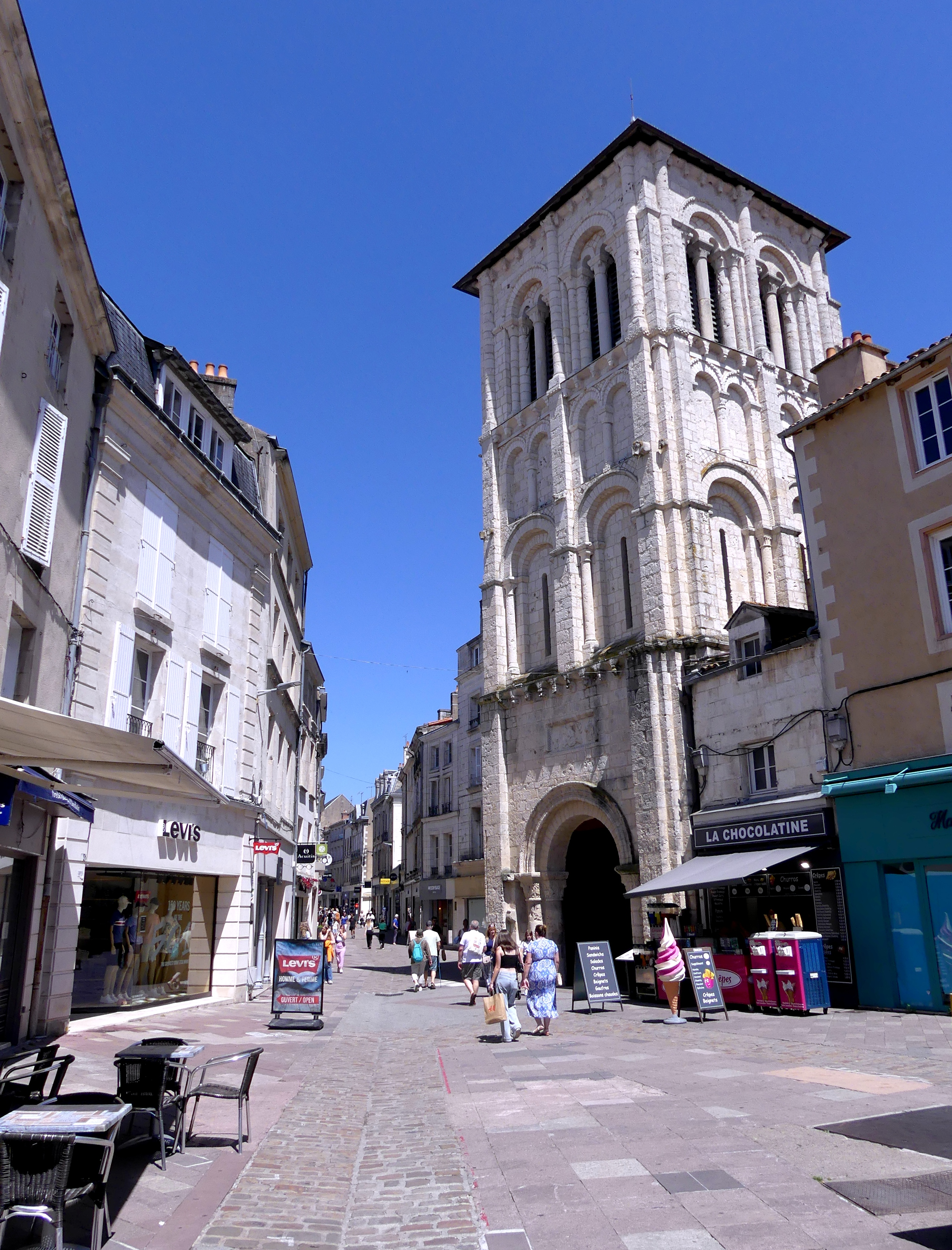
Iglesia de Saint-Porchaire de Poitiers

### Lemosín

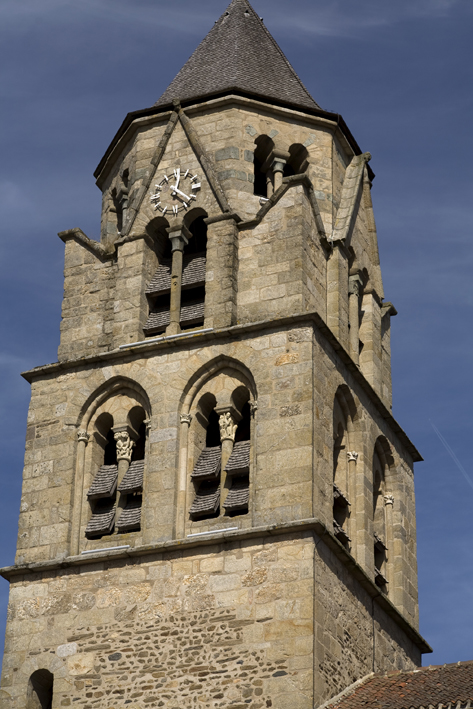
Detalle del campanario lemosin en la iglesia de San Pedro de Uzerche

El Lemosín no fue un gran centro de arte románico, pero su posición de frontera le valió sufrir las influencias de las grandes escuelas como las del Languedoc y del Poitou. La mayoría de los edificios románicos conservados son pequeñas iglesias ruralesmuchas de ellas con características similares. Así, tienen muy a menudo un campanario llamado à peigne [en peine], el muro oeste forma un imponente macizo perforado con dos o tres pequeños huecos en arco de medio punto, donde se disponen las campanas. La otra especificidad lemosina, pero mucho menos común, es la torre llamada "lemosina". El mejor ejemplo es el de Saint-Léonard-de-Noblat, en Haute-Vienne. Los primeros pisos son de planta cuadrada y los pisos superiores son octogonales; y el paso entre ambos se realiza a través de gabletes. Las plantas siempre están perforadas con huecos de arcos de medio punto, a menudo geminados; el campanario se remata con una aguja de piedra que con mayor frecuencia ha sido sustituida por techos con carpintería de madera. Otra especificidad lemosina es el boudin limousin [pestaña de Lemosin], una especie de cilindro de piedra que rodea las ventanas.
Los edificios que se mencionaran en los apartados siguientes son los más importantes y bellos del Lemosín, sin que aparezcan en esta sección general iglesias secundarias que hay en muchos pueblos pequeños.

#### Corrèze

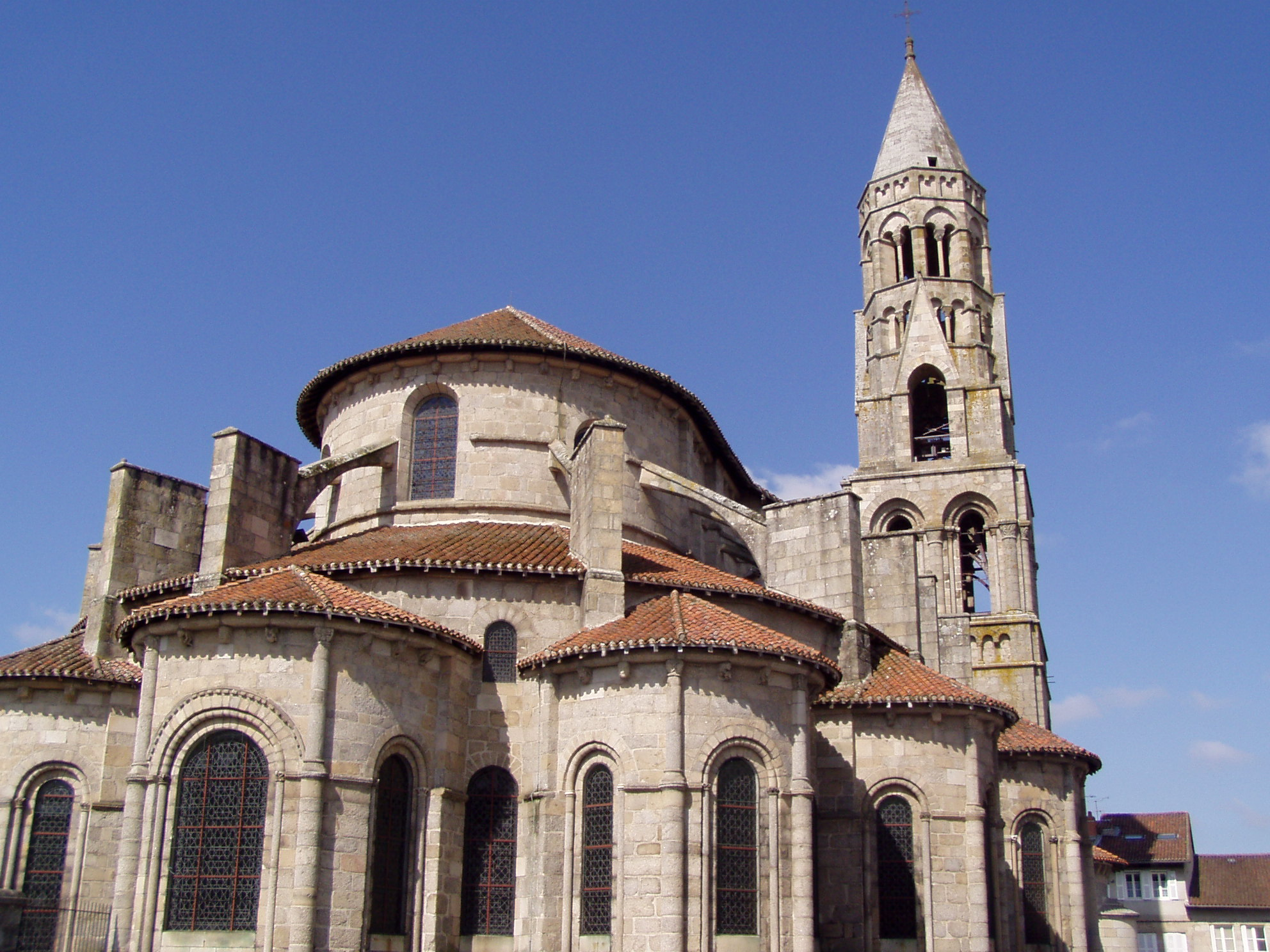
Vue de la collégiale de Saint-Léonard de Noblat

- La abacial de Saint-Pierre Beaulieu-sur-Dordogne, la más grande de Corrèze tiene unos de los más bellos tímpanos esculpidos del arte románico francés. Representa una parusía (que precede al Juicio Final), y el estilo gráfico se inspira en gran medida por la escuela languedociana.
- La abacial de Vigeois, de la que de la época románica no queda más que el coro y las capillas del transepto. El ábside central ha conservado espléndidos capiteles, algunos de los cuales han conservado rastros de policromía.
- La abacial de Uzerche, es un bello ejemplo de iglesia de peregrinación. Su cripta se remonta al siglo X, es de planta circular, poco frecuente en el Lemosín. El crucero del transepto está cubierto con una hermosa torre lemosina.
- La abacial de Meymac, uno de los raros grandes edificios románicos de la montaña lemosina, ha conservado su coro y el pórtico del siglo XII que tiene bellos capiteles historiados de granito. La abacial también alberga la única Virgen Negra del Lemosín. Esta estatua es un buen ejemplo de la influencia del arte románico auvernés en el Lemosín.
- La iglesia de Collonges-la-Rouge tiene un magnífico campanario lemosín y un tímpano en piedra caliza blanca que representa la Ascensión o la Parusía. Sin embargo, el interior del edificio fue fuertemente alterado en siglos siguientes.
- La Iglesia de Saint-Robert, la nave con nueve tramos desapareció durante las guerras de religión. Sin embargo, se conservan el coro y el transepto que reflejan la belleza y grandeza de esta iglesia prioral en gran parte inspirado en la abacial de Beaulieu-sur-Dordogne.
- La iglesia de Lubersac.

Románico en Corrèze
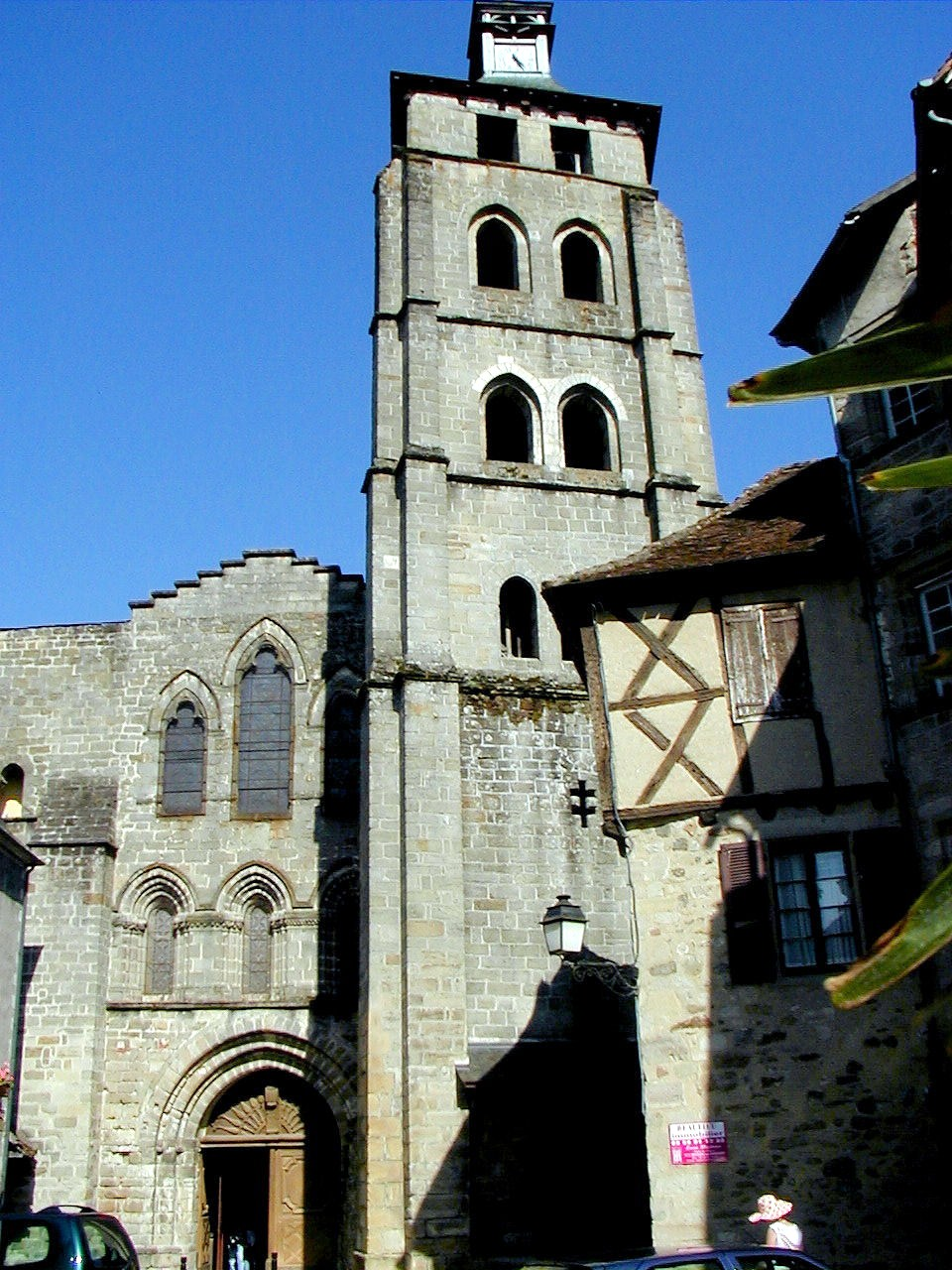
Abacial de Saint-Pierre Beaulieu-sur-Dordogne
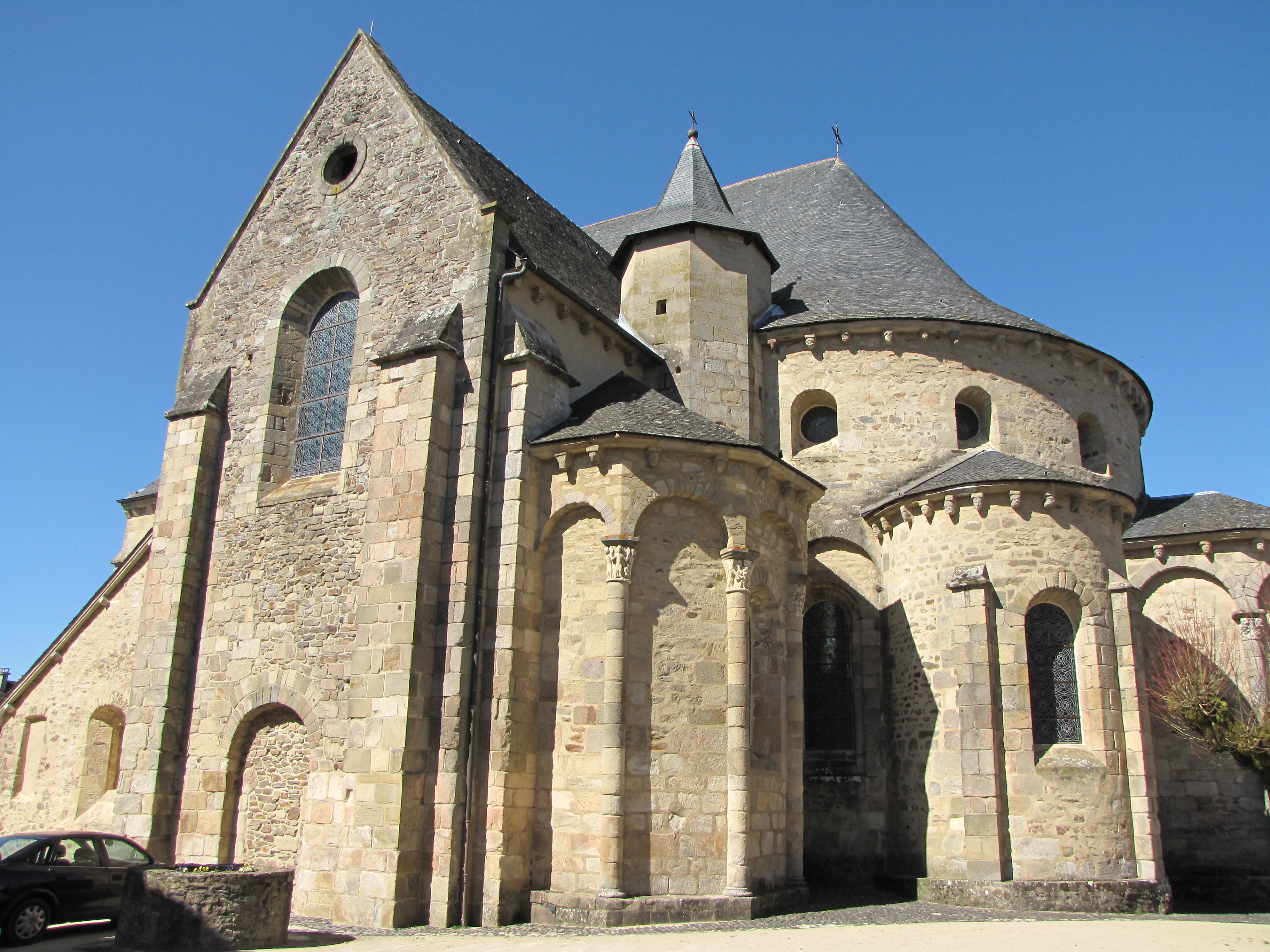
Abacial de Vigeois
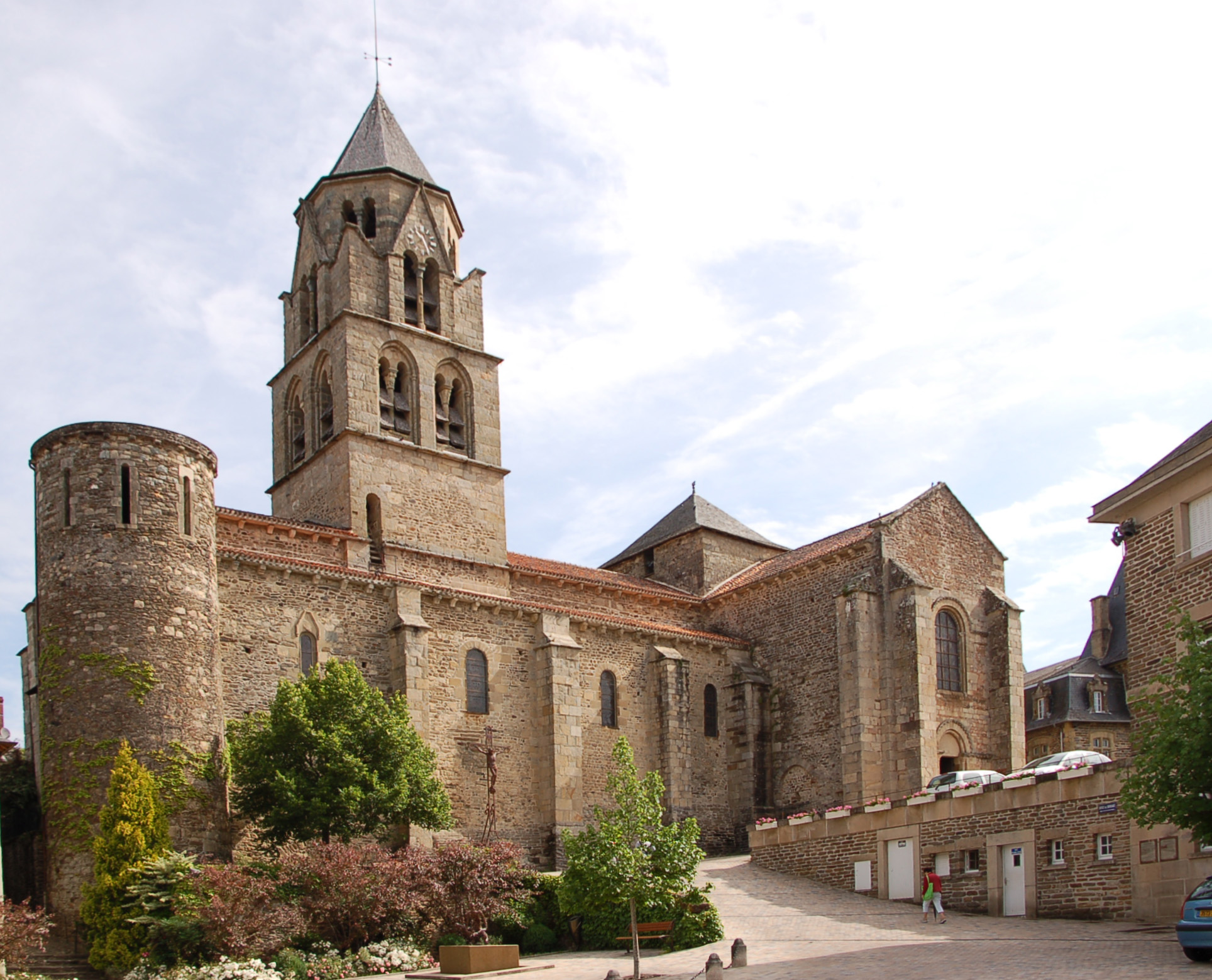
Abacial de Uzerche
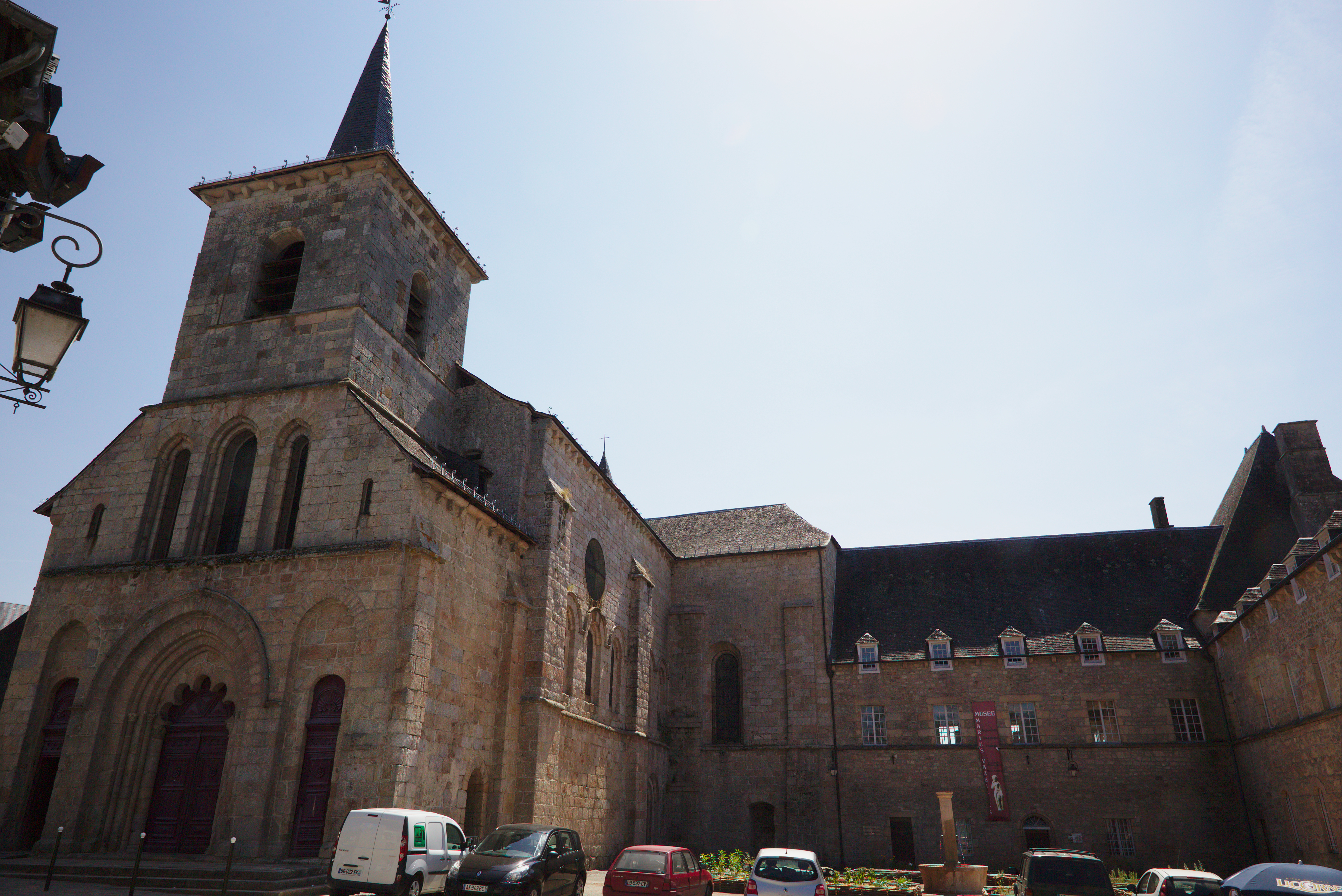
Abacial de Meymac
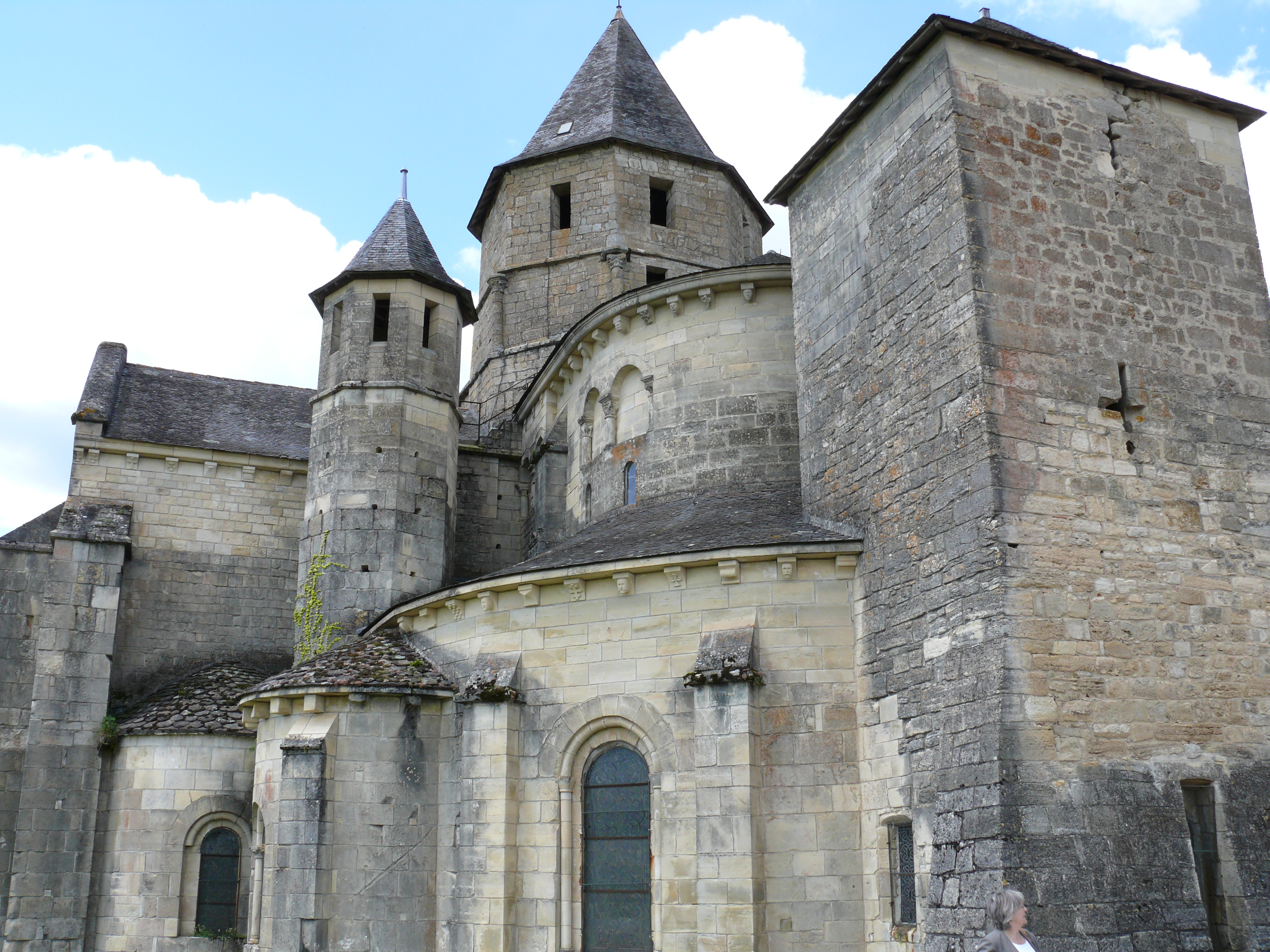
Iglesia de Saint-Robert

#### Alto Vienne
- La abacial de Solignac es la única iglesia del Lemosín cubierta con cúpulas. La influencia del Perigord es, sin duda, la armonía de las proporciones y los capiteles de las arcadas con esculturas extrañas e incluso indescifrables que la hacen una de las más bellas iglesias románicas del Lemosín.
- La colegiata de Saint-Pierre del Dorat fue construida a lo largo de casi un casi un siglo, siendo su campanario completado en el siglo XIII. Es la iglesia románica más grande del Lemosín, con sus 77 m de largo; su interior es de una gran pureza y gran luminosidad. La fachada oeste tiene un hermoso portal llamado polilobulado flanqueado por dos potentes linternas de estilo poitevino.
- La colegiata de Saint-Léonard-de-Noblat es conocida por su espléndido campanario-porche. Sin embargo, el interior es mucho menos armonioso: el coro es desproporcionado con relación con la nave y se levantó con torpeza en el siglo XVI. Conserva la tumba de San Leonardo en serpentina del siglo XII.
- La colegiata de Saint-Junien fue construida en varias etapas sucesivas, siendo esa la causa de su extraña forma y de su coro plano. Conserva dos obras maestras del arte románico del Lemosín: las pinturas de la nave que representan a los doce ancianos del Apocalipsis y los reyes de Israel alrededor del Cordero de Dios; la tumba de Saint Junien es la única obra maestra que se conserva de la escultura románica lemosina; en dos de sus lados figuran los ancianos del Apocalipsis que rodean al Cordero de Dios y una Virgen en Majestad, un tercer lado está decorado con un Cristo de gloria rodeado por símbolos de los apóstoles.
- La iglesia de Salles-Lavauguyon, antigua prioral tiene uno de los mejores conjuntos de pinturas románicas de Francia. De hecho, el reverso de la fachada oeste, y los muros norte y sur de la nave están cubiertos con espléndidas representaciones de la Creación, de la vida de san Eutropio y de san Marcial, así como de los primeros priores de Salles-Lavauguyon.
- La colegiata de Saint-Yrieix-la-Perche con su campanario románico y su coro gótico que le dan el aspecto de una catedral.

Románico en Alto Vienne
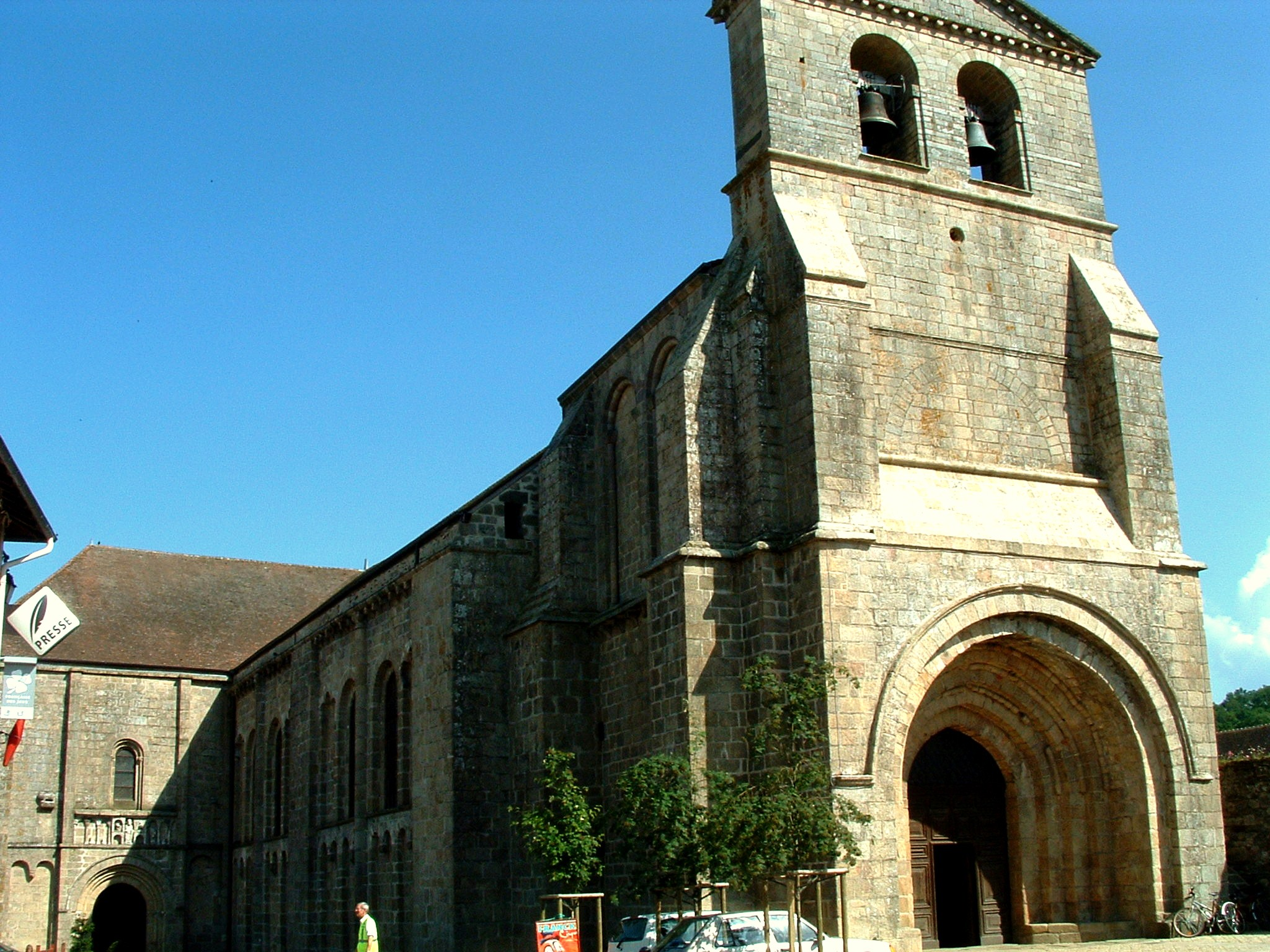
Abacial de Solignac
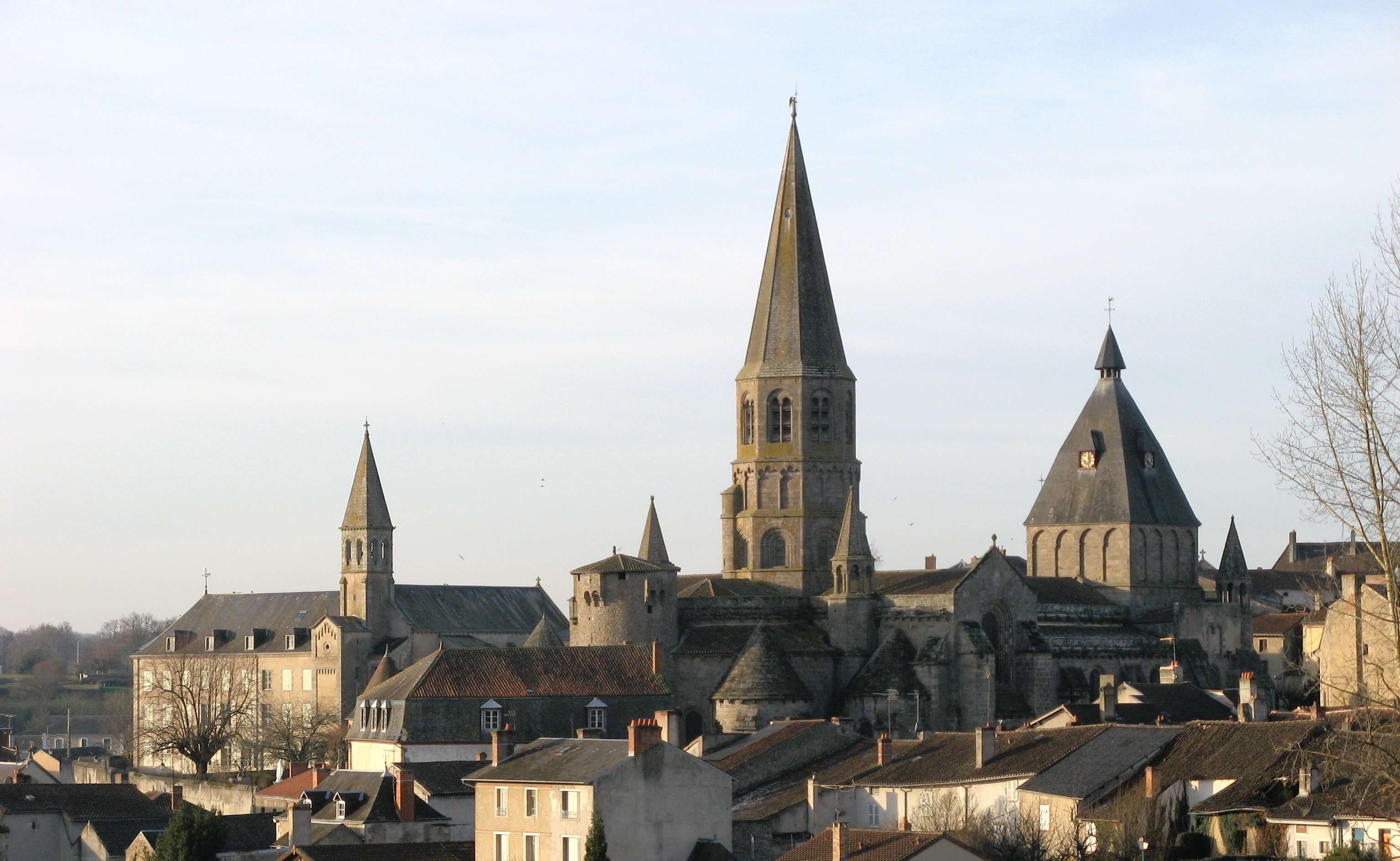
Colegiata de Saint-Pierre del Dorat
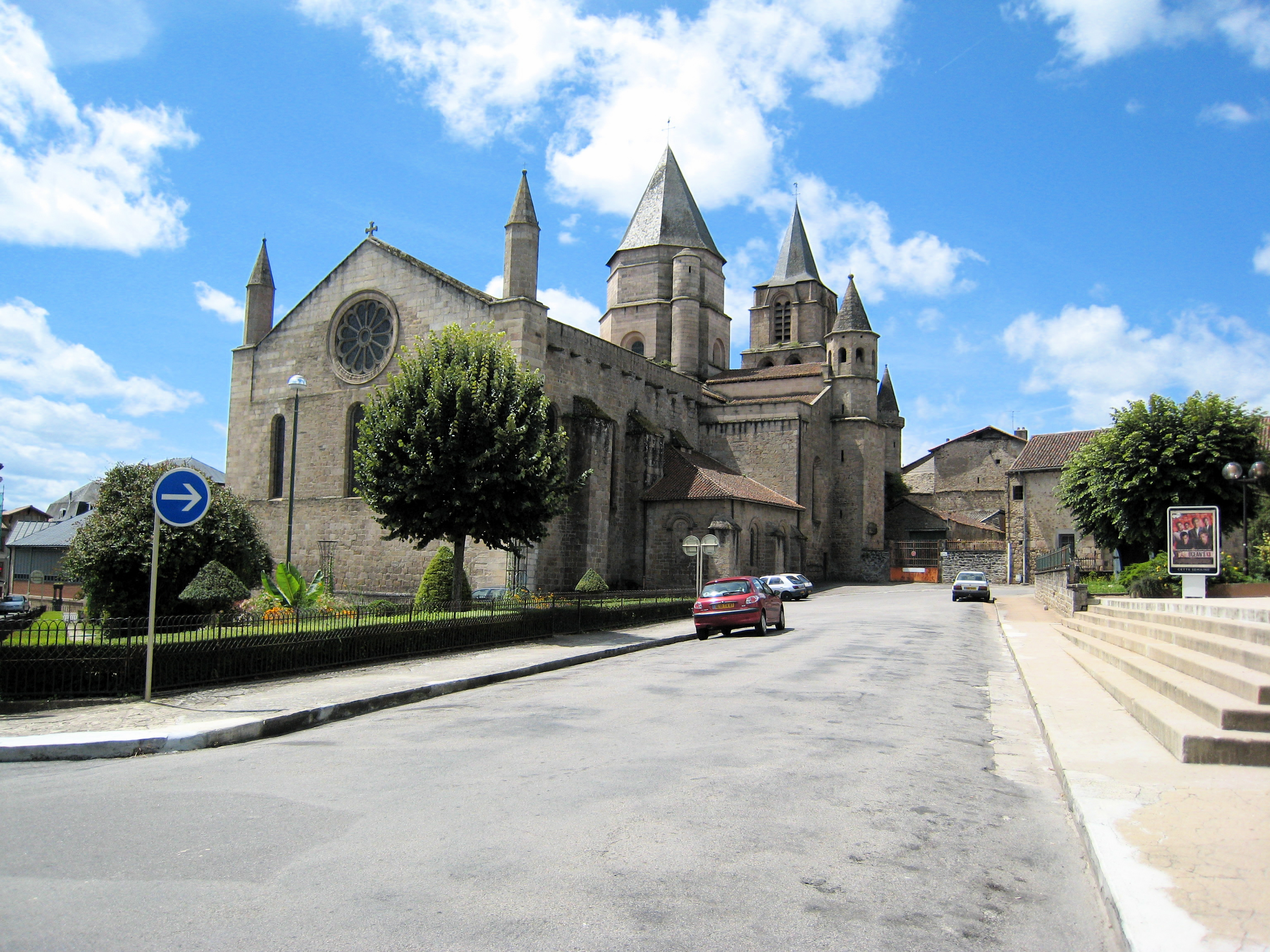
Colegiata de Saint-Junien
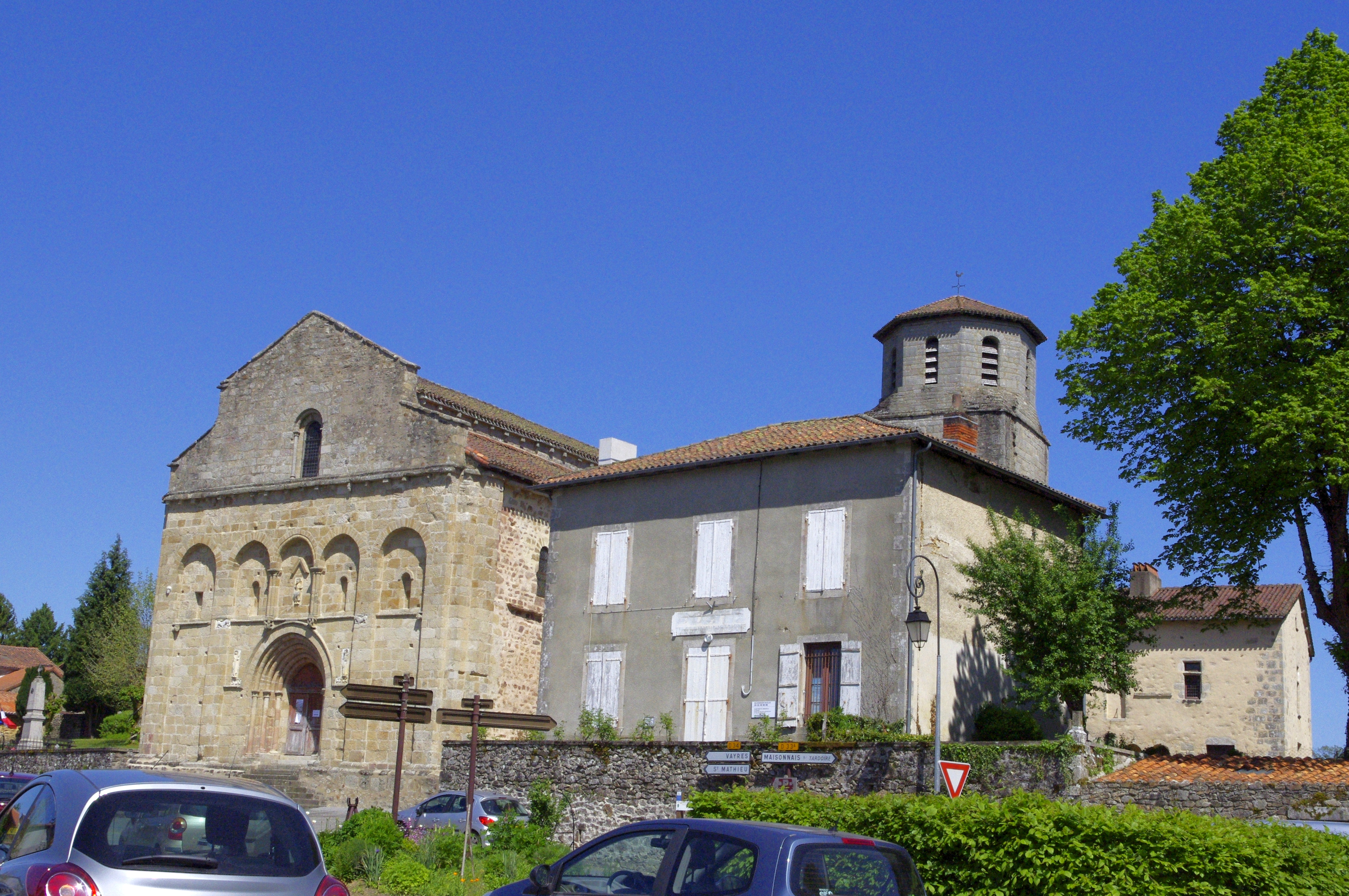
Prioral de Salles-Lavauguyon
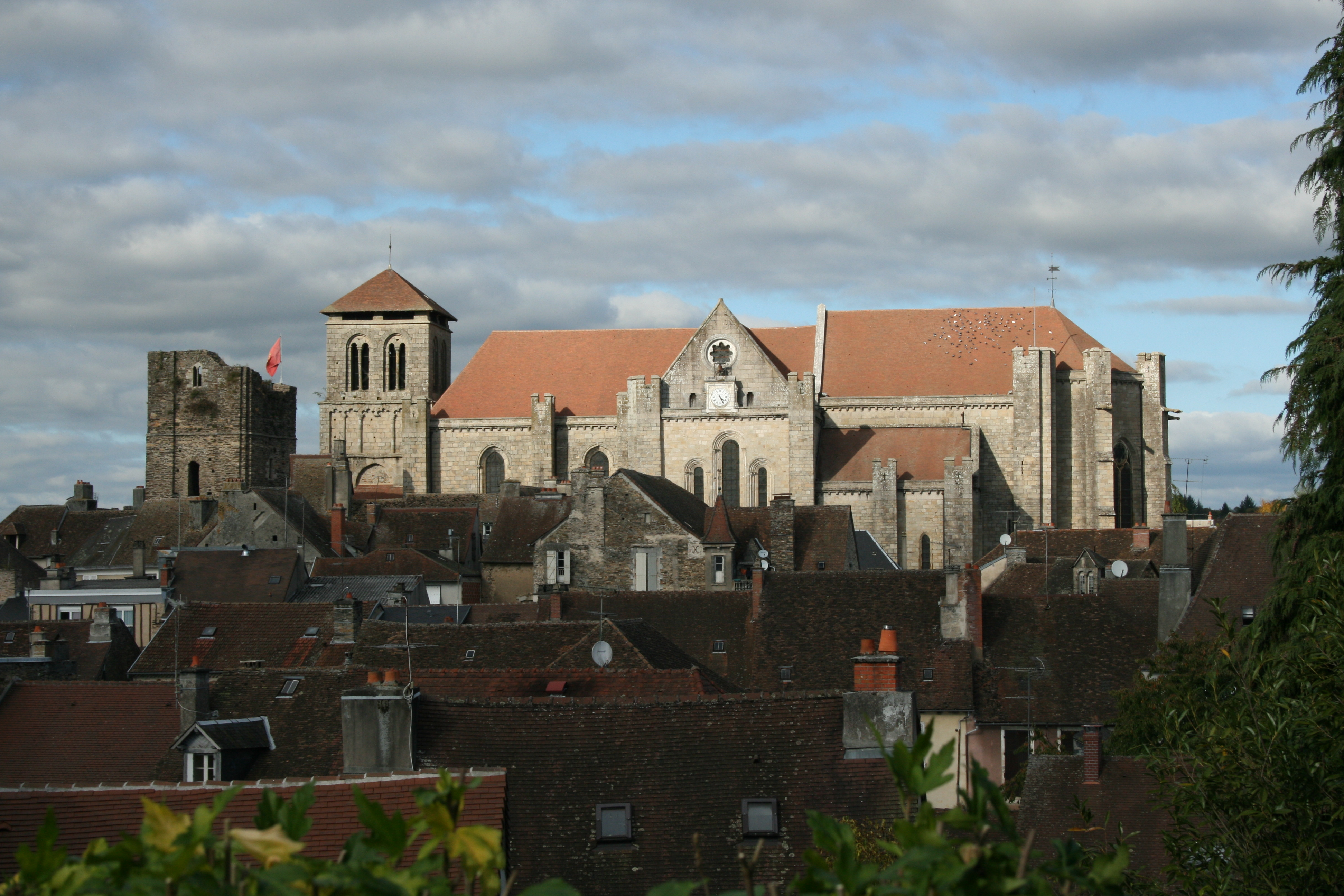
Colegiata de Saint-Yrieix-la-Perche

### Périgord
- Catedral de Saint-Front de Périgueux (Dordoña)
- Iglesia de Saint-Étienne de la Cité de Périgueux (Dordoña)
- Abadía de Cadouin
- Iglesia de Saint-Martin (Besse)
- Antigua iglesia abacial Notre-Dame-de-la-Nativité de Bussière-Badil
- Iglesia de Notre-Dame-de-la-Nativité de Cénac-et-Saint-Julien
- Iglesia de Saint-Martin de Cherval
- Iglesia de Saint-Pierre-et-Saint-Paul de Grand-Brassac
- Iglesia de Saint-Martin de Limeuil
- Iglesia de Notre-Dame-de-la-Nativité d'Aigueparse sur le territoire de la commune de Mazeyrolles
- Antigua iglesia abacial Saint-Martial de Paunat
- Iglesia de Saint-Nicolas de Trémolat
- Antigua iglesia abacial de Saint-Amand-de-Coly
- Iglesia de Saint-Léonce de Saint-Léon-sur-Vézère
- Iglesia de Saint-Pierre-ès-Liens de Vieux-Mareuil
- Abadía de Saint-Pierre-ès-Liens de Tourtoirac

Arquitectura románica en el Périgord
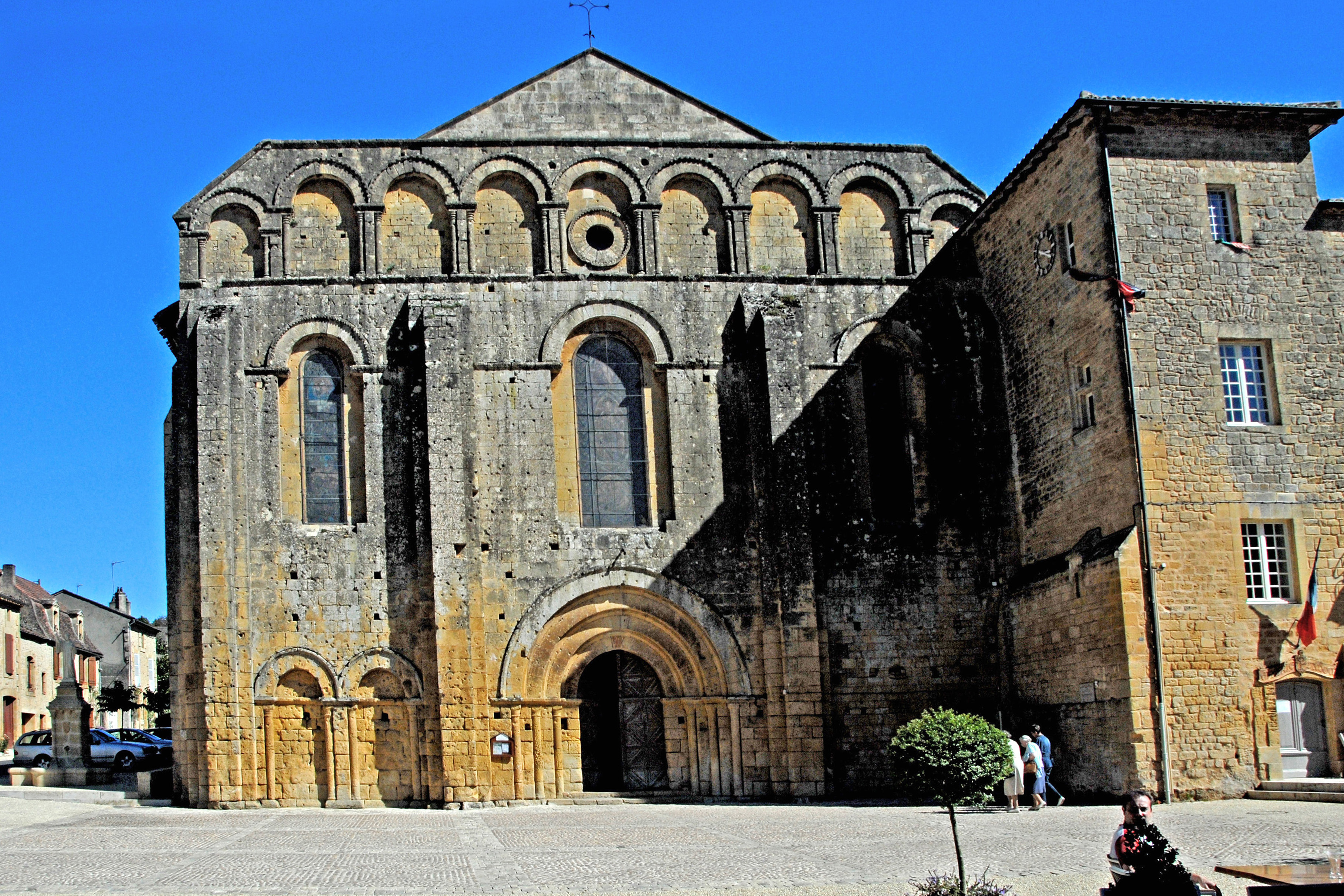
Abadía de Cadouin
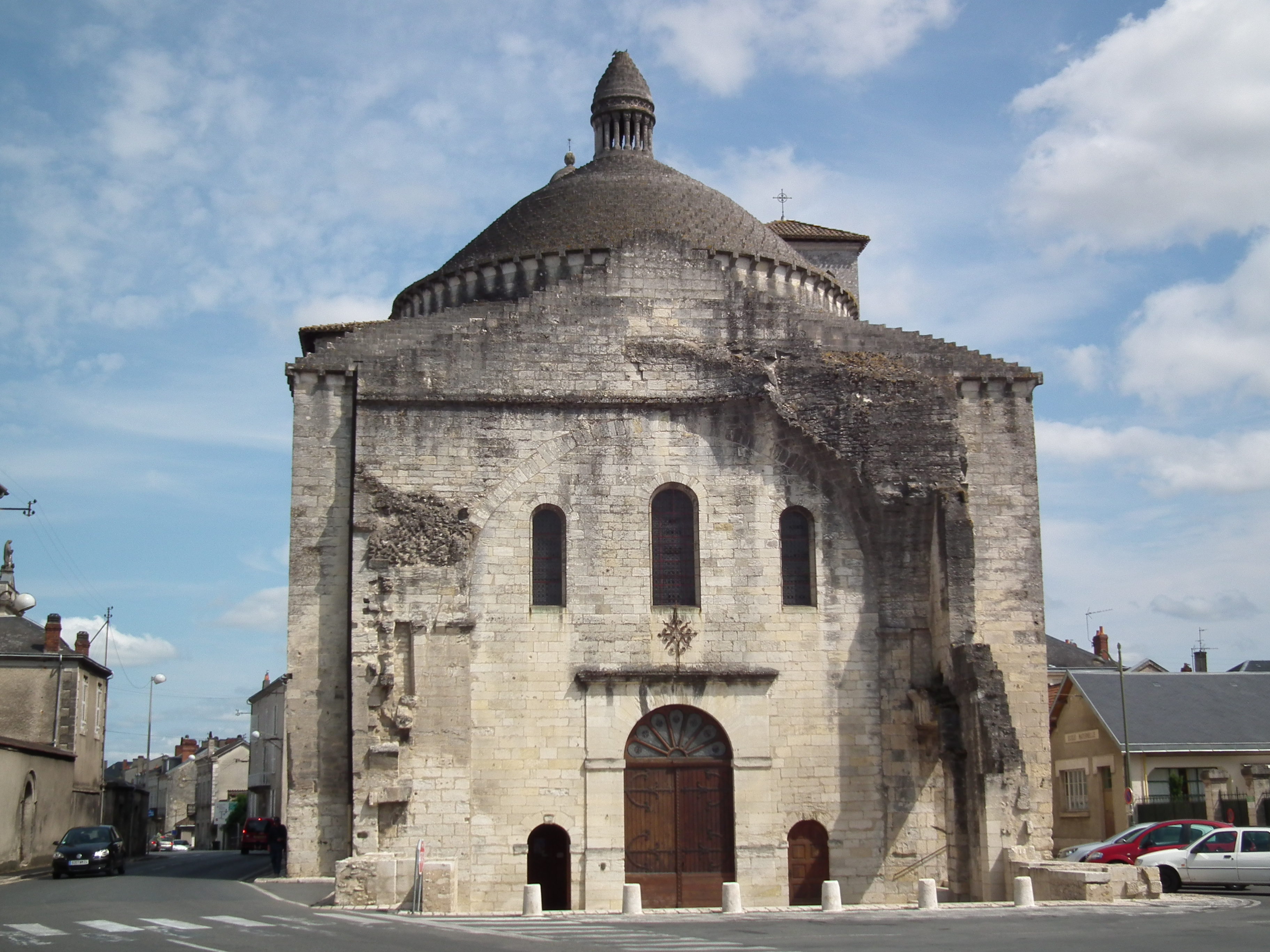
Iglesia de Saint-Étienne, antigua catedral de Périgueux
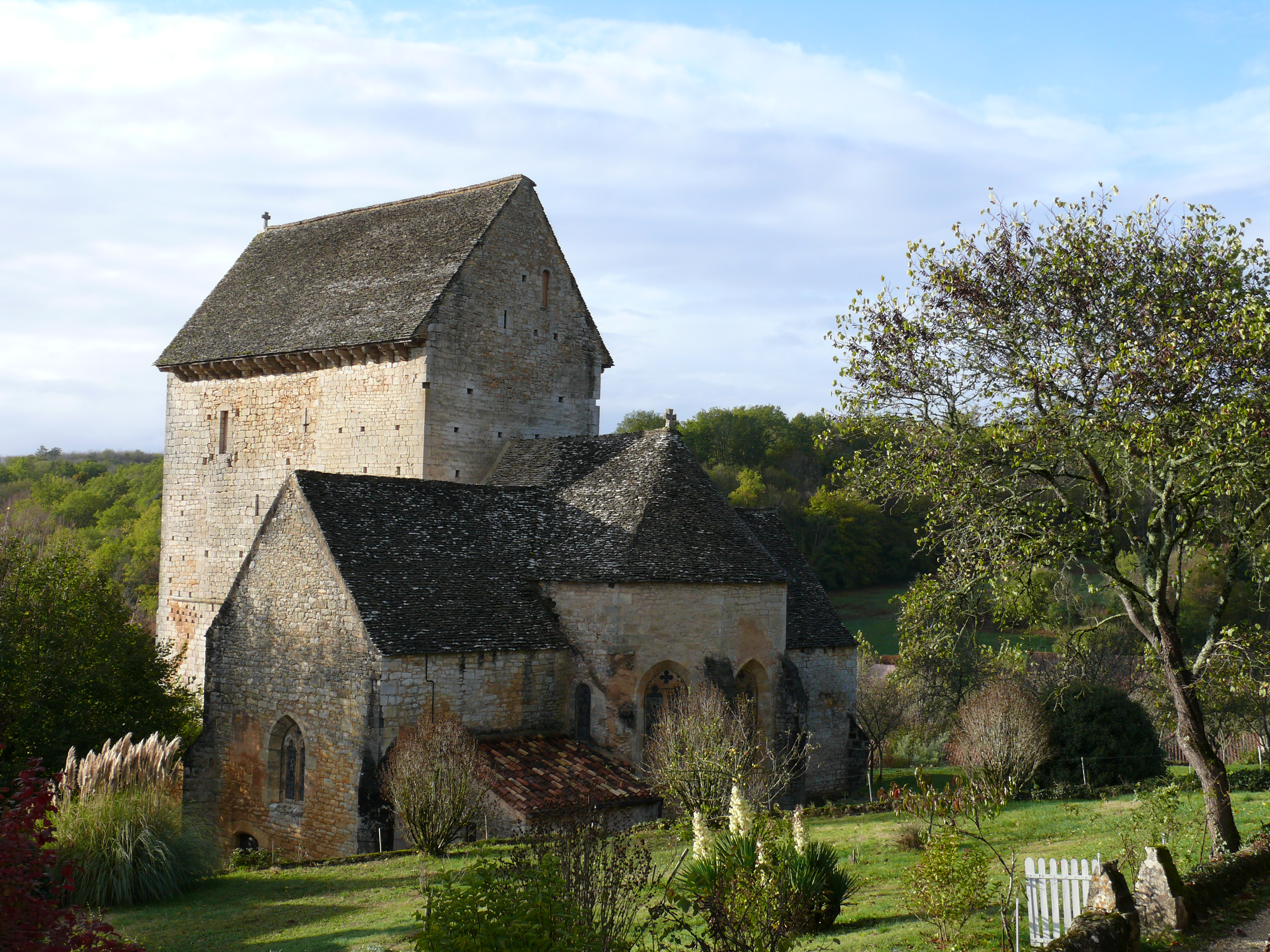
Iglesia de Saint-Martin (Besse)
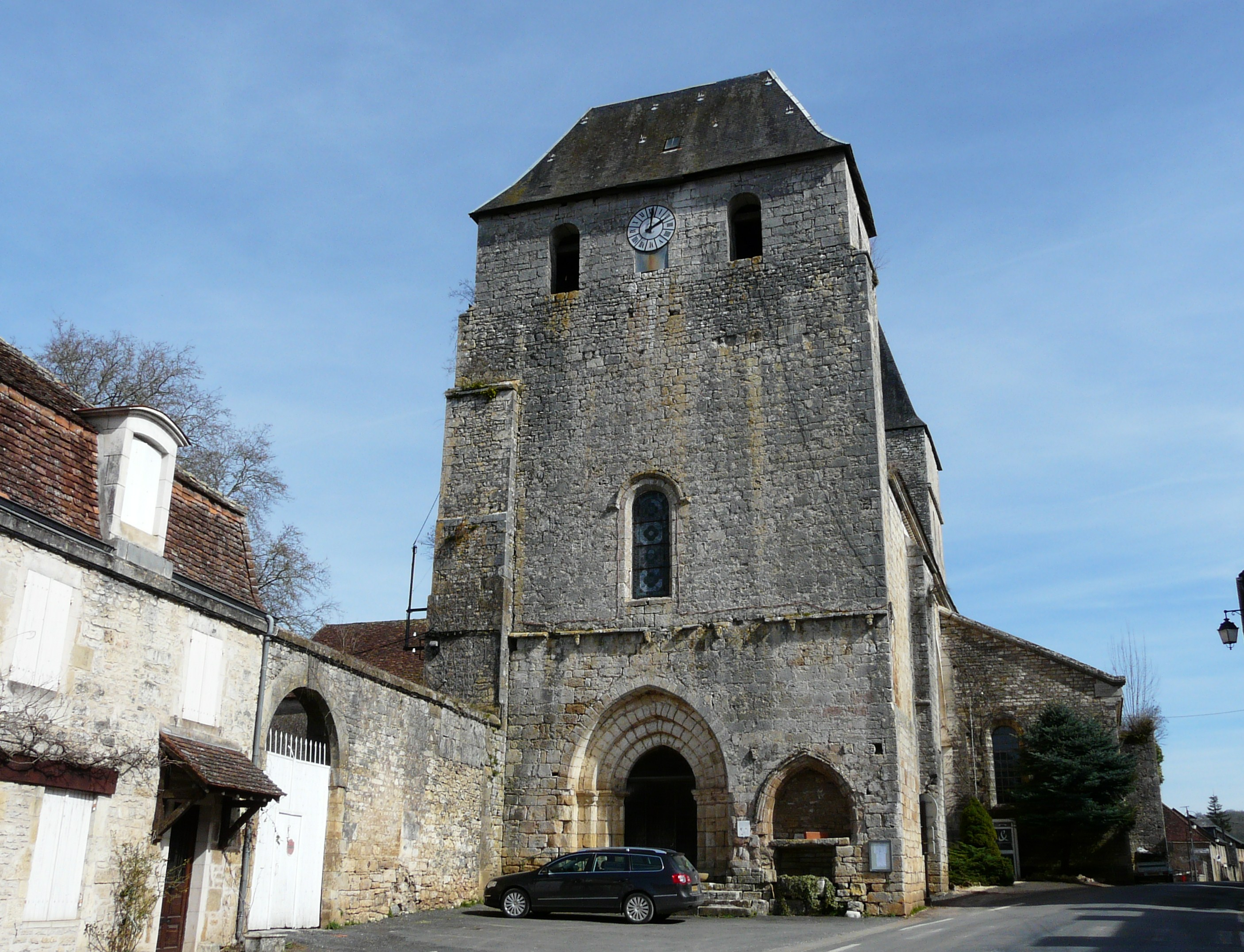
Abadía de Saint-Pierre-ès-Liens de Tourtoirac

### Auvernia
Auvernia es uno de los principales centros de la arquitectura románica francesa debido al desarrollo en la región de las órdenes monásticas: Aurillac, Cluny, Mauriac, La Chaise-Dieu.

#### Iglesias mayores auvernesas

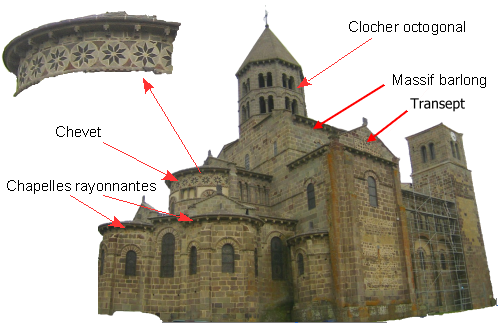
La «pirámide auvernesa» de la iglesia de Saint-Nectaire

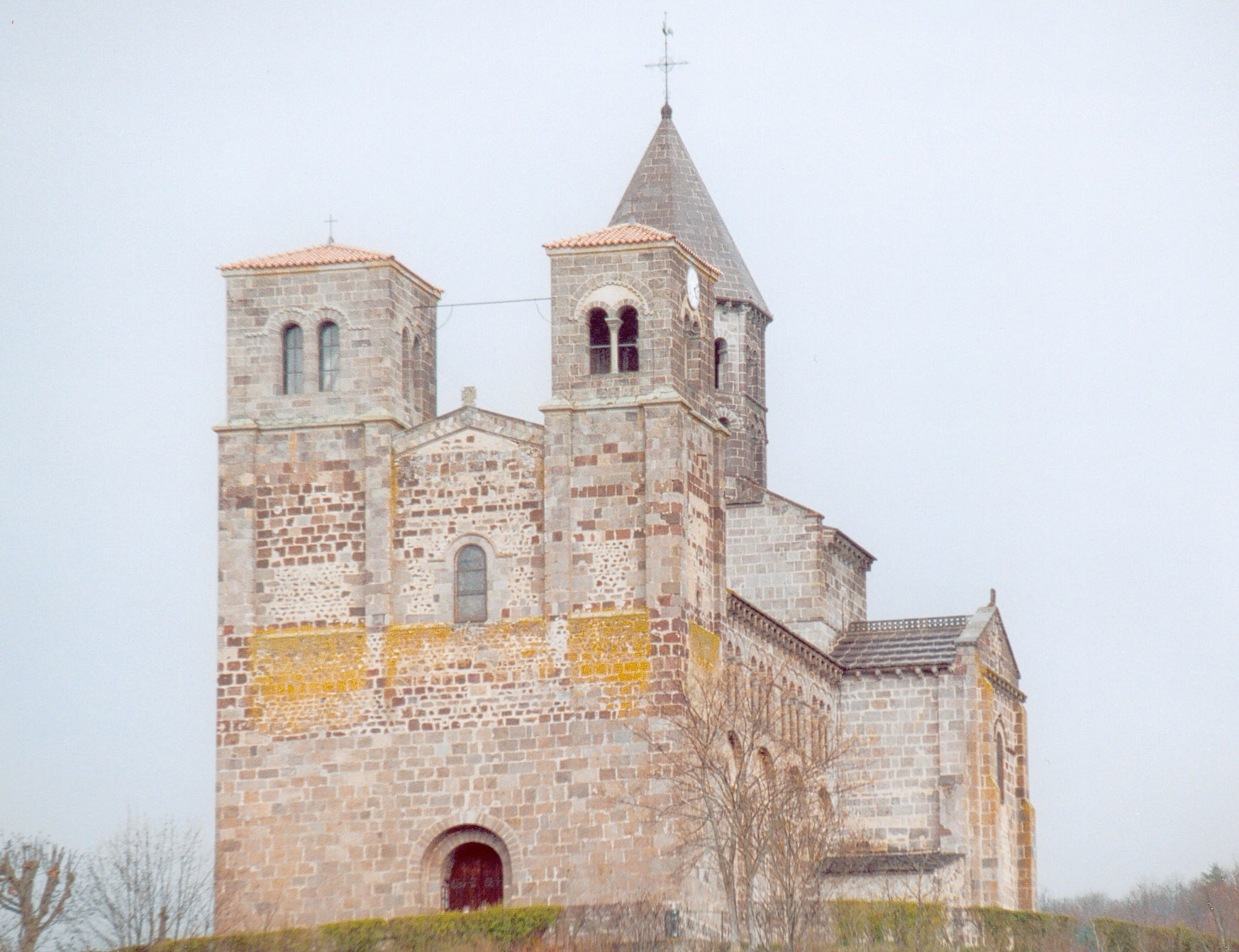
La fachada de Saint-Nectaire

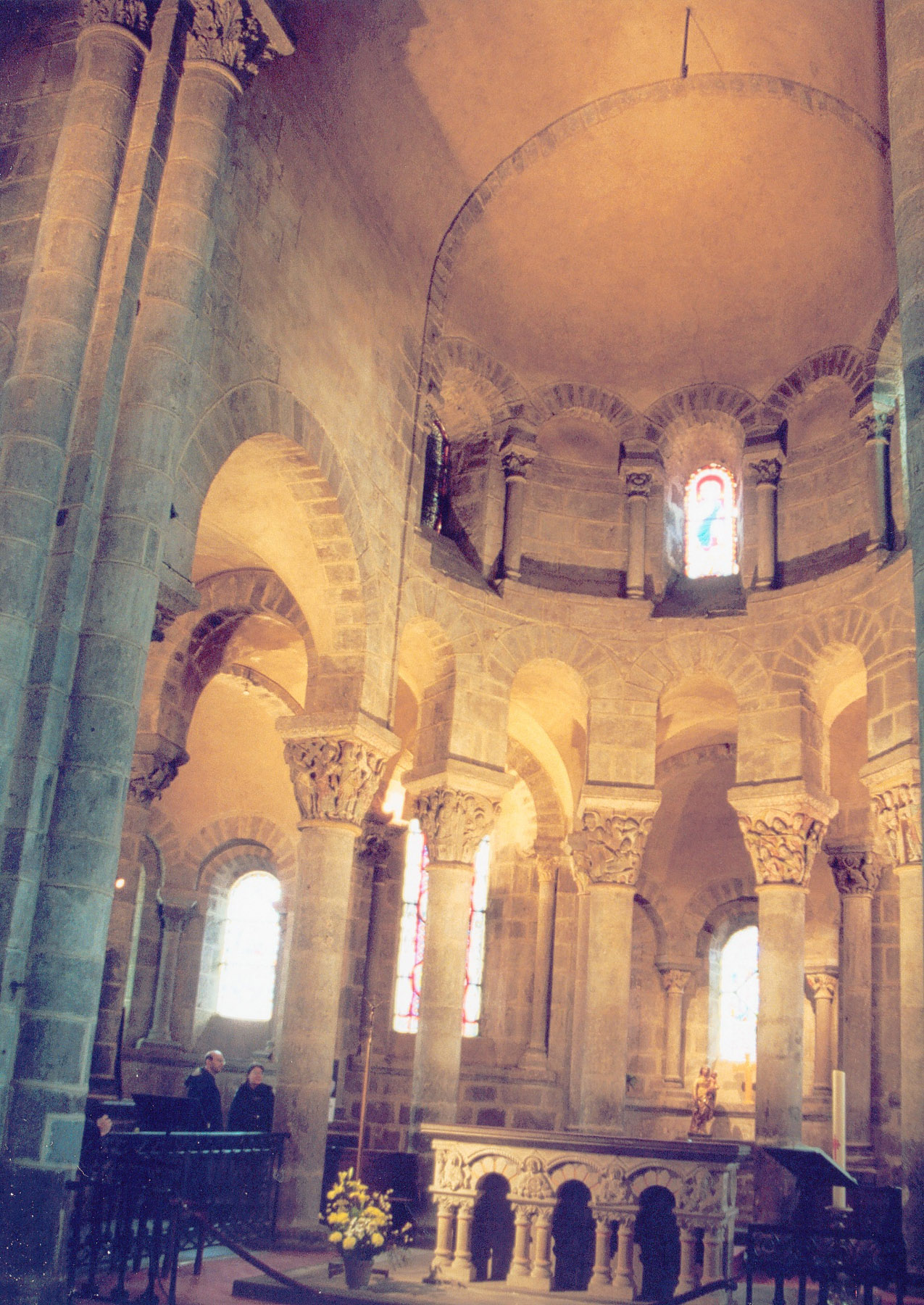
El coro de Saint-Nectaire

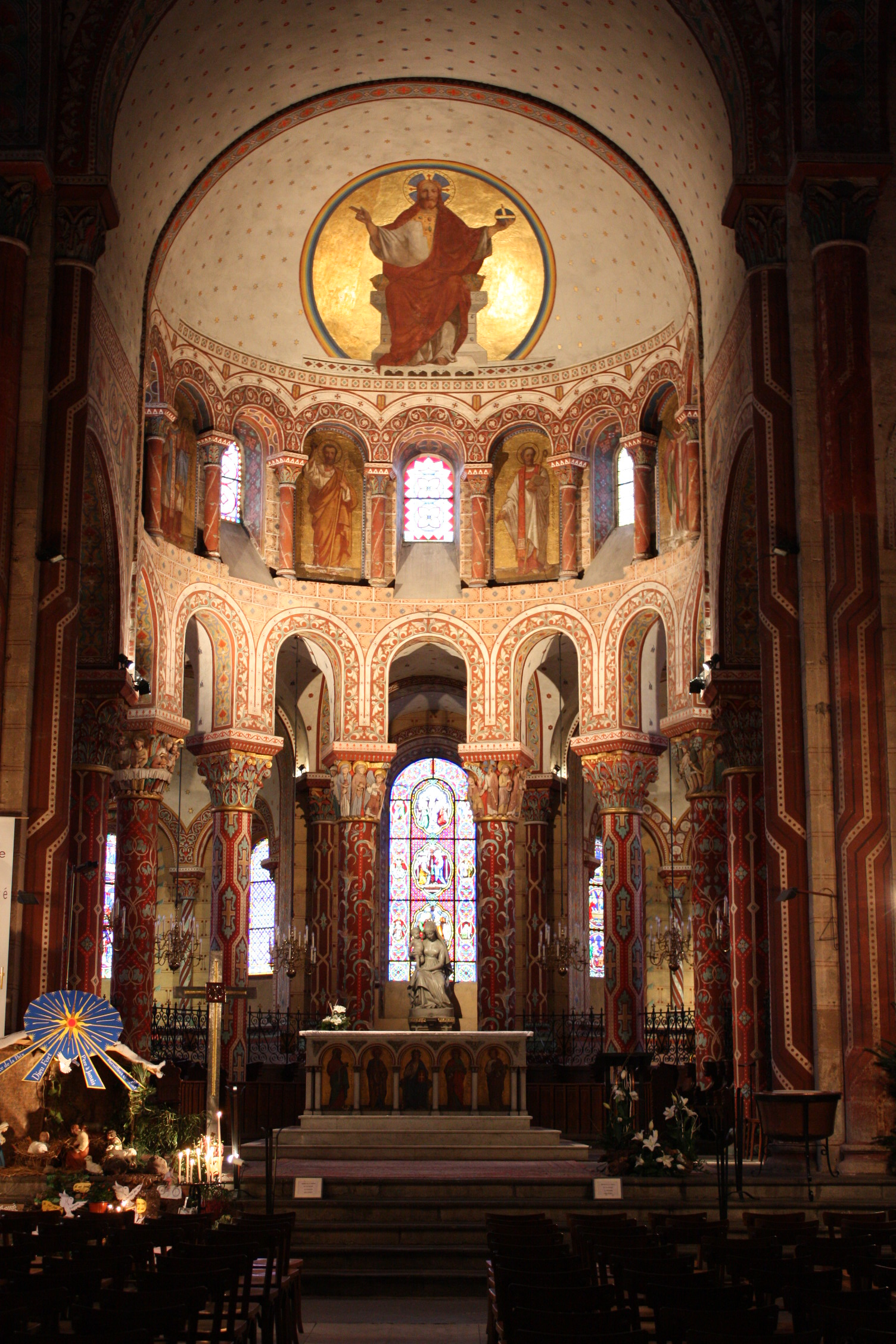
El coro de la iglesia de San Austremonio de Issoire

Diez iglesias del Puy-de-Dôme recibieron la designación de «iglesias mayores» y ayudan a definir la arquitectura románico auvernesa mayor. Construidas por los monjes benedictinos de La Chaise-Dieu o en un estilo definido por ellos, parecen haber tomado como modelo la antigua catedral románica de Clermont-Ferrand, hoy sustituida por un edificio gótico. Estas iglesias se caracterizan por:
- una fachada occidental poco cuidada debido a la intemperie; la entrada es pequeña y poco decorada.
- una cabecera constituida por la superposición de varias capas que forman la «pirámide auvernesa»: capillas radiantes, cabecera, macizo barlongo (que superan la altura del transepto y garantizan la estabilidad del edificio) y el campanario octogonal, en una composición espléndida.
- una decoración exterior elegante, pero discreta, a menudo de inspiración bizantina. Tengase en cuenta polícromía de los materiales.
- un interior sobrio que invita a la meditación espiritual: el creyente es conducido desde la oscuridad de la nave hacia la claridad y el esplendor del coro, de la miseria del mundo a la vida eterna.
- los capiteles historiados sujetas a convenciones de representación particulares.

Solo cinco de las iglesias mayores han conservado el tipo completo:
- la basílica de Nuestra Señora del Puerto, en Clermont-Ferrand
- la iglesia de San Austremonio de Issoire, en Issoire
- la basílica de Nuestra Señora, en Orcival
- la iglesia de Saint-Nectaire
- la Iglesia de Notre-Dame de Saint-Saturnin

Cabeceras románicas auvernesas
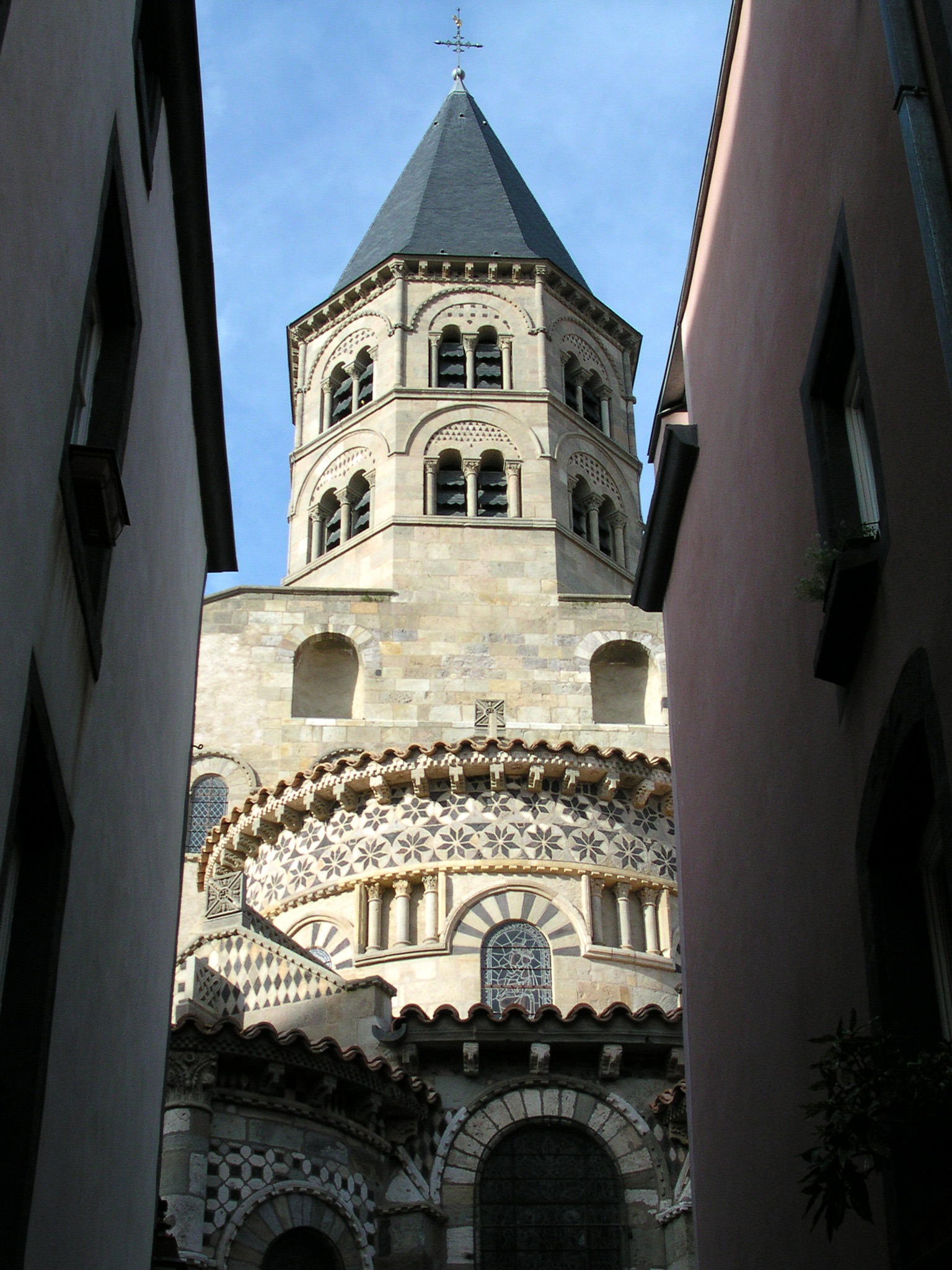
Iglesia de Nuestra Señora del Puerto de Clermont-Ferrand
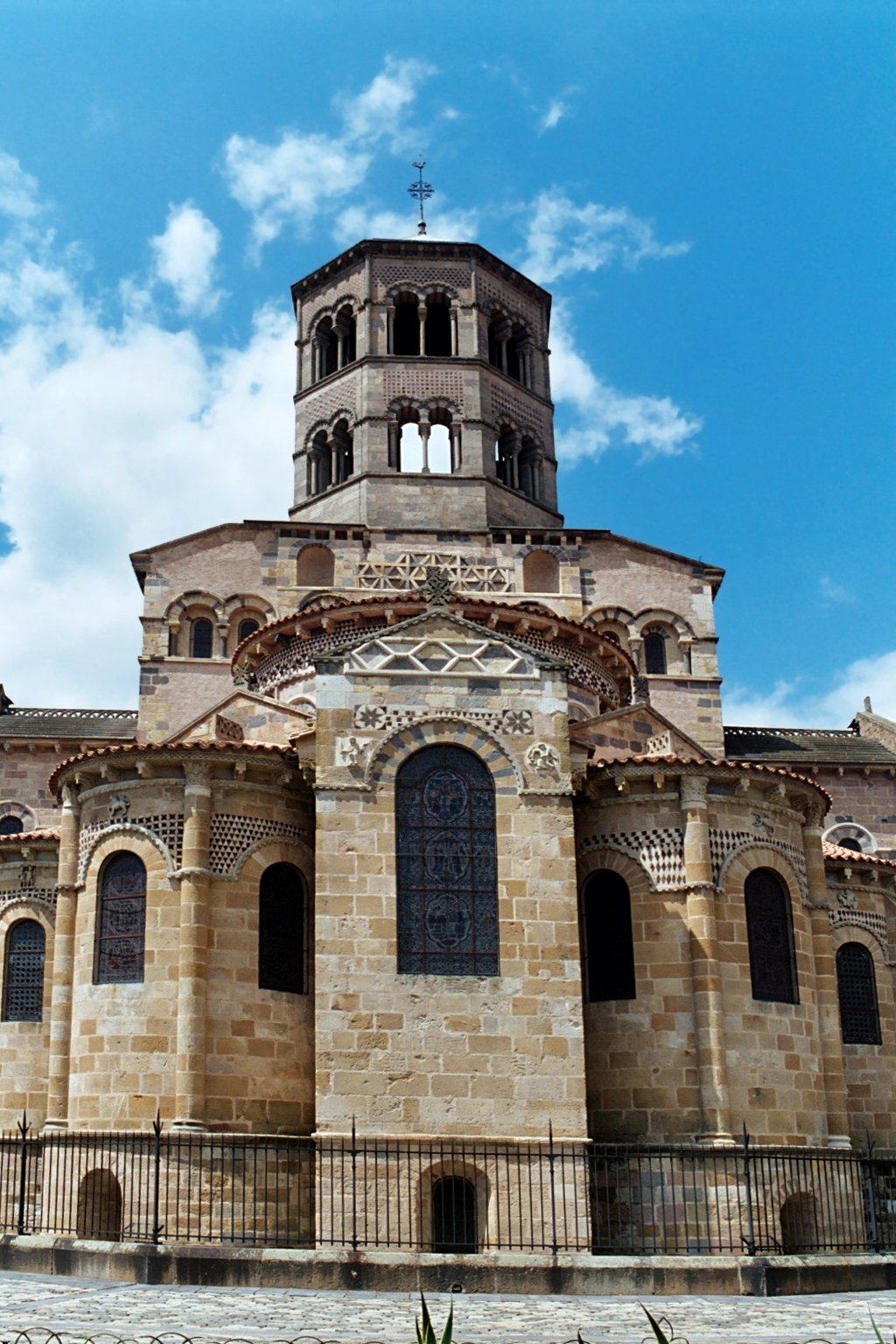
San Austremonio de Issoire
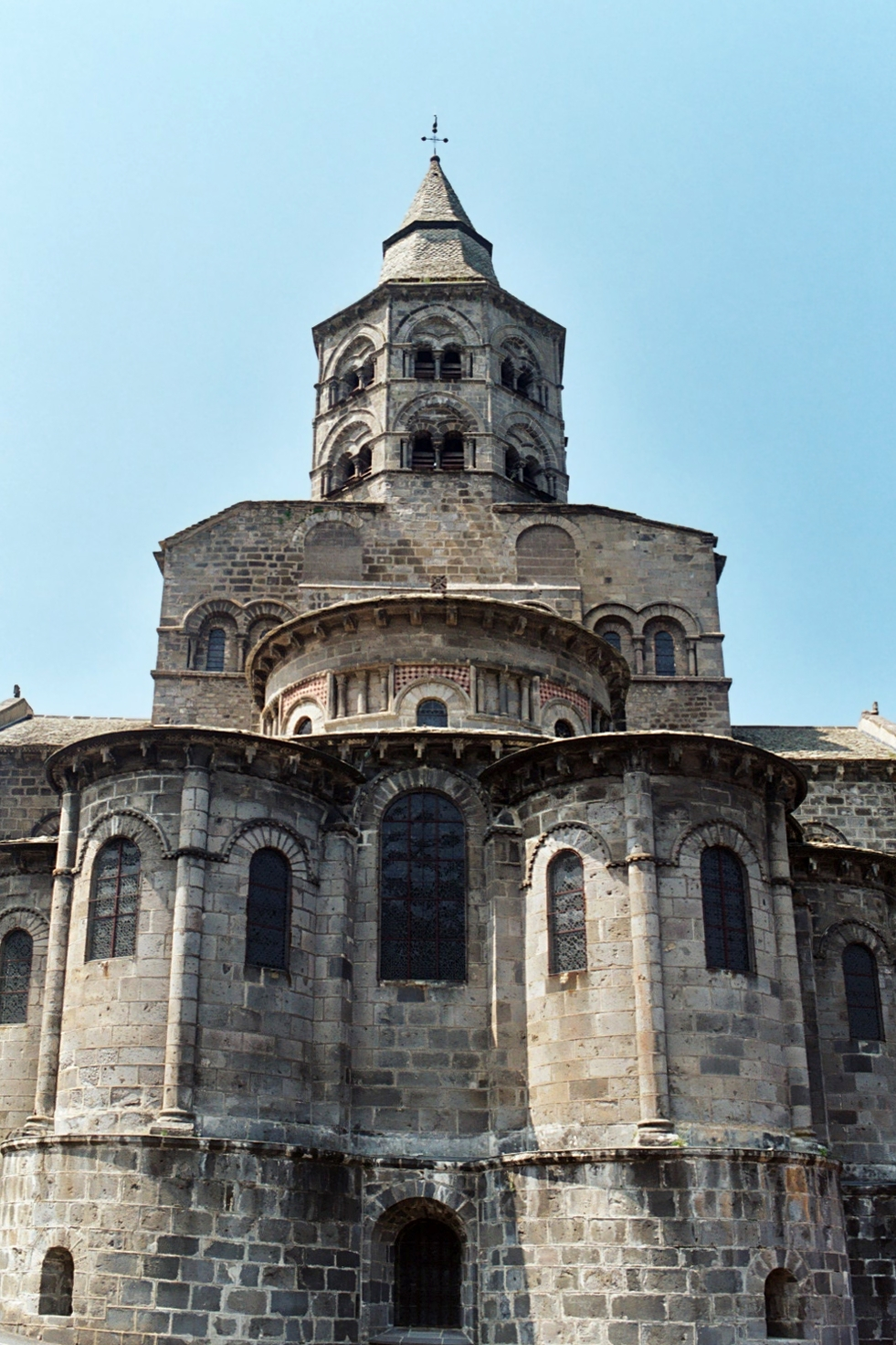
Orcival
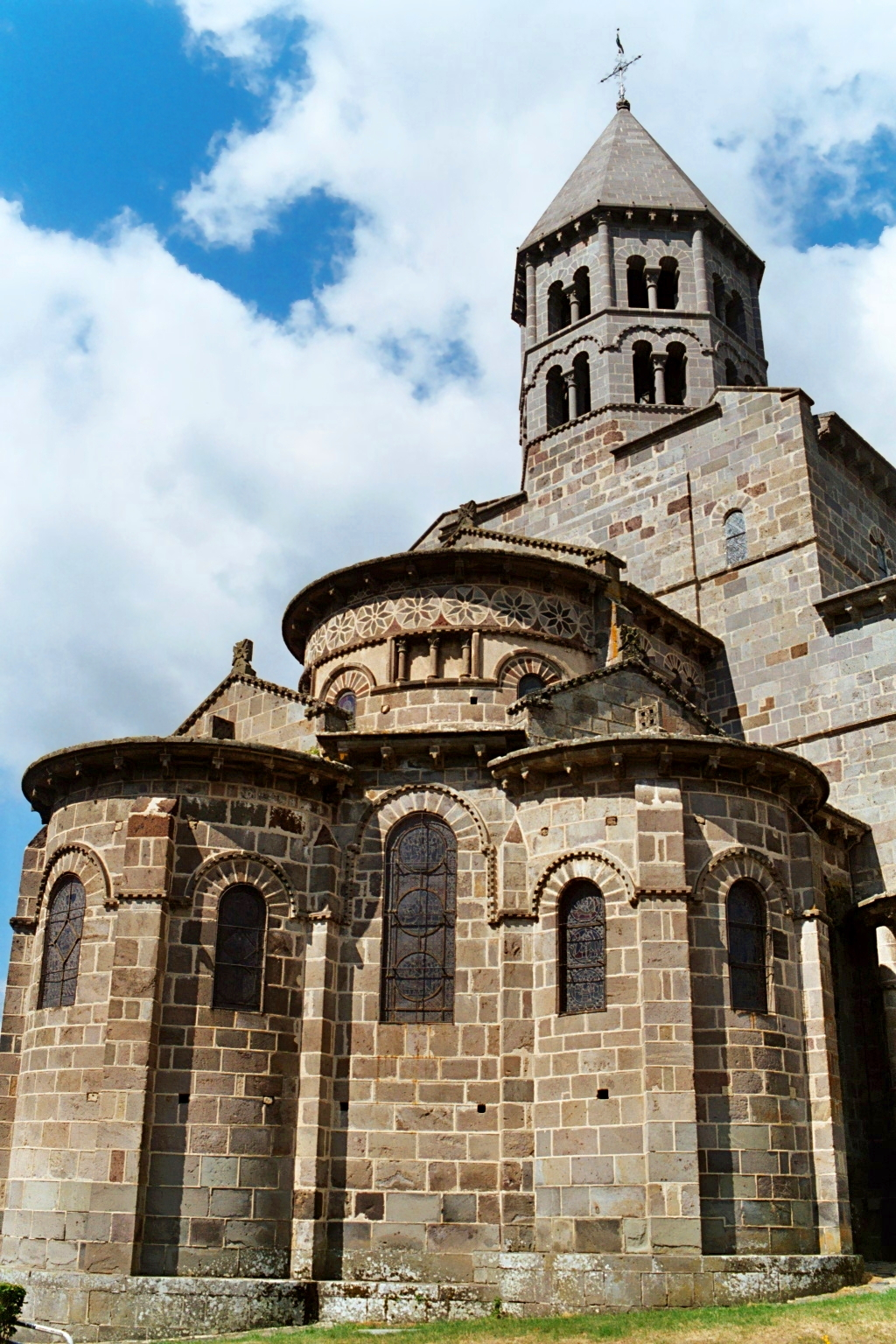
Saint-Nectaire
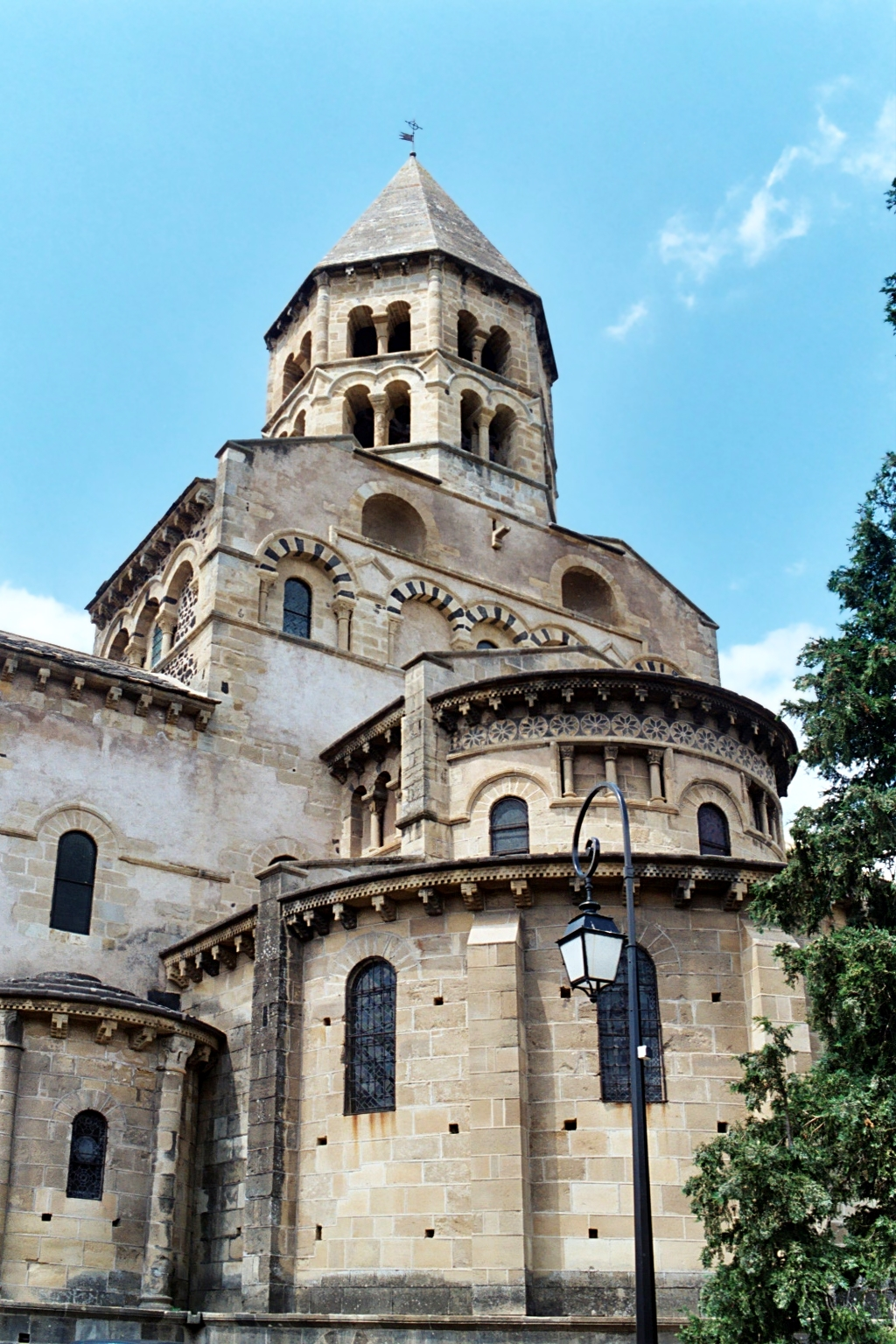
Saint-Saturnin

Las otras iglesias mayores de la Baja Auvernia que generalmente no se citan como tales a consecuencia de mutilaciones y alteraciones que han sufrido:: 21 
- la colegiata Saint-Victor y Sainte-Couronne de Ennezat, cuyos canónigos reemplazaron la cabecera románica por una abrumadora cabecera gótica en el siglo XIII;[17]: 15
- la iglesia Saint-Julien de Chauriat, cuya cabecera fue reemplazada por una cabecera gótica bastante banal;
- Iglesia Saint-Martin de Cournon-d'Auvergne, en la que el macizo barlongo, el campanario, el deambulatorio y las capillas radiales se derrumbaron en el siglo XVIII y han sido reconstruidas en el siglo XIX;[18]
- la basílica Saint-Amable de Riom, cuyo transepto y campanario fueron reconstruidos después de la Revolución (1855);
- la iglesia abacial de Mozac, cuya cabecera fue destruida por temblores de tierra en el siglo XV;[17]: 14

Adoptó hasta el siglo XV la planta de tipo basílical y los elementos que caracterizan a las cinco iglesias mencionadas anteriormente. Sin embargo, los terremotos de 1477 y 1490 dieron lugar a una importante reacondicionamiento de su arquitectura. Románico no se conserva en Mozac más que la nave central y la nave lateral norte. Todo el resto fue reconstruido en estilo gótico.

#### Iglesias menores auvernesas
Después de algunos años, y como en los edificios civiles, el empeño edificatoria dejó de concentrarse en grandes edificios espectaculares para hacer frente a todo el corpus de prioratos y parroquias, incluidos los más pobres. Tras de la amplia variedad de la escultura surge un tipo muy claro de arquitectura:
- coro poligonal al exterior (disposición habitual de fana poligonal), a veces redonda en el interior;
- arcadas ciegas que descansan sobre columnas adosadas;
- bóveda en cul-de-four;
- arco triunfal;
- mampostería de aparejos cuidados;
- nave más simple, con apertura de la puerta hacia el sur (disposición conservada de fana);
- capillas laterales creados más tarde;
- campanario en peine;
- esculturas con motivos muy arcaicos (monstruos, follaje, dameros, entrelazados), pero cuidadas.

#### Velay
Aunque hoy en día Velay es parte de la región de Auvernia, ese no era el caso después de 1073, en la época en que floreció el arte románico. Le Puy-en-Velay, anteriormente Le Puy-Notre-Dame, fue uno de los centros de peregrinación más grandes de Francia y el punto de partida de una de las rutas que conducían a Santiago de Compostela, la vía Podensis. Su monumento más famoso es la catedral de Notre Dame du Puy cuya arquitectura no debe nada a los monumentos de las áreas circundantes.
- Catedral de Notre-Dame de la Anunciación de le Puy-en-Velay
- Iglesia de San Miguel de Aiguilhe
- Iglesia prioral de Saint-Gilles de Chamalières-sur-Loire
- Antigua iglesia abacial de Le Monastier-sur-Gazeille
- Iglesia de Saint-Georges de Saint-Paulien

Arquitectura del Velay
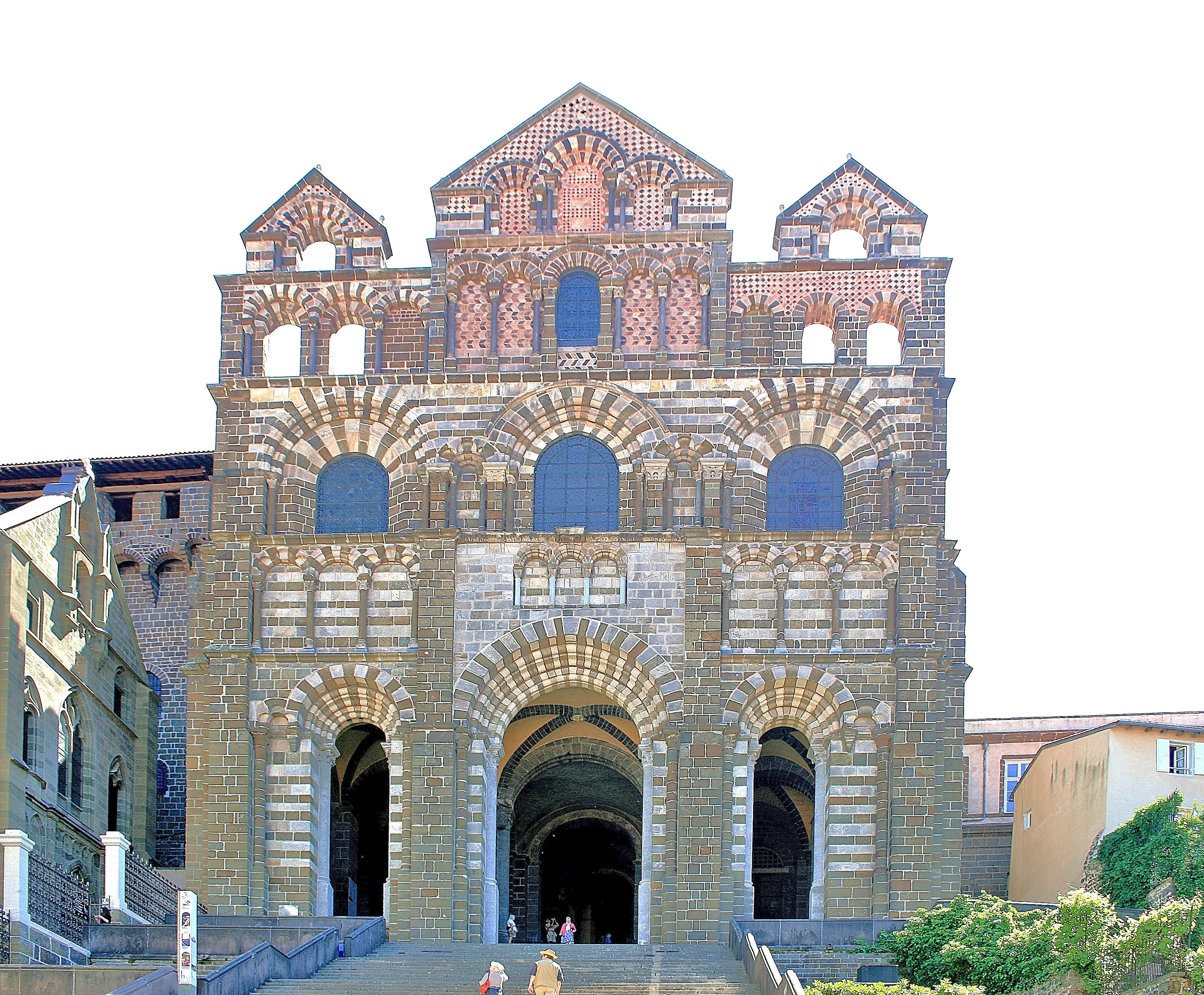
Catedral de Le Puy-en-Velay
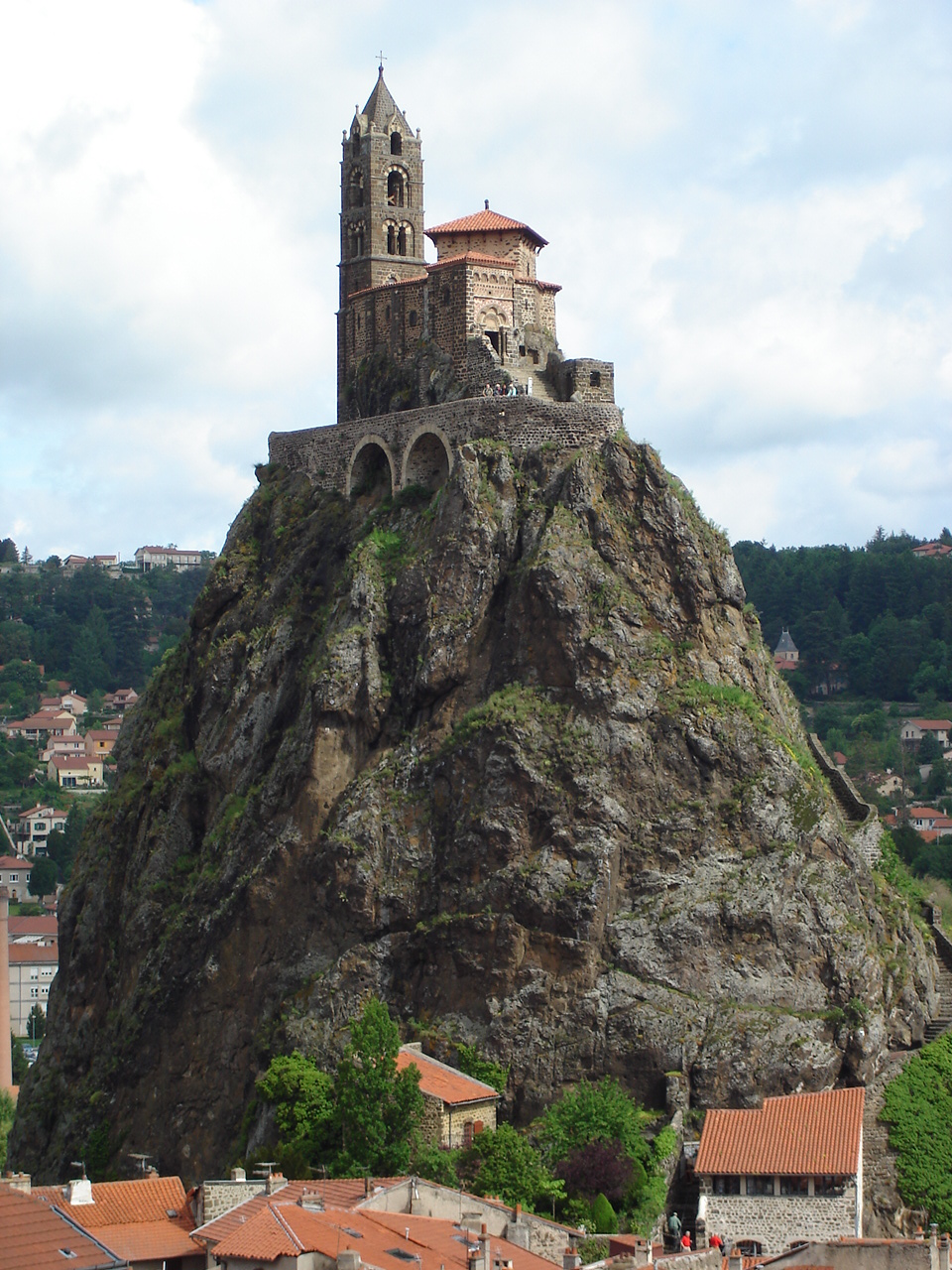
Iglesia de San Miguel de Aiguilhe
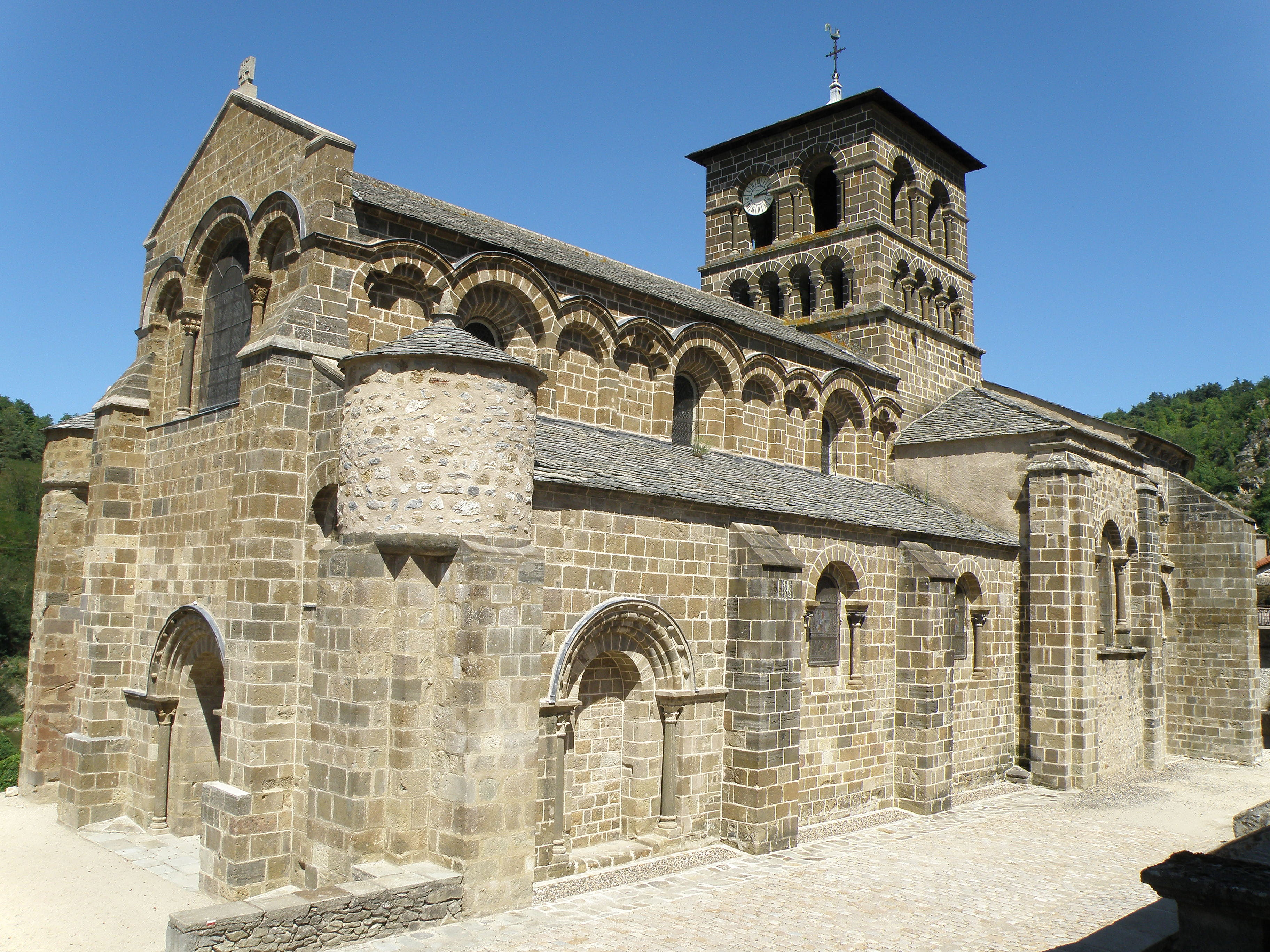
Iglesia prioral de Saint-Gilles
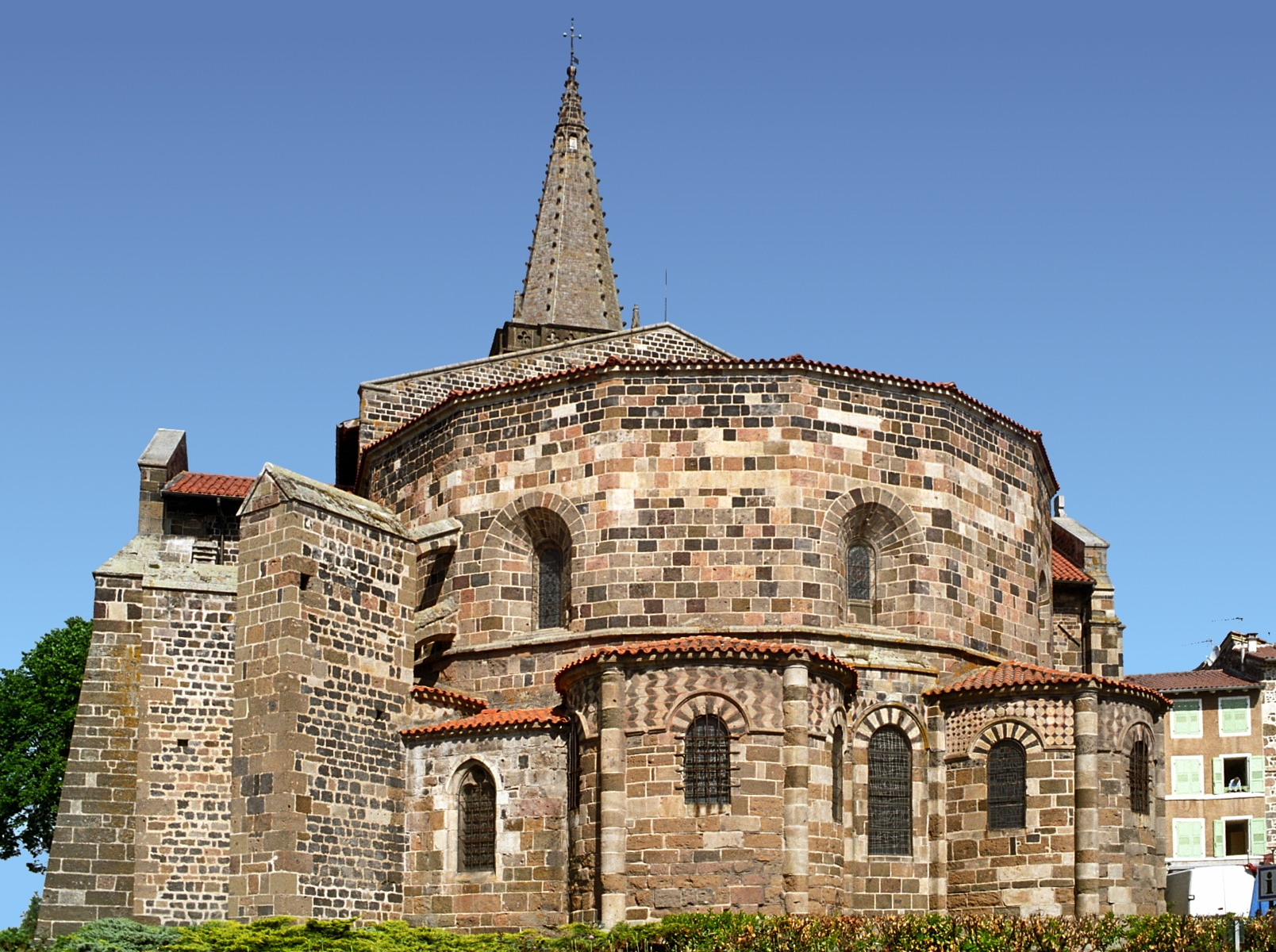
Iglesia de Saint-Georges de Saint-Paulien

### Lorena
La Lorena fue la región en la que convergieron las diferentes variedades del estilo románico y del prerrománico, la planta románica-renana de la catedral de Verdun es característica de la región. La villa de Metz también alberga la Iglesia de Saint-Pierre-aux-Nonnains que data de finales del siglo IV y que pasa a ser una de las más antiguas de Francia.
- Catedral de Verdun con su planta románica-renana.
- Catedral de Saint-Dié-des-Vosges, románico típico del sur lorenés con la iglesia Nuestra Señora de Galilea.
- Cripta otoniana parcialmente conservada en la catedral de San Esteban de Metz
- Iglesia de Saint-Maximin de Metz
- Iglesia de Saint-Eucaire de Metz
- Capilla de des Templiers de Metz
- Iglesia de Saint-Pierre-aux-Nonnains de Metz
- Iglesia de Notre-Dame de Champ-le-Duc
- Abadía de Sainte-Marie-au-Bois
- Iglesia de Notre-Dame de Mont-devant-Sassey
- Iglesia de Notre-Dame de Relanges (Vosgos)
- Iglesia de la parroquia de Saint-Martin de Mairy-Mainville
- Iglesia de Saint-Laurent de Laître-sous-Amance
- Colegiata de Saint-Léger de Marsal
- Priorato de Froville-la-Romane
- Priorato de Saint-Martin de Mont-Saint-Martin (Meurthe-et-Moselle)
- Portal de la iglesia de Saint-Martin de Pompierre (Vosgos)
- Abadía benedictina de Hesse
- Abadía Saint-Maur de Bleurville (Vosgos, construida entre 1026 y 1050 con una cripta carolingia prerrománica del siglo X)
- Torre de la Commanderie Saint-Jean-du-Vieil-Aître de Nancy
- Campanario redondo de la iglesia de Saint-Jean-Baptiste de Farébersviller (Mosela)
- Torre románica que sirve de capilla católica, del siglo XII, cementerio de Farschviller (Mosela)

Destacan las iglesias fortificadas de Lorena, de arquitectura defensiva.

Arquitectura de Lorena
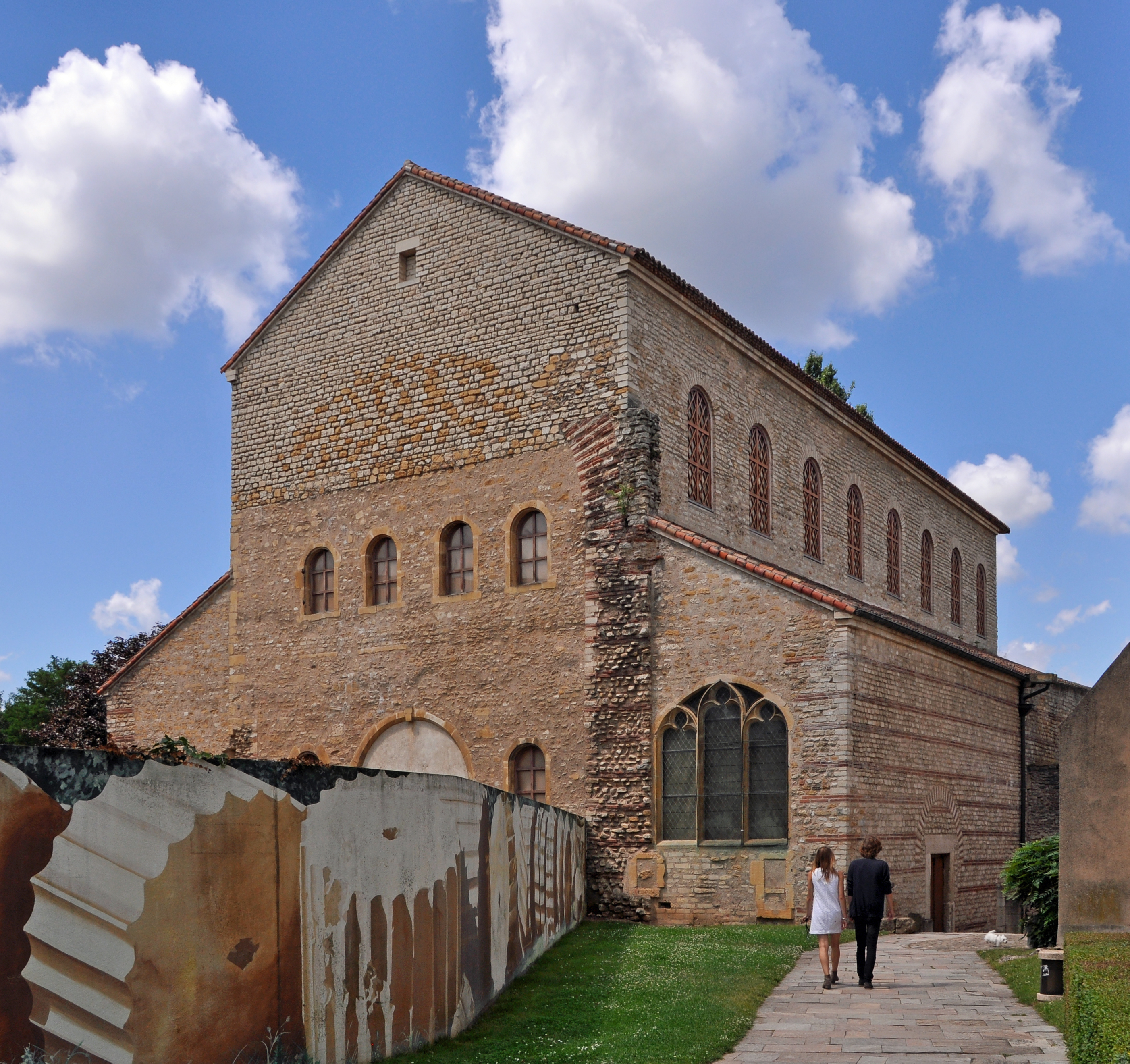
Iglesia de Saint-Pierre-aux-Nonnains de Metz
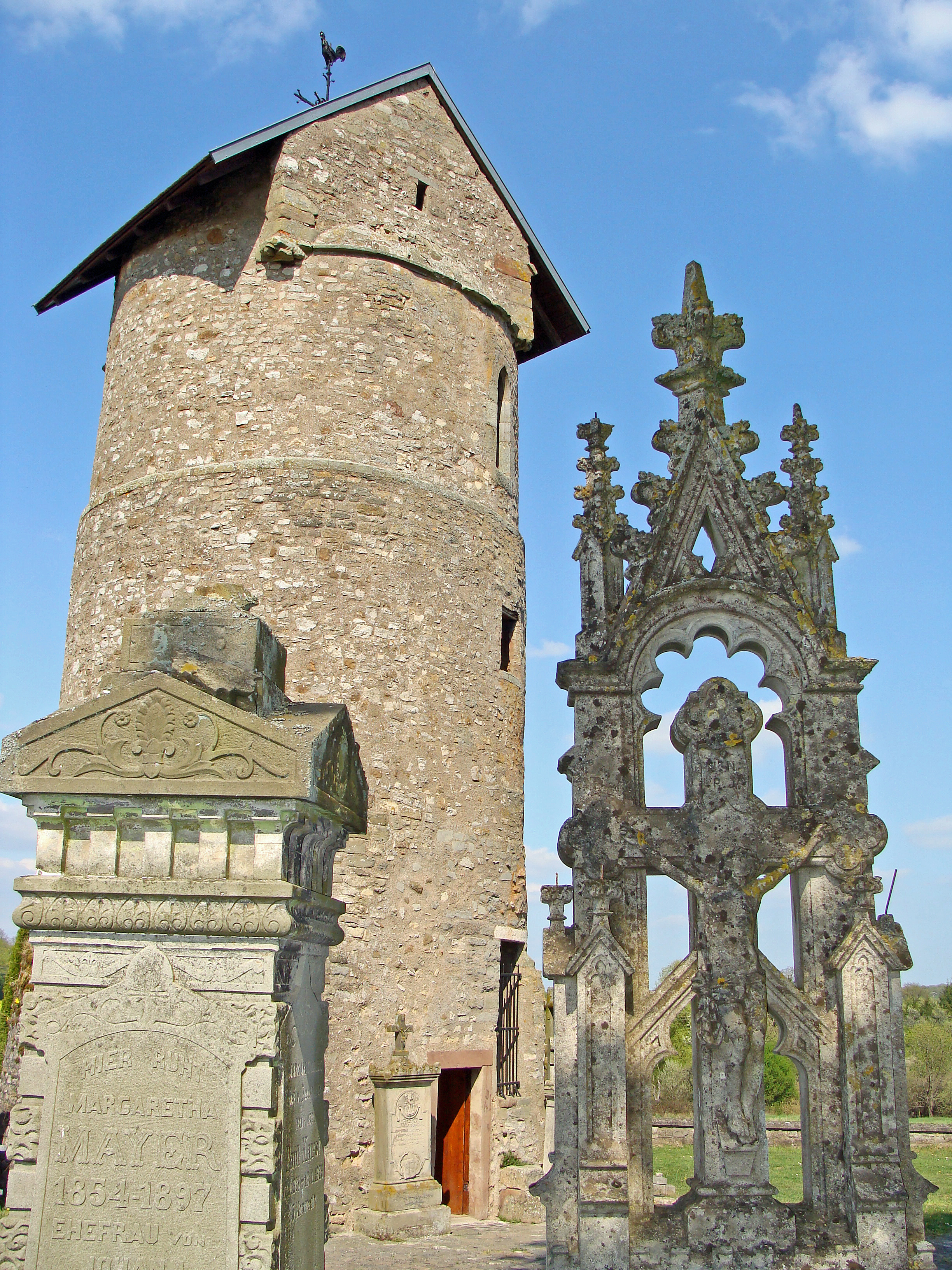
Torre románica de Farschviller
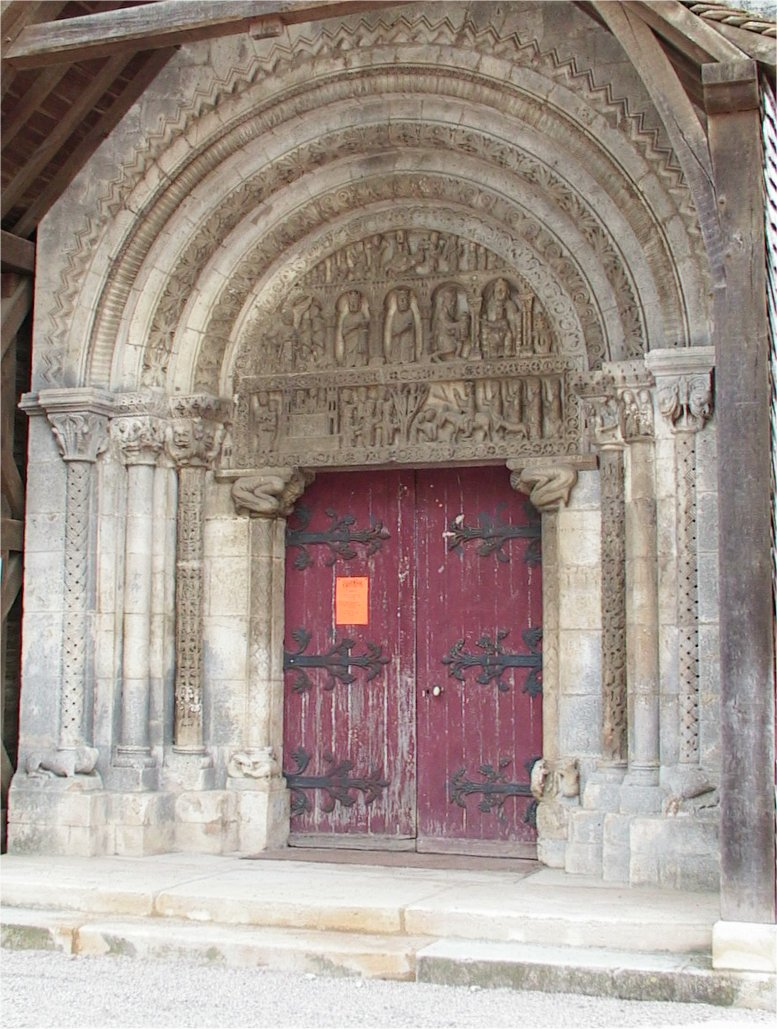
Portal de la iglesia de Pompierre
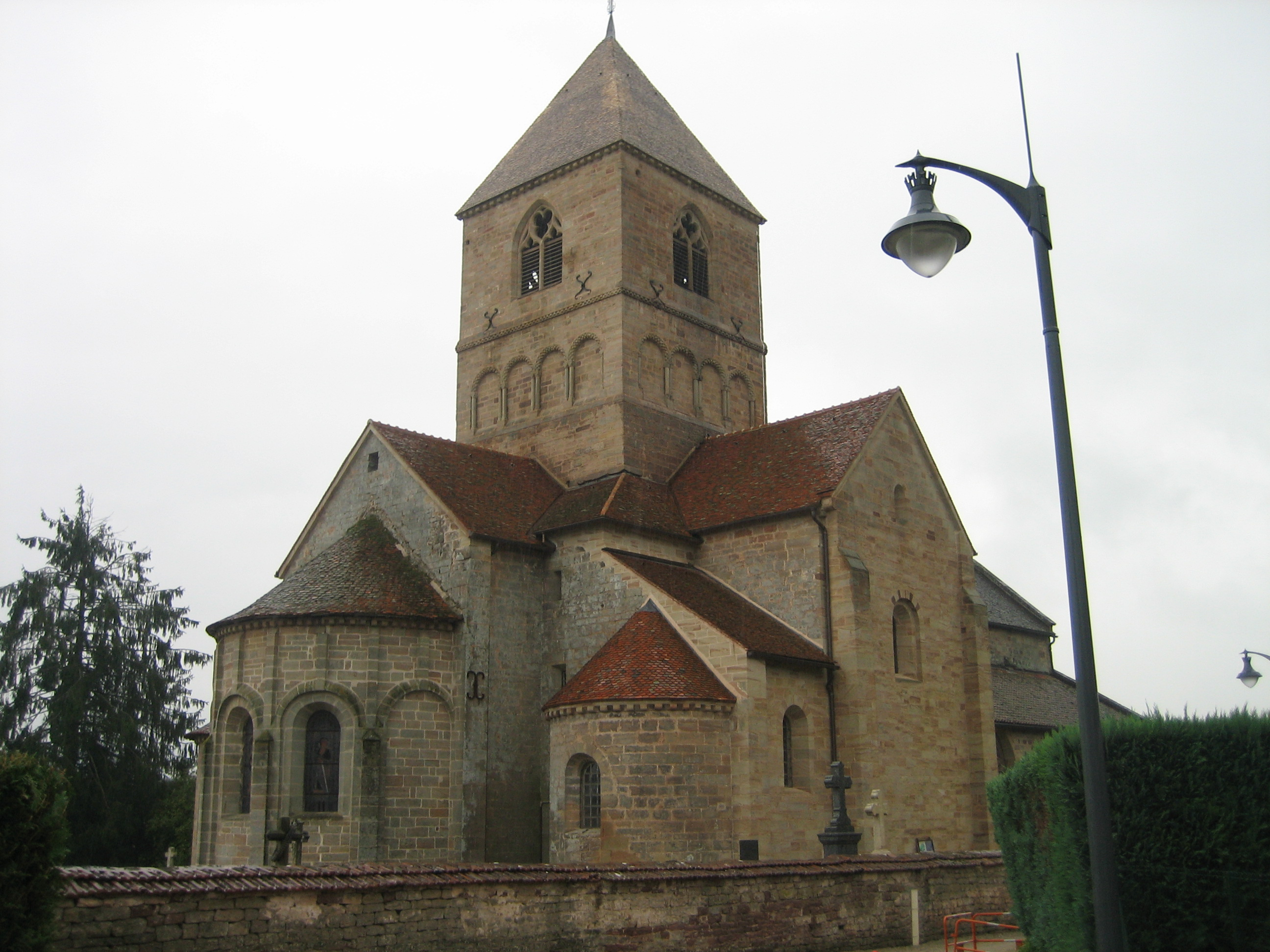
Cabecera de la iglesia de Relanges
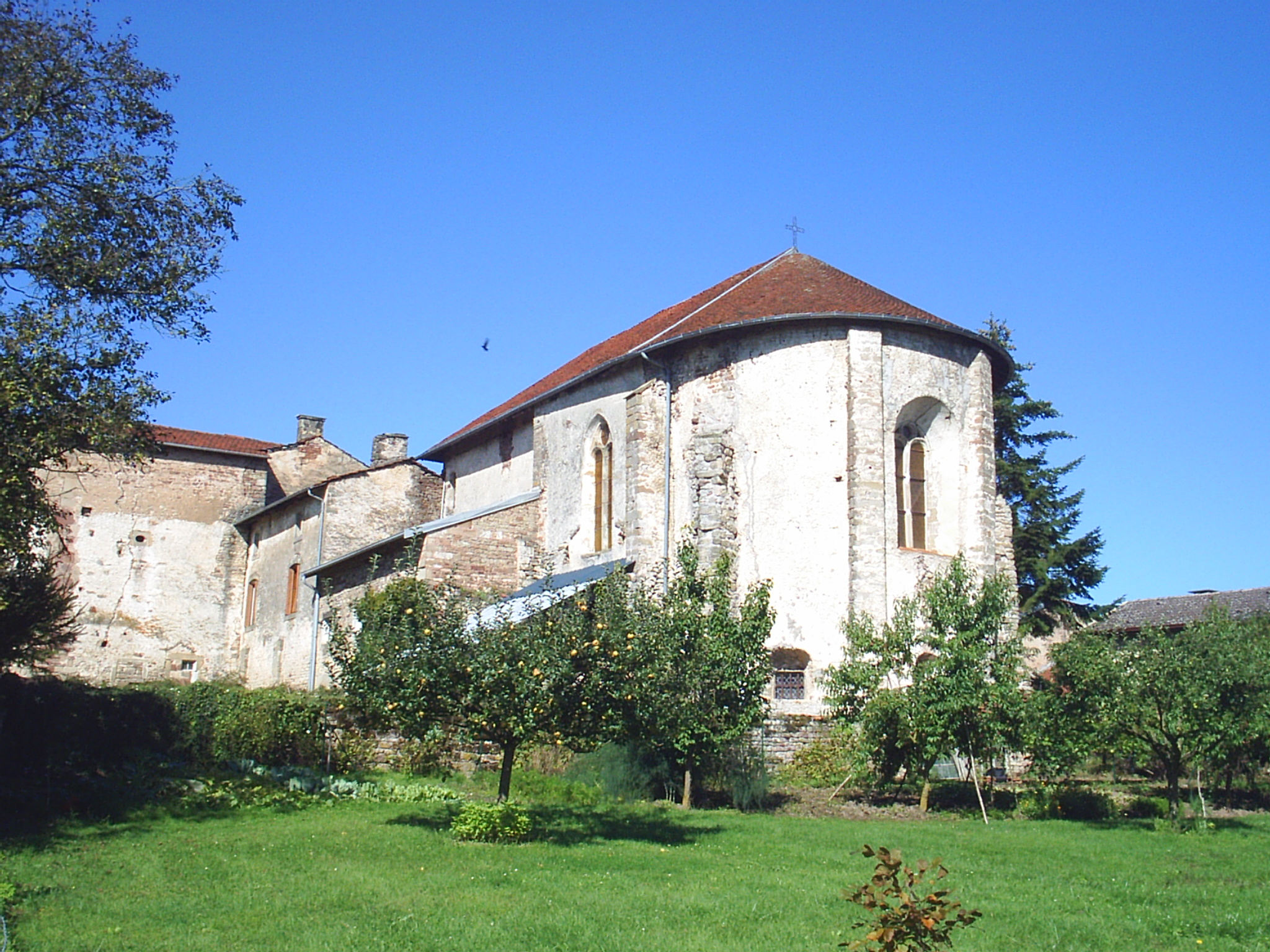
Abadía de Saint-Maur de Bleurville
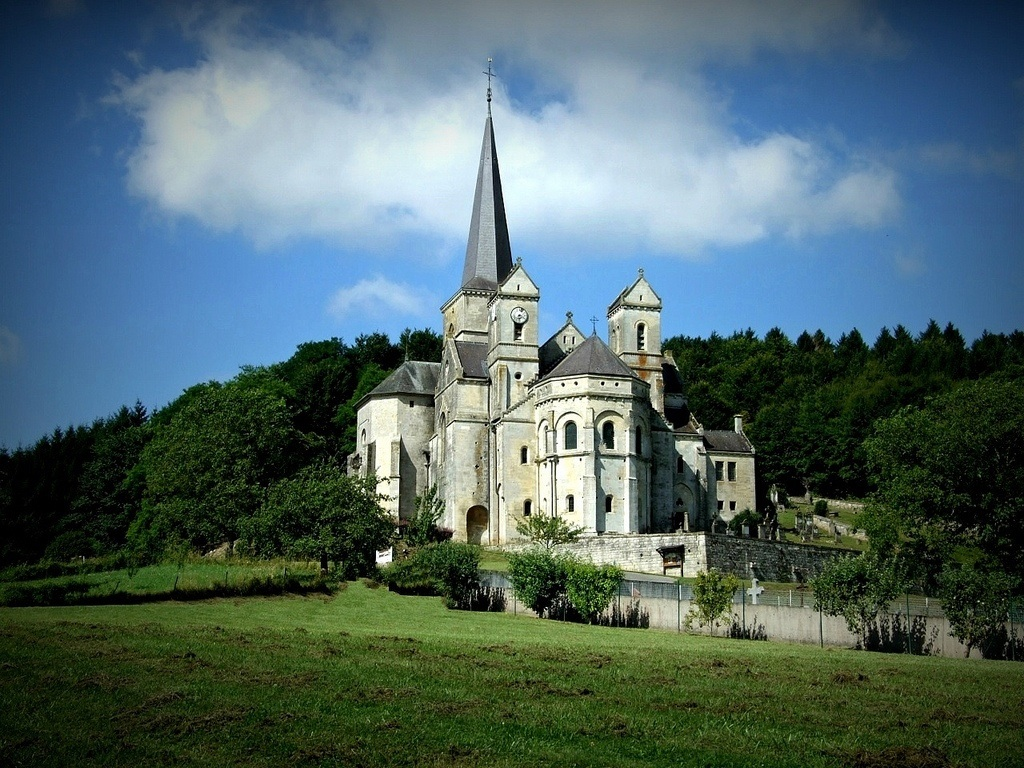
Iglesia de Notre-Dame de Mont-devant-Sassey
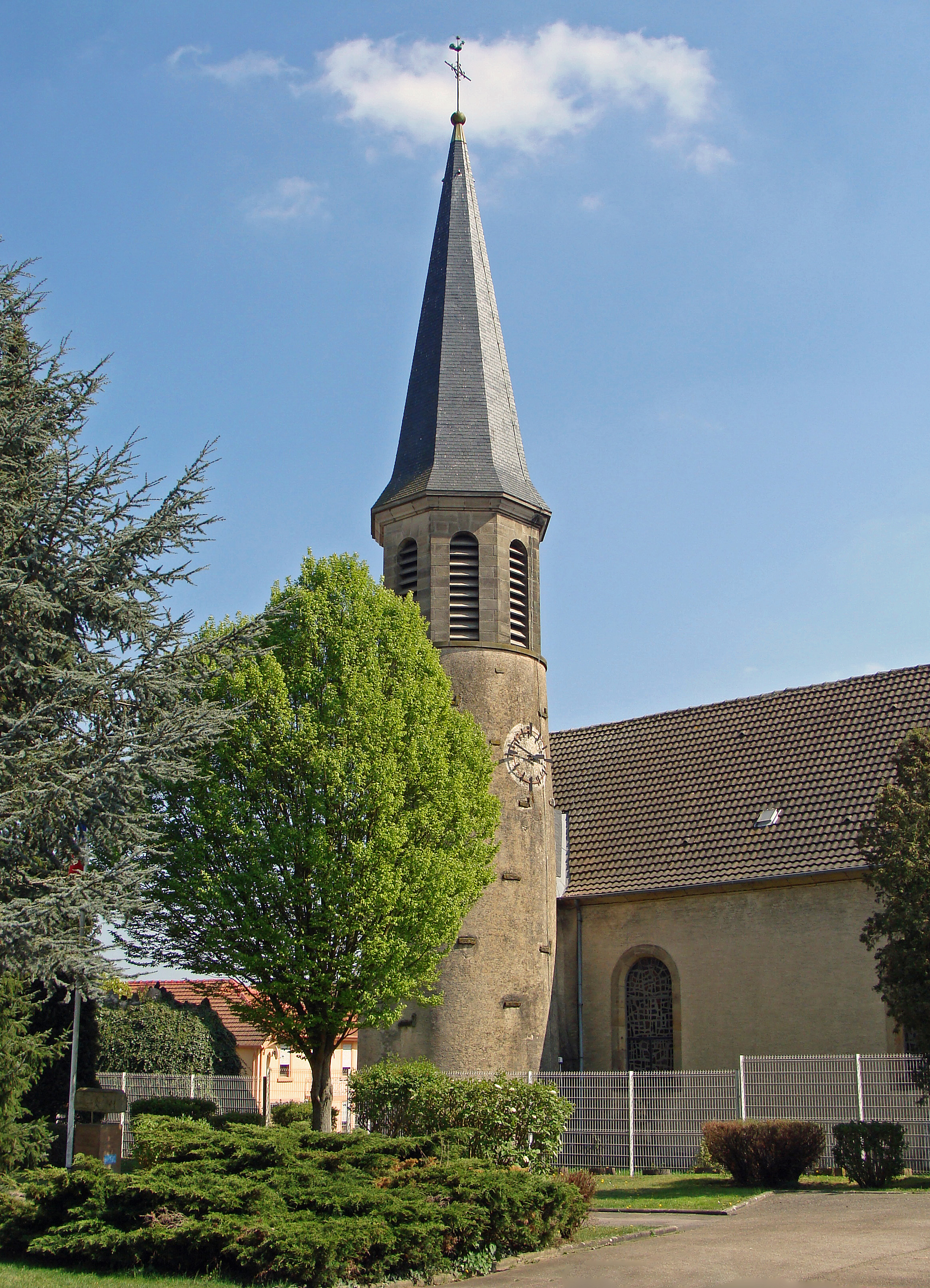
Campanario románico de la iglesia de Farébersviller
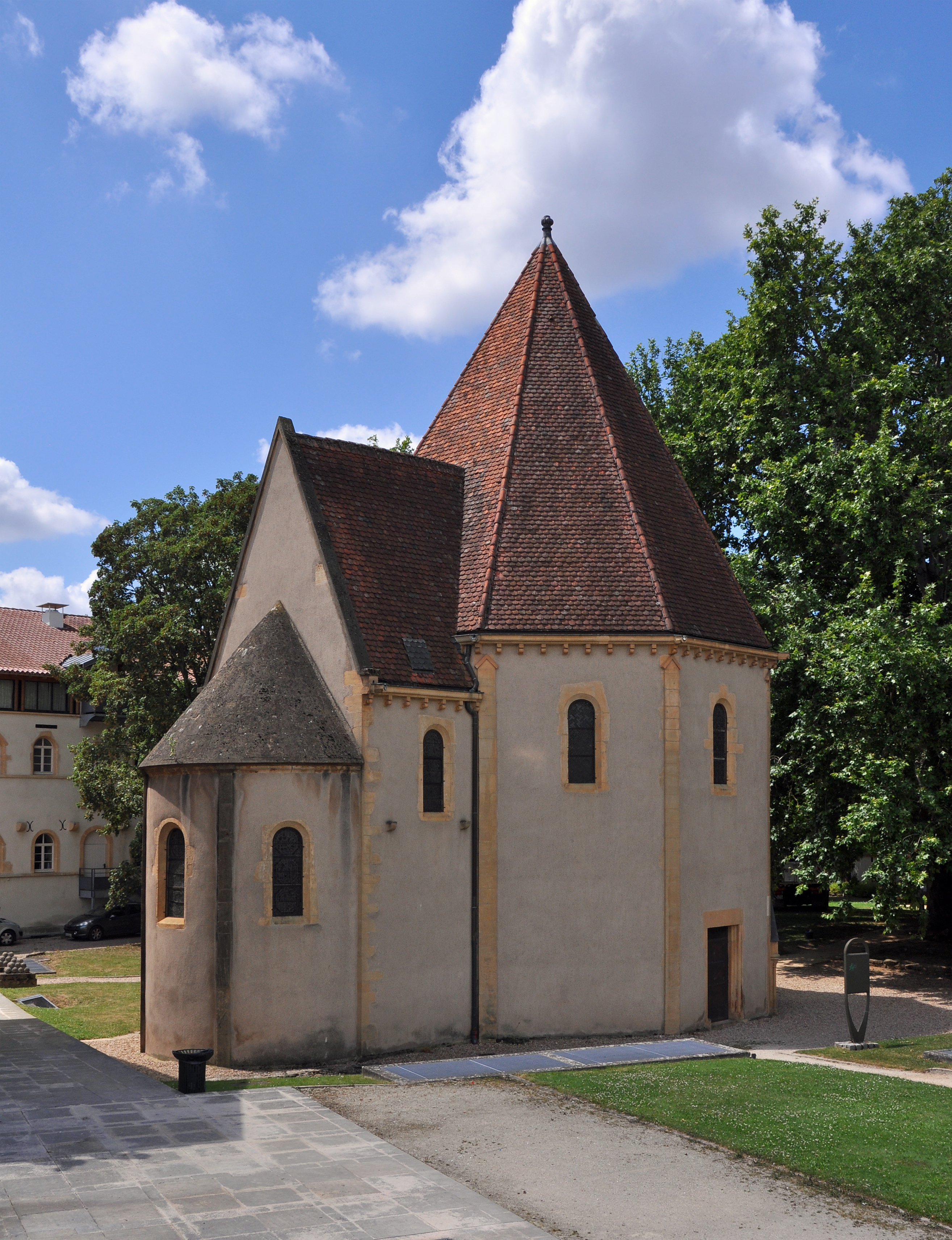
Capilla de los Templarios de Metz
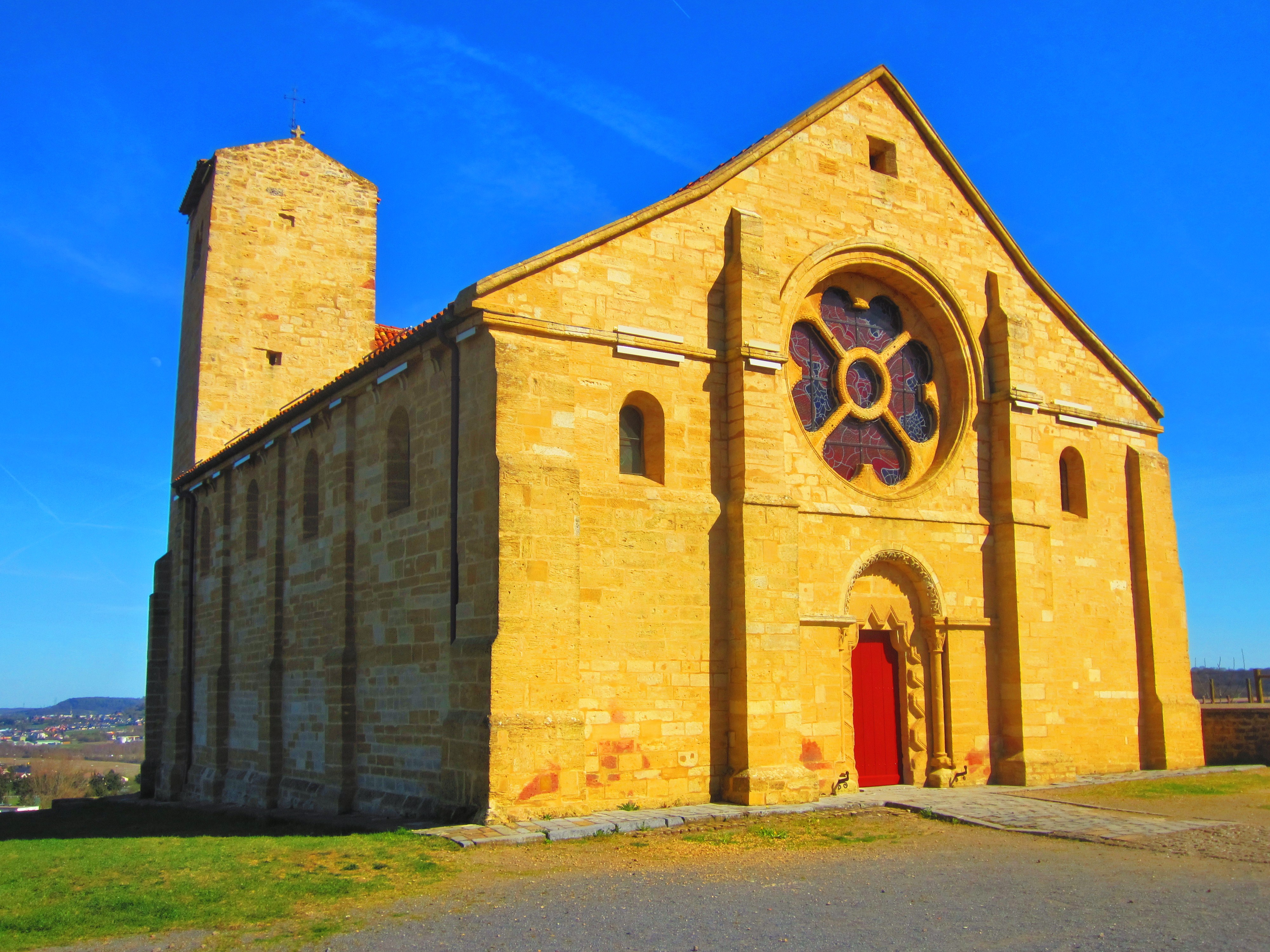
Priorato de Mont-Saint-Martin

### Normandía

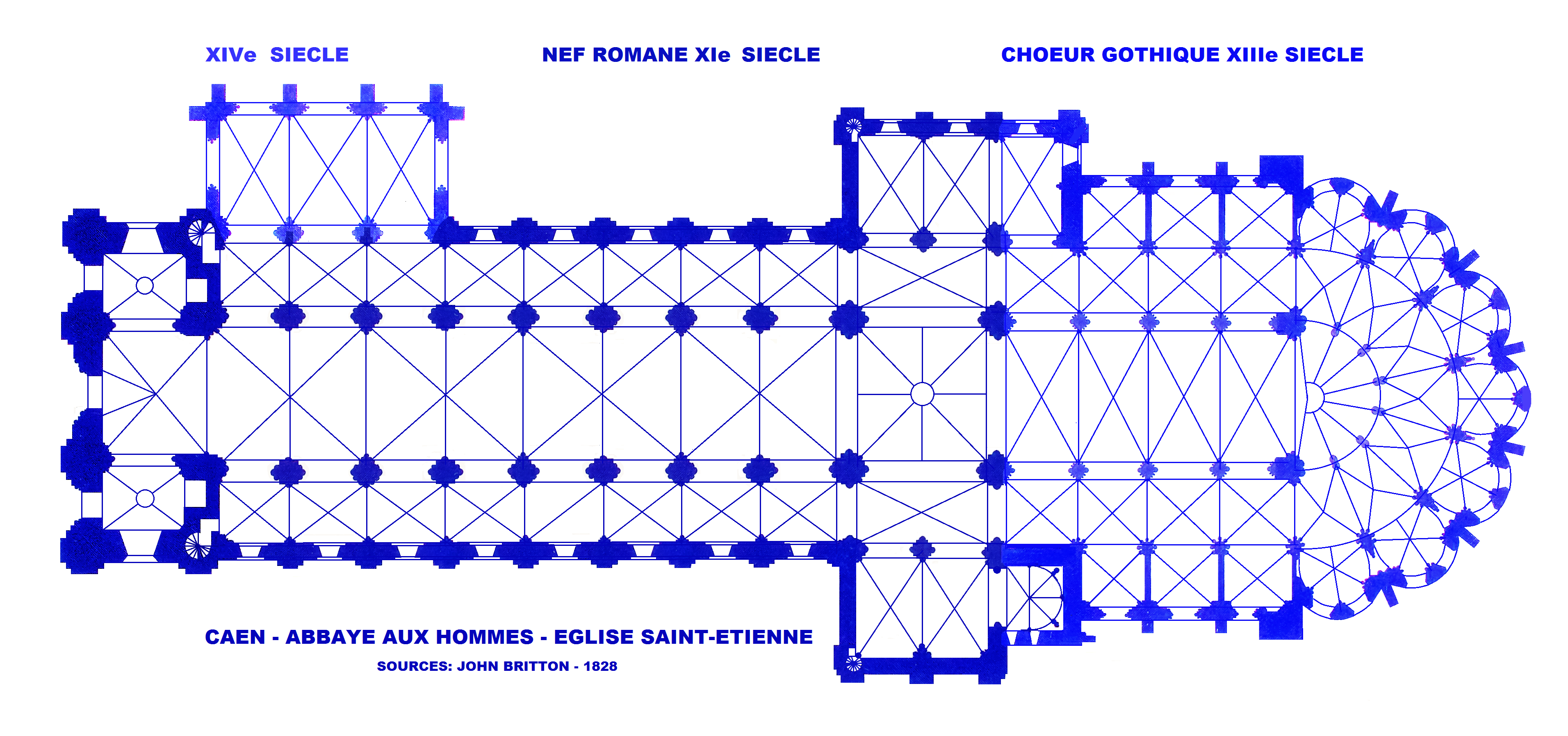
Planta de la iglesia abacial de Saint-Etienne de Caen, Normandia., que se convertirá en el modelo de las catedrales inglesas

Las iglesias normandas generalmente tienen una nave central, dos naves laterales, un transepto y un ábside: el ábside, las naves laterales y, a veces, el coro son las únicas partes de la iglesia abovedadas. La nave está a menudo cubierta mediante una simple armadura de madera hasta el período gótico: la ausencia de bóvedas permite abrir, en las paredes laterales y por encima de los arcos principales, grandes ventanales ante los que a menudo se dispone un pasaje de circulación insertado en la pared gruesa si no hay tribuna. El ábside está desprovisto de deambulatorio y de absidiolos; por lo general está precedido por un coro profundo, a menudo flanqueado por laterales que se detienen en el nacimiento del ábside. Un cimborrio perforado con muchas aberturas se estableció por encima del crucero del transepto, que ilumina directamente el coro. Todo el edificio es amplio, elegante, luminoso. En general el alzado interior se organiza en tres niveles.

Arquitectura románica en Normandía
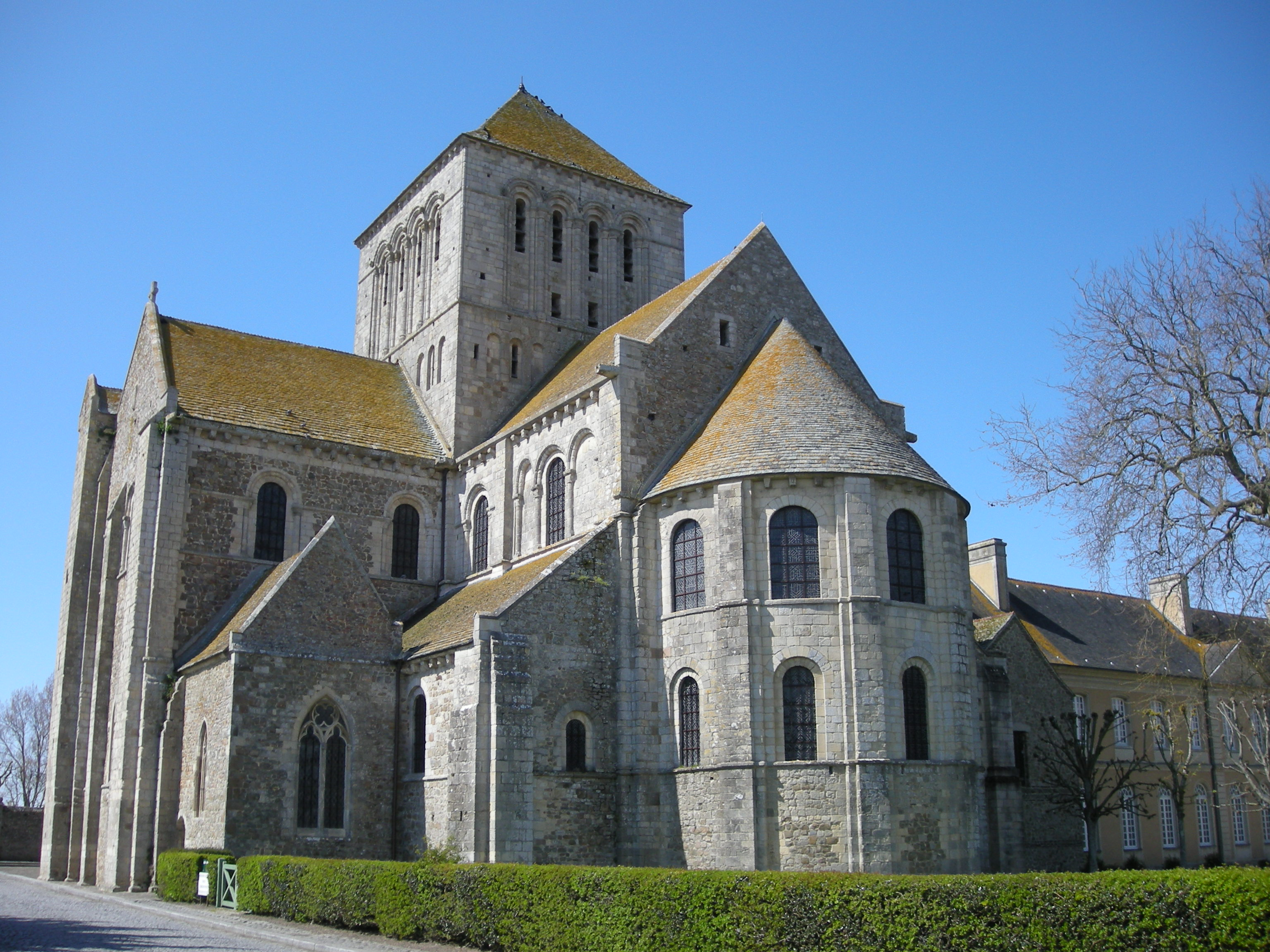
Transepto, coro con ábside, cimborrio en el crucero, de la abacial de Lessay, Normandia.
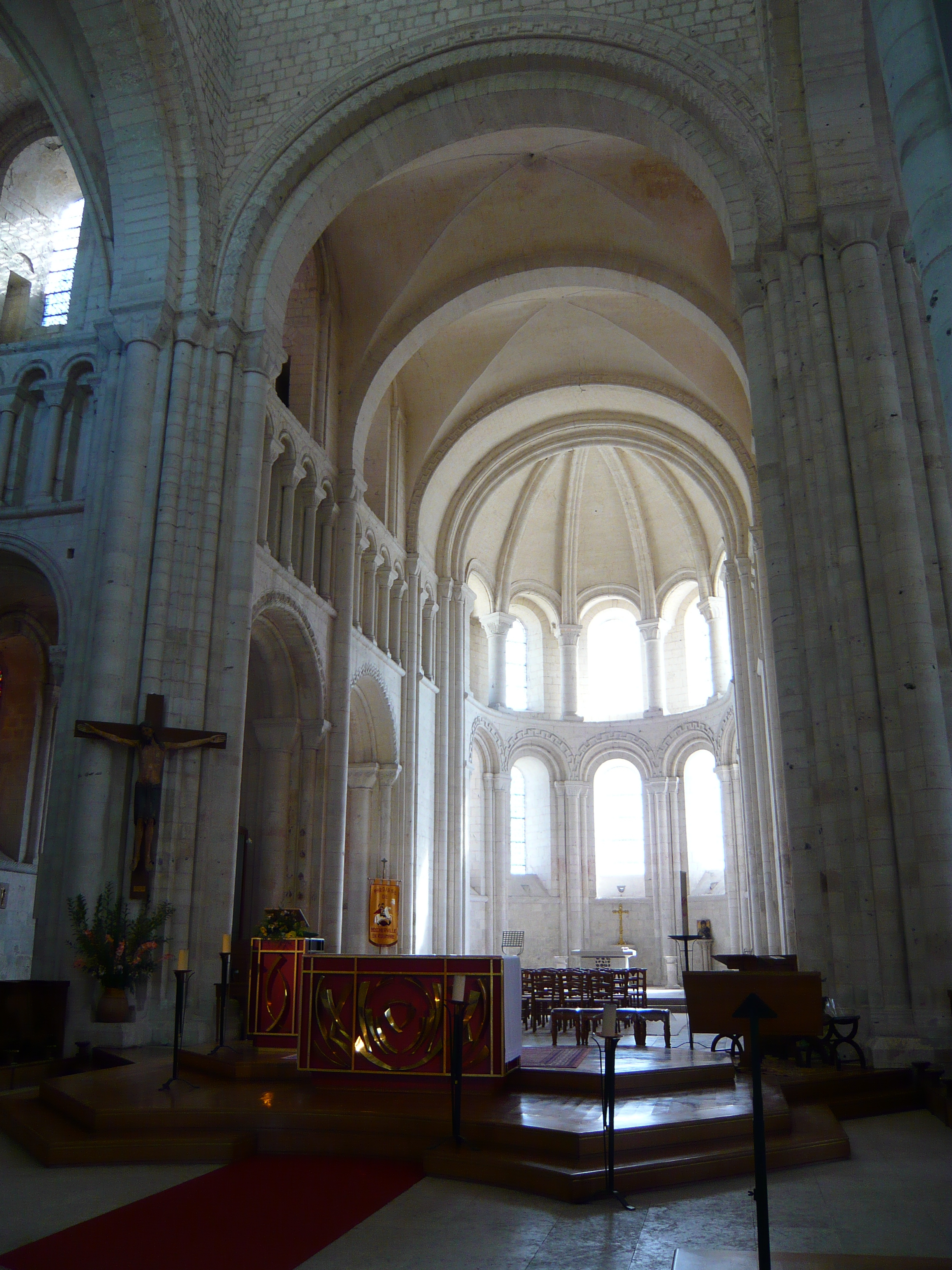
Coro con áside de la abadía de Boscherville (Mancha) (con bóveda de arista románica sobre arcos doblados)
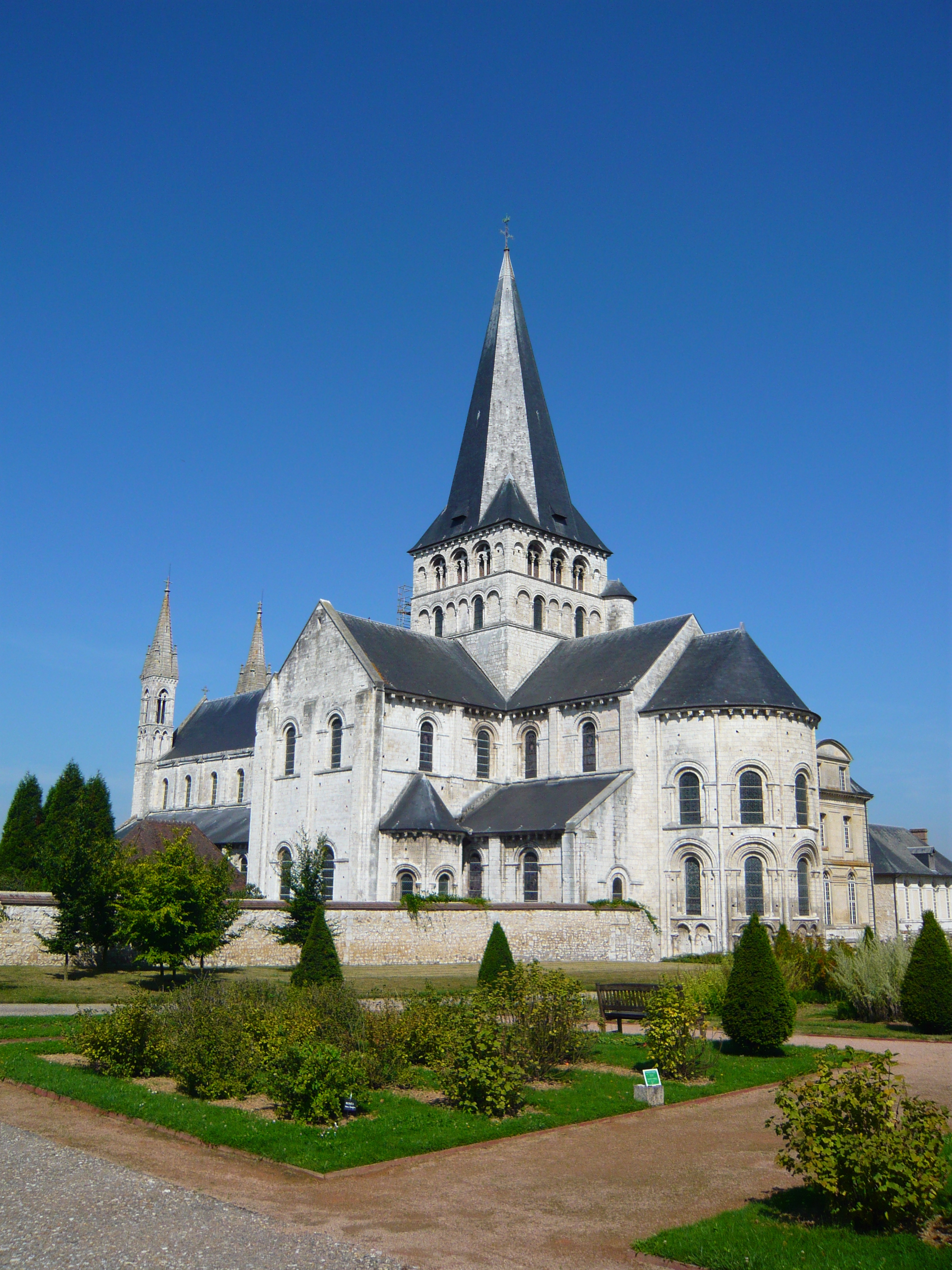
Iglesia abacial Saint-Georges de Boscherville
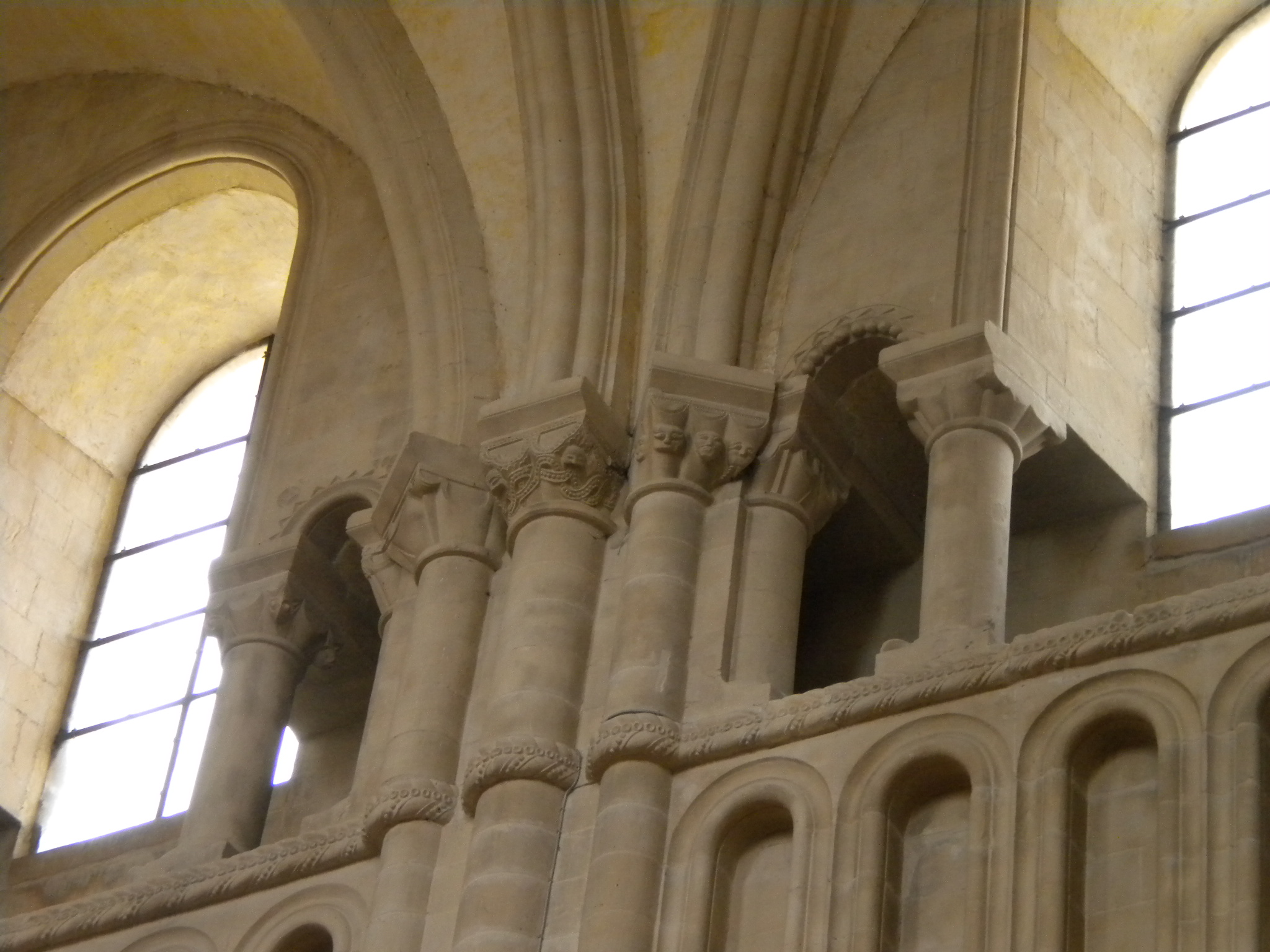
Una galería de circulación inserta en el espesor de las paredes del segundo nivel de la abadía de las Damas de Caen

Inicialmente, la decoración era bastante depurada y puramente arquitectónica, la ornamentación consistía solo en arcos ciegos para cubrir los muros y el uso de capiteles esculpidos. A continuación, se dispusieron molduras encuadrando las arcadas y arquivoltas o grandes arcos, que implicaron el uso de patrones geométricos: dameros, chevrones, grecas, estrellas, cayados rotos, dientes de sierra y en especial zigzags. La mayoría de estos adornos son antiguos y provienen de las épocas merovingia y carolingia, y se encuentran en la arquitectura románica de toda la Europa occidental, que es su heredera. Pero el uso abundante y significativo de estas decoraciones, hacen que el arte normando sea un estilo bien reconocible.
Los arcos románicos semicirculares entrelazados, muy comunes en las decoraciones de los conjuntos de arcadas ciegas de la arquitectura normanda (aunque este patrón es también del arte merovingio), hacen aparecer los arcos en ojiva bastante agudos. Este podría ser el origen de los primeros arcos ojivales, que prefiguran la arquitectura gótica. Más tarde, la arquitectura gótica normanda, abandonando el arco de medio punto, mantendrá ese tipo de ojiva apuntada como una de sus principales características.
Las principales iglesias normandas son:
- Iglesia abacial Saint-Georges en Saint-Martin-de-Boscherville (Seine-Maritime)
- Iglesia abacial Notre-Dame de Jumièges (Seine-Maritime)
- Iglesia prioral de Sainte-Honorine de Graville (Seine-Maritime)
- Iglesia abacial de la Sainte-Trinité, Caen (Calvados)
- Iglesia abacial de Saint-Étienne, Caen
- Iglesia de Saint-Nicolas de Caen
- Iglesia de Notre-Dame-sur-l'Eau
- Iglesia abacial del Mont-Saint-Michel (Mancha)
- Iglesia abacial de Lessay (Mancha)
- Iglesia abacial de Cerisy-la-Forêt (Mancha)
- Iglesia abacial Notre-Dame de Bernay (Eure)
- Iglesia de Saint-Pierre de Thaon ([Calvados)
- Iglesia de Saint-Martin de Tollevast (Mancha)

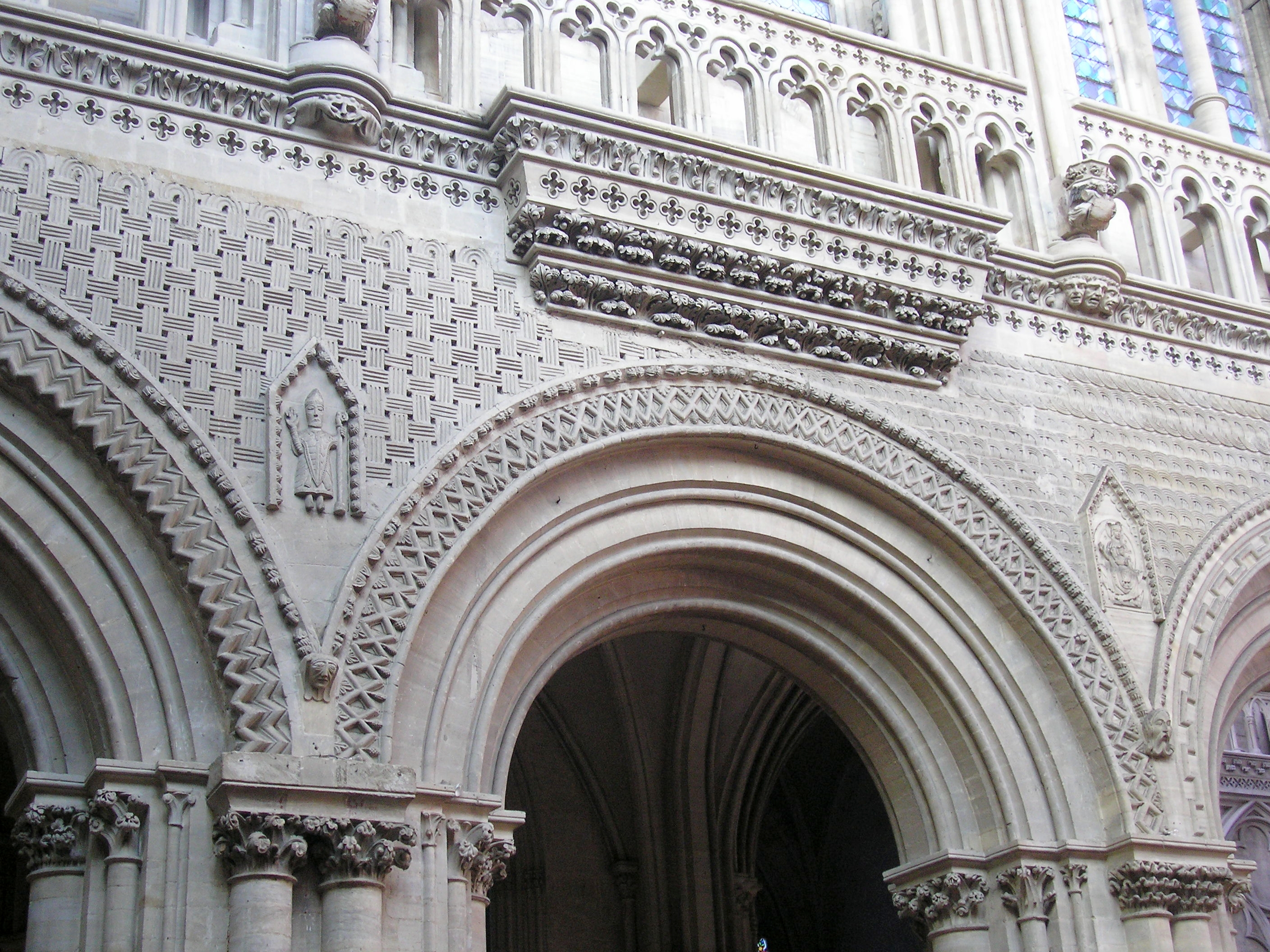
Vista de la decoración de arcos románicos de la nave de la catedral de Bayeux, Normandía.
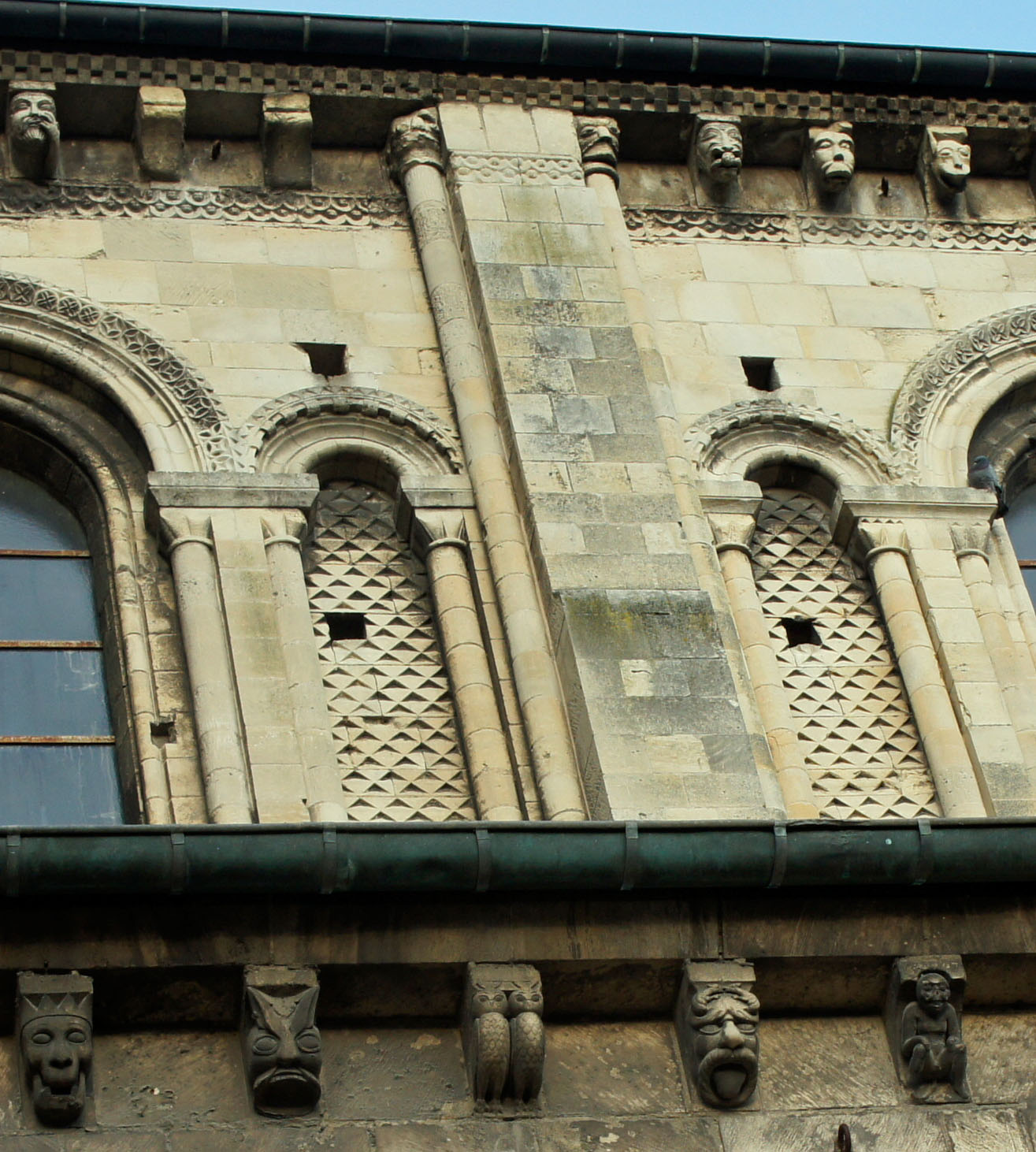
Cornisas, ménsulas esculpidas, arcadas ciegas en el exterior de la Abadía de las Damas de Caen
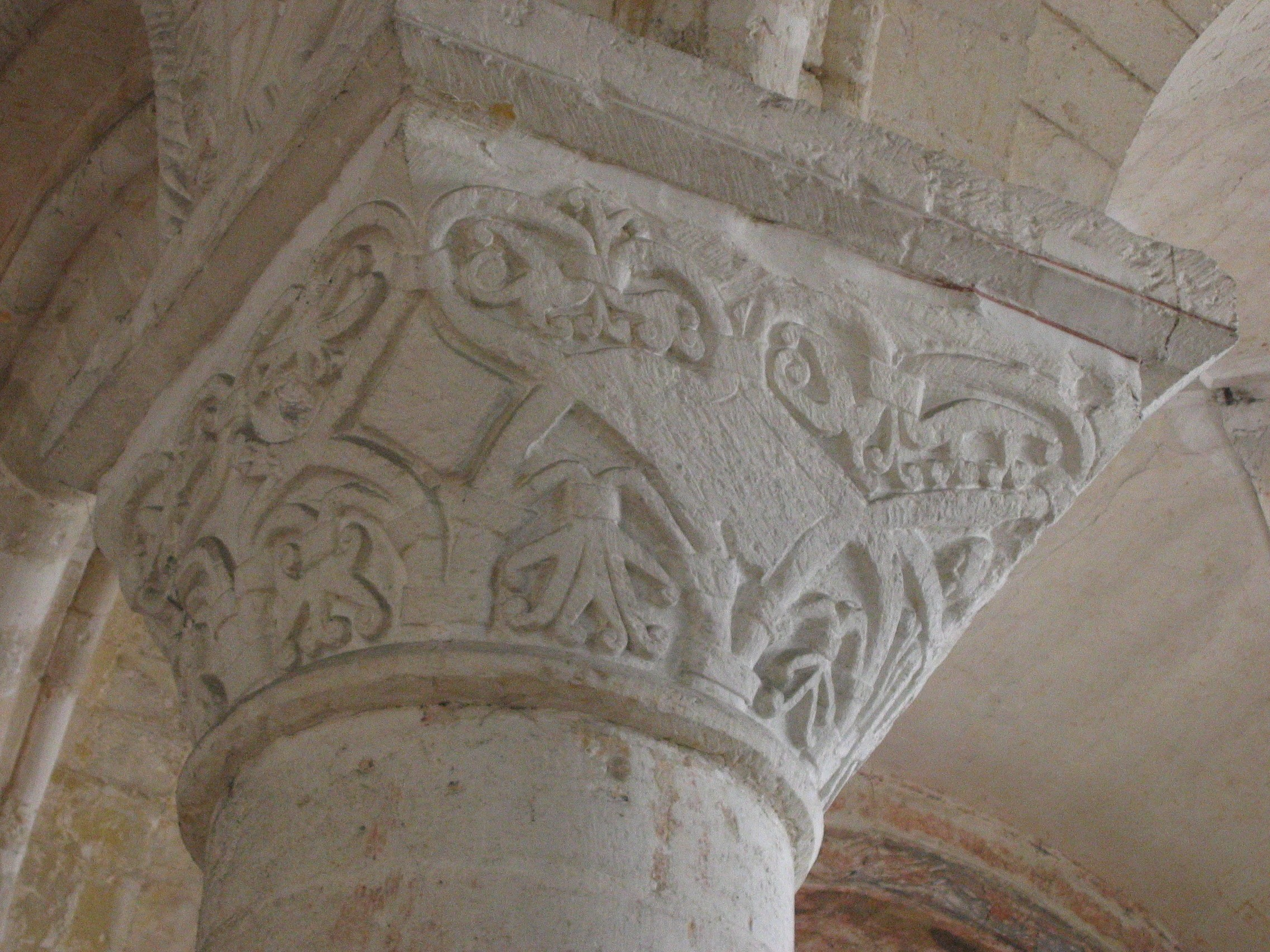
Capitel románica, abadía de Saint-Georges de Boscherville
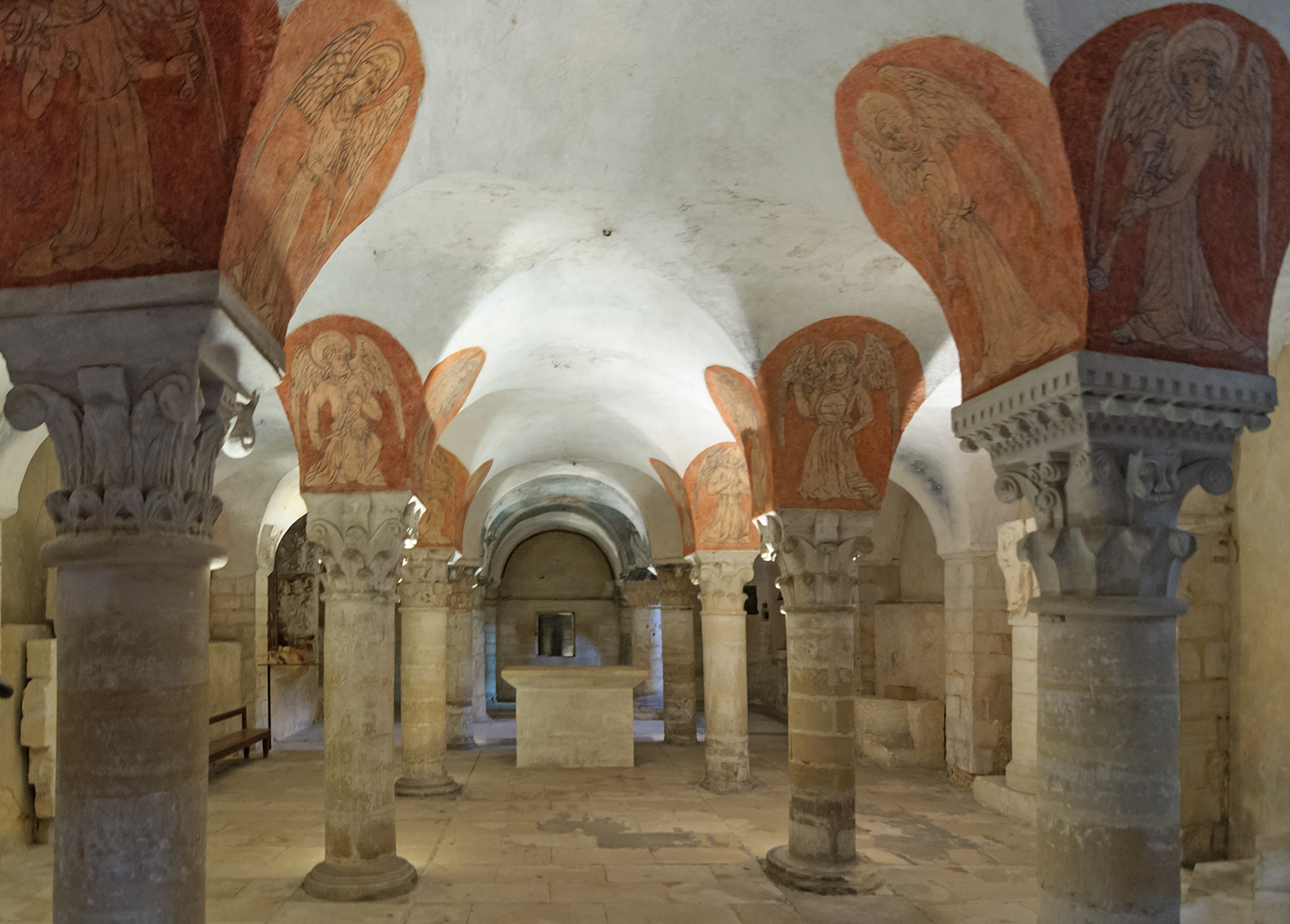
Cripta románica de la catedral de Bayeux

### Borgoña y el Valle del Loira
El románico borgoñón se caracteriza por las bóvedas de cañón puntuadas por arcos dobles, un triforium (arcada ciega) rematado con pequeñas ventanas, y pilastras estriadas.
- Abadía de Cluny (Saône-et-Loire)
- Prioral de Paray-le-Monial (Saône-et-Loire)
- Églises romanes du Brionnais (Saône-et-Loire)
- Iglesia de Saint-Martin de Chapaize (Saône-et-Loire)
- Saint-Bénigne, Dijon (Côte-d'Or)
- Abadía de Fontenay (Côte-d'Or)
- Basílica de Santa María Magdalena de Vézelay (Yonne)
- Abadía de Saint-Benoît-sur-Loire (Loiret)
- Cabecera oeste de la Catedral de Saint-Cyr et Sainte-Julitte de Nevers (Nièvre)

La abadía de Cluny
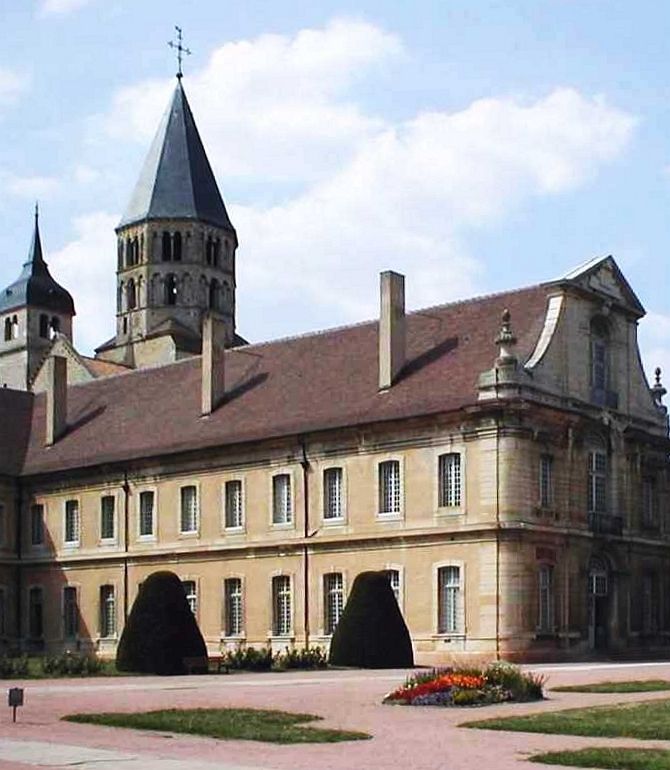
La abadía de Cluny
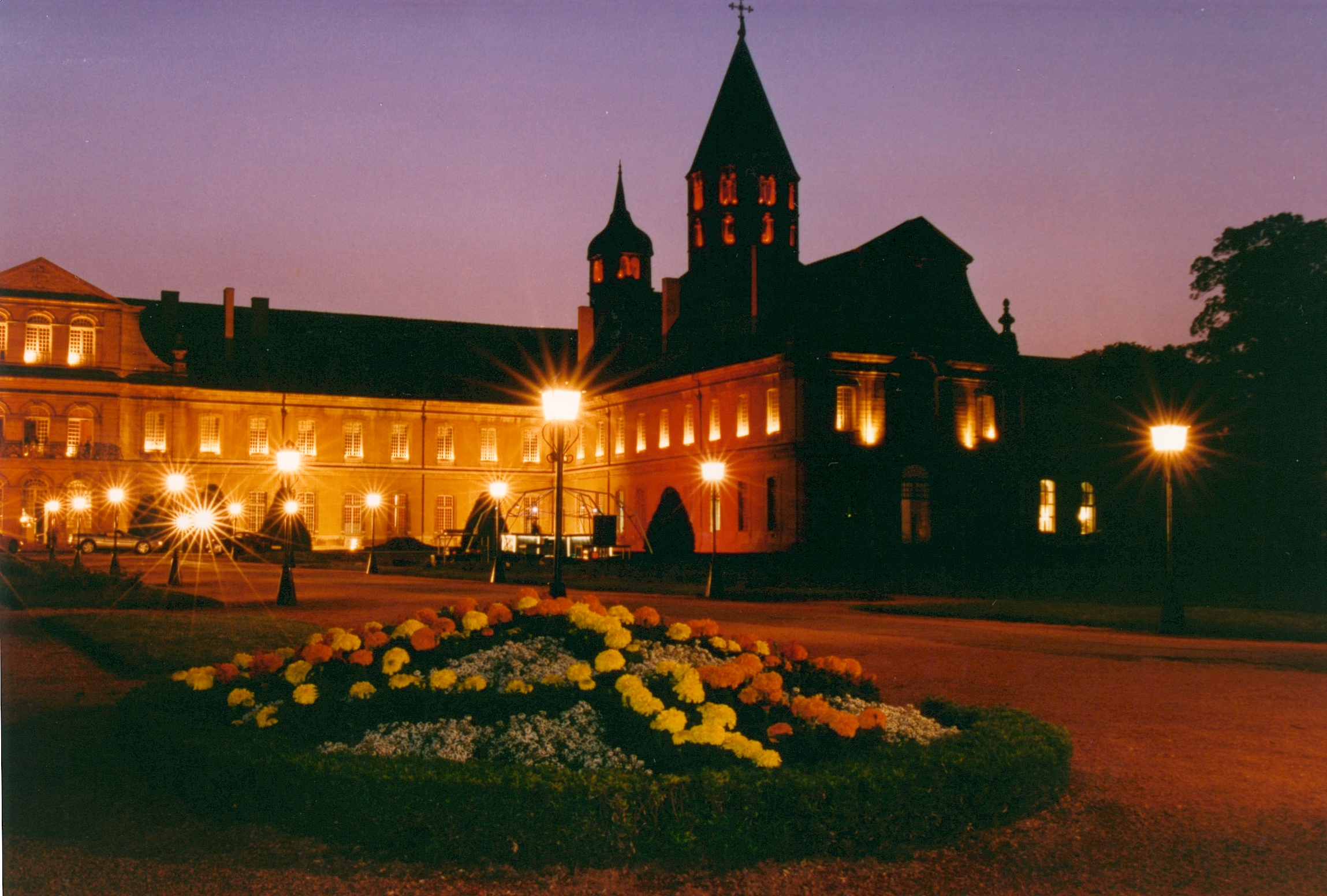
Nocturno en la abadía de Cluny
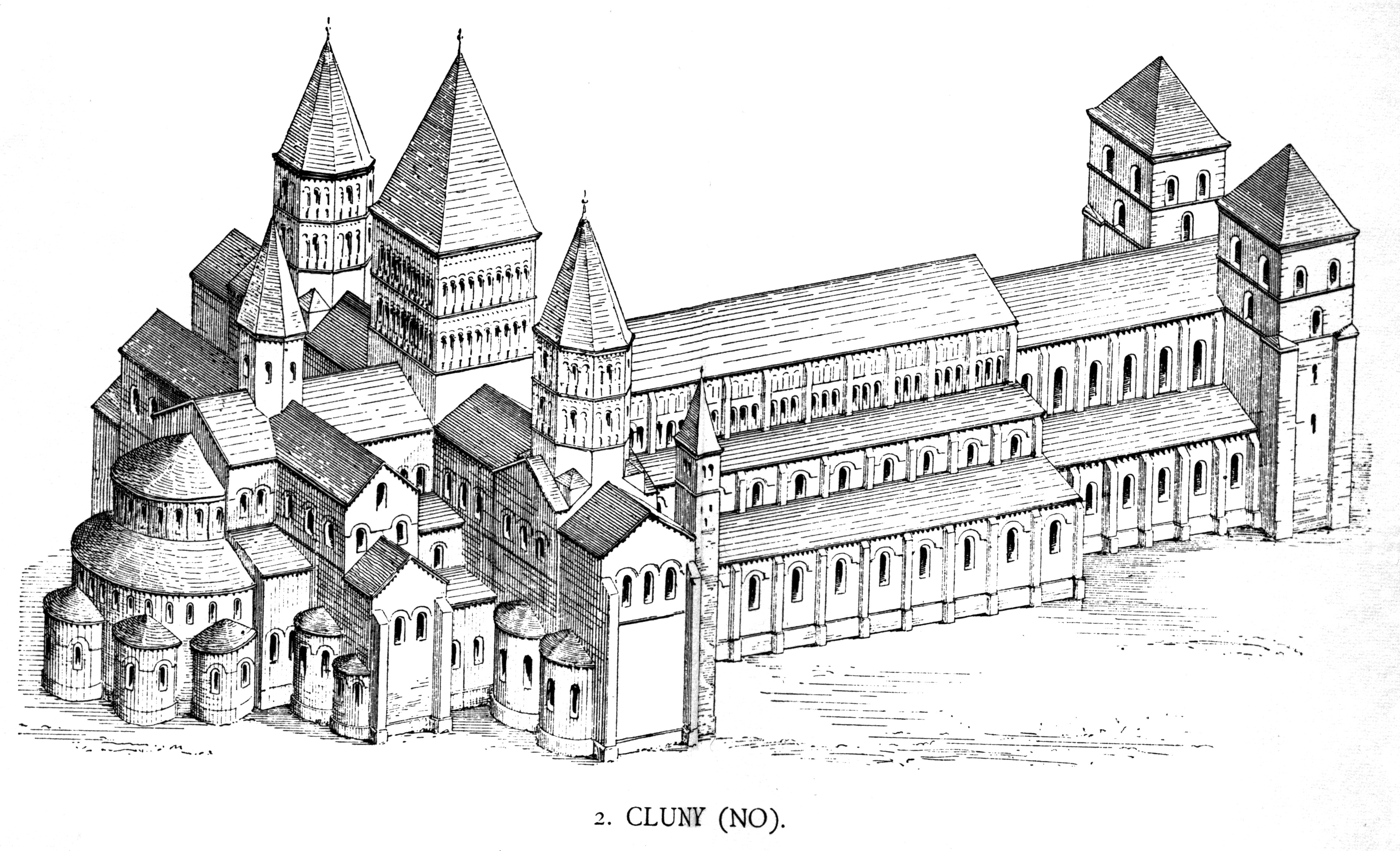
Reconstrucción de la abadía
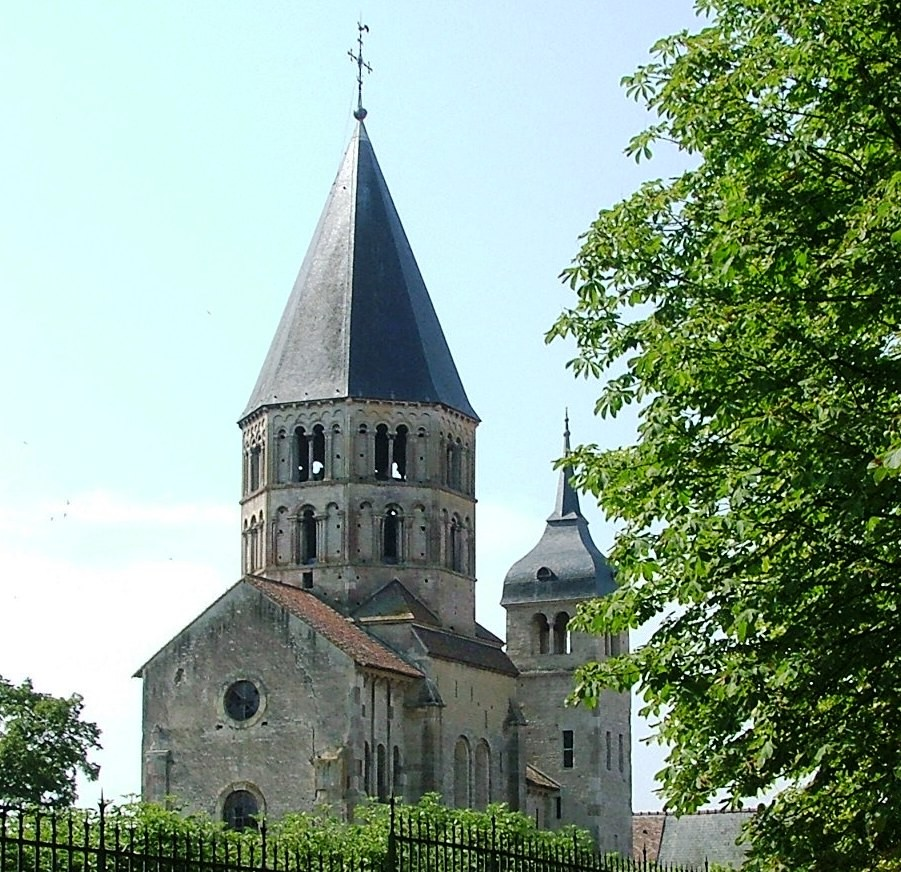
El campanario
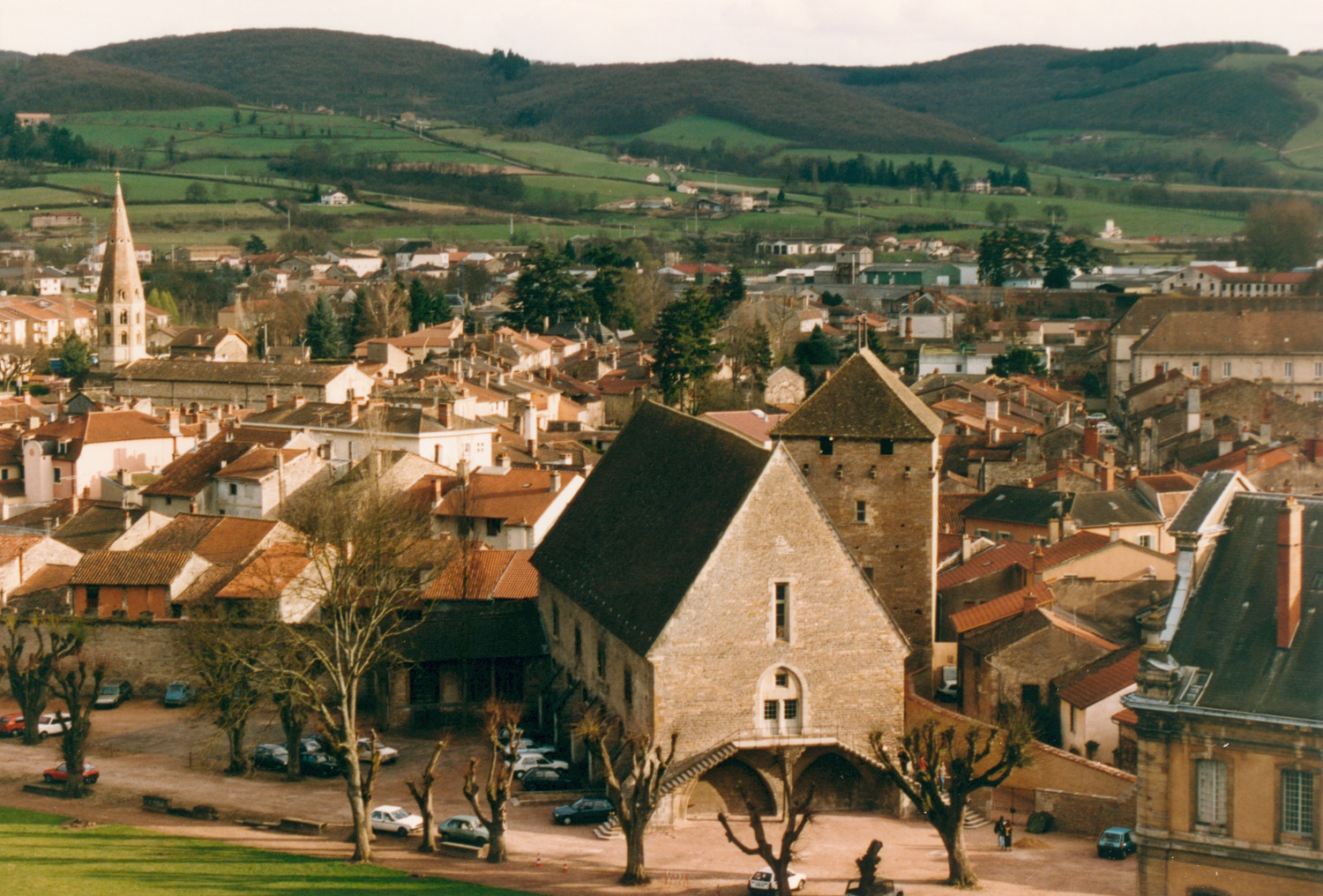
Le farinier la abadía vista desde el campanario
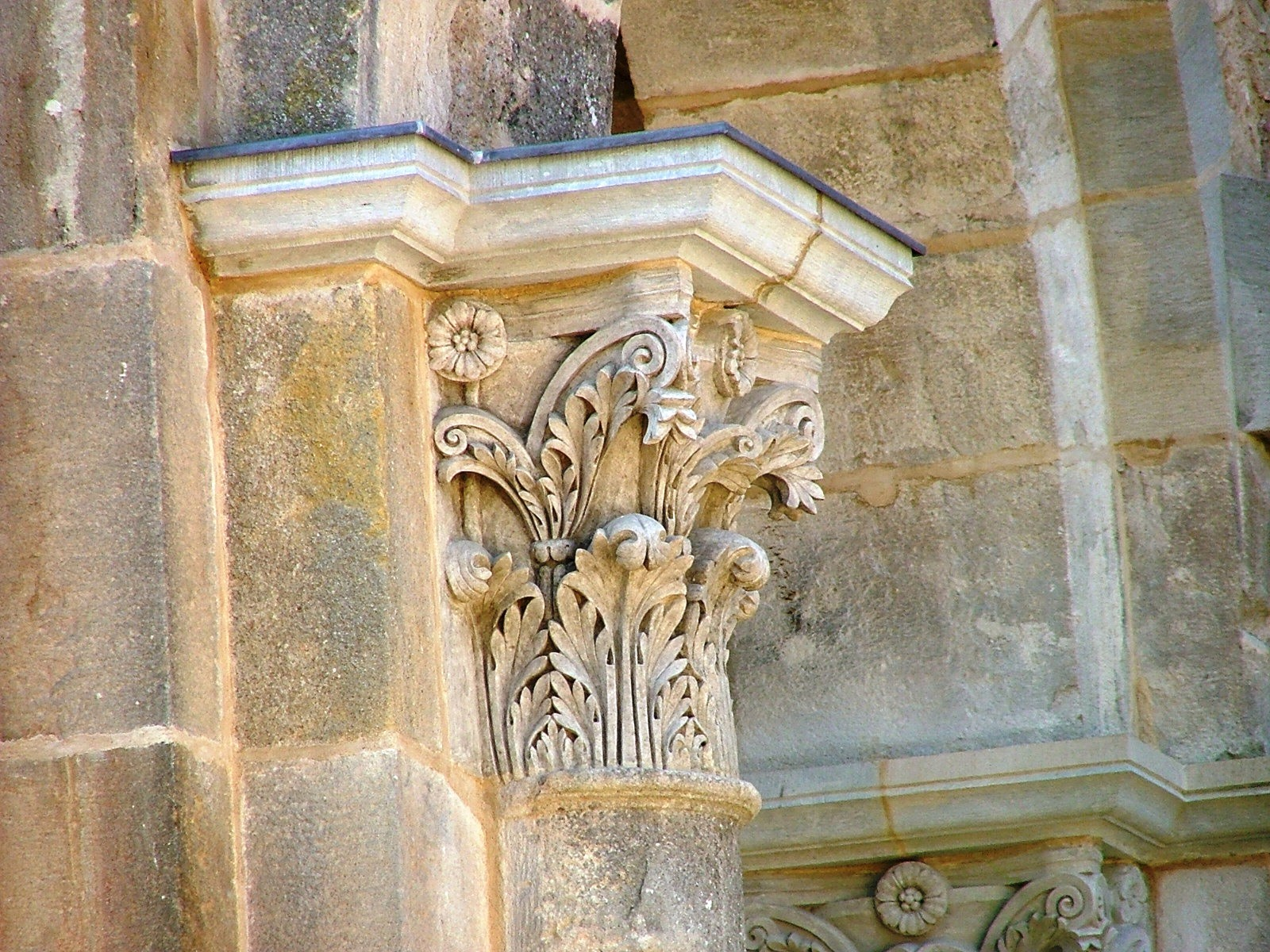
Un capitel del campanario

Prioral de Paray-le-Monial
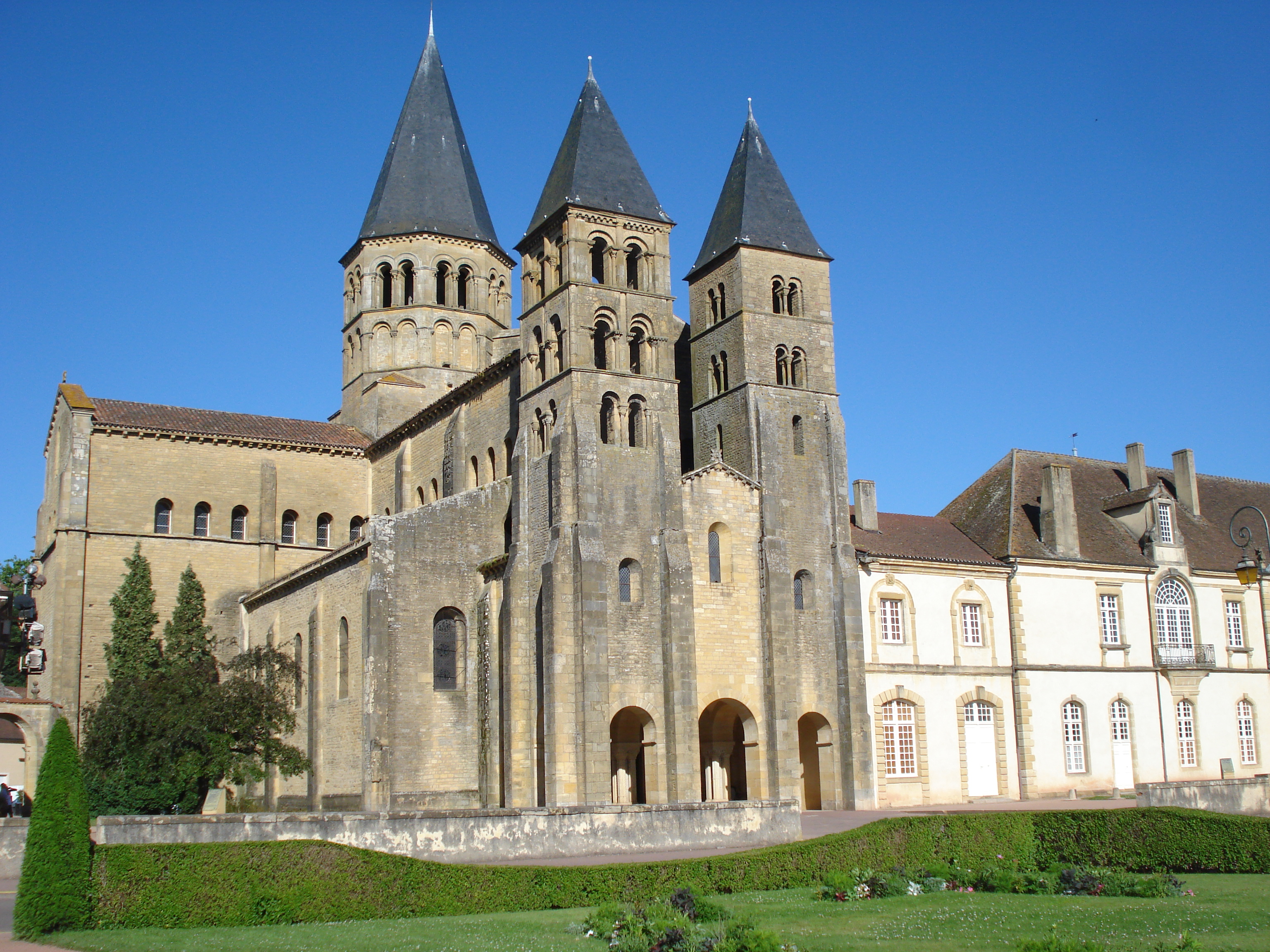
Vista general
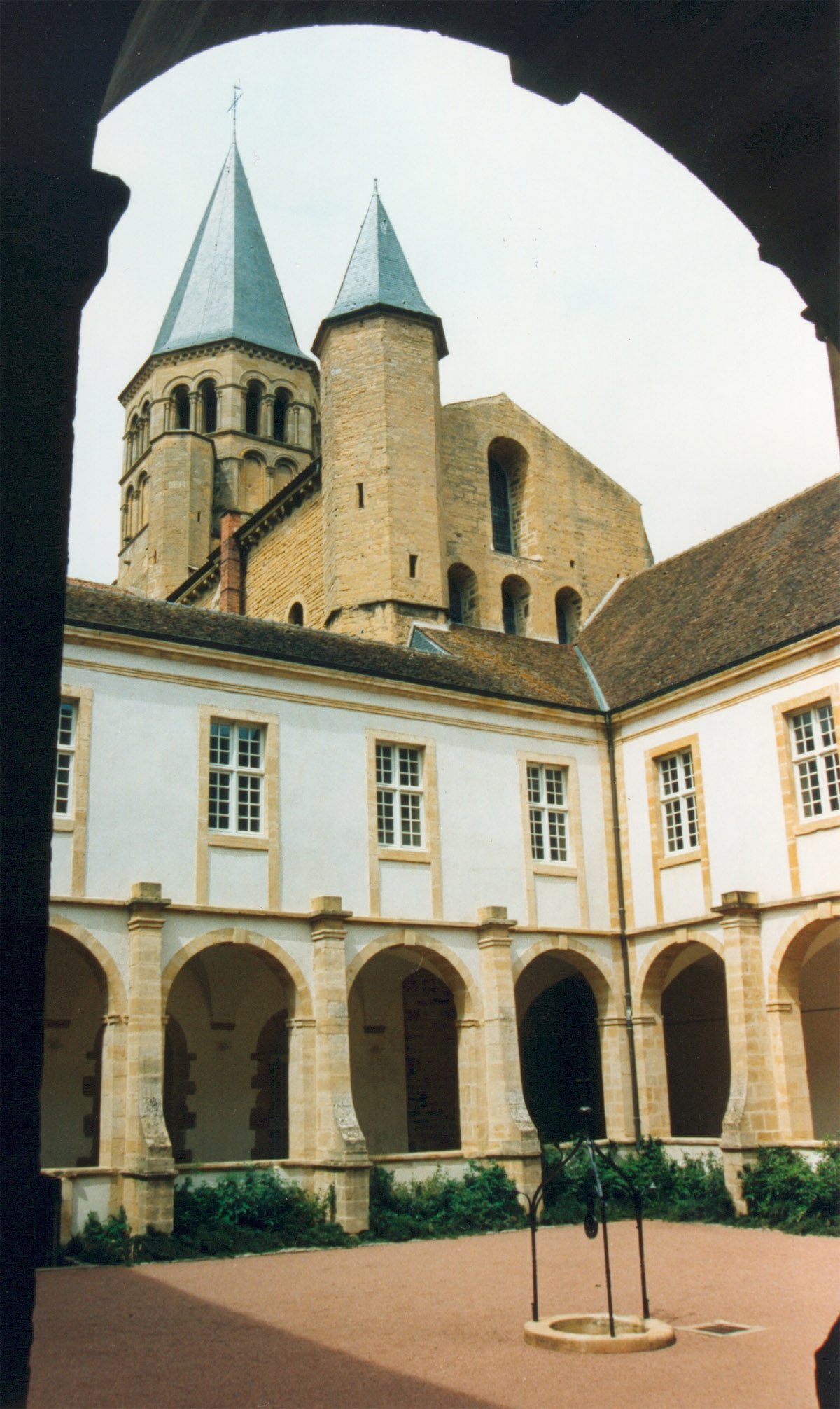
La basílica
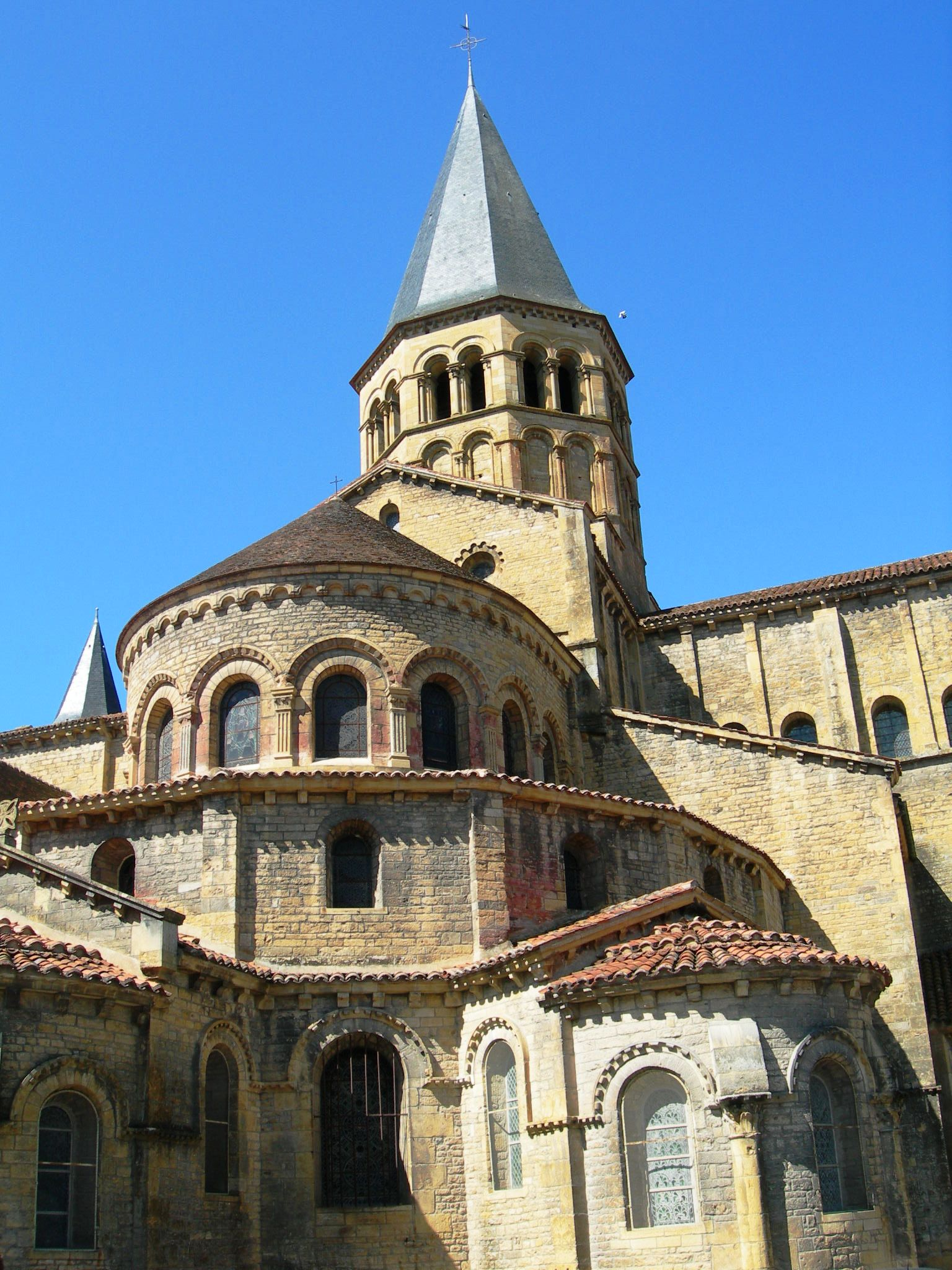
Cabecera de la basílica
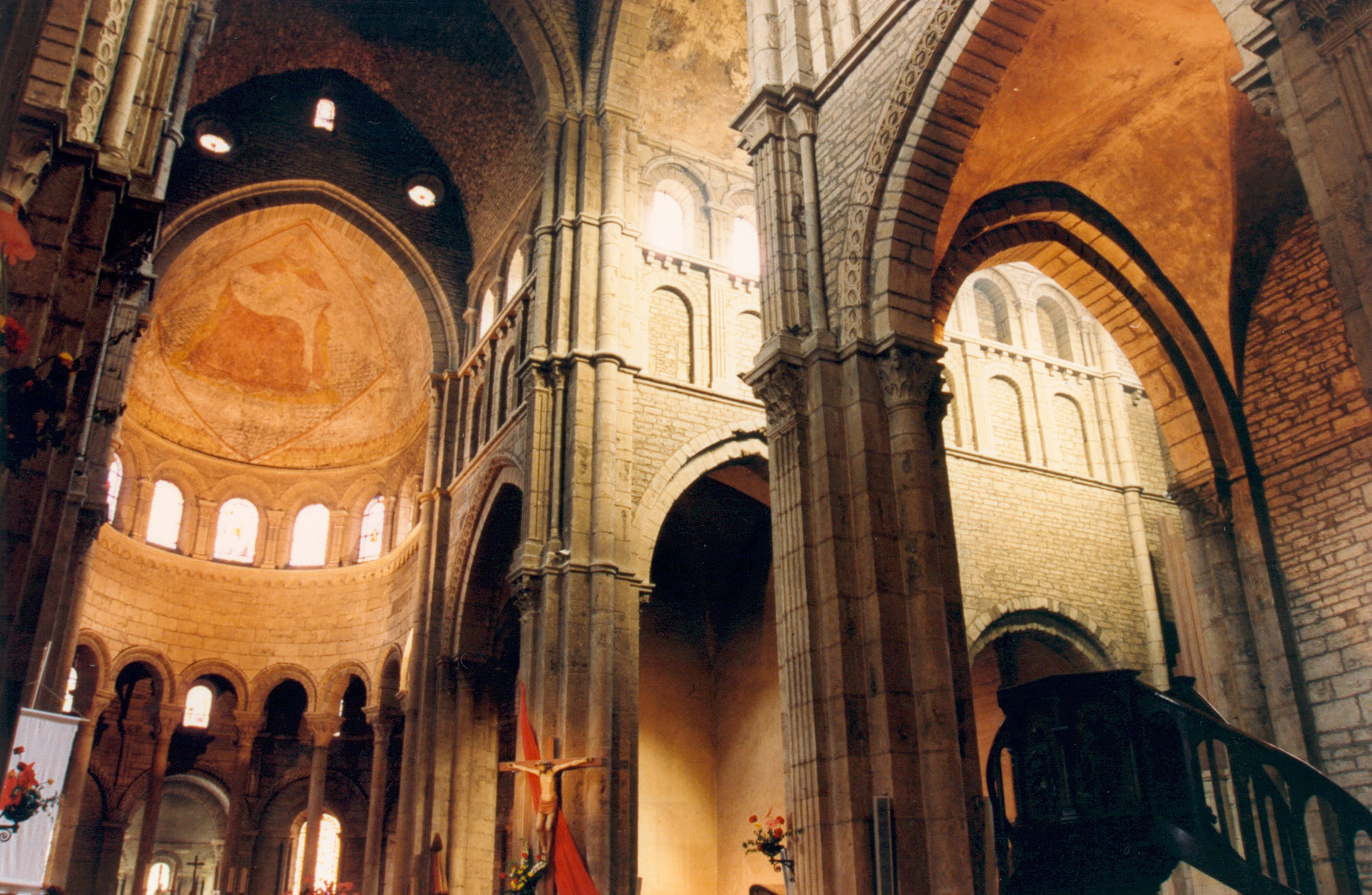
Interior de la basílica

### Provenza

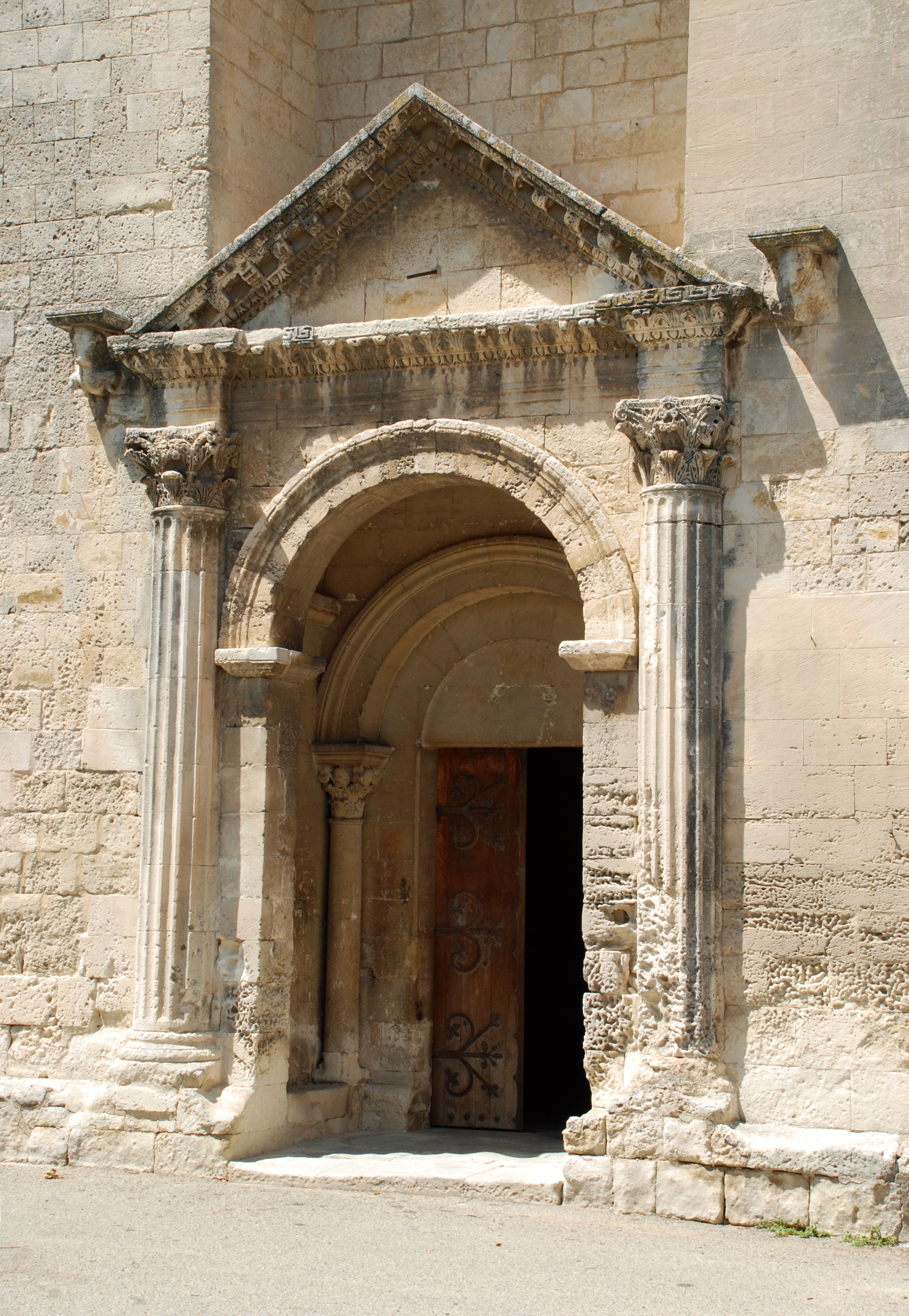
Saint-Restitut: portal a la antigua

La Provenza tiene, como Auvernia y Borgoña, muchos edificios románicos, incluyendo algunos de los más famosos de Francia.
El arte románico provenzal presenta la particularidad de estar fuertemente influenciado por la antigüedad romana, una antigüedad conocida de primera mano por las muchas ruinas romanas que quedan en la Provenza, como:
- la Iglesia de San Trófimo (Arlés) de Arlés
- la catedral de Notre-Dame-du-Bourg de Digne
- la iglesia románica de Saint-Julien-le-Montagnier

Por ello ha tomado prestados muchos rasgos estilísticos de la arquitectura de la antigüedad grecorromana:
- porches que evocan un arco de triunfo;
- frontones triangulares;
- entablamentos a la antigua que consta de un arquitrabe, de un friso y de una cornisa;
- columnas y pilastras con acanaladuras;
- capiteles con hojas de acanto;
- diversos tipos de frisos ornando cornisas, naves, arquivoltas de portales, oculi, bajorrelieves, con frisos de hojas de acanto, de rinceaux, de palmetas, de grecas (variante del friso de meandros) y de oves;
- bajorrelieves ornados de rinceaux

La Provenza contaba igualmente con tres abadías cistercienses (llamadas las Trois sœurs provençales) que ilustran muy bien el arte cisterciense en la región:
- la abadía de Sénanque
- la abadía de Silvacane
- la abadía del Thoronet

### Sureste (fuera de Provenza)

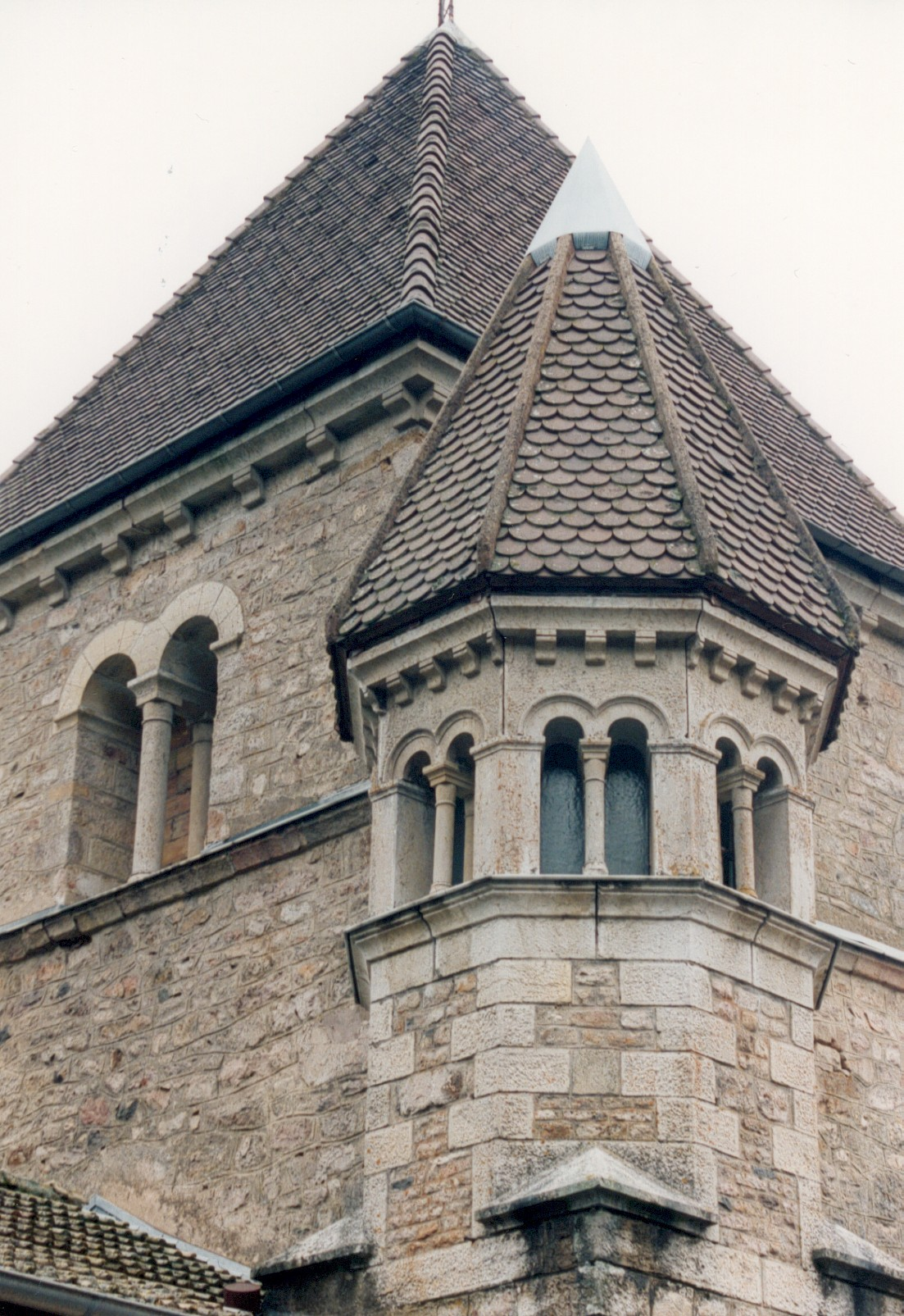
Detalle de la torre de Notre-Dame-d'Avenas

- Catedral de Saint-Maurice de Vienne, Isère
- Abbaye de Saint-André-le-Bas de Vienne, Isère
- Iglesia de Saint-Pierre de Vienne, Isère
- Maison romana de Vienne, Isère
- Basílica Saint-Martin d'Ainay, Lyon
- Iglesia abacial de Cruas (Ardèche)
- Mazan-l'Abbaye (Ardèche)
- Notre-Dame d'Avenas (Rhône)
- Abadía de Boscodon (Hautes-Alpes)
- Catedral de Embrun (Hautes-Alpes)
- Maison des Chanonges de Embrun
- Capilla de Saint-Jean Baptiste de l'Argentière-la-Bessée (Hautes-Alpes)
- Priorato de Saint-André-de-Rosans (Hautes-Alpes)

Arquitectura del Sureste
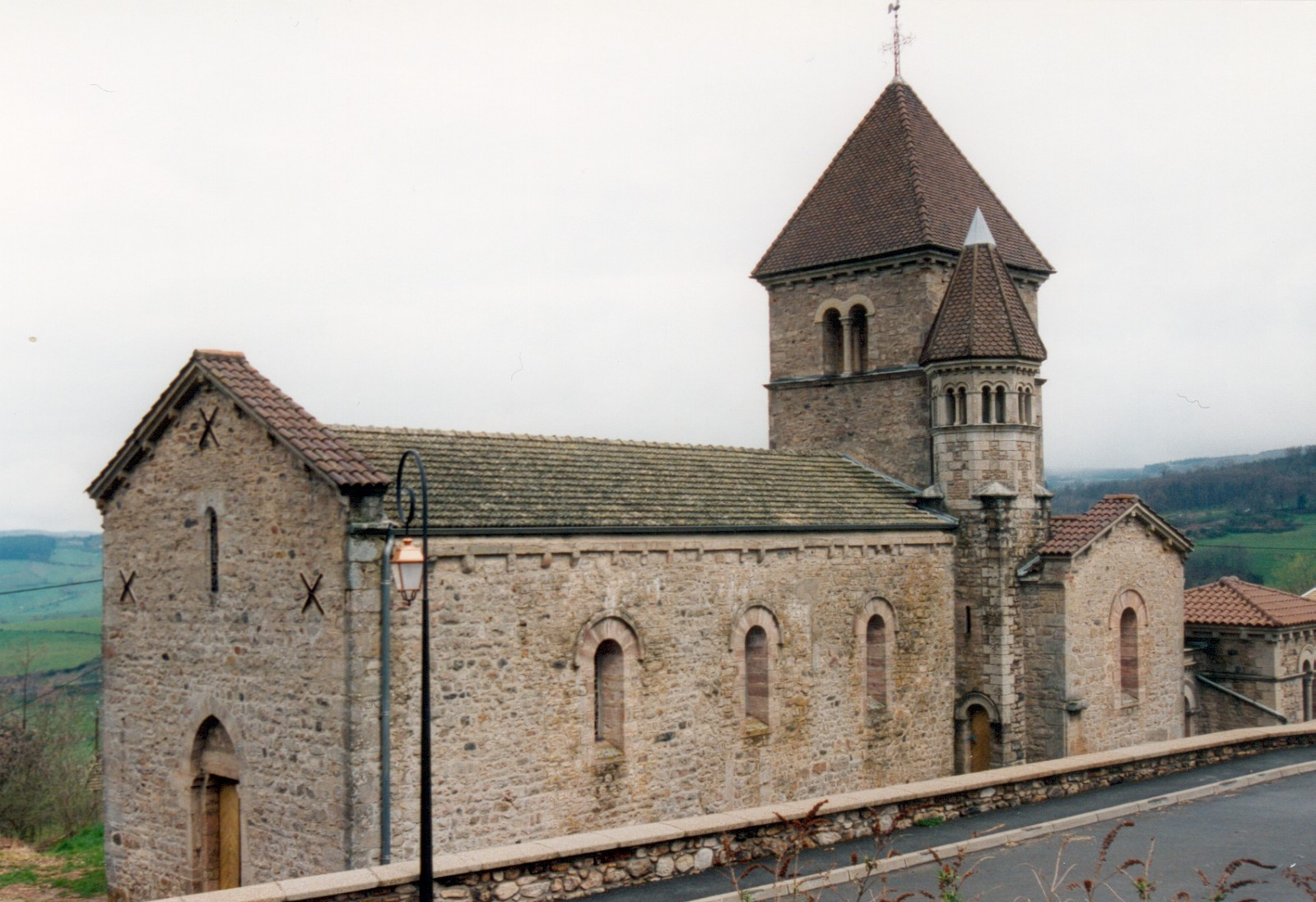
Notre-Dame-d'Avenas
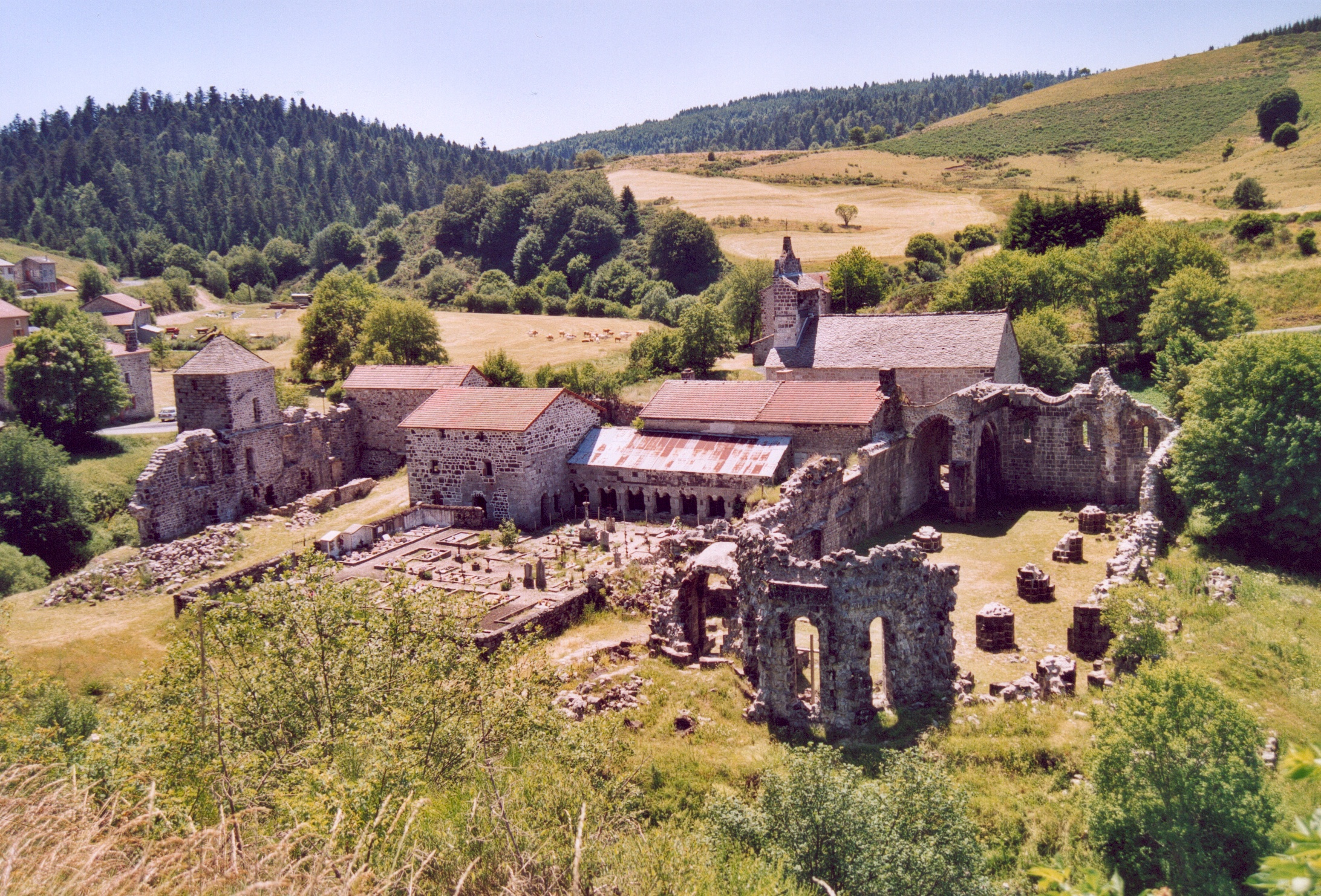
Mazan-l'Abbaye
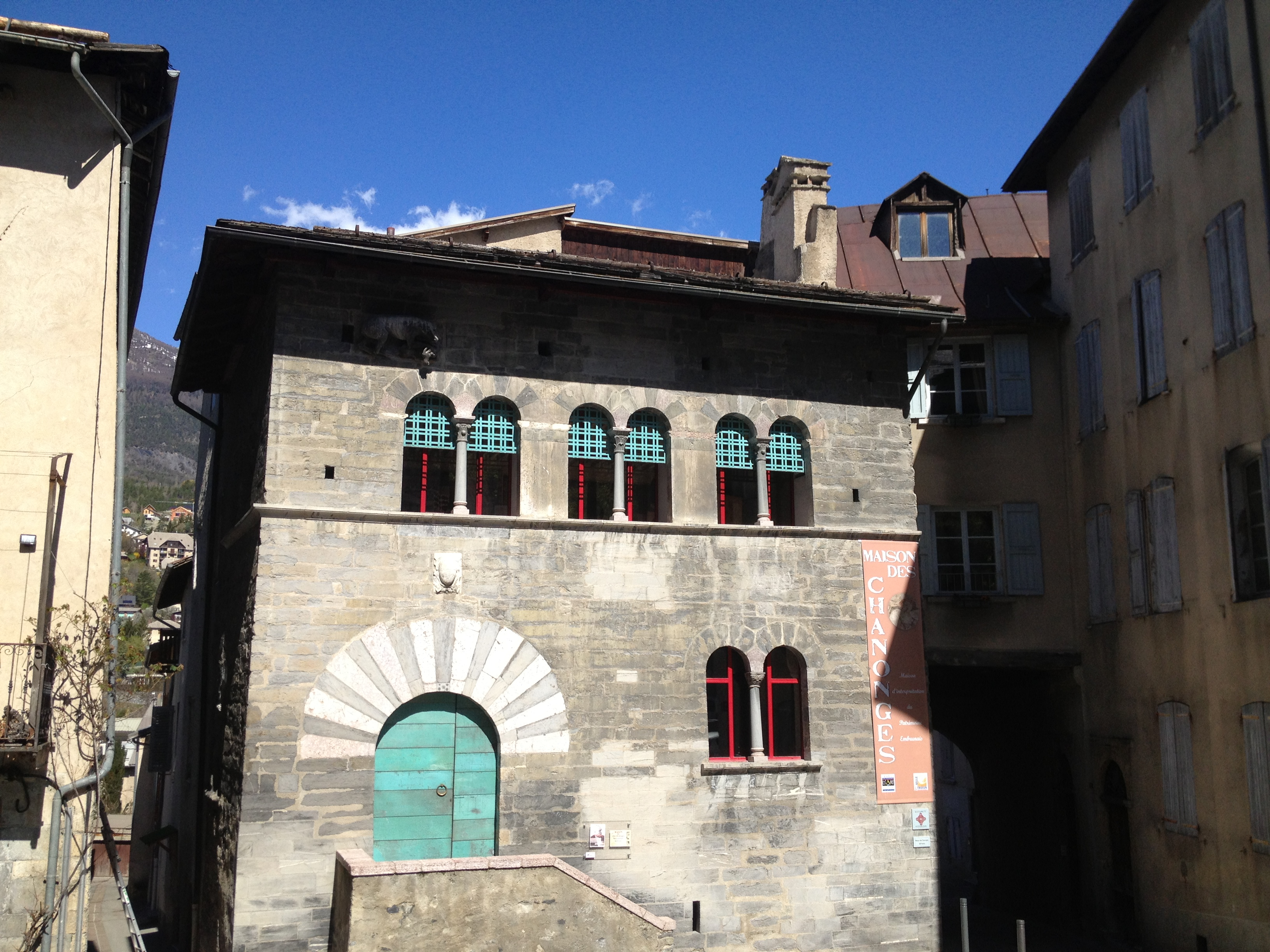
casa de los canónigos de Embrun
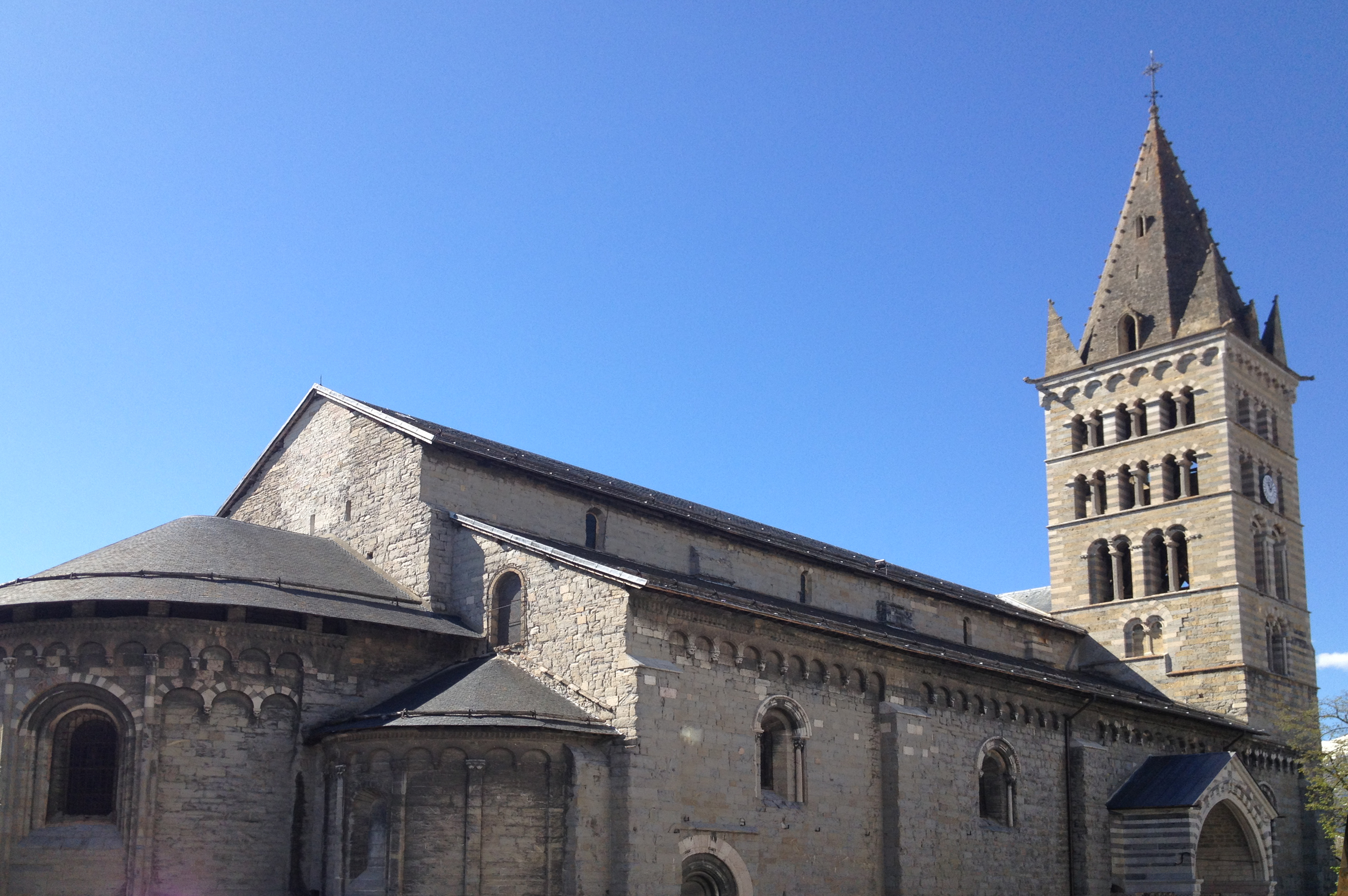
Catedral de Notre-Dame del Real de Embrun
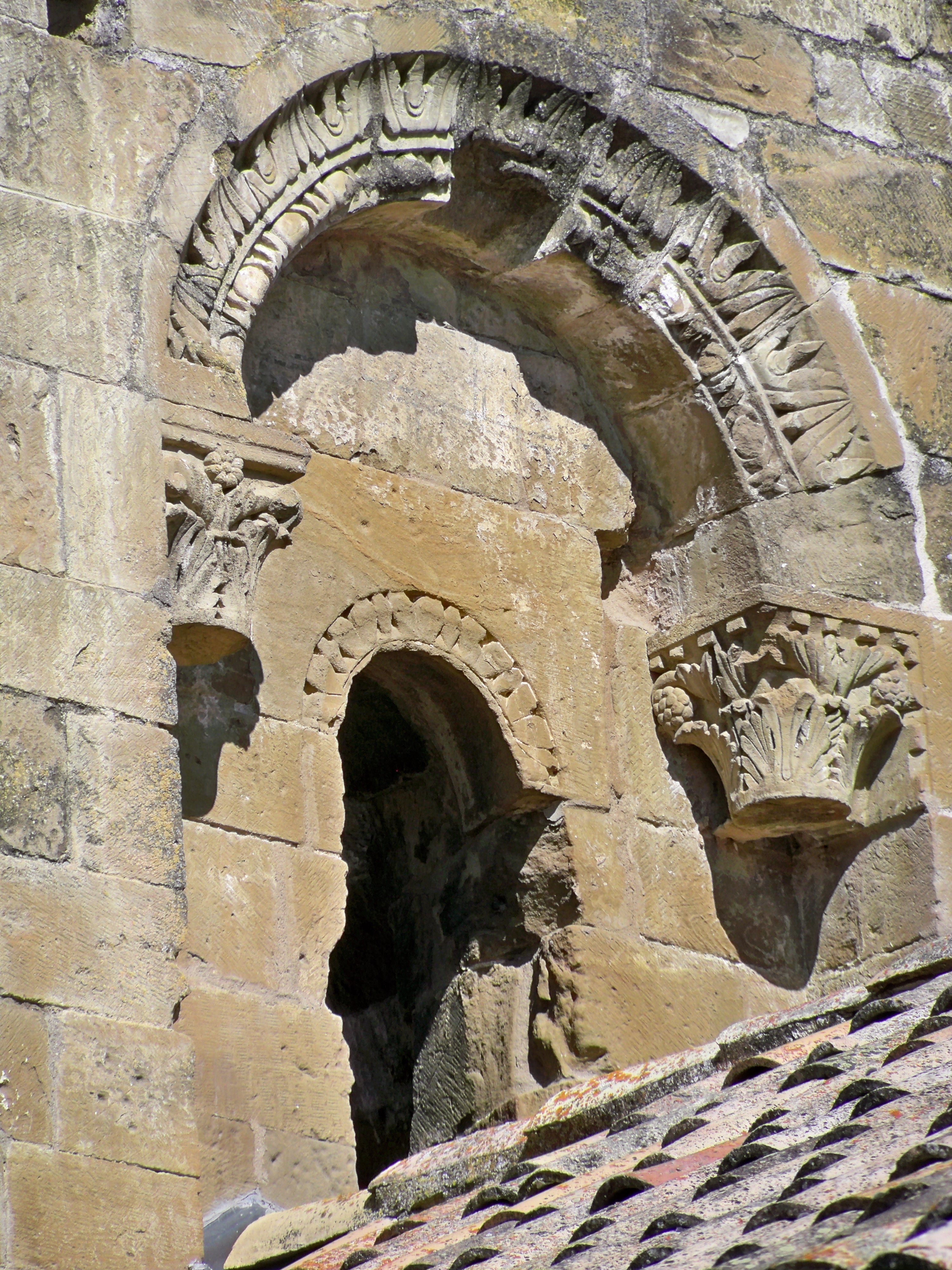
Priorato de Saint-André de Rosans
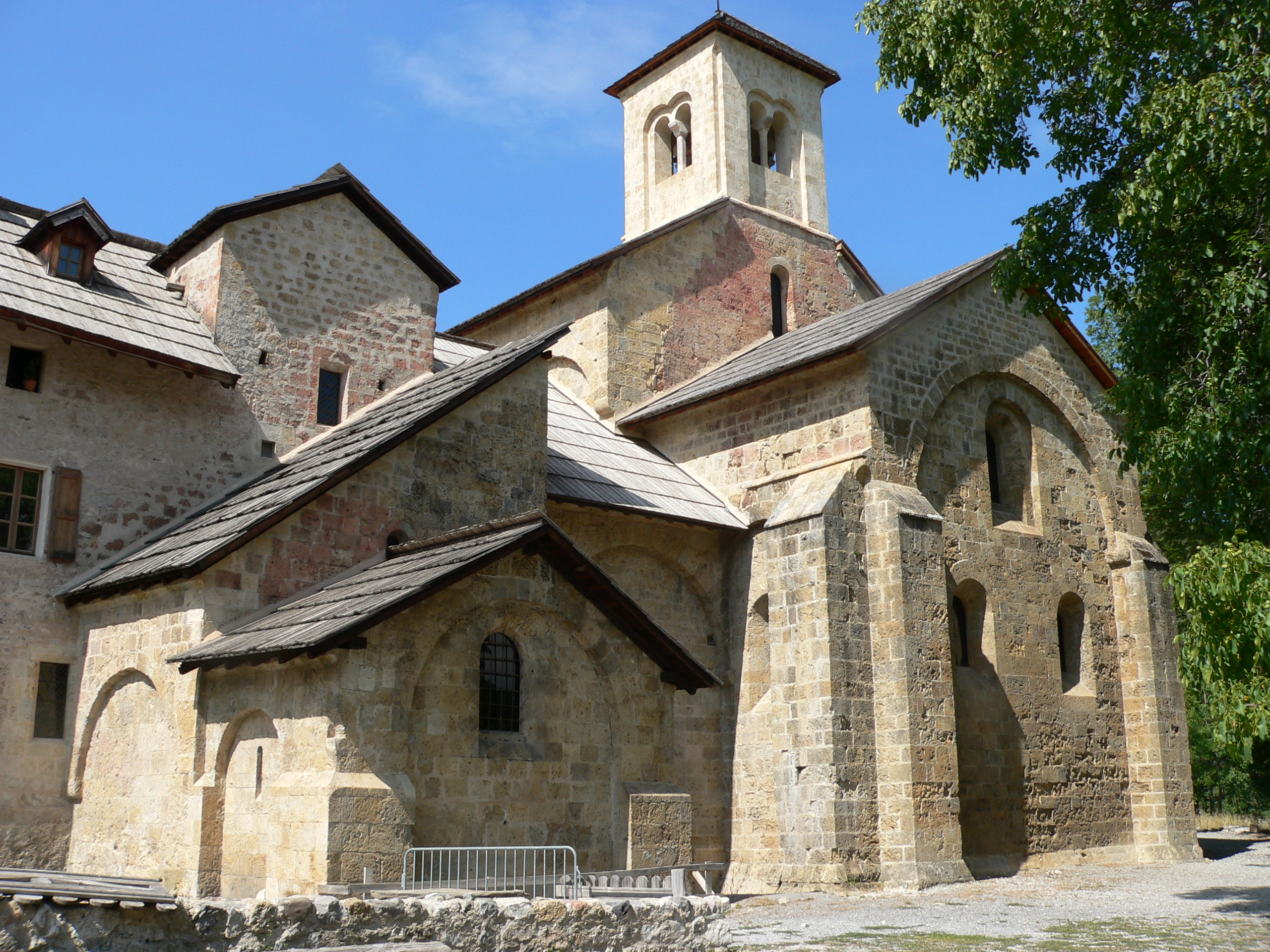
Abadía de Boscodon

### Languedoc

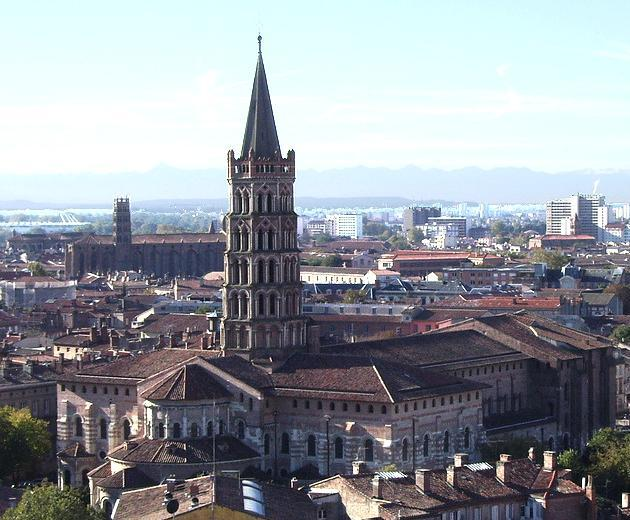
La basílica de San Sernín de Toulouse

El arte románico languedociano refleja numerosas influencias debido a la posición de encrucijada del Languedoc: la influencia de la antigüedad romana, la influencia de la arquitectura visigoda, la influencia del románico lombardo y la influencia arquitectura hispanomusulmana.
Este arte románico manifiesta también ciertas características particulares, como un tipo de aparejo llamado opus monspelliensis, el uso ornamental de cordones de basalto negro o incluso la abundancia de iglesias fortificadas.
Entre los principales edificios religiosos que han sobrevivido están las abadías de Saint-Gilles, Saint-Guilhem-le-Désert, Sainte Foy de Conques y Saint-Pierre de Moissac, y también a la basílica de San Sernín, el mayor edificio románico de Europa —todos bienes individuales parte de los Caminos de Santiago en Francia, declarados Patrimonio de la Humanidad por la Unesco en 1998 —, así como notables edificios civiles, como la casa románica de Saint-Gilles y el ayuntamiento de Saint-Antonin-Noble-Val.·

Arquitectura románica en el Languedoc
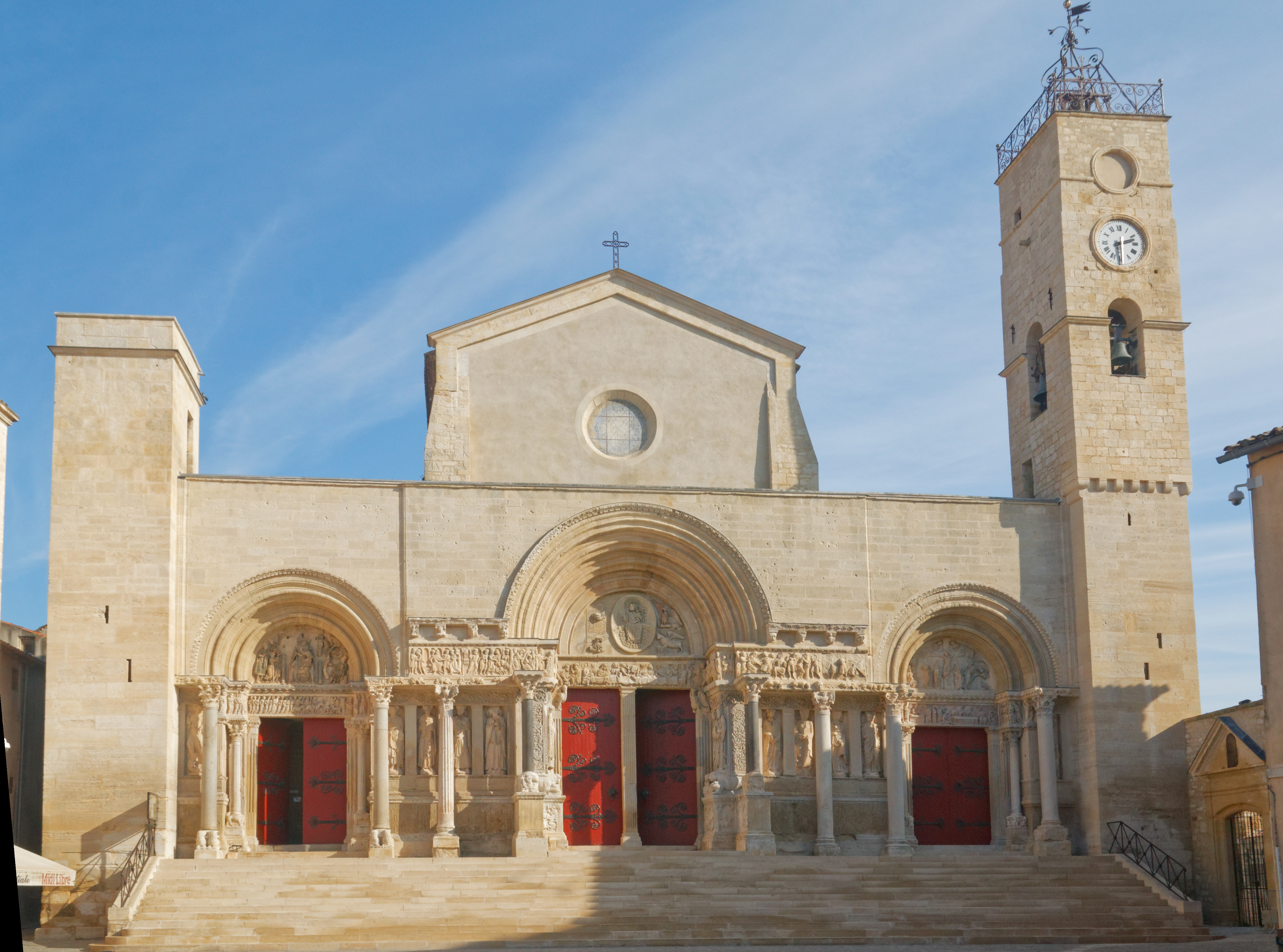
Abadía de Saint-Gilles
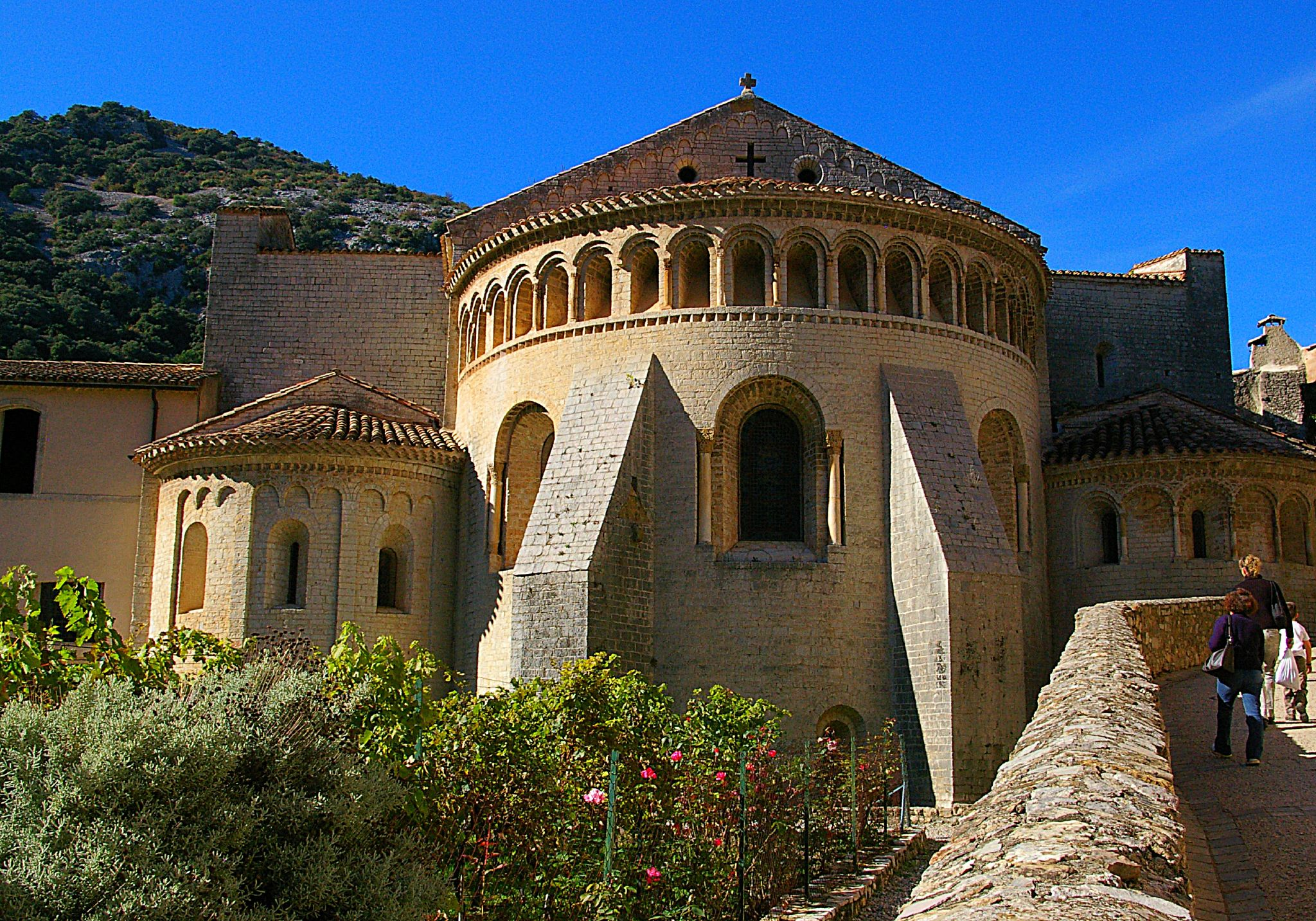
Abadía de Saint-Guilhem-le-Désert
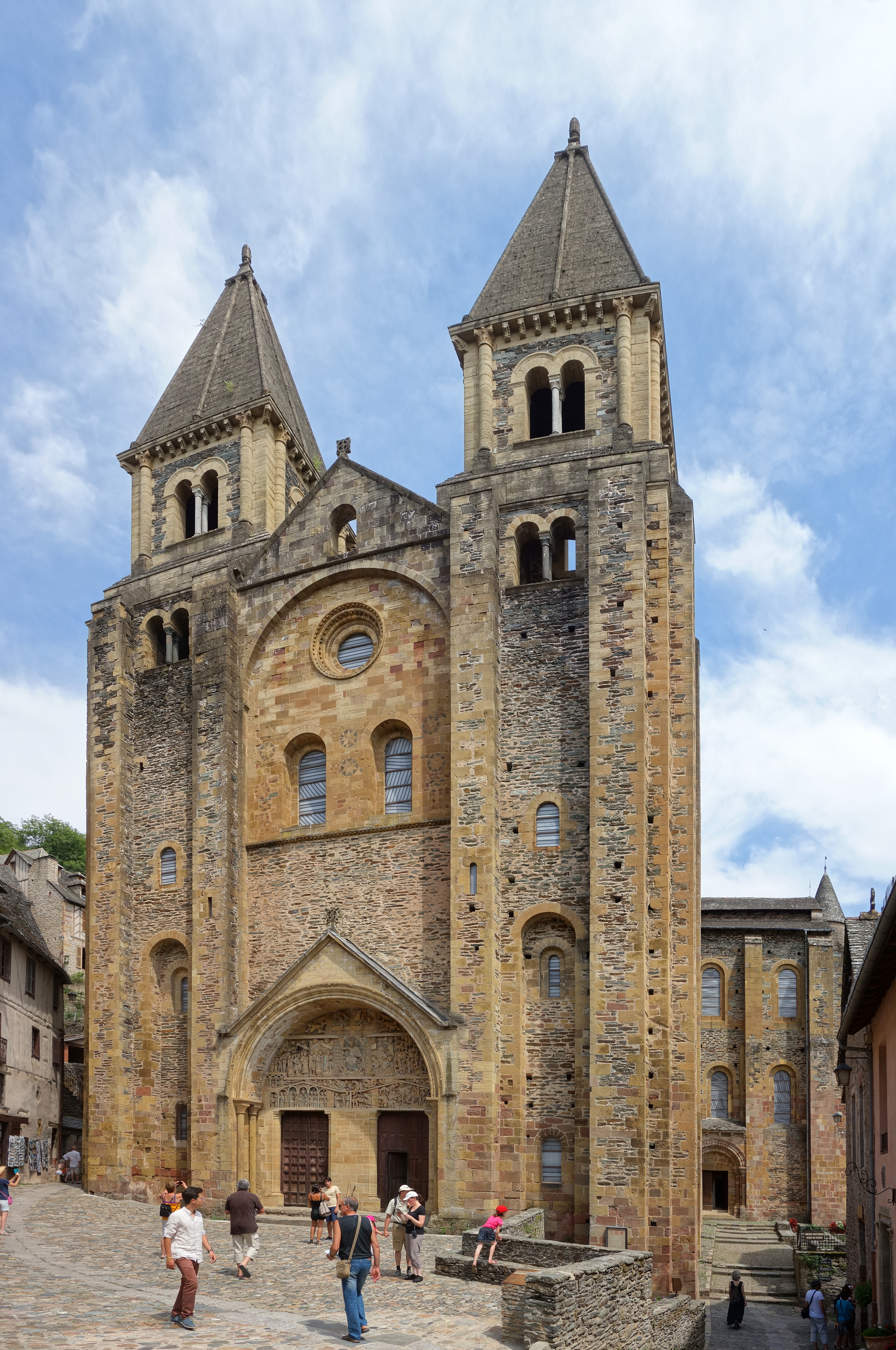
Iglesia abacial de Sainte-Foy
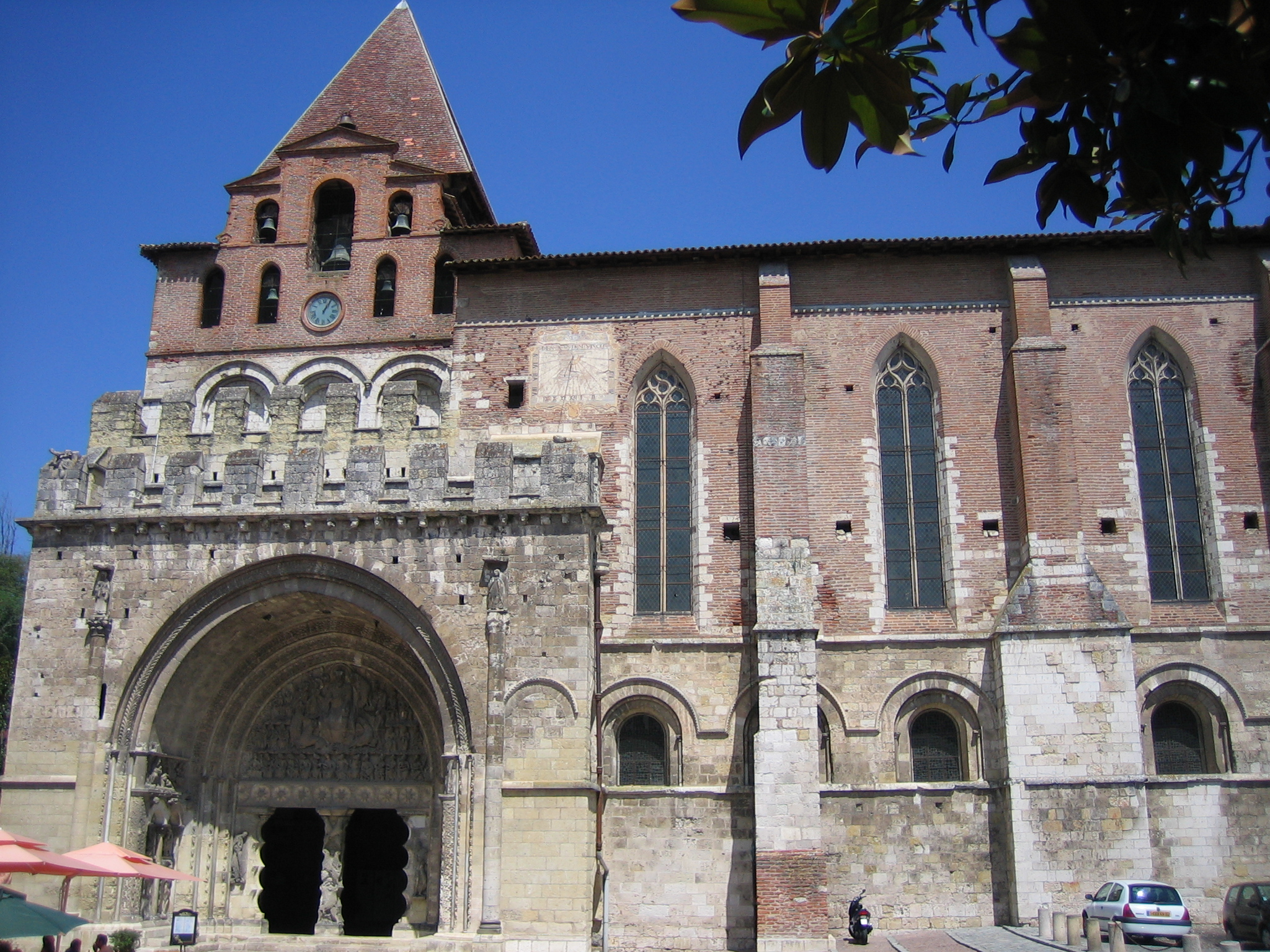
Abadía de Moissac

### Rosellón
Después de que Al Mansur capturase Barcelona en 985, la afirmación de las diferentes casas condales a ambos lados de la parte oriental de los Pirineos en el siglo XI dará lugar a la construcción de muchas abadías e iglesias en lo que ahora el departamento de Pirineos Orientales con la ayuda de albañiles de origen lombardo.
- Abadía de Saint-Michel de Cuxa (Pirineos Orientales)
- Abbaye Saint-Martin-du-Canigou (Pirineos Orientales)
- Iglesia de Sainte-Marie de Corneilla-de-Conflent (Pirineos Orientales)
- Catedral de Sainte-Eulalie-et-Sainte-Julie d'Elne (Pirineos Orientales)
- Prieuré de Serrabone (Pirineos Orientales)
- Abadía de Saint-Génis-des-Fontaines (Pirineos Orientales)
- Ancienne Iglesia abacial de Saint-André-de-Sorède à Saint-André (Pirineos Orientales)
- Abadía de Sainte-Marie d'Arles-sur-Tech (Pirineos Orientales)
- Iglesia de Saint-Jacques de Villafranca de Conflent (Pirineos Orientales)

#### Pirineos (fuera del Rosellón)

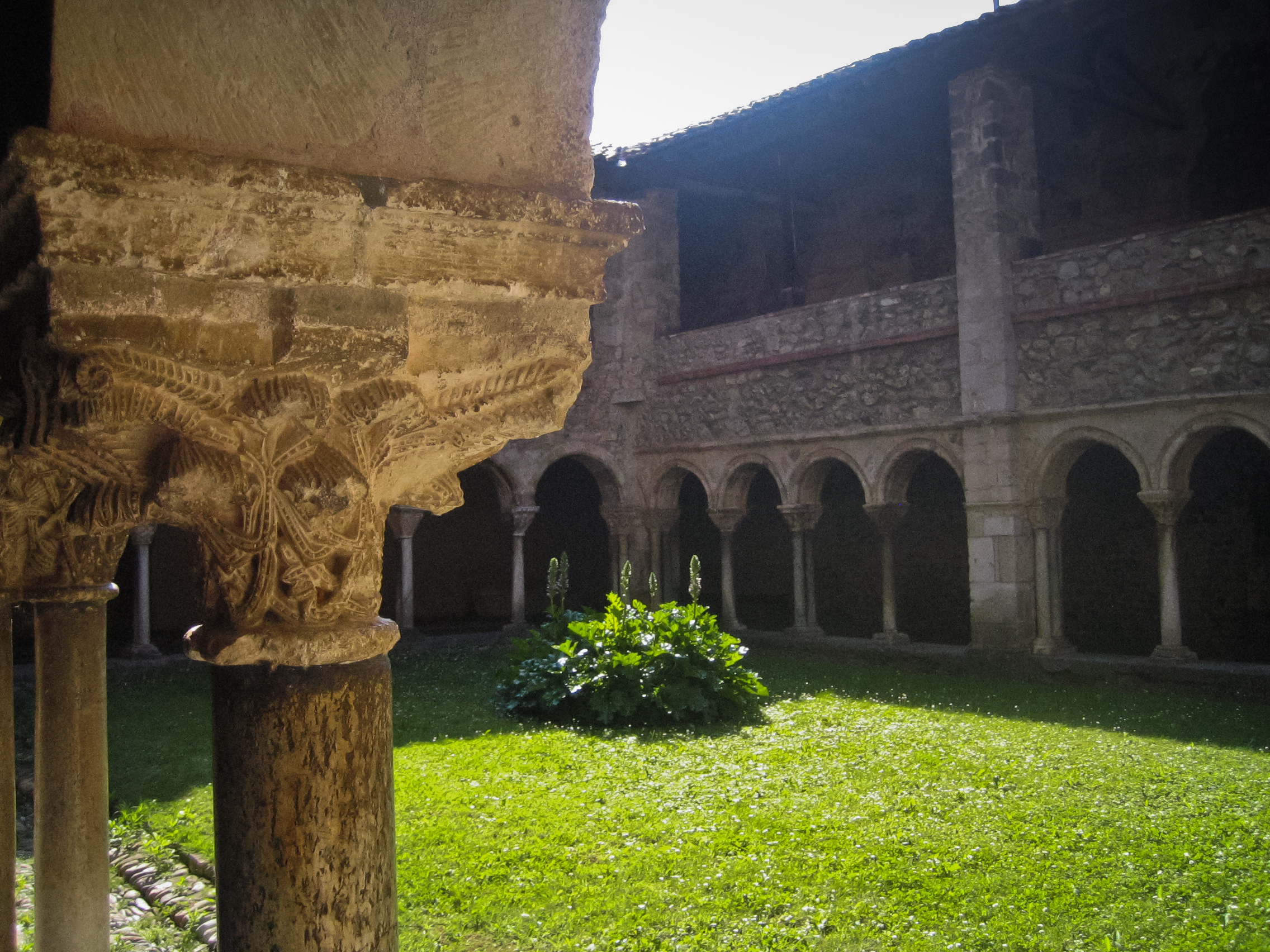
Cloître de la Catedral de Saint-Lizier en Saint-Lizier, Ariège

#### Comminges, Couserans y condado de Foix
- Colegiata de Saint-Pierre de Saint-Gaudens (Haute-Garonne)
- Catedral de Sainte-Marie à Saint-Bertrand-de-Comminges (Haute-Garonne)
- Iglesia de Saint-Aventin (Haute-Garonne)
- Iglesia de Saint-Benoît-Saint-Privat à Saint-Béat (Haute-Garonne)
- Basílica de Saint-Just de Valcabrère (Haute-Garonne)
- Catedral de Saint-Lizier de Saint-Lizier (Ariège)
- Abadía de Combelongue à Rimont (1138, Ariège)
- Iglesia de Vals (Ariège)
- Iglesia de Notre-Dame en Vic-d'Oust (Ariège)
- Capilla de Saint-Pierre o del Calvario en Castillon-en-Couserans (Ariège)

#### Gironda
- Cloître des Cordeliers (Saint-Émilion), Monumento histórico clasificado UNESCO (Gironda)

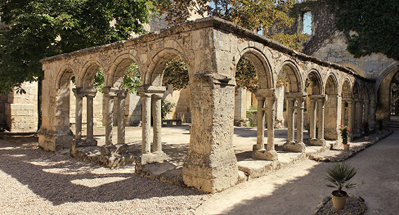
Le cloître des Cordeliers, à Saint-Emilion, typique de l'architecture romane.

#### Béarn
- Catedral de Santa María de Oloron (Pirineos Atlánticos)
- Catedral de Nuestra Señora de la Asunción de Lescar (Pirineos Atlánticos)

### País del Loira
- Catedral de Saint-Julien du Mans (Sarthe): parte norte
- Abadía de Nieul-sur-l'Autise (Vendée)
- Iglesia de Notre Dame de Vouvant (Vendée)
- Iglesia de Mareuil-sur-Lay-Dissais (Vendée)

### Champaña

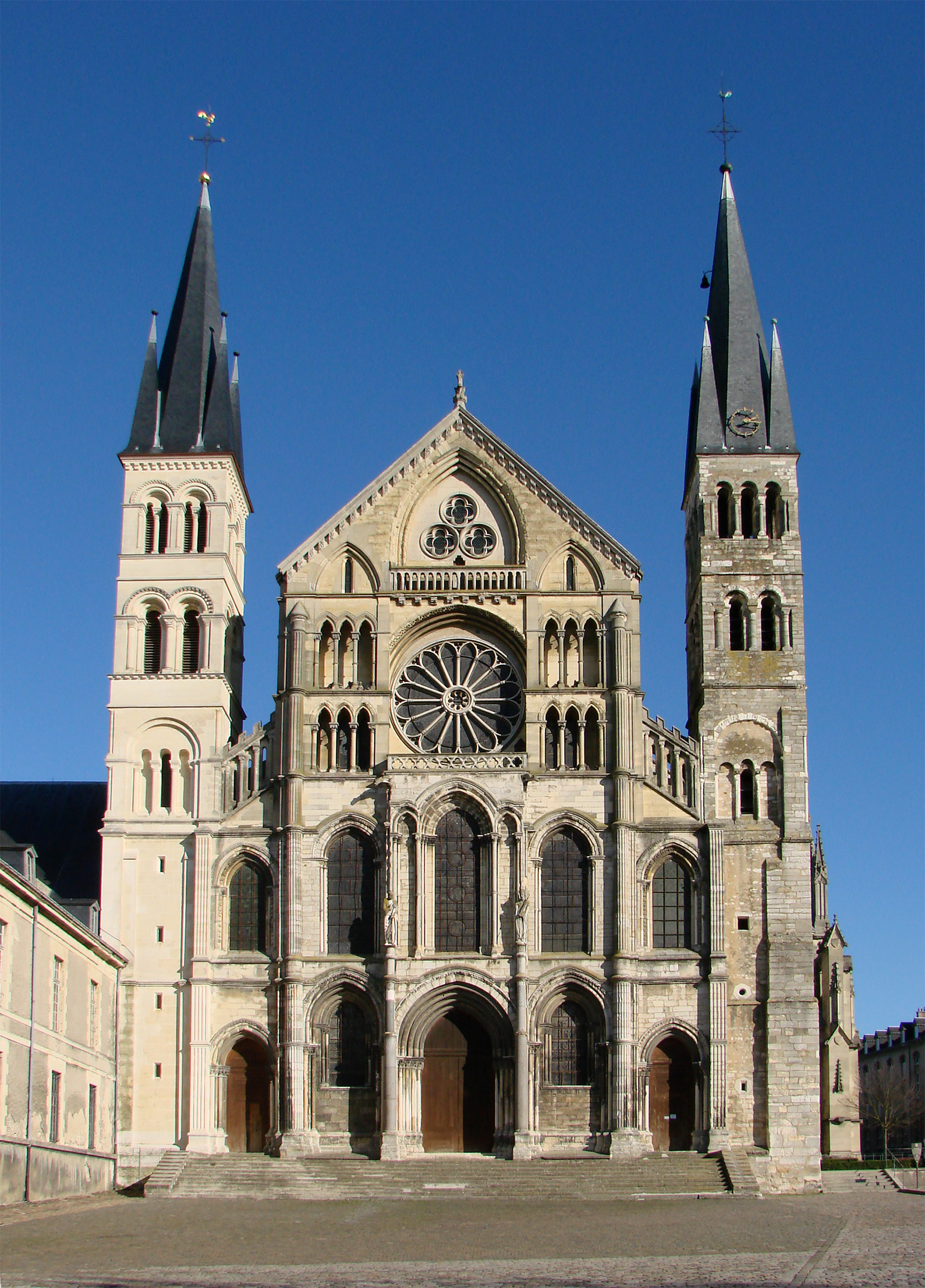
Basílica de Saint-Remi de Reims

- Basílica de Saint-Remi de Reims (Reims, Marne), nef et transept de style roman, édifice classé Monument Historique et inscrit sur la liste du patrimoine mondial par l'UNESCO.